# Danubio
El Danubio es uno de los ríos más importantes de Europa, que recorre la parte centro-oriental, en dirección principalmente oeste a este, pasando, o limitando, diez países —Alemania, Austria, Eslovaquia, Hungría, Croacia, Serbia, Rumania, Bulgaria, Moldavia y Ucrania— y desembocando en el mar Negro, donde forma el delta del Danubio, una región de gran valor ecológico. Tiene una cuenca de más de 817 000 km² —que representa el 8 % del territorio europeo donde vive el 10 % de su población— y que drena también partes de Suiza, Italia, República Checa, Polonia, Ucrania, Eslovenia, Macedonia del Norte, Bosnia y Herzegovina, Montenegro, Albania y Kosovo. Con 2850 km es el 2.º río más largo de Europa —tras el Volga—, el 26.º primario y el 31.º en total del mundo. Su red hidrográfica consta de unos 120 afluentes importantes: los más largos, el Tisza (1378 km), el Sava (1170 km) y el Prut (953 km); los de mayor caudal, el Sava (1513 m³/s), el Tisza (814 m³/s) y el Eno (o Inn) (753 m³/s); y los de mayor cuenca, el Tisza (157 100 km²), el Sava (95 720 km²) y el Siret (44 835 km²).
El Danubio se origina en la meseta alemana de Baar, en la Selva Negra (a una altitud de 1078 m), donde se unen dos pequeños ríos, el Brigach y el Breg, a 1,4 km de la pequeña ciudad de Donaueschingen. El curso superior está próximo a la ciudad de Viena y recorre Alemania y Austria, drenando parte de Suiza e Italia. Aquí el Danubio es un río de montaña típico, que fluye por la Selva Negra, la meseta suabo-bávara y la estrecha sección entre los Alpes y el macizo checo. Su valle es estrecho y profundo, con laderas altas y abruptas. El ancho del cauce varía desde los 10−100 m, en el área de la ciudad de Ulm, hasta los 100−350 m en la zona de Viena. La velocidad de la corriente es de 1,0−2,8 m/s. En algunos lugares el cauce del río se ha acondicionado con diques de protección. En este tramo, los mayores afluentes que recibe son principalmente por la derecha (Eno, Isar, Lech, Ens), con origen en los Alpes.
El curso medio cubre el tramo desde Viena hasta el desfiladero de la Puertas de Hierro, tramo en que cruza la llanura del Danubio Medio y atraviesa Austria, Eslovaquia, Hungría, Croacia, Serbia y Rumanía. Entre Viena y la ciudad húngara de Vác fluye en dirección este; luego, hasta la ciudad croata de Vukovar, en dirección sur; y, desde las Puertas de Hierro, en dirección estesureste. En la llanura del Danubio Medio el valle tiene de 5−20 km de anchura, con dos terrazas de llanuras de inundación distintas: el cauce serpentea y se divide en brazos separados y la velocidad de la corriente se ralentiza hasta 0,3−1,1 m/s. En algunos lugares, el río supera colinas bajas separadas y cruza colinas transversales, formando gargantas (Puerta Húngara, garganta de Visegrad, Puertas de Hierro, garganta deKazán). En esos tramos su valle se estrecha a 0,6−1,5 km, y hasta 150 m, a medida que su profundidad aumenta significativamente (hasta 15−20 m, en el desfiladero de Kazán, con 70 m de anchura), y su velocidad aumenta a 2,2−4,7 m/s. Como resultado de las infraestructuras hidroeléctricas construidas, la mayoría de sus meandros han desaparecido, algunos de los pequeños manguitos laterales se han secado y se han construido diques de protección contra el agua. En esta sección el Danubio recibe sus mayores afluentes (Sava, Tisza, Drava, Gran Morava, Vah), y su área de drenaje se amplia mucho, con zonas de Italia, República Checa, Polonia, Ucrania, Eslovenia, Bosnia y Herzegovina, Albania y Kosovo.
El curso inferior va desde la garganta de la Puertas de Hierro hasta el estuario, una sección en que pasa por Serbia, Bulgaria, Rumanía, Moldavia y Ucrania; fluye inicialmente hacia el sureste (hasta Vidin), luego hacia el este (hasta Silistra), y finalmente al norte (a Galati) y nuevamente al este hasta la desembocadura. Aquí el Danubio es un típico río de llanura, que fluye a través de las tierras bajas del Bajo Danubio. Su valle se ensancha hasta los 7−20 km, y la anchura de sus terrazas inundables también hace que se divida en numerosos ramales y estrechos. El cauce en algunos lugares alcanza 1−2 km, con una profundidad media de 5−7 m y una velocidad de 0,5−1,0 m/s. En este tramo los afluentes más importantes son los ríos Prut, Siret, Olt, Ialomița, Iskar y Arges. En su confluencia con el mar Negro, el Danubio forma un gran delta (área de 3500 km²), que se divide en 3 ramales principales (gargantas): Kiliyski, Sulinski y Georgievski. La más septentrional, el ramal Kili, sirve como frontera entre Rumanía y Ucrania; el brazo medio, el Sulinsky, es el más profundo y la principal ruta navegable.
Decenas de grandes ciudades se encuentran a orillas del Danubio, incluidas las capitales de cuatro países —la austriaca Viena (1 911 191 hab.), la serbia Belgrado (1 378 682 hab.), la húngara Budapest (1 752 286 hab.) y la eslovaca Bratislava (437 725 hab.)—, las capitales de varias entidades subnacionales —Linz (estado de Alta Austria 206 595 hab.), Győr (condado de Győr-Moson-Sopron), Vukovar (condado de Vukovar-Srijem), Vidin (provincia de Vidin), Drobeta-Turnu Severin (distrito de Mehedinți), Calarasi (distrito de Calarasi), Giurgiu (distrito de Giurgiu), Tulcea (distrito de Tulcea— y varias ciudades de gran tradición histórica como Ulm, Ratisbona, Passau o Esztergom. Los cascos históricos de Budapest (1987), de Viena (2001) y de Regenzburg (2006), han sido declarados Patrimonio de la Humanidad, así como la Reserva natural de Srébarna (1983), el Delta del Danubio (1991) y el tramo del Paisaje cultural de Wachau (2000).
En el curso del Danubio se han protegido muchos tramos, destacando en Alemania, el parque natural del Danubio Superior, «Donau Auen entre Neuburg e Ingolstadt» y el área protegida Donauleiten; en Austria, el parque nacional Danubio-Auen; en Eslovaquia, el área protegida de la llanura aluvial del Danubio; en Hungría, el parque nacional del Danubio-Ipoly y Gementz; en Croacia, el parque natural Kopački Rit; en Serbia, la reserva natural del Alto Danubio, el parque nacional de Fruška Gora, la reserva natural Kovilsko-Petrovaradinski Rit, la Gran Reserva Natural de la Isla Militar y el parque nacional de Đerdap; en Rumania, el parque natural Puertas de Hierro, el parque natural Machina, el parque natural Pequeño Lago Braille y la reserva de la biosfera Delta del Danubio; y en Bulgaria, el parque natural «Parque», el área protegida de Kalimok-Brushlen y la reserva natural de Srébarna.
El Danubio fue incluido en la lista de varios de los ríos más amenazados del mundo, preparada para el Día Mundial del Agua en 2007.
Constituyó durante la Edad Antigua una de las fronteras naturales que formaban el limes del Imperio romano (junto con el Rin y otros ríos y algunos trechos fortificados). En las fuentes clásicas se le llamaba Istro. La ruta de Carlomagno, que fue utilizada entre 1096 y 1099 por el ejército de Godefroy de Bouillon durante la Primera Cruzada, seguía el Danubio, que también siguió, en sentido contrario y 340 años más tarde, el ejército otomano que quería tomar Europa, ruta que volverán a seguir en muchas más campañas hasta llegar en 1529 a poner cerco a la misma Viena.

## Etimología
El topónimo alemán para el Danubio es Donau (pronunciaciónⓘ), en eslovaco Dunaj, en húngaro Duna (pronunciaciónⓘ), en croata, serbio y búlgaro se llama Dunav (en cirílico Дунав), en rumano Dunărea (pronunciaciónⓘ), en ruso y ucraniano Дунай (Dunaj), en inglés (como en francés) Danube y en turco Tuna. Todos estos nombres provienen del latín Danubius que sería el nombre de una deidad de los ríos. Este étimo indoeuropeo se encuentra en el sánscrito dānu, que significa «río» o «corriente». Otros nombres de ríos europeos que quizá provengan de esta misma raíz indoeuropea son el Donets, el Dnieper, el Dniester, el Don en Rusia, el Don en el Reino Unido y el Dão en Portugal.
En alemán, la terminación au proviene del hidrónimo germánico *awa y el topónimo «Donau» se ha utilizado desde 1763. En documentos alemanes más antiguos, también se encuentran las apelaciones «Tonach» y más tarde «Donaw».
Los otros nombres están en latín Danubius o Danuvius y en griego antiguo Ἴστρος, Istros.

## Mitología
Bajo el nombre de Istros (en griego antiguo: Ἴστρος, romanizado: Ístros) el Danubio es uno de los 25 hijos de Tetis y de Océano, citados por Hesíodo en su Teogonía, donde relata la creación del mundo:

Y Tetis, con el Océano, dio a luz a los voraginosos Ríos: el Nilo, el Alfeo, el Eridano de profundos remolinos; el Estrimón, el Meandro, el Istro, de bellas corrientes; el Fasis, el Reso, y el Aqueloo, de plateados remolinos;  el Neso, el Rodio, el Haliacmón, el Hectáporo, el Gránico, el Esepo, el divino Simune, el Peneo, el Hermo, el Ceco,  de hermosa corriente; el gran Sangario, el Ladón, el Partenio, el Eveno, el Ardesco y el divino Escamandro.
Hesíodo, Teogonía

El mito de los argonautas relata que, para regresar a Argos, remontaron el Istros (Ister) a partir del Ponto Euxino (mar Negro) hasta su nacimiento y luego regresaron al mar Adriático por otro brazo del río. Diodoro de Sicilia siglo I a. C. ya señaló la imposibilidad de tal cosa y atribuyó esa leyenda a la homonimia entre el Istros (Danubio) y la región conocida como la Istria al norte del mar Adriático. Es el Danubio el que desemboca en el Inn en Passau (Alemania); los antiguos habrían subido no por el Danubio sino por el Inn (con mayor caudal) hasta su nacimiento (cerca de Sankt Moritz), donde hay una importante línea divisoria de aguas (hacia el Rin y el mar del Norte, hacia el Danubio y el mar Negro, y hacia el Po y el mar Adriático).
La boca meridional del Danubio fue ocupada por la ciudad griega milesia de Istros o Histria fundada alrededor del siglo VII a. C.. El río marcaba la frontera entre el mundo griego y el mundo escita.

## Historia
La cuenca del Danubio es una región muy amplia, cuya peculiaridad se inició desde tiempos muy remotos en la Prehistoria. El nombre Danubio contiene el hidrónimo indoeuropeo *danu- 'agua corriente, río' muy común en la Europa oriental (Dniéper, Dniéster, Don, etc.).

### Prehistoria

La evolución de las bocas del Danubio desde la antigüedad hasta nuestros días (muchos mapas históricos no lo tienen en cuenta y muestran anacrónicamente la orilla actual)

Algunas de las civilizaciones europeas más antiguas se han asentado en la cuenca del Danubio. Entre las civilizaciones neolíticas danubianas, se encuentran en particular las civilizaciones de las bandas del centro de la cuenca del Danubio. En el Calcolítico, la cultura de Vučedol (llamada así por el sitio de Vučedol cerca de Vukovar en Croacia), notable por sus cerámicas se estableció alrededor del río. Numerosos sitios de la cultura de Vinča, que datan del VI al III milenio a. C. se encuentran a lo largo del Danubio.

### Antigüedad

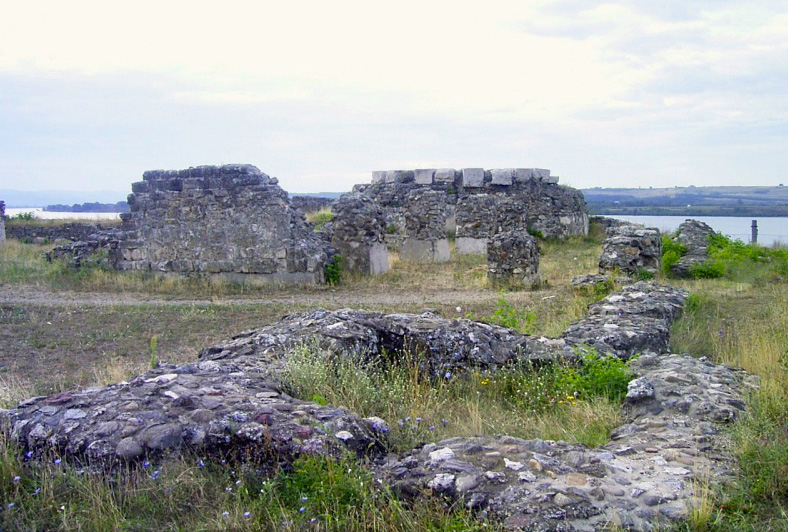
Ruinas romanas de Drobeta-Turnu Severin en el Danubio

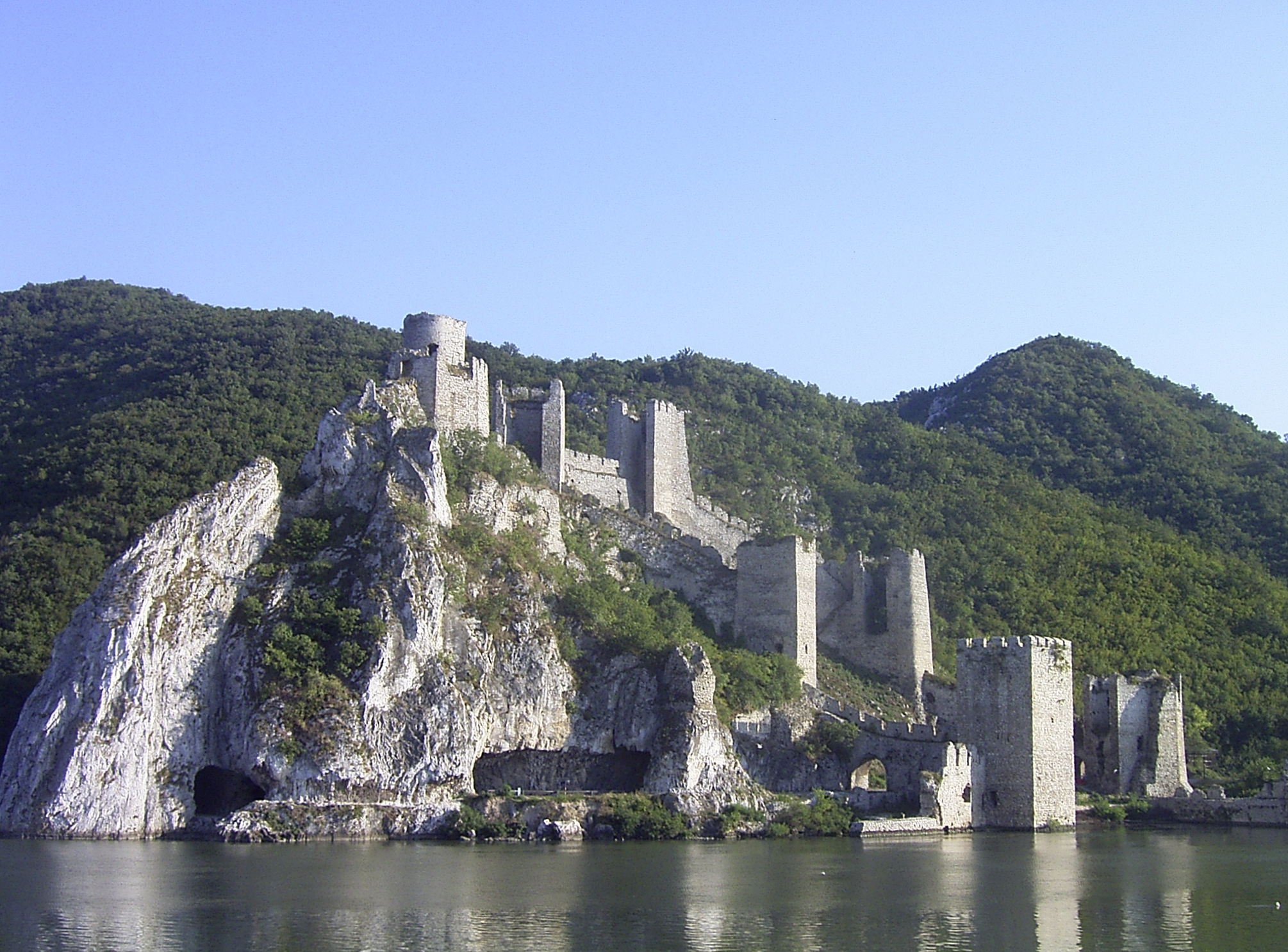
Ruinas de la fortaleza de Golubac, en el Danubio, a la entrada de las Puertas de Hierro, en Serbia

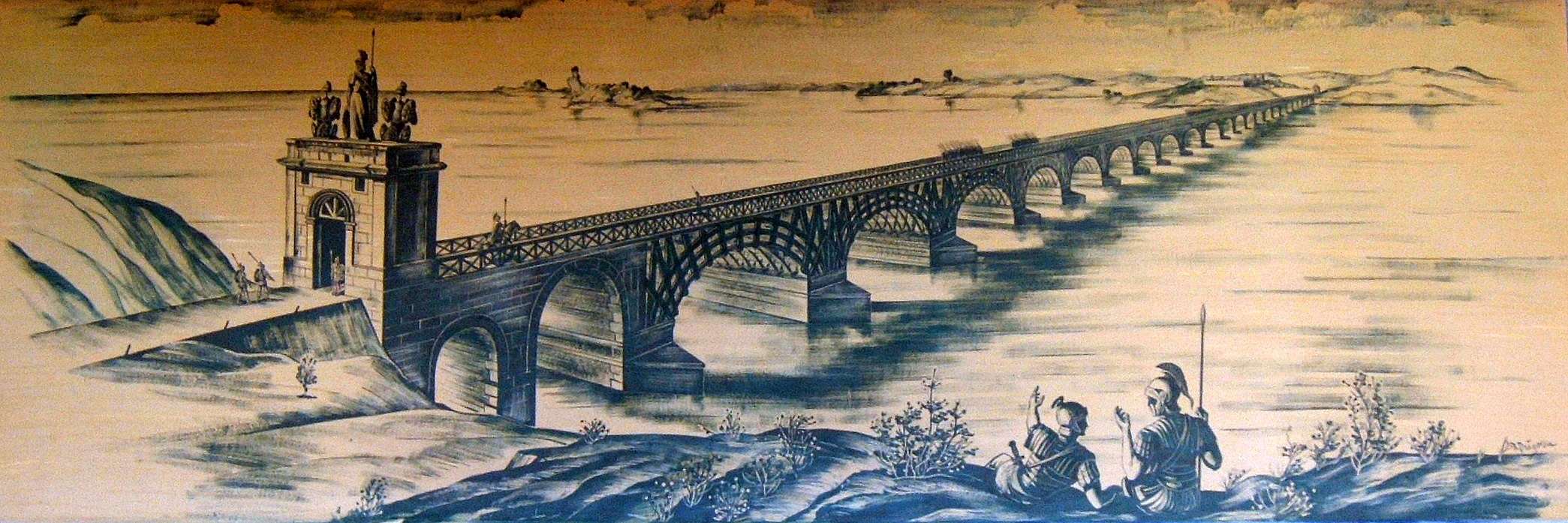
Ilustración del ingeniero Duperrex de cómo debió de ser el puente de Trajano

En el siglo VII a. C. los antiguos griegos remontaron el río desde el mar Negro pasando por la ciudad de Tomis, ahora Constanța. Su viaje de descubrimiento río arriba terminó cerca de Drobeta, el punto a partir del cual los torbellinos de las "Puertas de Hierro", estrecho y encajonado desfiladero, hicieron imposible a los navegantes de la época la progresión hacia los Cárpatos del Sur y las montes Metálicos serbios.
Para los antiguos romanos, a partir del 37 d. C., el Danubio fue la frontera entre su Imperium y el Barbaricum del Norte, entre el mundo civilizado y urbanizado regido por la ley, y un mundo más libre regido por la costumbre. Prácticamente desde su nacimiento hasta su desembocadura, se mantuvo allí una flota romana permanente, la classis. Mientras el río no se congelara, esa flota era suficiente para evitar que los teutones, dacios y escitas lo cruzaran, ya que no tenían tecnología para contrarrestarla. Cuando el río se congelaba, eran las legiones estacionadas en la margen derecha del río las que se hacían cargo. Marco Aurelio consiguió varias victorias sobre los marcomanos gracias a la clasis. Los romanos dominaron el río hasta Valentiniano I (364-375) salvo unos años muy fríos (256 a 259, cuando las bases y muchas de las embarcaciones fueron tomadas por sorpresa).
El Imperio romano no franqueó el Danubio hacia Dacia hasta después de haber construido el puente de Trajano, obra de Apolodoro en 101 d. C. a la altura de la ciudad guarnición de Drobeta ubicada cerca de las «Puertas de Hierro» y después de haber librado dos batallas en 102 y 106. Esta victoria del emperador Trajano sobre los dacios bajo las órdenes de Decébalo permitió la creación de la provincia de Dacia que fue abandonada en 271. Esas dos batallas constituyen el friso de la columna de Trajano, en el centro de su foro, en Roma. El puente fue durante más de mil años el más largo nunca construido. En ambas orillas del Bajo Danubio, la romanización de los tracios llevó a los tracio-romanos, hablantes de lenguas romances orientales, y más tarde llamados «valacos» por las oleadas de invasores del este (hunos, visigodos, ostrogodos, vándalos, gépidos, lombardos, ávaros y eslavos), que del siglo III al V pasaron por la cuenca del Danubio de este a oeste y de norte a sur.
Durante estas grandes invasiones, en la antigua frontera romana, en medio de esas nuevas poblaciones, pequeñas comunidades romances: los Walcheren, Welschenlants, Walchengaue o Valachies (que los historiadores llaman romaníes populares), se mantienen en los macizos forestales ((Ardenas, Vosgos: valones y galeses) o montañoso (Alpes: romanches, ladinos; Cárpatos y Balcanes: válacos). El Imperio romano dio paso a los reinos germánicos en su parte occidental en 476: en su parte oriental se mantuvo hasta 1453, pero "tomó" del Danubio en 679 cuando llegaron los búlgaros, solo para regresar allí durante dos siglos, desde 971 hasta 1180.

### Edad Media
En el siglo IX, la cuenca media del Danubio fue el área de asentamiento de las tribus magiares llegados desde los Urales, que poblaron lo que ahora es Hungría para fundar allí, con las poblaciones germánicas, eslavas y valacas que ya transhumaban allí, la nación húngara bajo el rey Esteban I de Hungría.
La ruta de Carlomagno, que fue utilizada entre 1096 y 1099 por el ejército de Godefroy de Bouillon durante la Primera Cruzada, también discurría a lo largo del Danubio desde Ratisbona hasta Belgrado. Aproximadamente 340 años después, el ejército otomano tomó la misma ruta en la dirección opuesta. El Danubio fue para ellos la principal arteria de transporte de tropas y suministros durante su campaña por el sureste de Europa. El curso de agua permitió a los otomanos avanzar rápidamente y a partir de 1440 libraron las primeras batallas por Belgrado, ubicado a 2000 km de la desembocadura del río. La conquista de la ciudad no tuvo éxito, sin embargo, hasta 1521, y solo unos años más tarde, en 1526, el ejército otomano derrotó al reino de Hungría en la primera batalla de Mohács. Cuando el rey Luis II de Hungría murió durante la batalla, Hungría se integró en la Austria de los Habsburgo. Este evento marcó el nacimiento de la «monarquía danubiana». 

### Tiempos modernos y época contemporánea
En 1529, los turcos llegaron a Viena, el corazón de Europa central, pero fueron derrotados allí. Así se detuvo la expansión de los otomanos a lo largo del Danubio y desde la batalla de Mohács en 1687, gradualmente perdieron terreno y poder. La paulatina represión de los turcos descansó fundamentalmente en la iniciativa de Austria y luego de Austria-Hungría, que ganó allí el poder y, al mismo tiempo, fue rechazada por el Sacro Imperio Romano Germánico y luego por la zona germánica. Junto con Austria, el Imperio otomano siguió siendo, sin embargo, uno de los factores políticos más importantes en el sudeste de Europa hasta la pérdida definitiva de sus territorios balcánicos durante las guerras ruso-turcas (1768-1774) y las guerras balcánicas en 1912-1913. El Danubio desempeñó entonces no solo el papel de arteria militar y comercial, sino también de vínculo político, cultural y religioso entre Oriente y Occidente.
También se debe subrayar el papel del río durante la guerra de la Quinta Coalición en 1809, que vio a Austria oponerse al emperador Napoleón I. Después de sus derrotas en abril, el ejército austríaco retrocedió detrás del Danubio y obligó a Napoleón a reunirse con él en el otro lado, si quería obtener la paz con Austria, lo que terminaría en las batallas de Essling y de Wagram
Durante la Segunda Guerra Mundial, el Danubio fue uno de los principales ejes de transporte del petróleo rumano, entonces la principal fuente de suministro alemán, a las fábricas del Reich. Durante el verano de 1944, la Real Fuerza Aérea arrojó más de 1500 minas allí, entre Giurgiu y Bratislava. En pocos meses, esas minas hundirían más de 250 barcos, incluidos 29 petroleros, y dañarían otros 200 más, es decir, una proporción excepcional de un barco ocado por 3 o 4 minas lanzadas. Esta minado interrumpirá casi por completo el tráfico en el río
Después de la Segunda Guerra Mundial, en 1946 se elaboró una nueva regulación del tráfico fluvial que debía sustituir a los acuerdos de París de 1921. Todos los países ribereños participaron en la conferencia de Belgrado de 1948 excepto los países derrotados, Alemania y Austria. Cuando se firmó el tratado, también se firmó un apéndice que aceptó Austria en la Comisión del Danubio. La República Federal de Alemania no pudo unirse a la comisión hasta 1998, casi cincuenta años después de la conferencia de Belgrado, debido al rechazo de los soviéticos. Actualmente, solo los países danubianos disfrutan de la libertad de comercio y navegación en el río.

## Hidrografía

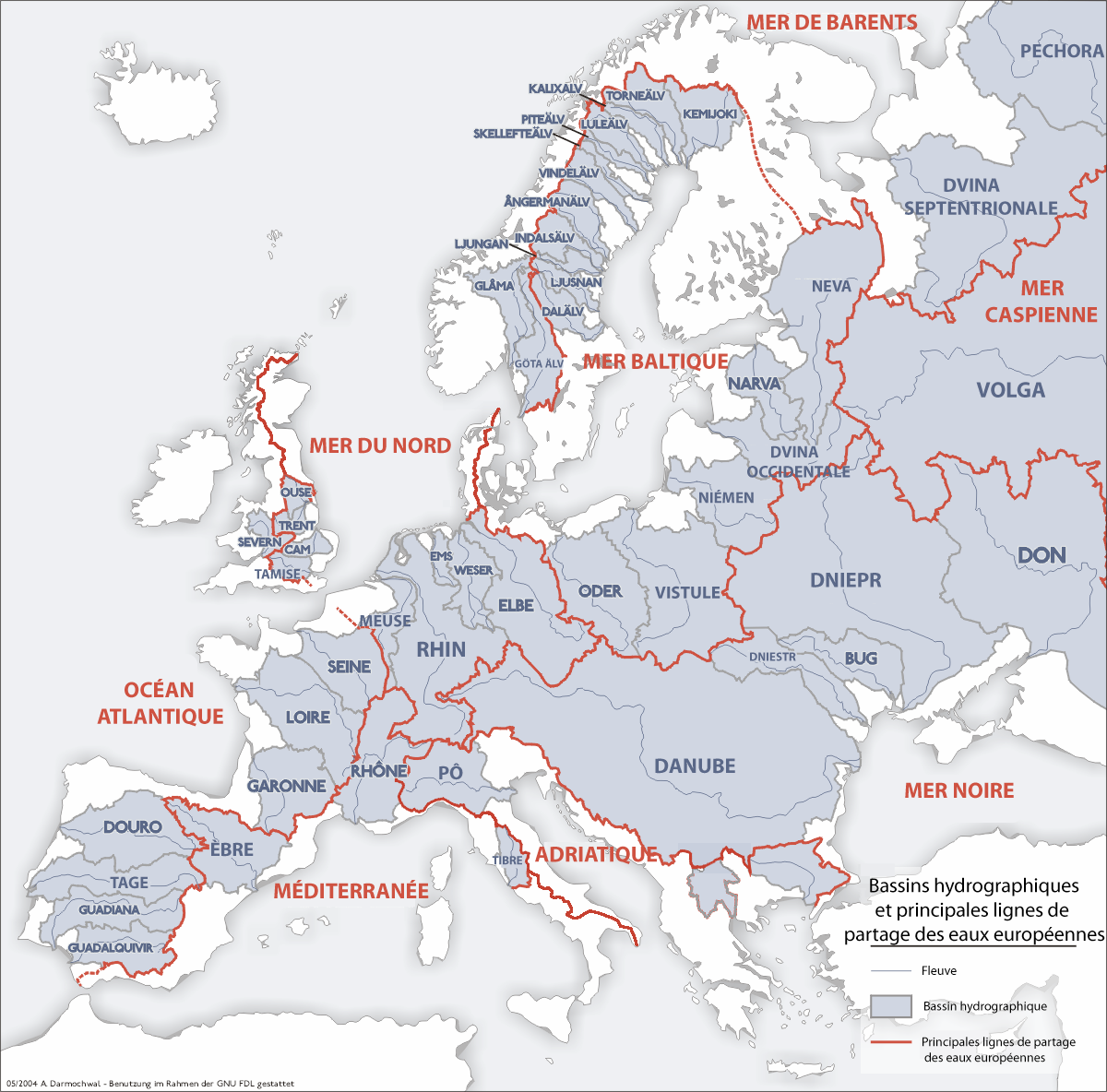
Mapa de las cuencas hidrográficas de Europa, mostrando que la del Danubio es una de las mayores. Las líneas rojas corresponden a las principales divisorias de agua europeas.

El Danubio es uno de los únicos grandes ríos europeos (junto con el Po) que fluye de oeste a este. Alcanza, tras un curso de 2852 km (longitud abreviada, que no tiene en cuenta la ruta del Breg, en el curso inicial del Danubio, y la ruta principal en su delta), el mar Negro en la región del delta del Danubio (4300 km²), en Rumanía y en Ucrania. A diferencia de otros ríos, los kilómetros del Danubio se cuentan desde la desembocadura hasta la fuente, siendo el «punto oficial cero» materializado por el faro de la ciudad rumana de Sulina en el borde del mar Negro.
La cuenca del Danubio drena un área de 802 266 km², correspondiendo a los siguientes veinte países: Rumania (29,9%), Hungría (11,7%), Serbia (10,3%), Austria (10,2%), Alemania (7,5%) Eslovaquia (5,8%), Bulgaria (5,2%), Bosnia y Herzegovina (4,8%), Croacia (4,5%), Ucrania (3,8%), República Checa (2,6%), Eslovenia (2,2%), Suiza (0,32%), República de Moldavia (0,29%), Italia (0,15%), Polonia (0,09%). Cuatro países drenan áreas muy pequeñas: Ucrania, a través del río Tisza, Kosovo, por las fuentes del Gran Morava, Albania, por las fuentes del río Drina y Moldavia, directamente, una pequeñísima superficie testimonial.
Salidos principalmente de los Alpes, los afluentes más importantes del curso superior del Danubio llegan por la margen derecha, y en el curso inferior lo hacen, por el contrario, por la izquierda, llegados de los Cárpatos, aunque también algunos lo hacen de los montes Balcanes. Una etimología común ha dado el mismo nombre a dos de ellos: el Morava. Desde el nacimiento hasta la desembocadura, los principales afluentes son:
- Iller (147 km y 70 m³/s)
- Lech (285 km y 200 m³/s)
- Altmühl (220 km y 22 m³/s)
- Naab (165 km y 49 m³/s)
- Regen (165 km)
- Isar (295 km y 174 m³/s)
- Inn (517 km y 735 m³/s)
- Traun (153 km y 150 m³/s)
- Enns (254 km y 195 m³/s)
- Kamp
- Morava (358 km y 110 m³/s)
- Leita (o Leitha) (180 km)
- Rába o Raab (322 km y 63 m³/s)
- Váh (413 km y 161 m³/s)
- Hron (298 km y 55 m³/s)
- Ipeľ (232 km y 22 m³/s)
- Sió, emisario del lago Balaton, con 39 m³/s)
- Drava (749 km y 577 m³/s)
- Tisza (1378 km y 794 m³/s)
- Sava (990 km y 1564 m³/s)
- Timiș (359 km y 47 m³/s)
- Gran Morava (493 km y 232 m³/s)
- Mlava (158 km y 14 m³/s)
- río Timok (203 km y 31 m³/s)
- Jiu (331 km y 86 m³/s)
- Iskar (368 km y 54 m³/s)
- Vit (189 km)
- Olt (709 km y 174 m³/s)
- Vedea (224 km)
- Osam (314 km y 1,64 m³/s)
- Yantra (285 km y 47 m³/s)
- Rusenski Lom (196,9 km y 5,6 m³/s)
- Argeș (350 km y 71 m³/s)
- Ialomita (417 km y 45 m³/s)
- Siret (706 km y 240 m³/s)
- Prut (953 km y 110 m³/s)

## Hidrología

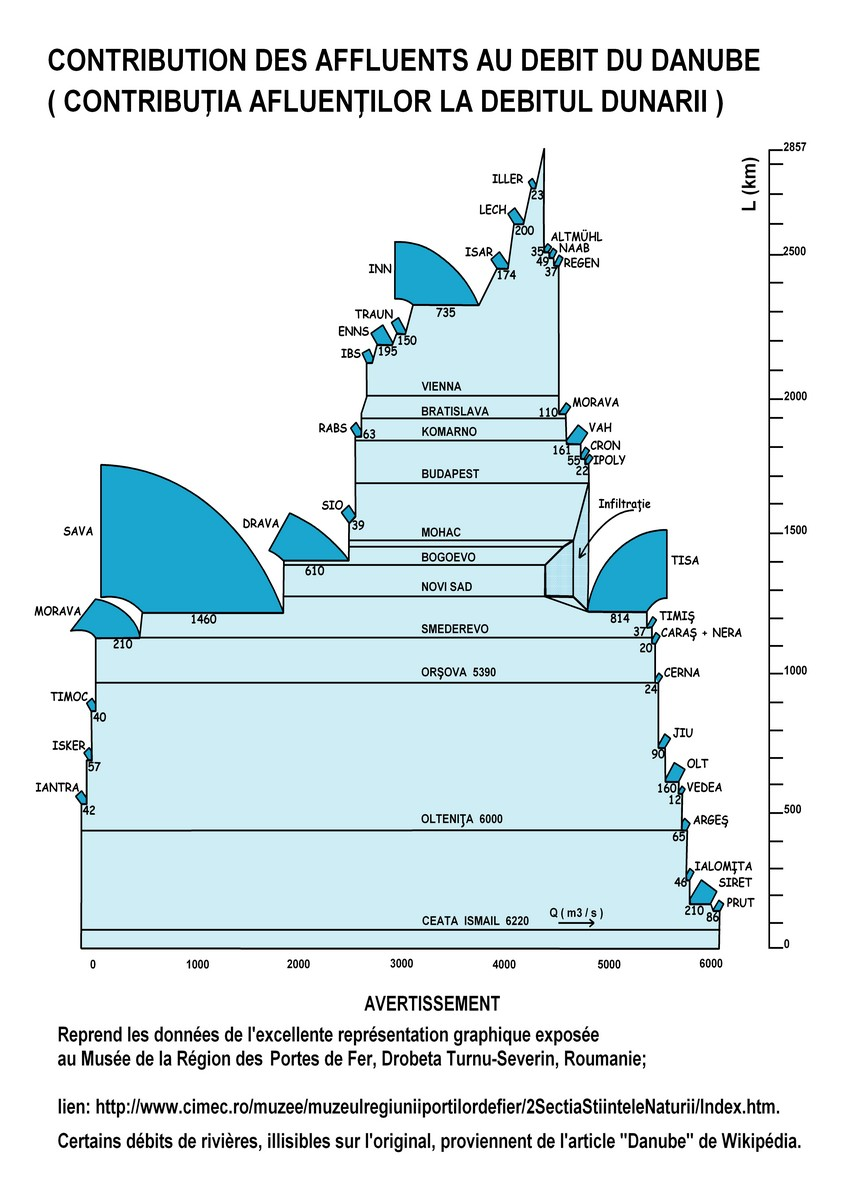
Grafismo de las contribuciones de los afluentes del Danubio.

El caudal del Danubio, 6500 m³/s medidos en la defluencia de los tres brazos del delta, para un caudal específico o Qsp de 8,1 l⋅s-1⋅km-2, es el resultado de la escorrentía de las precipitaciones sobre el conjunto de su área de captación que varía de 2000 mm a 3000 mm en la parte alpina hasta los 600 mm en Moravia, para una media de alrededor de 800 mm. Los distintos afluentes del Danubio muestran una gran heterogeneidad en su régimen: régimen pluvial oceánico en Baviera occidental, nivo-pluvial de montaña en Austria, pluvio-nival de llanura en Hungría, nival de llanura en  Valaquia-Moldavia.
El régimen pluvio-nival complejo del Danubio explica estas diversas influencias. Hasta la ciudad de Ulm, está influenciado por el océano con un máximo de abundancia invernal. Luego, sus afluentes alpinos —el Lech, el Isar, el Inn, el Enns, el Ybbs— hacen que el Danubio sea alpino en un 80%. El río es entonces sensible a la retención invernal y el deshielo le da un caudal mínimo en Linz en diciembre y máximo en mayo o junio (para un promedio de 1710 m³/s). La influencia de las nevadas sigue siendo notable hasta Viena (caudal medio de 2237 m³/s), y el máximo de junio se ve agravado por las lluvias de verano específicas de Europa central. Estas precipitaciones son responsables de inundaciones catastróficas, el Danubio llevando hasta 5 veces su caudal habitual: 8000 m³/s en junio de 1965 y 1970, 9000 m³/s en julio de 1899. En Budapest y en Bratislava, el deshielo invernal de la llanura mantiene el máximo de abundancia en mayo-junio. El aporte de las aguas del Tisza y del Sava hace que las aguas altas más precoces, ahora en primavera (abril-mayo), y profundicen las aguas bajas de junio a septiembre (este es el caso de Giurgiu donde el caudal alcanza los 5900 m³/s). Desde las Puertas de Hierro, el Danubio se vuelve sensible al régimen climático anunciando el de la estepa  rusa y dando caudales estivales muy bajos.
Los duros inviernos ligados al clima continental hacen que el Danubio lleve hielo casi todos los años y quede bloqueado en algún punto del recorrido (los desfiladeros, especialmente) uno de cada dos o tres años. Durante el deshielo, pueden producirse inundaciones aguas arriba de la presa de hielo (las de marzo de 1956 fueron las más graves). El principal daño se registró en Hungría, donde la llanura es regularmente invadida por el agua, lo que requirió una política de desarrollo con la construcción de diques y la rectificación del curso. 
| Caudal medio mensual en la desembocadura del Danubio (en m³/s. Datos calculados en el período de 15 años) |
| |

El Danubio conoció a finales de 2011 una situación excepcionalmente baja (desde Alemania hasta el Bajo Danubio, pasando por Austria y Hungría) debido a la falta de agua. Las barcazas no se pudieron cargar a plena capacidad, el canal se estrechó hasta el punto que por donde se cruzaban 6 barcazas de ancho, solo pudo circular una (principios de diciembre de 2011), lo que también redujo la actividad de los puertos fluviales.

## Geología

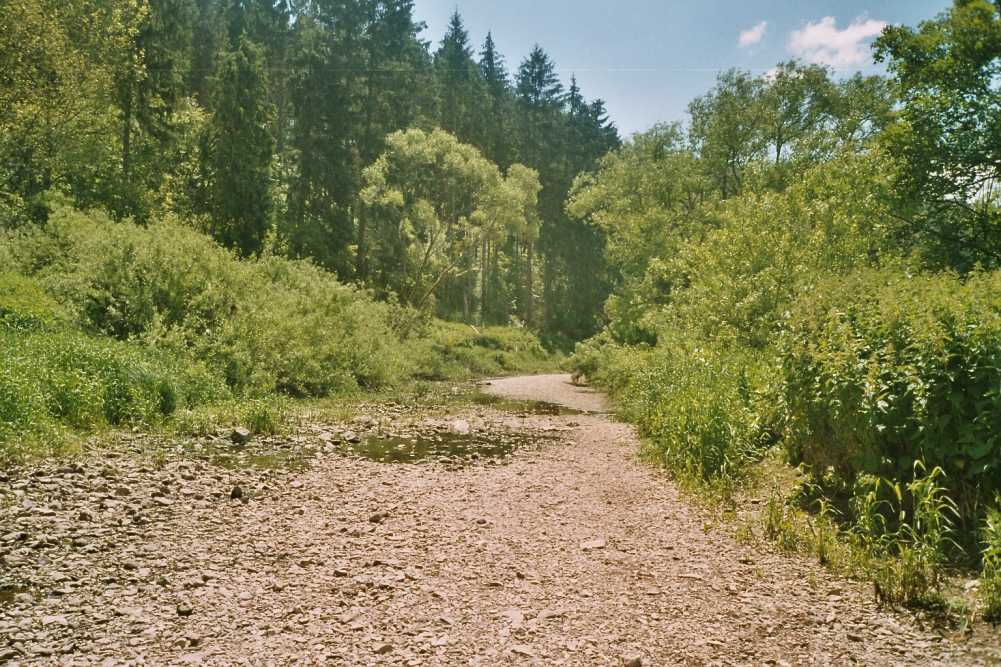
La «desaparición del Danubio» (Donauversickerung)

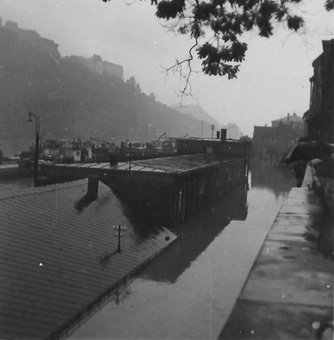
La inundación del siglo del Danubio en 1954 en Passau

Desde un punto de vista geológico, el Danubio es mucho más antiguo que el Rin, cuya cuenca en el sur de Alemania compite con la del Danubio. Esto entraña a algunas peculiaridades.
El Rin es el único río alpino que fluye hacia el norte hasta el mar del Norte. Al hacerlo, captura las aguas europeas que fluyen hacia el norte y separa ciertas partes del sur de Alemania en dos.
Hasta la última Edad de Hielo, el Rin no comenzaba más que en el extremo suroeste de la Selva Negra. El agua de los Alpes, que hoy en día desemboca en el Rin, era transportada en ese momento y hasta la glaciación de Riss hacia el este por el Danubio original. El curso de este pasaba más al norte a lo largo de una línea Wellheim–Dollnstein–Eichstätt–Beilngries–Riedenburg. Las gargantas de la actual Jura de Suabia, ahora desprovistas de curso de agua, son restos del lecho de ese antiguo río que era significativamente mayor que el Danubio de hoy. Después de que una parte de la llanura del Rin superior se formara por la erosión, la mayor parte del agua que fluía desde los Alpes cambió de dirección para unirse al Rin.
Hasta el periodo actual, parte de las aguas del Danubio se pierden en la roca caliza porosa del Jura Suabo y se unen al Rin situado por debajo. A medida que esas grandes cantidades de agua erosionan cada vez más esta piedra caliza, se supone que el Danubio superior algún día desaparecerá por completo en favor del Rin.
Cerca de Immendingen, el Danubio se seca casi por completo cuando sus aguas se filtran en el suelo y, al pasar a través de ríos y cuevas subterráneas, se unen al Aachtopf distante unos catorce kilómetros que alimenta al lago de Constanza y, por lo tanto, indirectamente al Rin. Este fenómeno de captura se conoce como sumidero del Danubio (Donauversinkung). Cuando el nivel del agua es muy bajo, las aguas del Danubio se filtran completamente en el suelo y solo es alimentado entonces por los arroyos Krähenbach y Elta. Como esos períodos de sequía han aumentado considerablemente en los últimos años, parte del agua del Danubio se ha desviado de esta zona a través de una galería subterránea. La galería, así como la cascada artificial que forma parte de la obra, se encuentran después de salir del pueblo de Immendingen y conducen a Möhringen an der Donau.
Hasta la región río abajo de Viena, el régimen del Danubio se parece más a un río de montaña y solo entonces muestra las características de un gran río de llanura. Factores como el rápido derretimiento de la nieve y las fuertes lluvias en el entorno alpino favorecen una crecida repentina del río y la aparición de inundaciones. Al regular el curso de agua y eliminar parte de las zonas de inundación, el hombre ha amplificado este fenómeno: la extensión de las inundaciones aumentó durante el siglo XX. Las inundaciones más intensas del siglo pasado se produjeron en 1954, 1988, 2002 y 2013.

## Geografía
Nace en Donaueschingen, en la Selva Negra de Alemania, de la unión de dos pequeños ríos, el Brigach y el Breg, y desemboca en el mar Negro en Rumanía.
La cuenca del Danubio tiene una superficie de unos 725 985 km² y abarca numerosos países de la Europa Central y Oriental. El Danubio cruza Europa de oeste a este y atraviesa (o es frontera) Alemania, Austria, Eslovaquia, Hungría, Croacia, Serbia, Rumania, Bulgaria, Moldavia y Ucrania. Drena además partes de la República Checa, Suiza, Italia, Eslovenia, Bosnia y Herzegovina y Montenegro.
Es navegable, subiendo la corriente desde el mar Negro, por barcos transoceánicos hasta Brăila (Rumania) y por embarcaciones fluviales hasta la ciudad de Ulm (Alemania), a una distancia de unos 2575 km.
Aproximadamente 60 de sus 300 afluentes son navegables; los más importantes son los ríos Lech, Isar, Eno (Inn), Morava, Váh (Vág), Raab (Rába), Drava (Dráva), Tisza, Sava (Száva), Siret y Prut. Hay canales que unen el Danubio con los ríos Meno, Rin y Óder, y otro canal sale del Danubio para desembocar directamente en el mar Negro en el puerto de Constanza, antes de llegar al delta.
Su caudal es de 6500 m³/s (o 204 km³/año), como corresponde a un río con una cuenca extensa. Su caudal máximo en la represa de las Puertas de Hierro se midió el 13 de abril de 2006 y alcanzó 13 400 m³/s. El Danubio ha causado inundaciones desastrosas en casi todos los países que atraviesa, especialmente en Rumania. Su caudal en Viena ya es, en promedio, unos 1900 m³/s, en Budapest, 2350 m³/s y en Belgrado unos 5000 m³/s. En el curso alto en el distrito de Tuttlingen en Baden-Wurtemberg está el Sumidero del Danubio, ejemplo de captura fluvial kárstica, en el que una parte de río Danubio desaparece bajo tierra. Las aguas reaparecen en Aachtopf, a 11,8 km de distancia, y acaban vertiendo al Rin en el lago de Constanza y por tanto formando parte de la vertiente del mar del Norte, en lugar del mar Negro como sucede con las aguas no infiltradas del Danubio. La anchura del Danubio es variable, como corresponde a un río que atraviesa varias zonas diferenciadas en cuanto al relieve: Baviera, Austria, llanura húngara, desfiladero de las Puertas de Hierro, Valaquia (llanura meridional de Rumania). Su anchura antes de dividirse en el delta es de casi 800 m, dividiéndose en tres brazos (Braţul) principales: Braţul Chilia, el más caudaloso, al norte, con 865 m de anchura en su desembocadura, ubicado entre Rumania al sur y Ucrania al norte; Sulina en el centro (canalizado, con 177 m de ancho en su desembocadura) y Braţul Sfântul Gheorghe al sur, con 465 m de anchura. El delta del Danubio es una zona muy importante desde el punto de vista ecológico, ya que constituye un extenso humedal utilizado por muchas aves migratorias desde fines de la primavera hasta comienzos del otoño. El delta del Danubio fue declarado por la Unesco como reserva de la biosfera en 1990.
El Danubio pasa por importantes ciudades como Ulm, Ingolstadt, Passau y Ratisbona en Alemania; Linz y Viena en Austria; Bratislava en Eslovaquia; Budapest, donde el famoso Puente de las Cadenas cruza el río uniendo Buda y Pest, en Hungría; Novi Sad y Belgrado en Serbia y Galați en Rumania, Vidin y Ruse en Bulgaria. Es una vía muy importante para la Europa Central y Oriental, aunque su tráfico es, en Europa, de menor importancia relativa que el del Rin. Ello se debe a la menor densidad de población de su cuenca, a su menor industrialización y, sobre todo, a la heterogeneidad social, económica, cultural, política y lingüística de los países que atraviesa. Sin embargo, es probable que la integración europea sirva para derribar todos los obstáculos creados por esta heterogeneidad y haga aumentar considerablemente su importancia económica como ruta natural. Para ello será fundamental disminuir el problema de las inundaciones de primavera, así como el establecimiento de acuerdos que faciliten la libre comercialización de las materias primas más pesadas y de menor valor específico por tonelada entre los distintos países danubianos (minerales y materiales de construcción, etc.).
La agricultura de los países danubianos es por lo general, extensiva, basada en la explotación de propiedades medias y grandes, en gran parte colectivizadas a partir de la Segunda Guerra Mundial, sobre todo en los países socialistas bajo la influencia soviética. Tiene mucha importancia el cultivo de cereales (trigo y maíz, especialmente), patatas, remolacha azucarera, uva, así como la ganadería, tanto intensiva como extensiva, y la agroindustria. Son famosos el vino Tokay y la paprika o pimentón como condimento, ambos productos de Hungría, así como la cerveza en Baviera y la República Checa.
La industria es la actividad económica más importante en casi todos los países danubianos. Las materias primas para esta industria utilizan el Danubio como vía de transporte principal (100 millones de toneladas anuales en 1989, antes del conflicto serbio-bosnio). Entre las principales ramas de la producción industrial se pueden citar las relacionadas con material de transporte: automóviles Audi en Ingolstadt y BMW (Bayerische Motoren Werke) en Múnich (Baviera, Alemania); Magirus Deutz (IVECO) de Fiat Group Automobiles (FCA desde enero de 2014) (Fiat Chrysler Automobiles Inc.), (Baden-Württemberg, Alemania); Skoda, del Grupo Volkswagen, en la República Checa; Ikarus (camiones y autobuses, con licencia de la AB Volvo de Suecia) en Hungría; Sava y Yugo en Yugoslavia, Dacia en Rumanía (con licencia Renault) y de otras empresas, así como la industria ferroviaria (construcción de vagones y locomotoras, etc.). La industria pesada (industria química y siderúrgica en todos los países danubianos; petrolera y petroquímica en Rumanía), así como la producción de maquinaria de precisión en Alemania y Austria, también son muy importantes.
El comercio nunca fue tan inactiva como en la Europa Occidental. Este hecho se debió a la heterogeneidad cultural, socioeconómica y política de los países danubianos. El renacimiento del comercio será mucho más factible con la reciente ampliación de la Comunidad Europea.

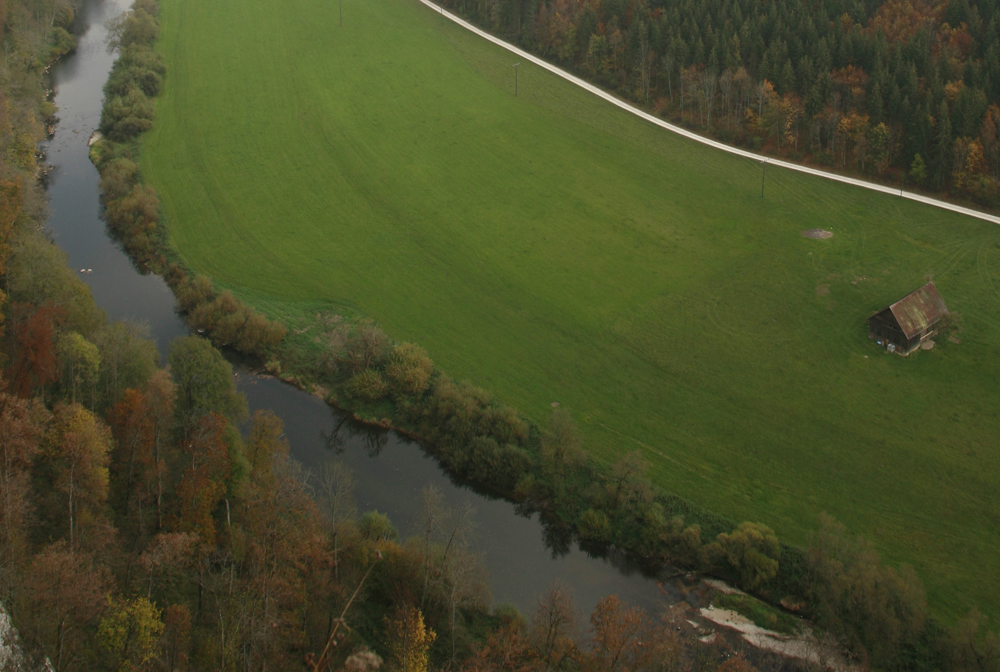
El Alto Danubio cerca de Donaueschingen (Alemania).

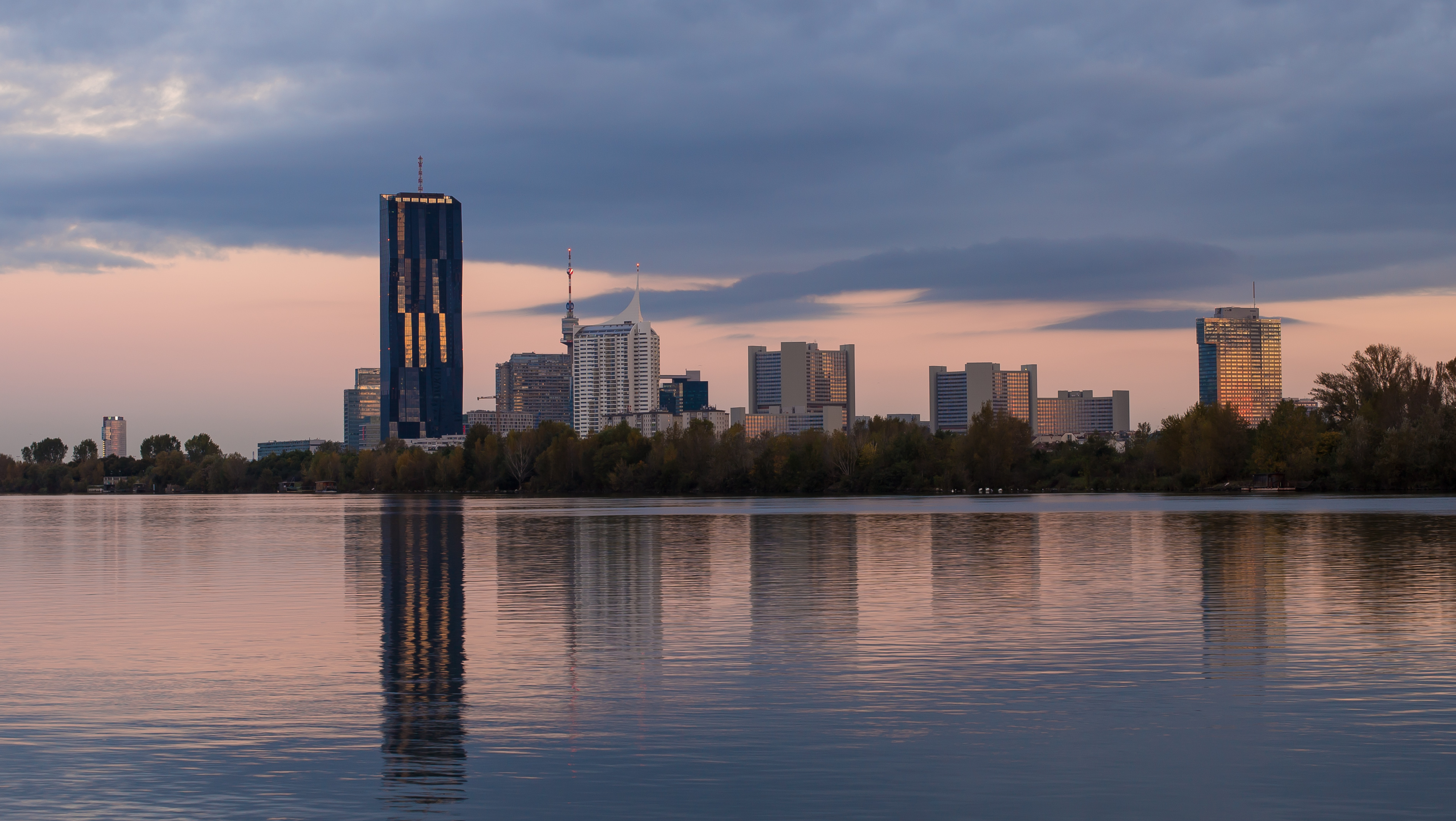
Canal principal del Danubio en Viena, al fondo Donau City.

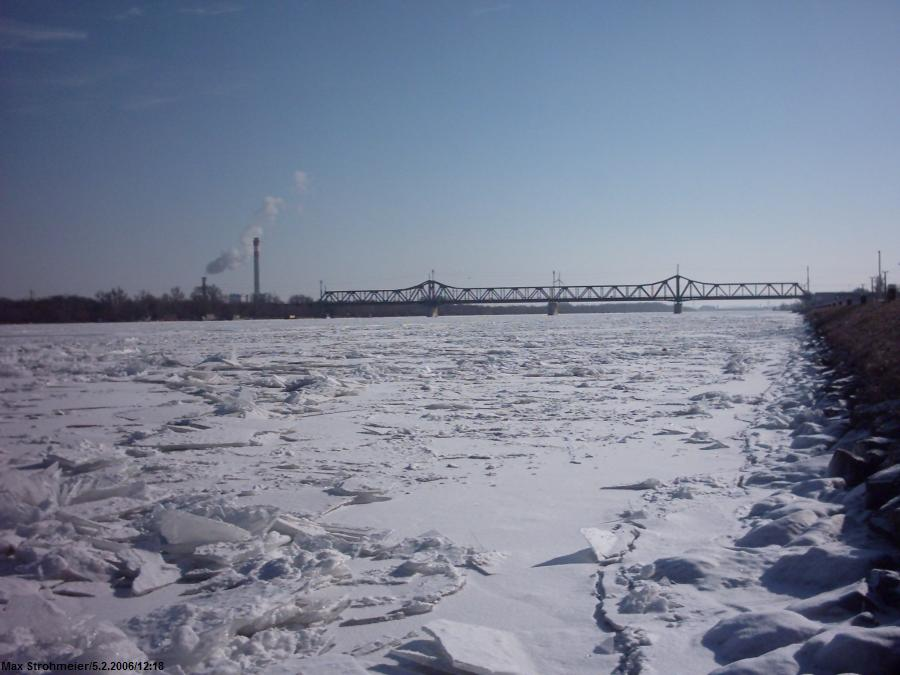
El Danubio congelado en las proximidades de Viena durante el invierno de 2006 (enero-febrero).

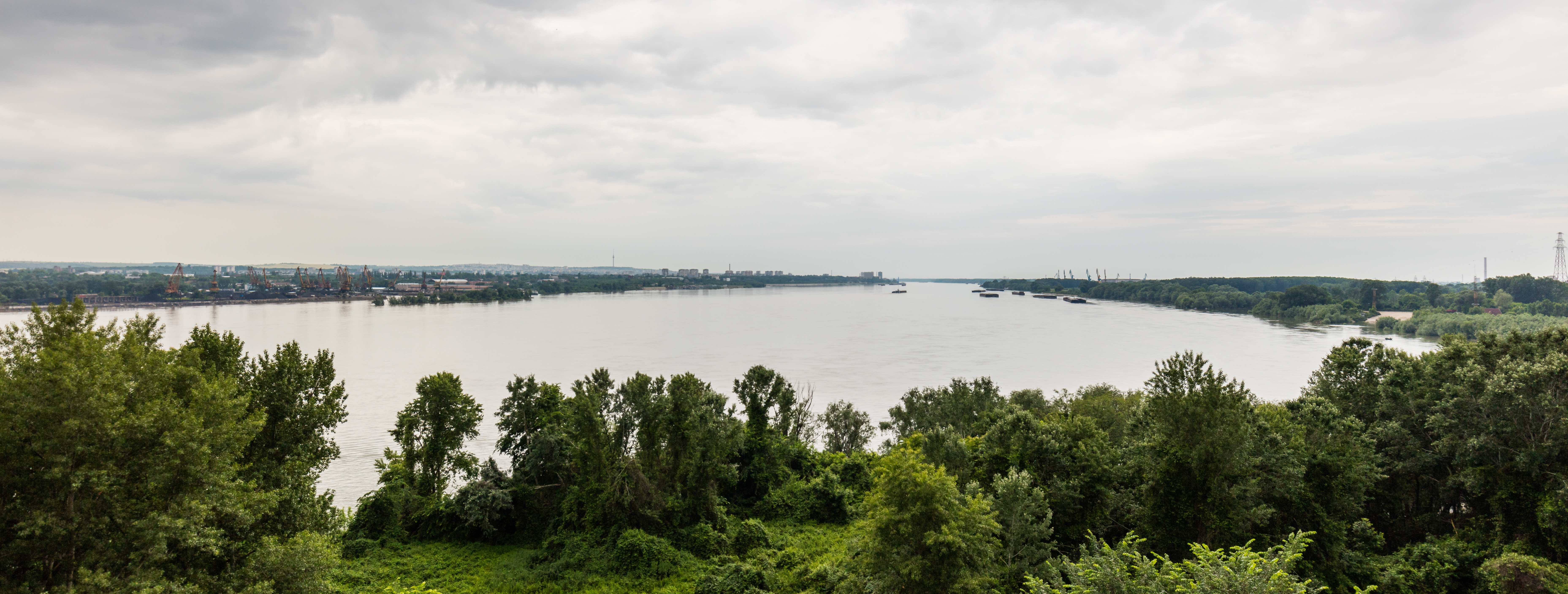
El Danubio a su paso por Ruse (Bulgaria)

|            |        | Ribera derecha | Ribera derecha | Atraviesa | Atraviesa | Ribera izquierda  | Ribera izquierda |
| País       | Total  | (km)           | (%)            | (km)      | (%)       | (km)              | (%)              |
| Alemania   | 687,0  | 658,6          | 23             | 658,6     | 36        | 687,0             | 24               |
| Austria    | 357,5  | 357,5          | 12             | 321,5     | 18        | 321,5             | 11               |
| Eslovaquia | 172,06 | 22,5           | 1              | 22,5      | 1         | 172,06            | 6                |
| Hungría    | 417,2  | 417,2          | 14             | 275,2     | 15        | 275,2             | 10               |
| Croacia    | 137,5  | 137,5          | 5              | —         | —         | —                 | —                |
| Serbia     | 587,35 | 449,9          | 16             | 220,5     | 12        | 358,0             | 12               |
| Rumanía    | 1075,0 | 374,1          | 13             | 319,6     | 18        | 1020,5 (940.5+80) | 35               |
| Bulgaria   | 471,55 | 471,55         | 16             | —         | —         | —                 | —                |
| Moldavia   | 0,57   | —              | —              | —         | —         | 0,57              | 0                |
| Ucrania    | 53,94  | —              | —              | —         | —         | 53,94             | 2                |

(Fuente: Comisión del Danubio, Budapest, enero de 2000-marzo de 2004)

### Recorrido detallado desde la Selva Negra hasta el mar Negro

#### En Alemania

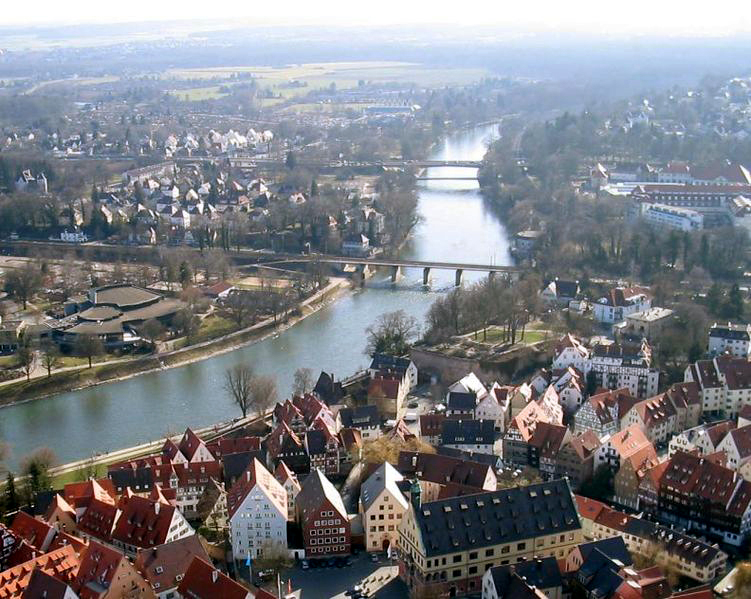
El Danubio en Ulm (visto desde la catedral)

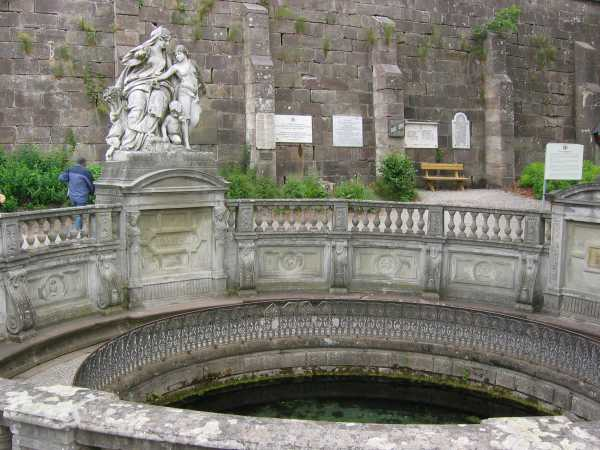
La «fuente del Danubio» en Donaueschingen

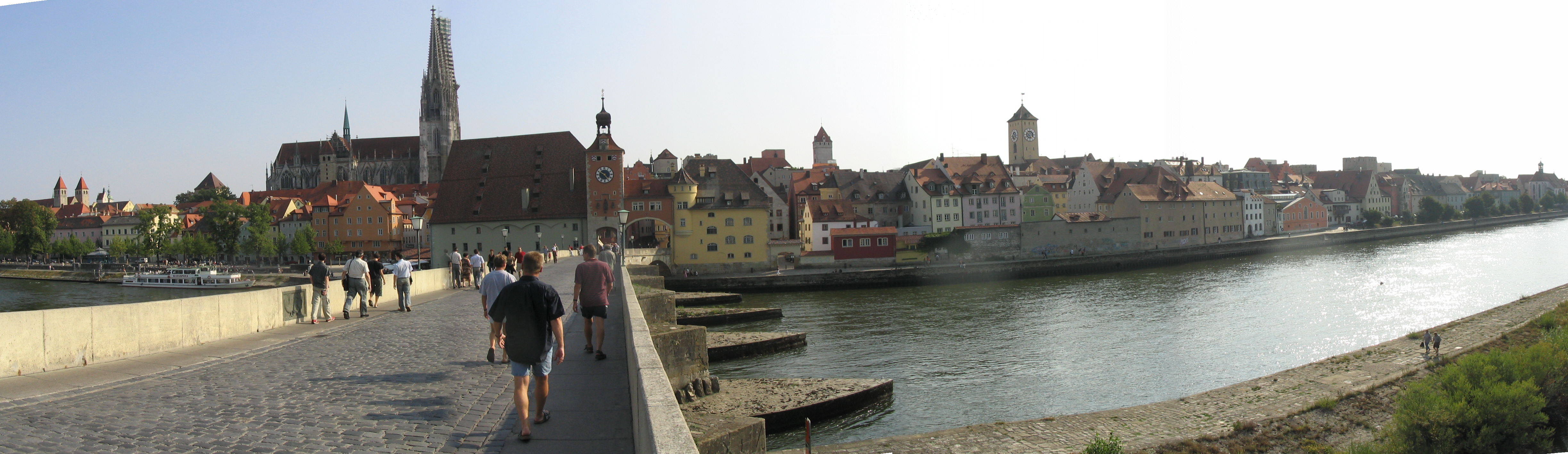
El Danubio pasando bajo el «puente de piedra» («Steinerne Brücke») en Ratisbona, Alemania

El Danubio recorre más de 687 km en Alemania, desde su nacimiento hasta la frontera austro-germana, siendo el tercer río más largo del país. Las ciudades ribereñas mayores son Tuttlingen, Sigmaringen, Ulm, Neu-Ulm, Ingolstadt, Ratisbona, Straubing y Passau.
Sus afluentes derechos son el Iller en Neu-Ulm, el Lech cerca de Marxheim (al este de Donauworth) y el Isar cerca de Deggendorf, así como el Inn en Passau; sus afluentes izquierdos son el Wörnitz en Donauworth, el Altmühl después de Kelheim, el Naab y el Regen cerca de Ratisbona. Muchos ríos más pequeños también son afluentes del Danubio como el Bära, el Riss, el Rot, el Große Lauter, el Blau, el Günz, el Brenz, el Mindel, el Zusam, el Schmutter, el Paar, el Abens, el Große Laber, el Vils, así como el Ilz, el Erlau y el Ranna (que aunque nace en Alemania, desemboca en Austria).
Los edificios más notables situados a lo largo del Danubio alemán son, en particular, la abadía de Beuron, el castillo de Sigmaringen, castillo principesco de los Hohenzollern-Sigmaringen, la catedral gótica de Ulm con la aguja más grande del mundo (161,6 m), la abadía de Weltenbourg —construida a la entrada del Weltenburg con forma de garganta— y el «Befreiungshalle», ambos ubicados cerca de Kelheim, el puente de piedra (1135) y la catedral de San Pedro en Ratisbona, así como el «Walhalla» a unos diez kilómetros al este de Donaustauf. Entre la abadía de Weltenburg y Kelheim se encuentra el interesante valle, desde un punto de vista paisajístico y geológico, del «Donaudurchbruch». El paisaje urbano de Passau está dominado por la catedral de San Esteban, que alberga el órgano catedralicio mayor del mundo.

##### El Danubio en Baden-Württemberg

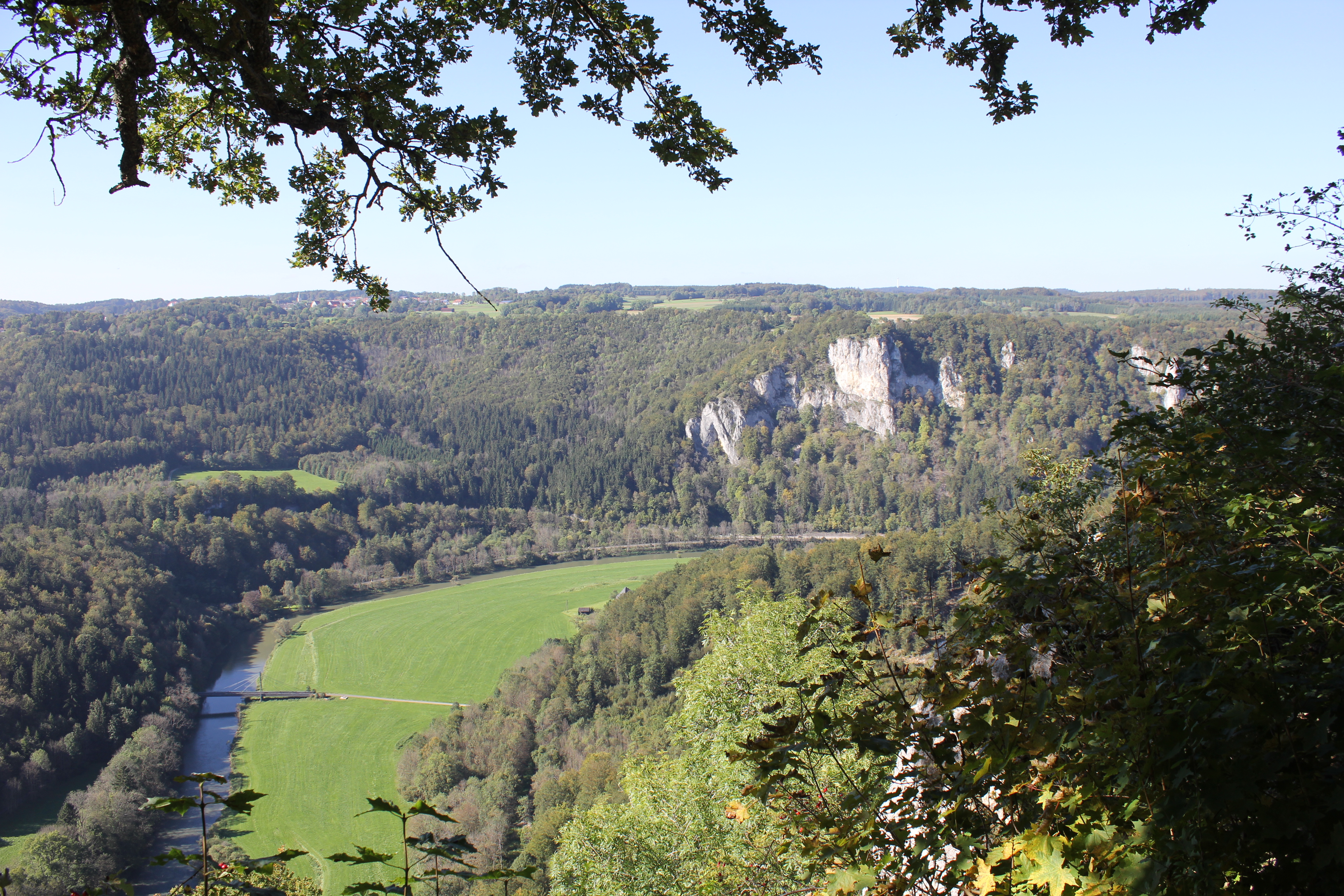
Parque natural del Danubio Superior desde el castillo de Wildenstein

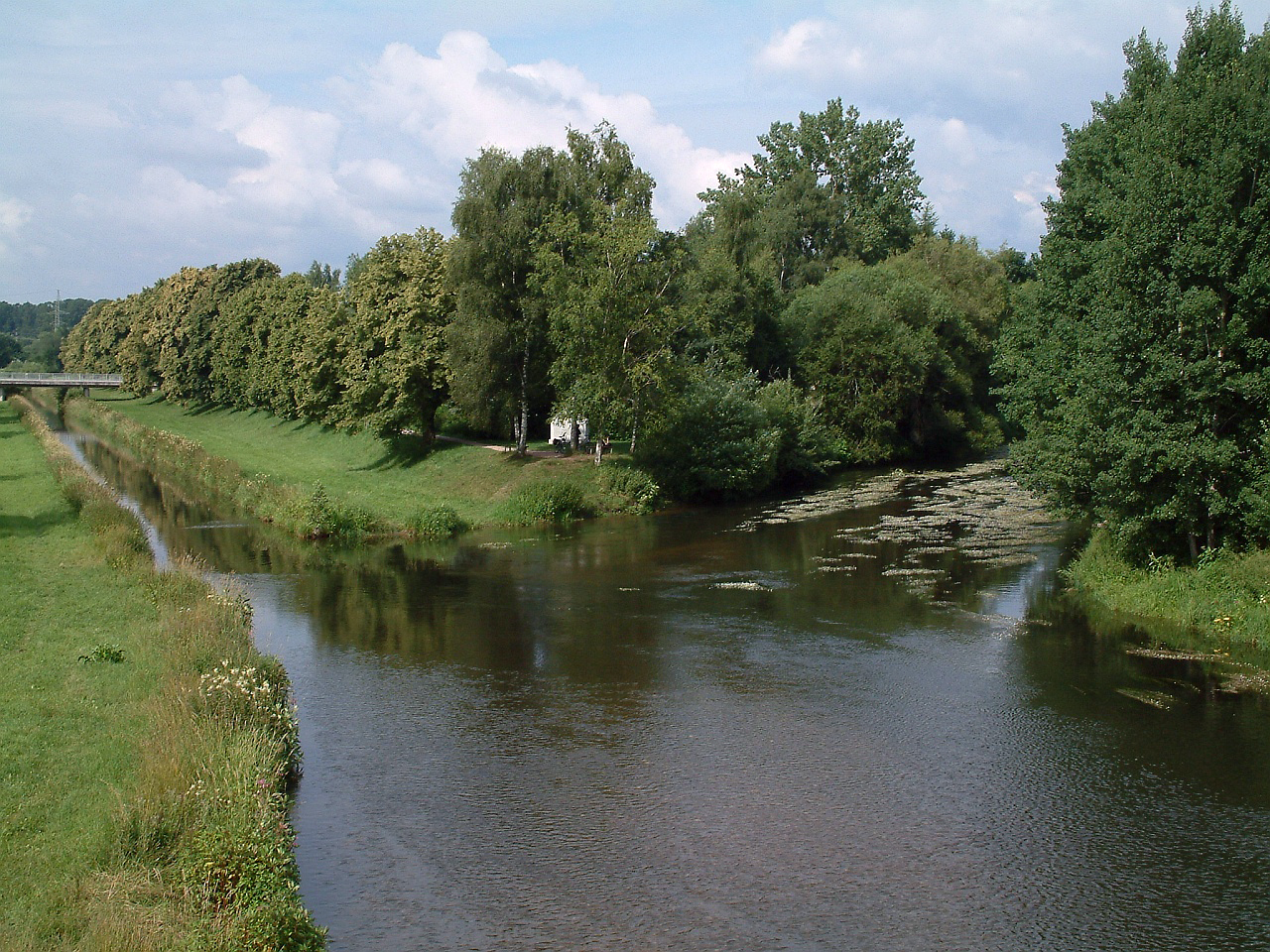
Confluencia del pequeño río Breg y el arroyo Brigach se unen para dar nacimiento al Danubio. El nombre alemán del lugar es "Donauzusammenfluss"

El Danubio se forma realmente 1,4 km al este de Donaueschingen, en la Selva Negra alemana, en la confluencia de dos arroyos, el Brigach (derecha) y el Breg (izquierda), como recuerda la melodía escolar alemana «Brigach und Breg bringen die Donau zu Weg» [El Brigach y el Breg traen el Danubio en su camino], que equivale al refrán francés «los pequeños arroyos hacen los grandes ríos». Hidrológicamente, la fuente más lejana de ambos, el Breg cerca de Furtwangen, se conoce como la fuente del Danubio, aunque también el manantial que nace en Donaueschingen.
El Danubio se encamina primero en dirección suroeste, pasando por las pequeñas localidades de Pfohren y Neudingen (aprox. 700 hab.), donde vira hacia el oeste. Pronto llega a la pequeña ciudad de Geisingen (6202 hab.), donde comienza a orientarse ligeramente hacia el noroeste, un largo tramo en el que bordeará por el sur las estribaciones meridionales del Jura de Suabia, abriendo un estrecho y sinuoso valle flanqueado por paredes casi verticales cubiertas por bosques de coníferas. Tras pasar por Immendingen (6353 hab.) comienza el parque natural del Danubio Superior, un área protegida de 135 000 ha establecida en 1980, que protege el río desde Immendingen hasta Ertingen, una zona en la que hay muchos castillos y restos de fortalezas.
Luego el Danubio llega a Tuttlingen (36 102 hab.) y Mulheim an der Donau, donde describe un par de amplios meandros en una zona protegida como reserva natural de Buchhalde-Oberes Donautal y recibe por la izquierda, llegando desde el norte, al corto río Bära (12,7 km. Continua por las pequeñas localidades de Fridingen (3141 hab.) y Beuron (650 hab.) —donde está la abadía de Beuron—, Gutenstein (512 hab.), y tras recibir por la izquierda al Schmeie, llega a la ciudad de Sigmaringa (17 125 hab.), famosa por su castillo de Sigmaringen, que fue la sede del principado de Hohenzollern-Sigmaringen hasta 1850 y todavía es propiedad de la familia Hohenzollern. Fue también la última sede del gobierno colaboracionista francés de Philippe Pétain al final de la Segunda Guerra Mundial, desde septiembre de 1944 hasta abril de 1945.
Sigue el Danubio por Sigmaringendorf (3646 hab.) —donde recibe por la izquierda al corto Lauchert (60,4 km)—, Scheer (2498 hab.) y Blochingeny, donde está la reserva natural de Blochinger Sandwinkel, ya en las inmediaciones de Mengen (9933 hab.), donde recibe al primero de sus afluentes por la derecha, al río Ablach (32,4 km). Sigue por Hundersingen (donde está el museo de Heuneburg y donde recibe por la derecha al río Ostrach, de 33,1 km), Binzwangen y Riedlingen (10 580 hab.), donde hay dos reservas naturales, Ofenwisch y Flusslandschaft Donauwiesen. En este tramo recibe por la derecha dos cortos ríos, el Schwarzach (22,2 km) y el Kanzach (25,8 km), tras haber pasado por Unlingen (2439 hab.). Al final de la reserva, en Zwiefaltendorf, recibe por la izquierda, llegando desde el noreste, al corto Zwiefalter Aach (8,9 km). Sigue su avance llegando a Rechstein, y tras recibir por la izquierda al Grobe Lauter, pasa por las pequeñas localidades de Obermarchtal (1311 hab.) —donde está la abadía de Obermarchtal, fundada en el siglo XI y que desde 1500 tiene la condición de abadía imperial—, Untermarchtal (878 hab.), Munderkingen (5384 hab.), Rottenacker (2195 hab.) y llega a Ehingen an der Donau (26 293 hab.), donde recibe por la izquierda al río Scmiech (25,4 km). El Danubio continua y llega a Öpfingen (2362 hab.), donde recibe por la derecha al río Riss, y sigue por Oberdischingen (2152 hab.), Erbach (13 684 hab.), donde recibe al Rot, Wiblingen ((16 156 hab.), donde está la antigua abadía de Wiblingen, un importante conjunto barroco que hoy alberga varios departamentos de la Facultad de Medicina de la Universidad de Ulm. Poco después llega a Ulm (126 790 hab.), donde recibe por la izquierda al Ach Blau y por la derecha al Iller (147 km), el primer gran afluente que recibe. Ulm es el inicio del tramo navegable del Danubio.
Ulm floreció durante el siglo XVI, debido fundamentalmente a la exportación textil. En 1803, dejó de ser una «Ciudad Libre Imperial» y fue absorbida por el reino de Baviera. Durante la batalla de Ulm de 1805, en el marco de las guerras napoleónicas, el ejército francés hizo una emboscada a la invasión de la armada austríaca en manos del general Mack en Ulm forzando su retirada. En 1810, Ulm fue incorporada en el Reino de Württemberg, perteneciente a la Confederación del Rin. La ciudad fue severamente dañada en 1944 por los bombardeos de la RAF. Se reconstruyó en un estilo más moderno entre los años 1950 y 1960. Es muy reconocida la catedral de Ulm, una iglesia gótica protestante con la torre de iglesia más alta del mundo (161.53 m), la ciudad universitaria donde destacó la Escuela de Ulm, una escuela de diseño fundada en 1953 que rápidamente consiguió reconocimiento internacional.Ulm también es conocida por haber sido la ciudad natal de Albert Einstein. 

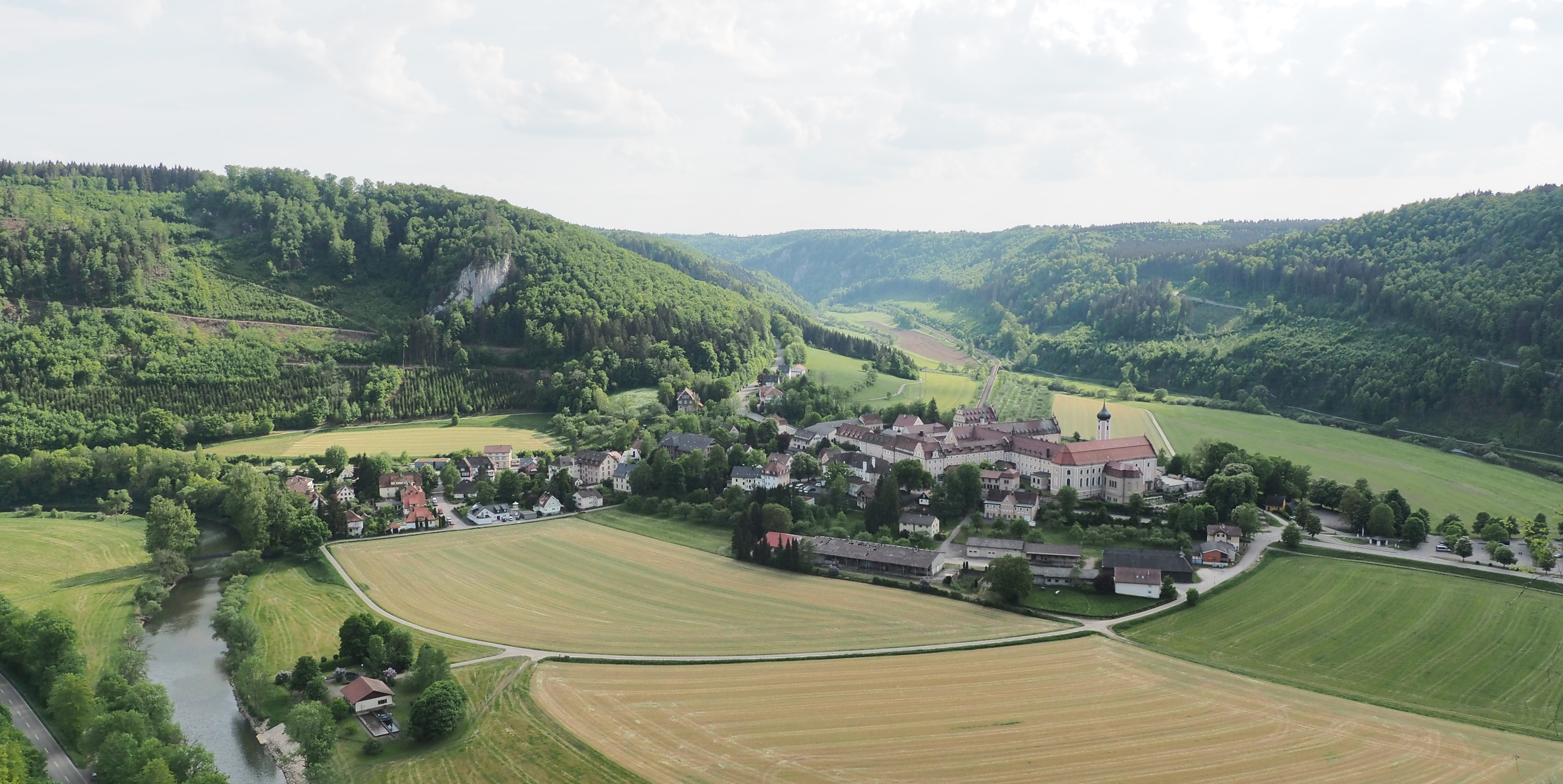
Beuron y la abadía de Beuron
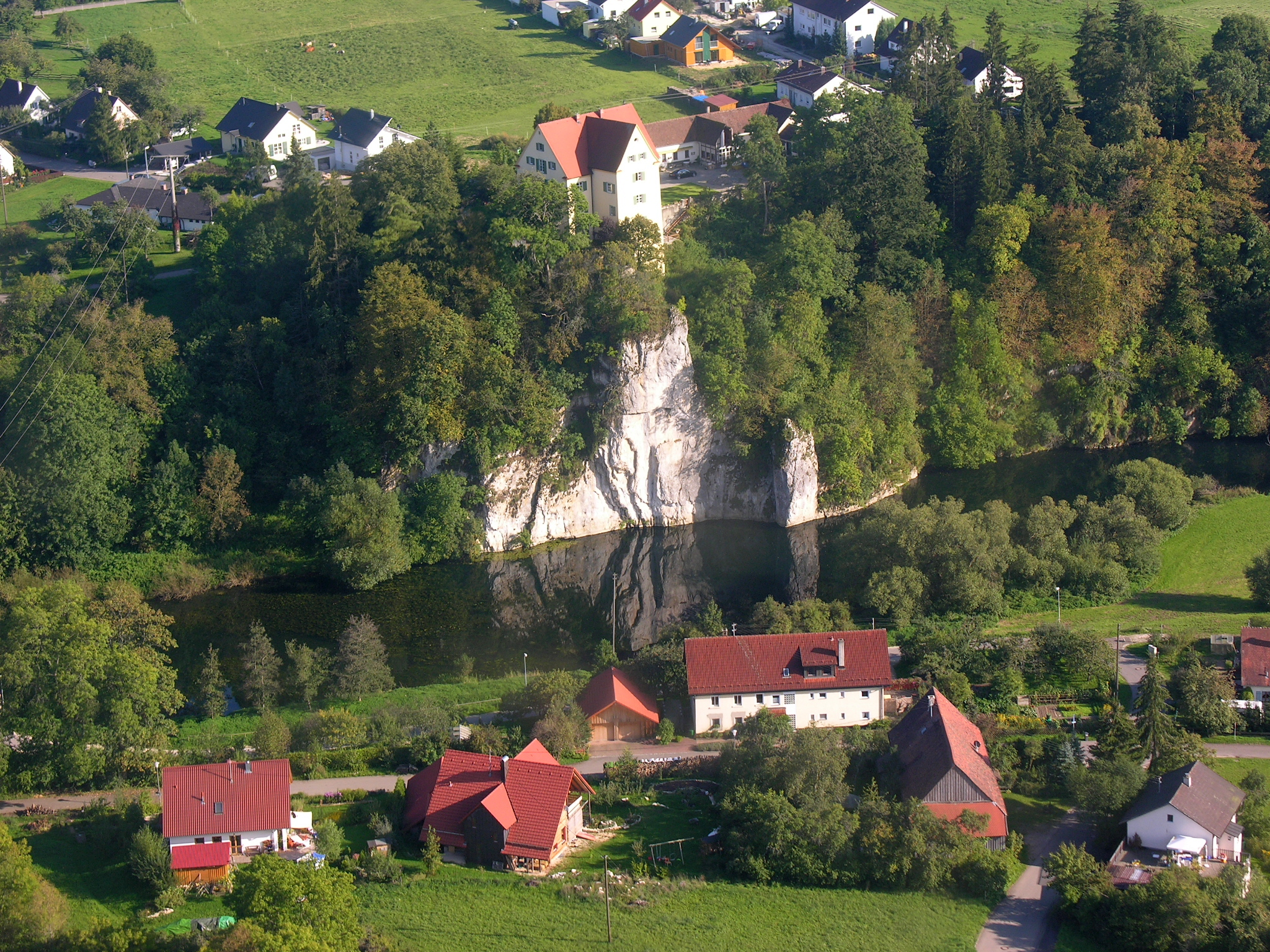
Vista aérea del castillo de Gutenstein sobre el Danubio
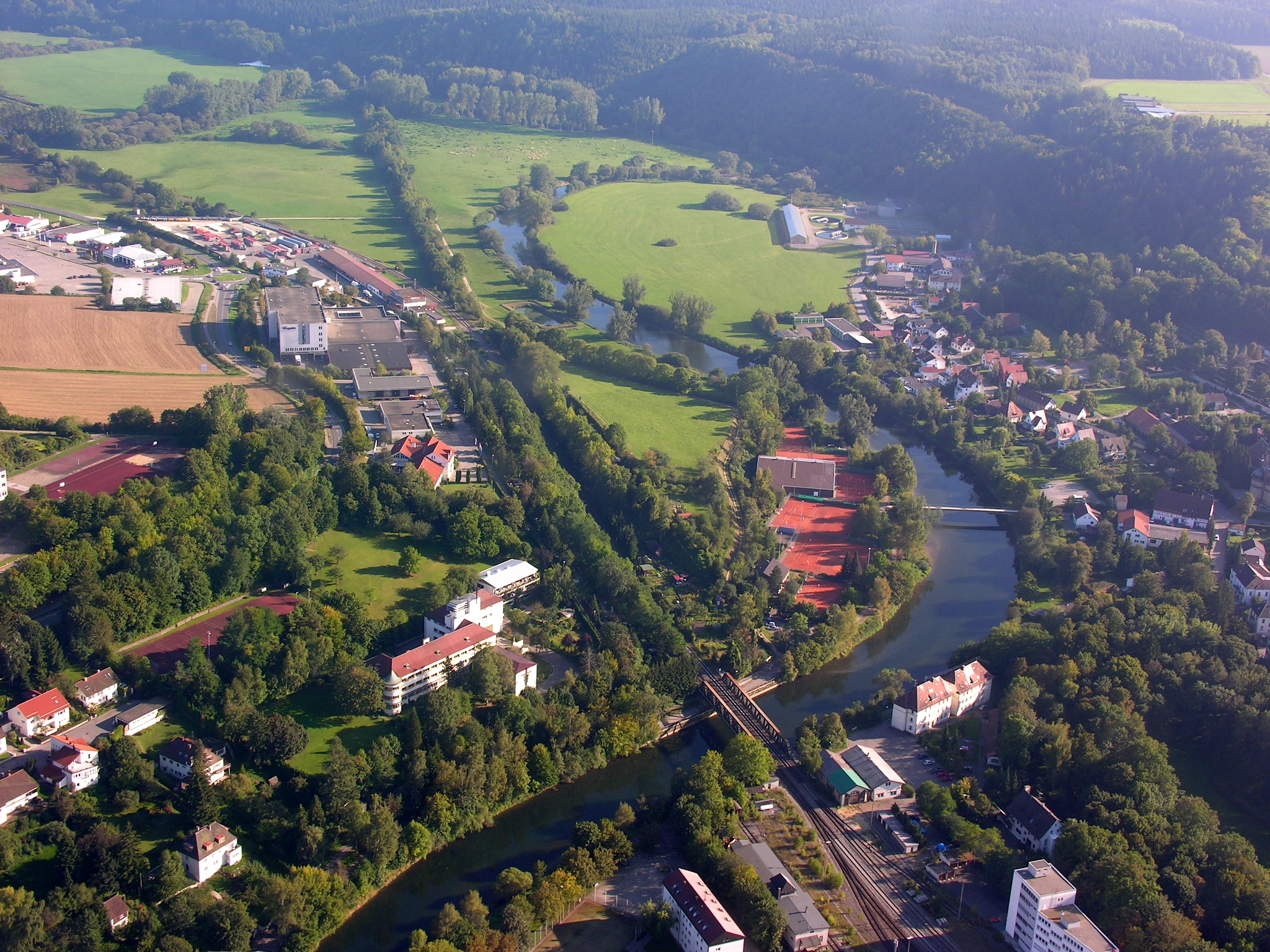
El Danubio en Sigmaringen
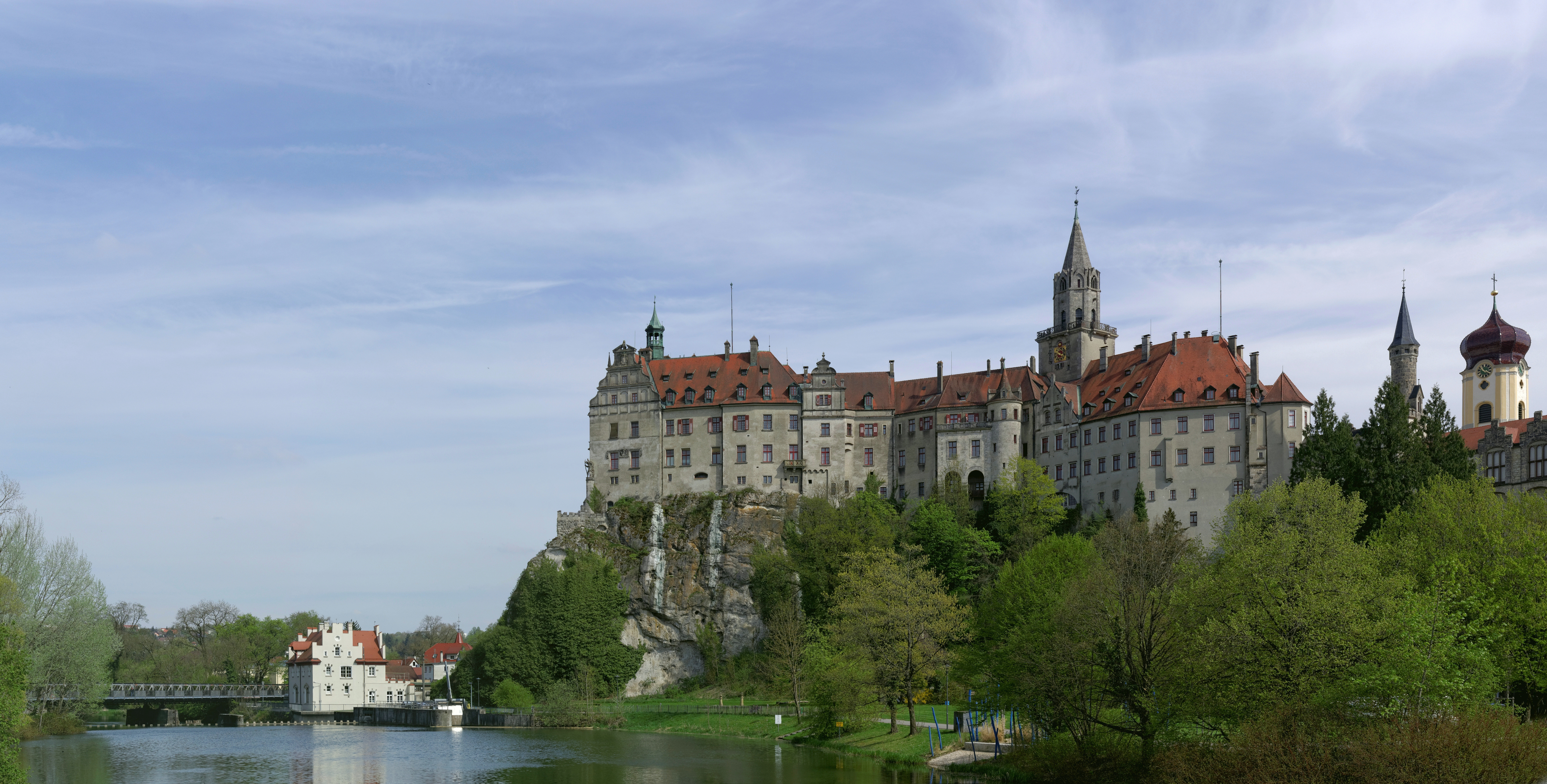
El Castillo de Sigmaringen
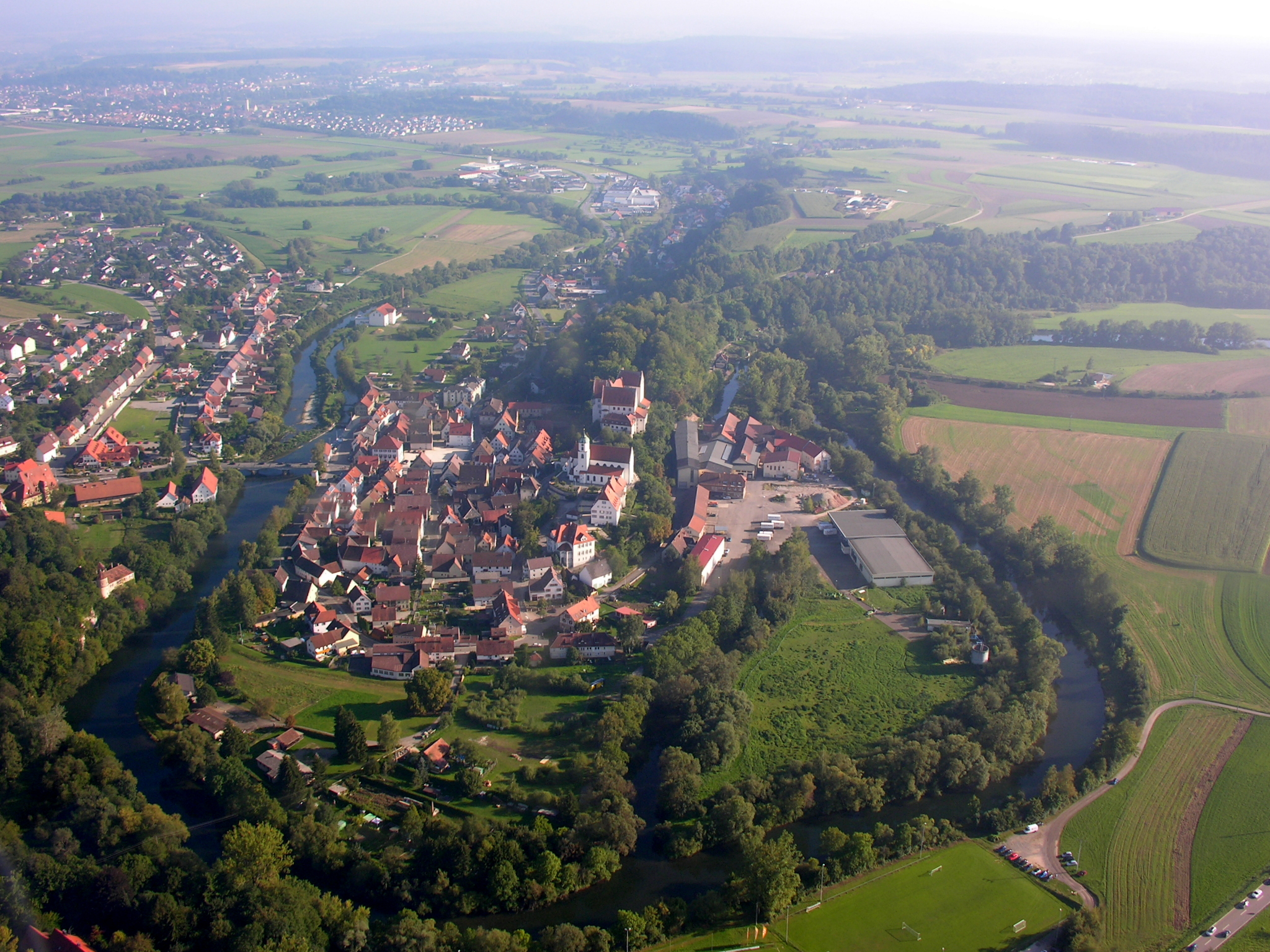
Vista de Scheer, en un meandro, rodeada por el Danubio
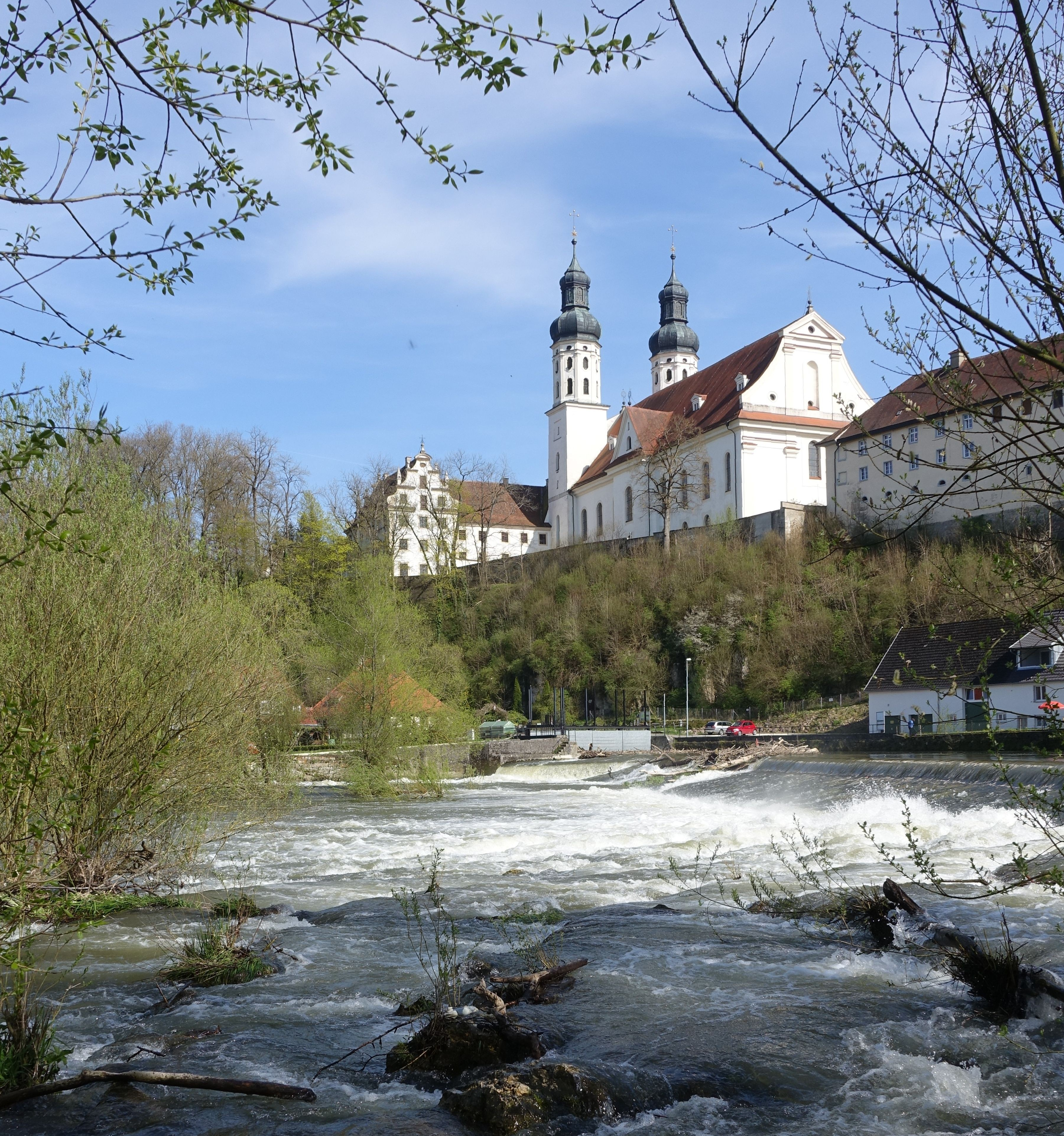
Abadía de Obermarchtal

##### El Danubio en Baviera

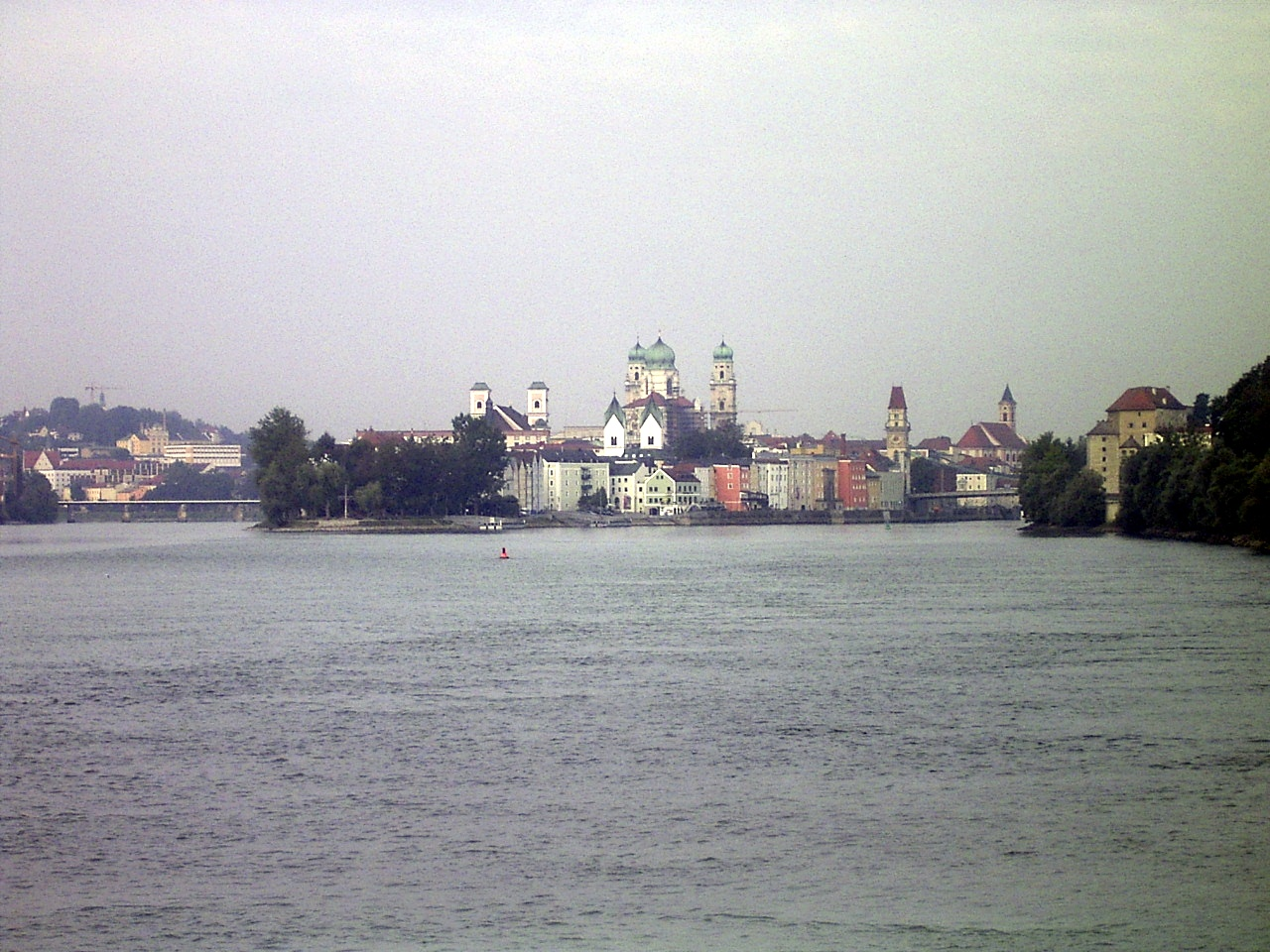
Confluencia del Inn, del Danubio e Ilz en Passau, Alemania

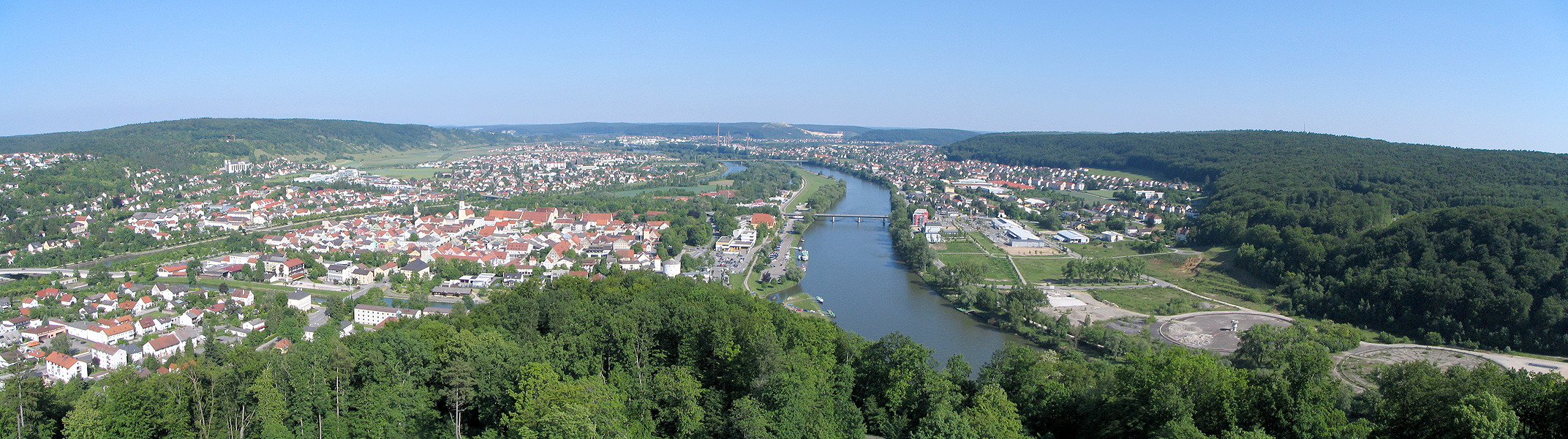
Vista Panorámica de Kelheim desde Befreiungshalle

Panorámica del río en Vilshofen an der Donau

El río Illek, que aborda al Danubio por la derecha llegando del sur, es la frontera entre Baden-Württemberg y Baviera, la antigua frontera entre los reinos de Württemberg y de Baviera establecida en 1810. Esa nueva frontera fue el motivo de que se desarrollase frente a Ulm, al otro lado del Danubio y alrededor de pequeñas localidades, una nueva ciudad, Neu-Ulm (58 978 hab.), ya en el estado de Baviera. Tras dejar atrás una pequeña presa que alimenta la central hidroeléctrica de Böfinger Halde y la planta de tratamiento de Ulm, continua el Danubio por Elchingen (9204 hab.) —donde estaba la abadía imperial de Elchingen— y Nersingen (9446 hab.) y tras otras dos pequeñas presas (Laufwasserkraftwerk Oberelchingen) llega a Leipheim (7307 hab.), donde está el castillo de Leipheim. Sigue un tramo en el que se ha establecido una reserva natural más, «Prados y laderas del Danubio entre Leipheim y Offingen» [Donauhänge und -auen zw. Leipheim und Offingen], justo antes de alcanzar la ciudad de Günzburg (21 028 hab.), donde recibe casi enfrentados, primero por la izquierda al Nau (21,1 km) y al poco, por la derecha, al río Günz (55 km) —que ha dado nombre a la Glaciación Günz. Cerca está el parque temático de 43,5 hectáreas de Legoland Deutschland, inaugurado en 2005 y ahora una de las principales atracciones turísticas de Baviera.
Al poco llega después a Offingen, donde recibe por la derecha al río Mindel
Gundelfingen an der Donau (7808 hab.), Lauingen (11 060 hab.) y Dillingen an der Donau (19 149 hab.), en la confuencia del Ilm, del Abens y del Danubio. Continua por Höchstädt an der Donau (6756 hab.) —donde hay un castillo renacentista—, Schwenningen (1419 hab.), Tapfheim (3828 hab.)
- Donauwörth (19 590 hab.), la «Perla del Danubio bávaro» y forma parte del circuito turístico denominado «El Camino Romántico» o «La Senda Romántica» (Romantische Straße), en la confluencia con los ríos, por izquierda, Kessel y río Wörnitz (132 km), y por la derecha, al Zusan y Schmutter. Llega a Marxheim, en la confluencia por la derecha con el río Lech (285 km), un importante río que llega desde la capital imperial de Augsburgo, a unos 30 km al sur. Tras pasar por Bertoldsheim, donde hay otra pequeña presa hidroeléctrica (Laufwasserkraftwerk Bertoldsheim), y recibir luego por izquierda al río Ussel, llega a Bergheim y luego a Neuburg an der Donau (29 793 hab.), la capital del Ducado del Palatinado-Neoburgo, que formaba parte del Sacro Imperio Romano Germánico.

- Ingolstadt (137 392 hab.), donde en 1472 se fundó la universidad de Ingolstadt, la primera universidad bávara. Es la sede de Audi. Al salir de Ingolstadt está la reserva natural de Donauauen an der Kälberschütt, con el refugio de vida salvaje de Franziskanerwasser. Luego sigue por las pequeñas localidades de Großmehring (7278 hab.), Vohburg (8399 hab.), Pförring (3849 hab.) y Neustadt an der Donau (14 604 hab.), una ciudad balneario con aguas termales en Bad Gögging.

Luego sigue un tramo de garganta, donde está la abadía de Weltenburg, en un meandro del río, la abadía más antigua de Baviera y la abadía cervecera más antigua del mundo.
- Kelheim (16 842 hab.), en la confluencia con el Altmühl. Entrada del canal Rin-Meno-Danubio (un canal de 171 km de longitud inaugurado en 1992). Su mayor atracción es el Befreiungshalle ("Sala de la liberación", obra de Leo von Klenze), un monumento histórico neoclásico sobre el monte Michelsberg. También está la entrada del cnal de Ludwig (o más precisamente el canal del Rey Ludwig) un canal de pequeña gálibo (solo permite el tránsito de barcos de 32 m × 4,50 m) de 178 km de longitud, que conectando el Danubio con el Main cerca de Bamberg, sirviendo a Núremberg, conectando así finalmente el Rin y el Danubio. Fue construido entre 1836 y 1842 y entró en servicio en 1845, siendo abandonado en 1950 por las destrucciones del Segunda Guerra Mundial.

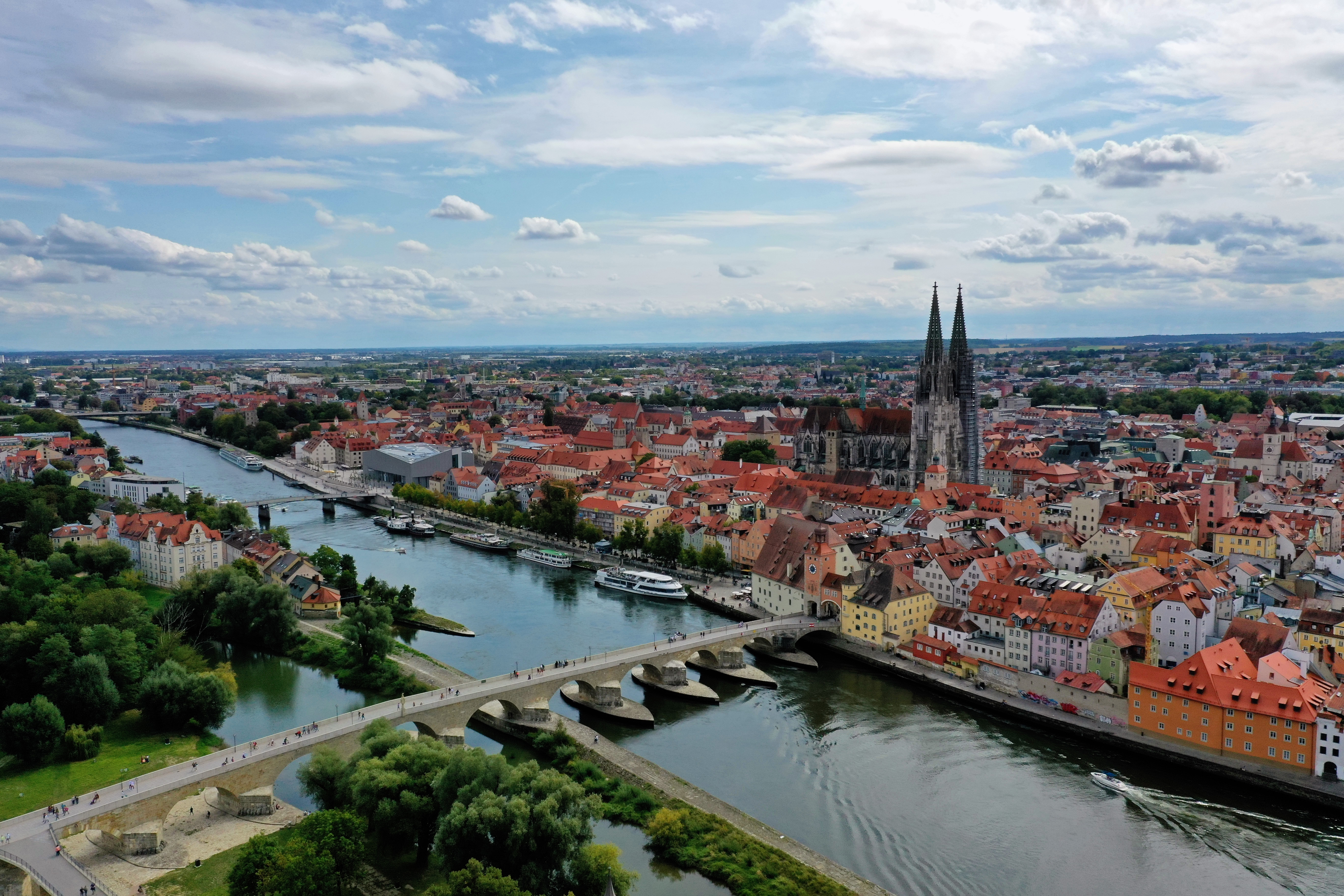
puente de piedra de Ratisbona

- Ratisbona (153 094 hab.), capital de la región administrativa de Alto Palatinado y la cuarta más poblada de Baviera, punto más al norte del río Danubio en la confluencia del lDanubio y Regen (169 km), y donde también recibe al Naab (165 km). Aquí se construyó un primer puente de piedra que cruzaba el Danubio en solo once años (ca.1135-1146).[27][28] Luis VII de Francia y su ejército lo utilizaron para cruzar el Danubio en su Camino a la Segunda Cruzada. Sirvió como modelo para otros puentes de piedra construidos en Europa en los siglos XII y XIIIy y fue el único puente que cruzaba el Danubio en Ratisbona durante aproximadamente 800 años, hasta la construcción del Puente de Nibelungen. Durante siglos fue el único puente sobre el río entre Ulm y Viena, lo que convirtió a Ratisbona en un importante centro de comercio y gobierno.[29]
- Straubing (47 791 hab.) (donde recibe al Allachbach), sigue luego por Bogen
- Deggendorf (33 721 hab.), la abadía de Metten fundada en 766 y a la que Carlomagno doto en 792 de inmediatez imperial y Luis el Piadoso en 837. Al poco recibe por la derecha al río Isar
- Vilshofen an der Donau (16 758 hab.), donde recibe por la izquierda al río Vils
- Passau (52 803 hab.), «la ciudad de los tres ríos», donde en 1552 Carlos V, emperador del Sacro Imperio Romano Germánico, firmó la Paz de Passau para garantizar la libertad de culto a los protestantes de Alemania.

En Passau, en Dreiflüsseeck, es primero el Ilz (62 km) que fluye a la izquierda en el Danubio y justo después está el Inn (o Eno) (517 km), a la derecha. El agua del Inn que proviene de los Alpes es gris verdosa, el agua del Danubio es azul oscuro y el agua del Ilz, que proviene de una región pantanosa, es de color pardo oscuro. El Danubio tiene estos tres colores mucho después de la confluencia. El predominio del agua verde del Inn una vez reunidos los tres ríos se debe, menos al gran caudal del Inn (738 m³/s en comparación con los 690 m³/s del Danubio) durante el deshielo —el Danubio transporta más agua que el Inn durante los siete meses de octubre a abril—, como a la importante diferencia de profundidad entre el Inn y el Danubio (1,90 m para el primero contra 6,80 m para el segundo). De hecho, el agua del Inn «flota» sobre el Danubio.

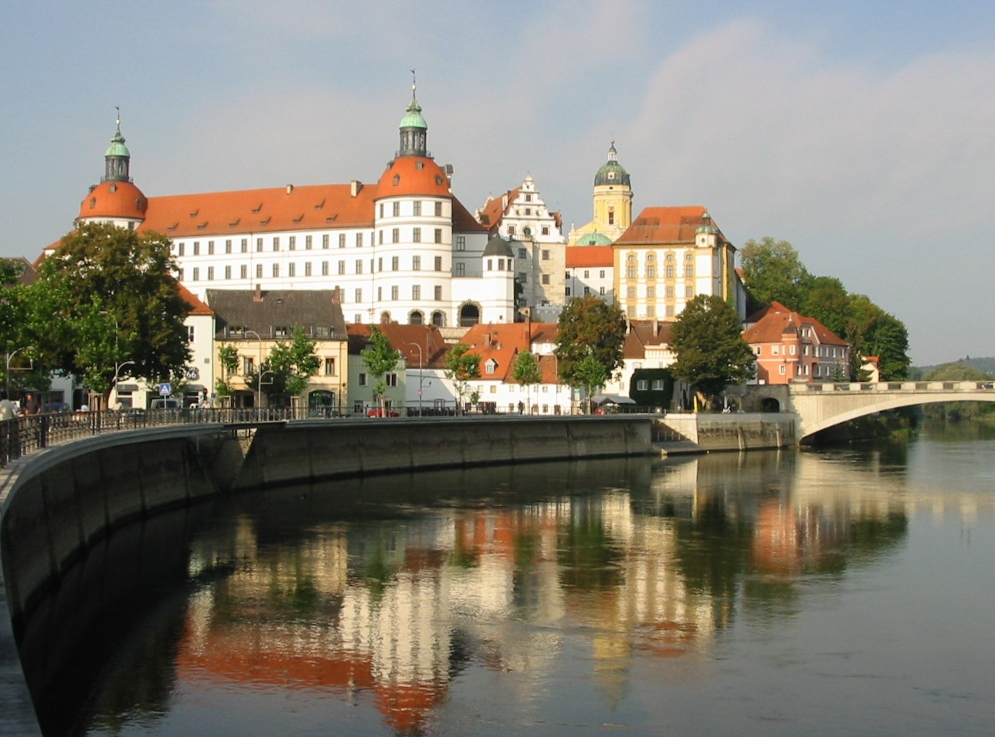
Palacio de Neoburgo a orillas del Danubio
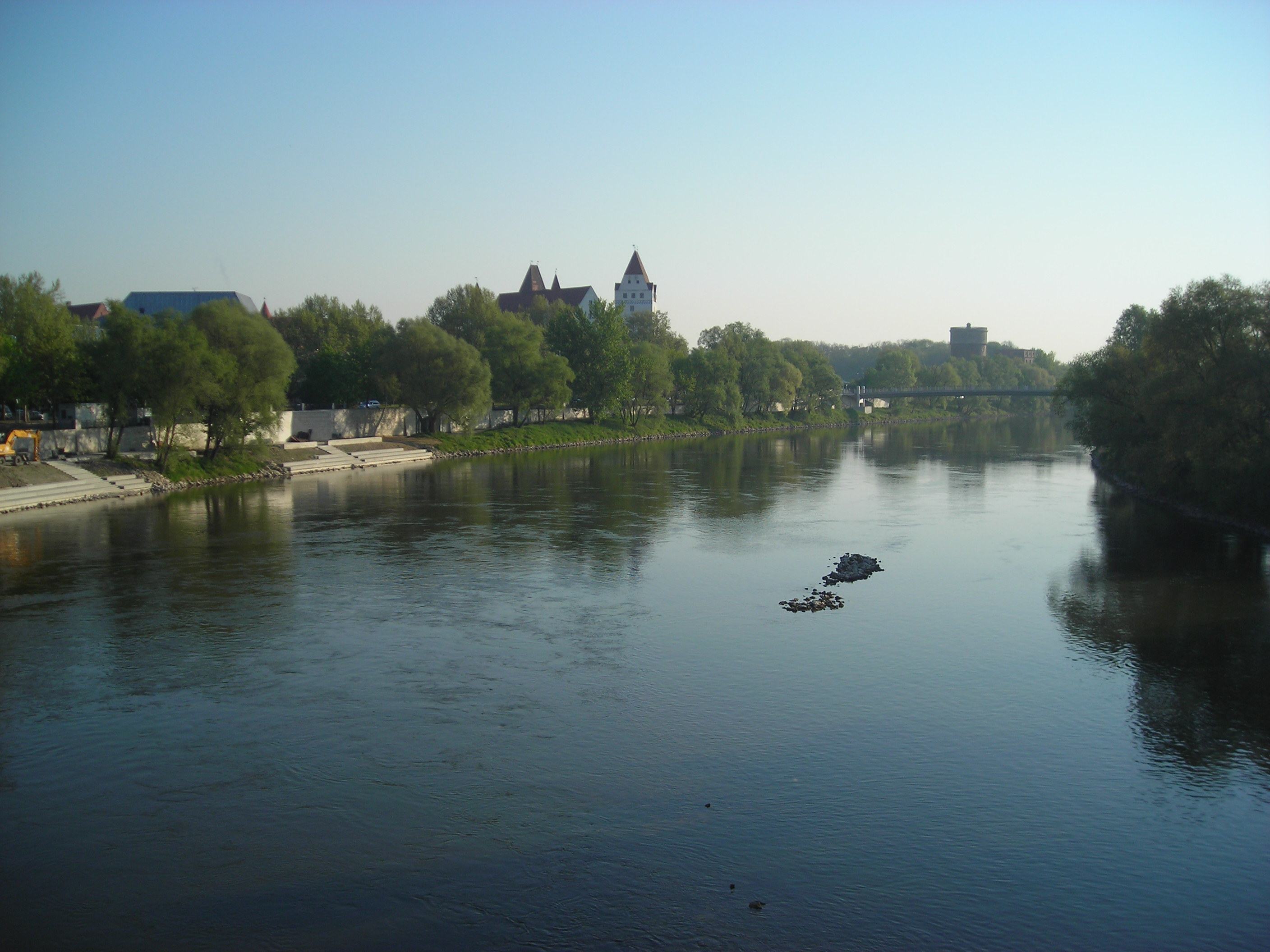
El Danubio a su paso por Ingolstadt (se ve al fondo el Nuevo Castillo)
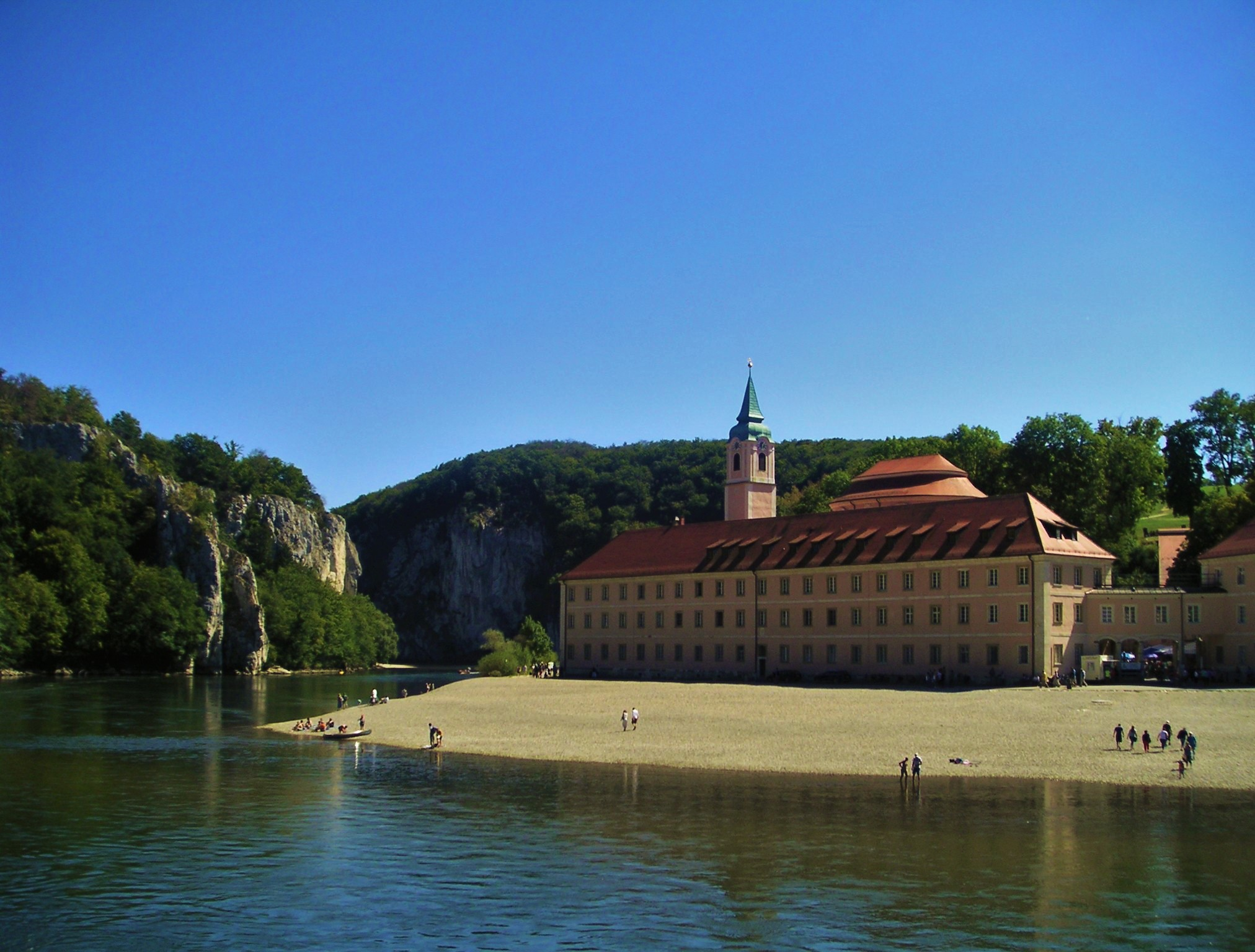
Abadía de Weltenburg,
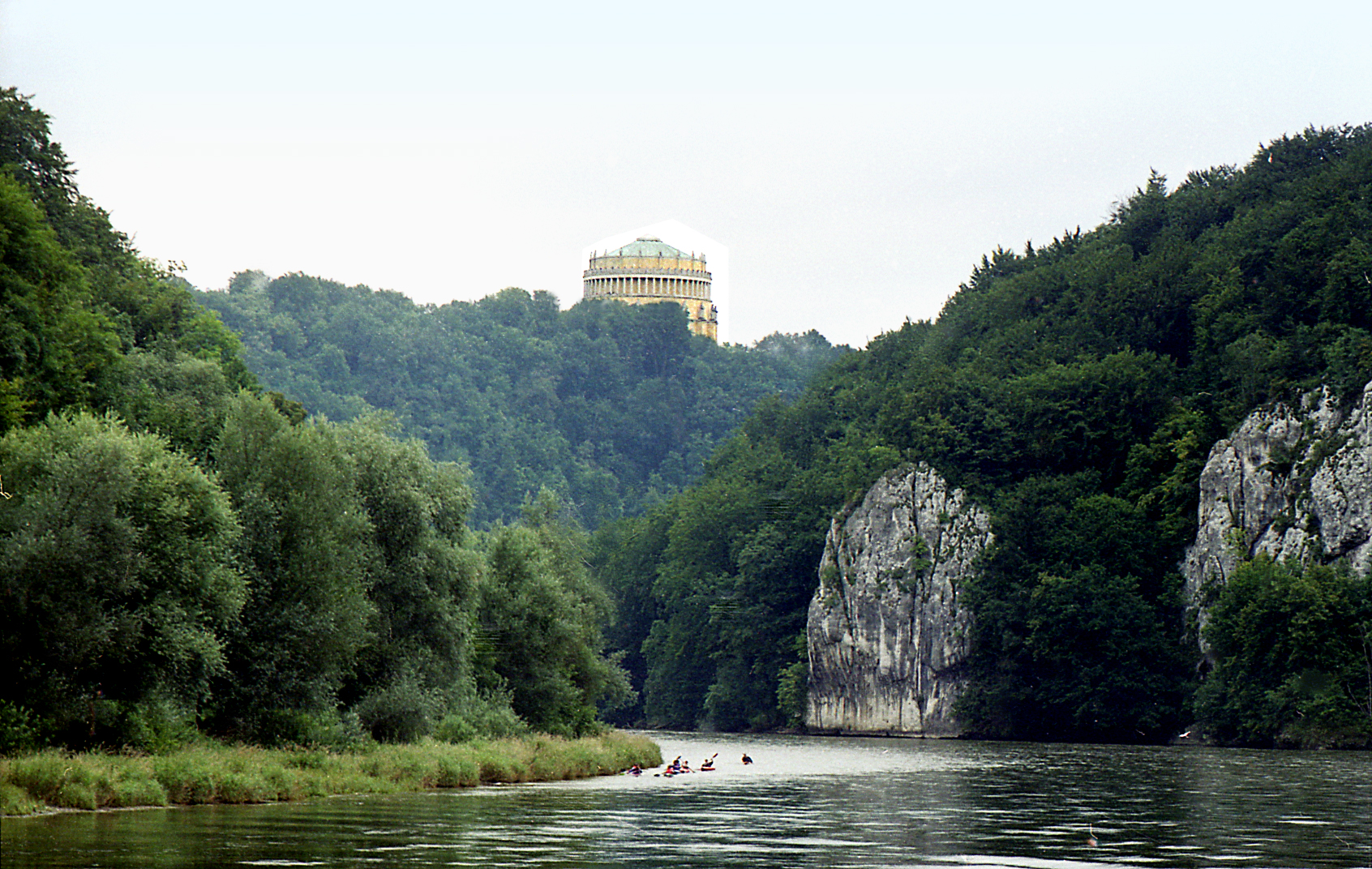
El Befreiungshalle desde las Gargantas del Danubio
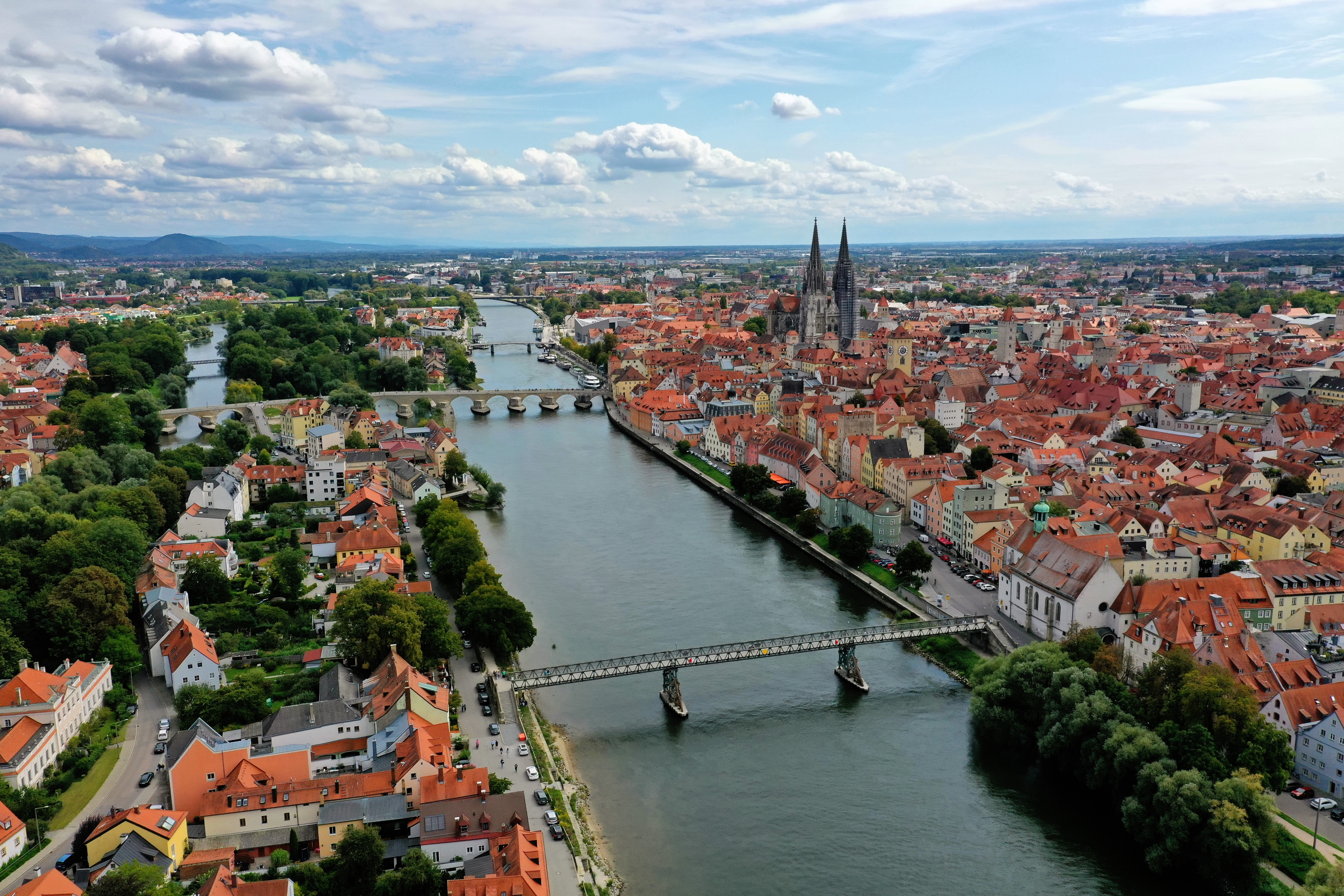
El Danubio en Ratisbona
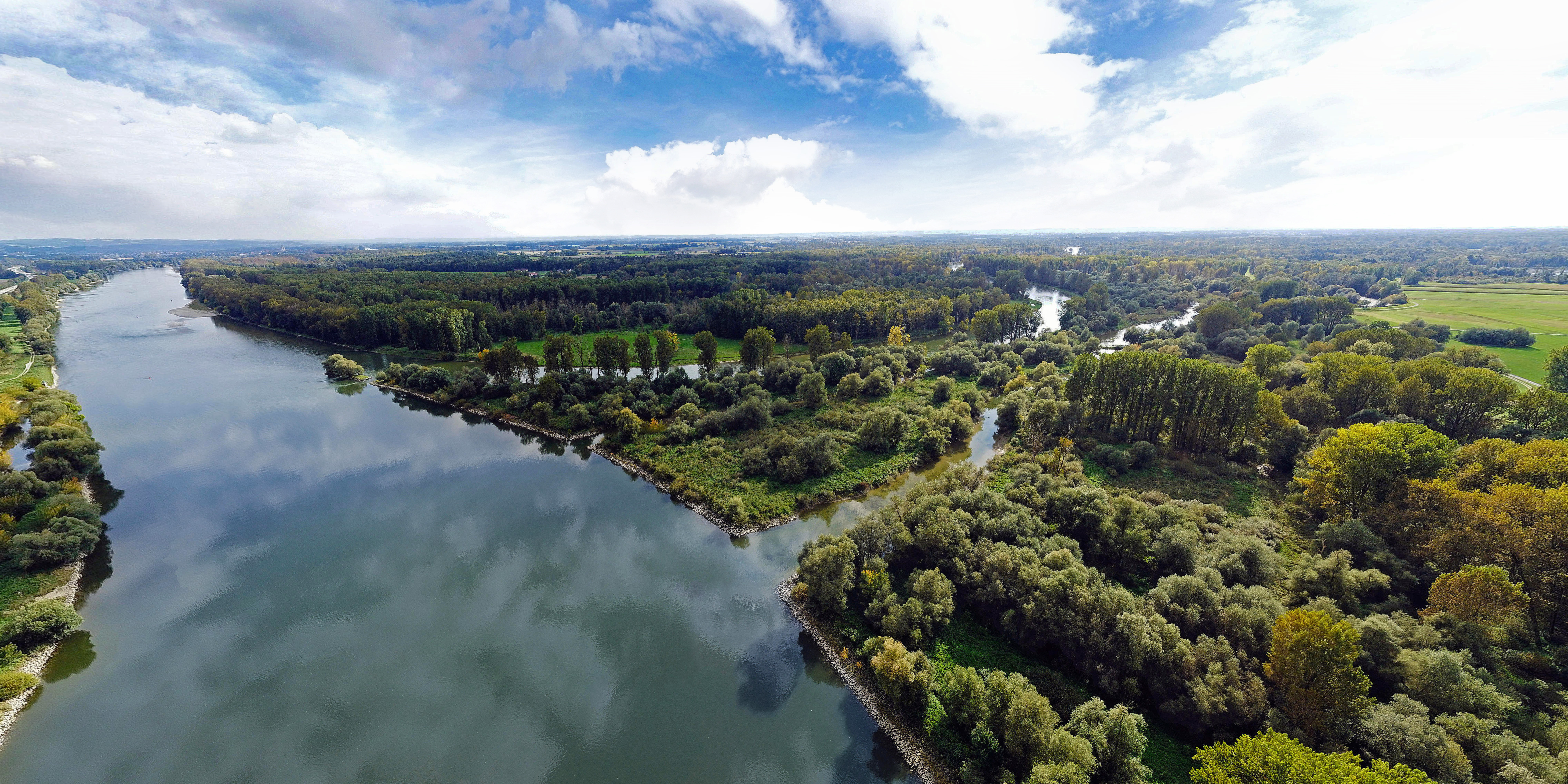
Confluencia del Isar y el Danubio
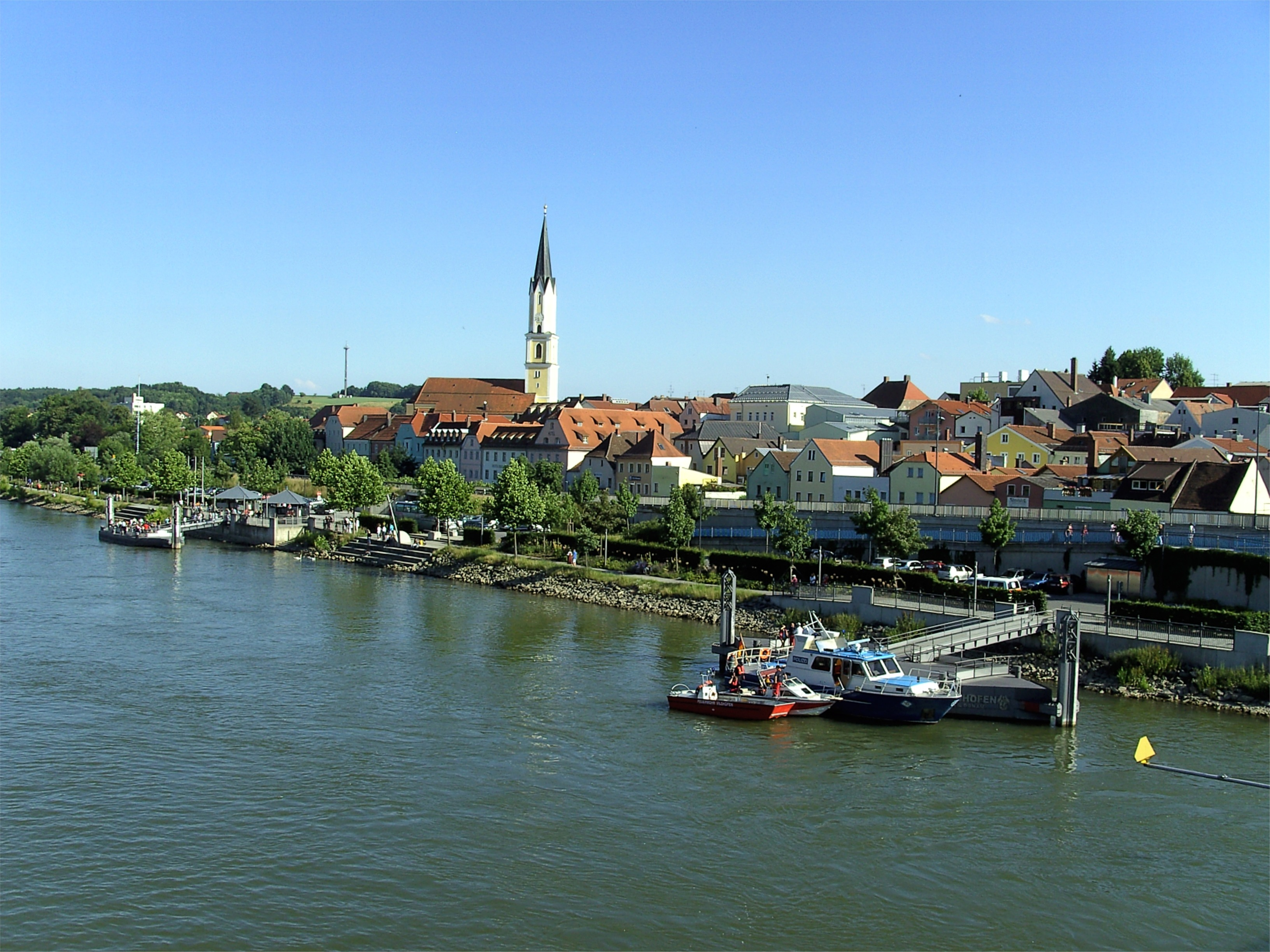
El río en Vilshofen an der Donau
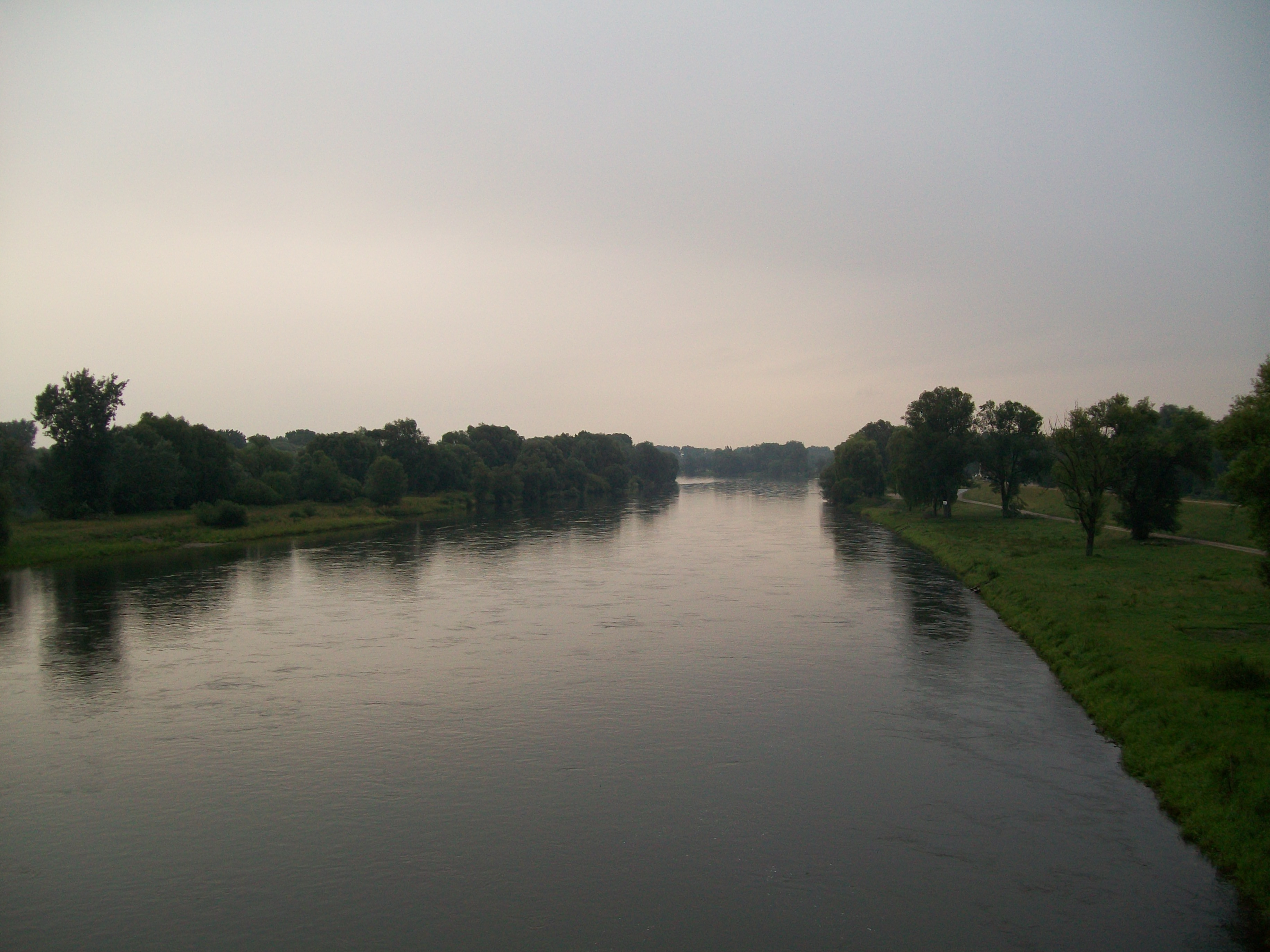
El río en Neustadt

#### En Austria

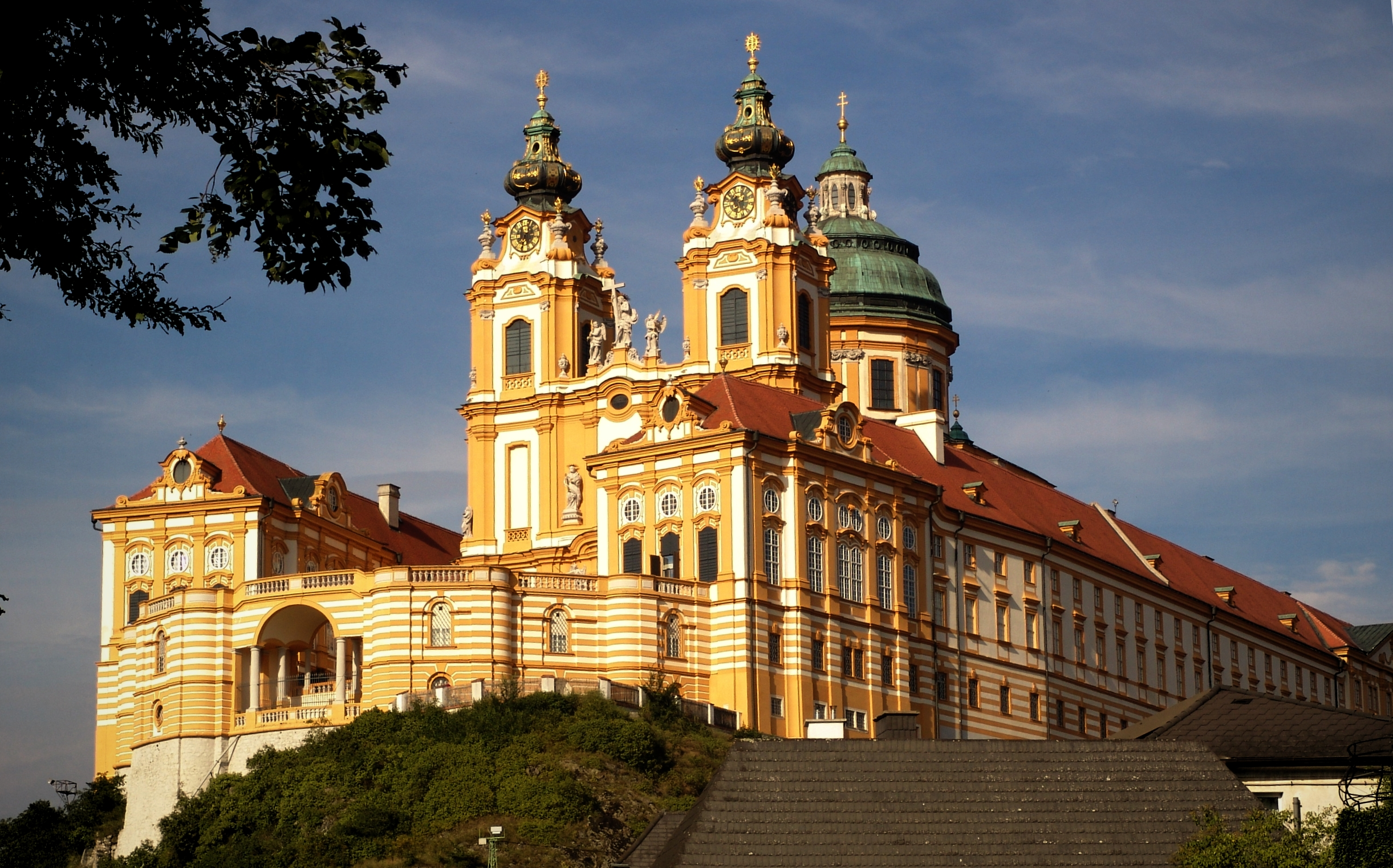
La abadía de Melk, en el borde del Danubio

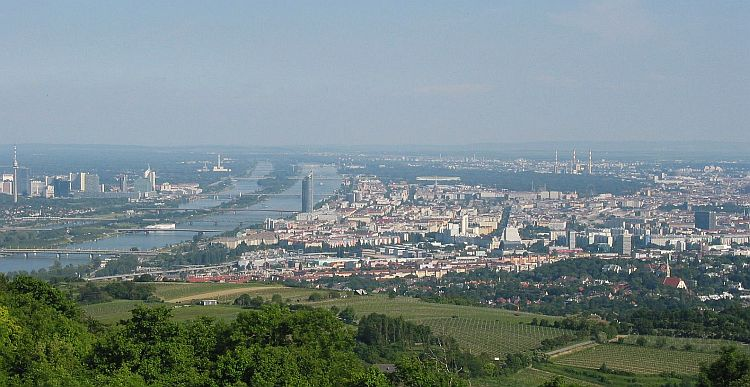
El Danubio y el «Nuevo Danubio» en Viena

Ningún país está tan estrechamente asociado con el Danubio como Austria, como reflejan tanto su popular apodo de «monarquía del Danubio» —que se le dio al Imperio Austro-Húngaro debido a que se extendía a lo largo de unos 1300 km del río—, como el vals nacional del El bello Danubio azul.
Austria tiene ahora solo 350 km de río en su territorio, lo que coloca a este país en el sexto lugar entre los países ribereños. Por otro lado, los ríos de casi todo el país alimentan el Danubio y por tanto el mar Negro. Solo el Land de Vorarlberg es parte de la cuenca del Rin (mar del Norte), así como una parte muy pequeña del noroeste del Land de Baja Austria que alimenta al Lainsitz (Vltava (Moldau) → Elba → mar del Norte).
El Danubio discurre solo por dos de los estados austriacos, el de Alta Austria y el de Baja Austria. Los afluentes del Danubio austriacos más importantes son todos por la margen derecha, Inn (en la frontera con Alemania), Traun, Enns, Ybbs, Traisen, Viena, Schwechat y Leitha, que fue históricamente importante porque sirvió como frontera con Hungría hasta 1921; y por la margen izquierda, llegan el Aist y el Kamp.
En territorio austriaco, el curso del Danubio está marcado por la construcción de once presas hidroeléctricas, que han remansado grandes extensiones.

##### En Alta Austria

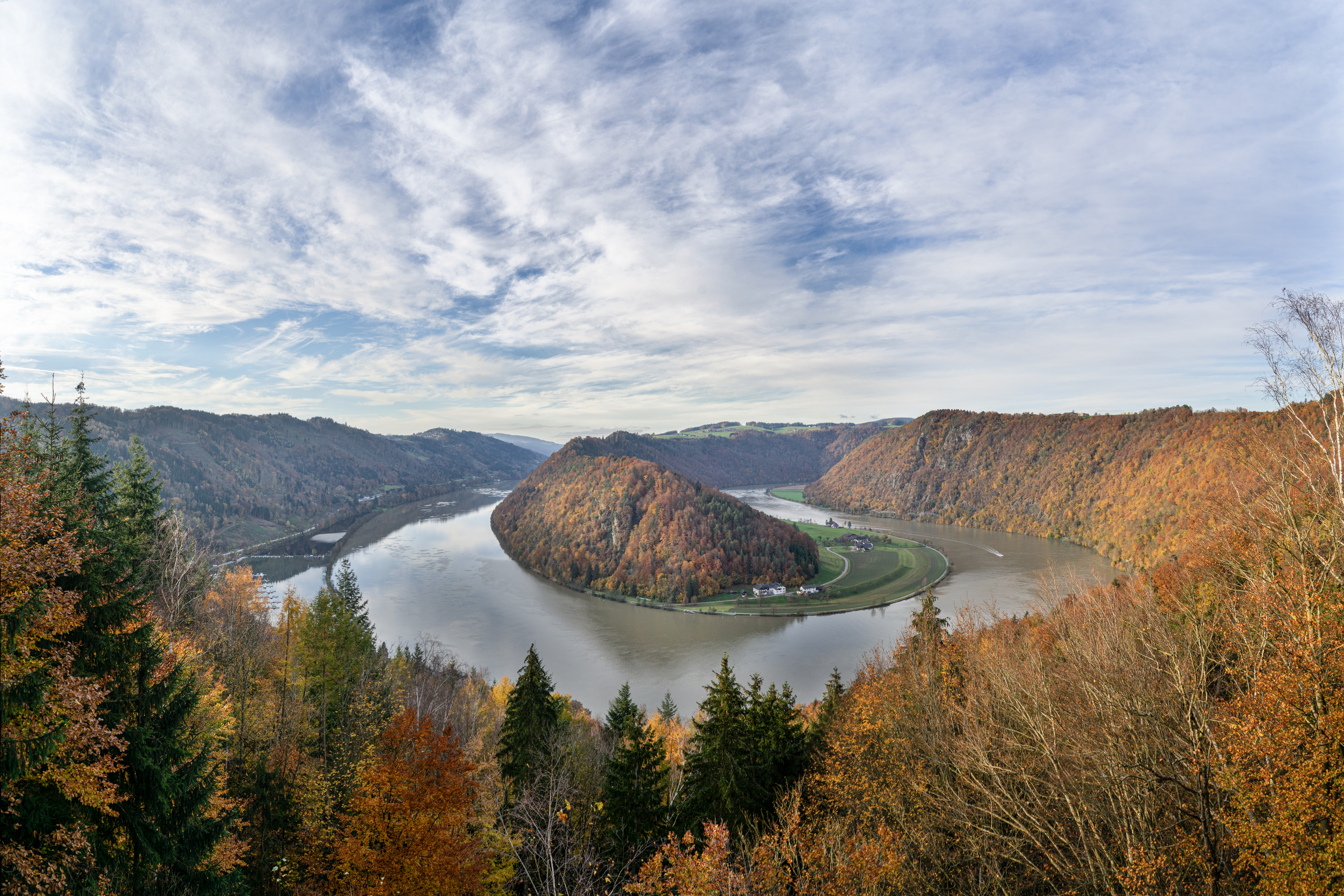
El «bucle de Schlögen»

Nada más pasar la ciudad de alemana de Passau, llega un tramo de unos 30 km en el que el Danubio marcará la será frontera internacional alemano-austriaca, Alemania en la margen izquierda, al norte, y Austria en la derecha, al sur. El valle del Alto Danubio (Obere Donautal), también llamado Alto Danubio o garganta del Danubio (Donaudurchbruch), es la sección del Danubio que atraviesa el macizo de Bohemia, entre las ciudades de Passau y Aschach, y que separa el Sauwald (la parte trasdanubiana del macizo) de las tierras altas del Mühlviertel central (una de las 41 unidades espaciales de la Alta Austria). El área está protegida como área Natura 2000, Alto Danubio y valle de Aschach (Europaschutzgebiet Oberes Donau- und Aschachtal) y valle del Alto Danubio (Europaschutzgebiet Oberes Donautal). 
En este tramo el río pasa frente a las pequeñas localidades de Freinberg 1433 hab. y Achleiten Zollamt (AUT) y Högl (ALE). Luego llega un tramo de ribera alemana de unos 10 km que está protegido como reserva natural de Donauleiten Passau bis Jochenstein, en el que recibe, en la pequeña localidad de Erlau, por la izquierda, al homónimo Erlau (33,7 km). En la ribera opuesta, pasa por Unteresternberg  hab., donde recibe al corto Großer Kösslbach (17 km). Sigue su lento avance frente a pequeños pueblos, primero Dietzendorf y Pyrawang (AUT), luego Obernzell (ALE, con 3763 hab.) y nuevamente Kasten, Roning (AUT). Llega después a la presa de Kraftwerk Jochenstein y al poco a Donauradweg, donde recibe por la derecha al pequeño Dandlbach, en el punto que marca el final del tramo fronterizo, internándose ya el Danubio en el estado de Alta Austria.
Nada más entrar en tierras altoaustriacas pasa frente a Engelhartszell (922 hab.) y Schattenthal y recibe, por la izquierda, al río Rannabach en Niederranna 1288 hab., donde está la fábrica de Global Hydro Energy GmbH. Sigue su avance por Wesenufer (220 hab.) y Waldkirchen am Wesen (1185 hab.). Luego llega al «bucle de Schlögen» donde el Danubio gira dos veces 180° en un tramo encañonado en el macizo bohemio en el que en unos 3 km parece retroceder para volver a recobrar la dirección general oeste. Es el meandro forzado mayor de Europa y en 2008, la población local consideró, entre 22 propuestas, que el bucle era una de las «maravillas naturales de la Alta Austria». Tres transbordadores navegan aquí y permiten el cruce, ya que solo hay senderos y carril bici en una de las riberas.
Alcanza Obermühl an der Donau (donde recibe por la izqda. al Kleine Muhl) y donde está el Getreidespeicher, lugar de interés histórico. Sigue por Haibach ob der Donau (1289 hab.), Donauleiten, Untermühl  hab. (donde recibe por la izqda. al Große Muhl) y tras pasar por la presa de Kraftwerk de Aschach, llega al pueblo de Aschach an der Donau (2167 hab.), donde acaba el tramo encañonado y sale el Danubio a la llanura. Pasa frente a las localidades de Feldkirchen an der Donau (5395 hab.), Eferding (4259 hab.), Goldwörth (813 hab.), Ottensheim (4738 hab.) y Wilhering (5919 hab.), donde está una nueva presa que alimenta la Donaukraftwerk Ottensheim-Wilhering. Sigue un nuevo tramo encañonado, un corto tramo de poco más de 6 km, del que sale por la pequeña localidad de Zaubertal 804 hab., para llegar, a poco más de 70 km de la frontera, a la ciudad de Linz (206 595 hab.), la tercera ciudad más grande de Austria y capital altoaustriaca.

El Danubio altoaustríaco antes de Linz
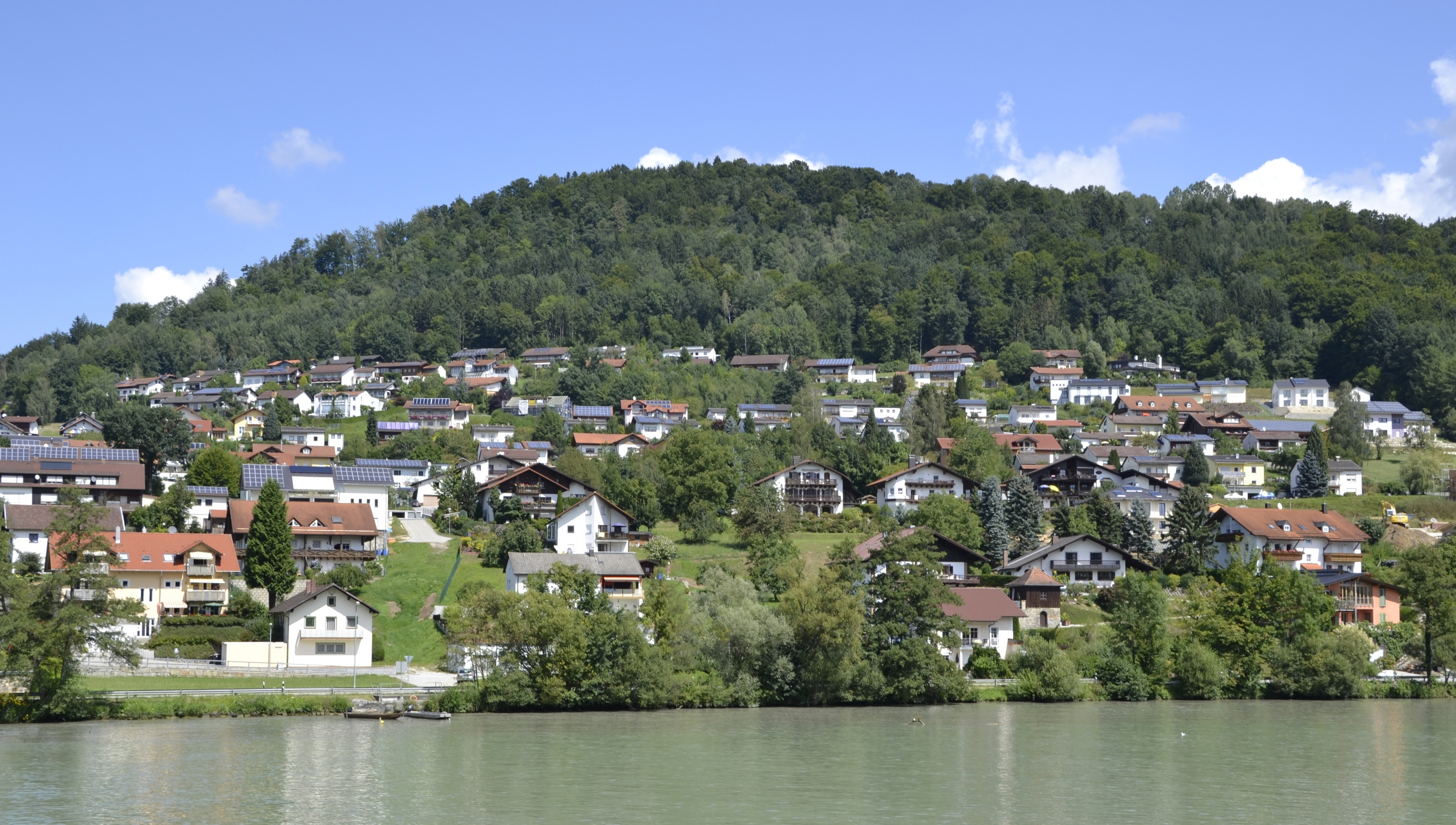
Obernzell
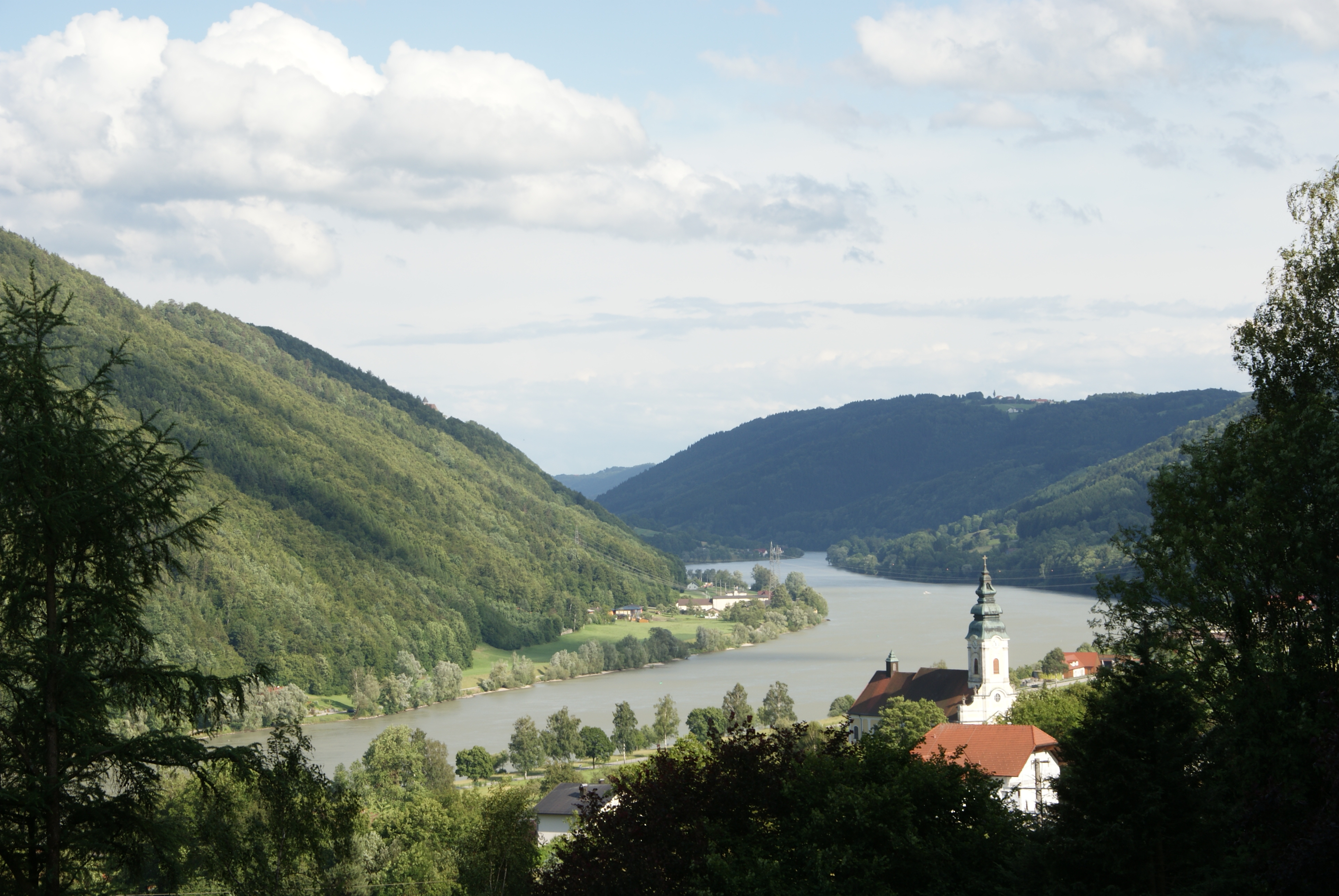
El río en Engelhartszell
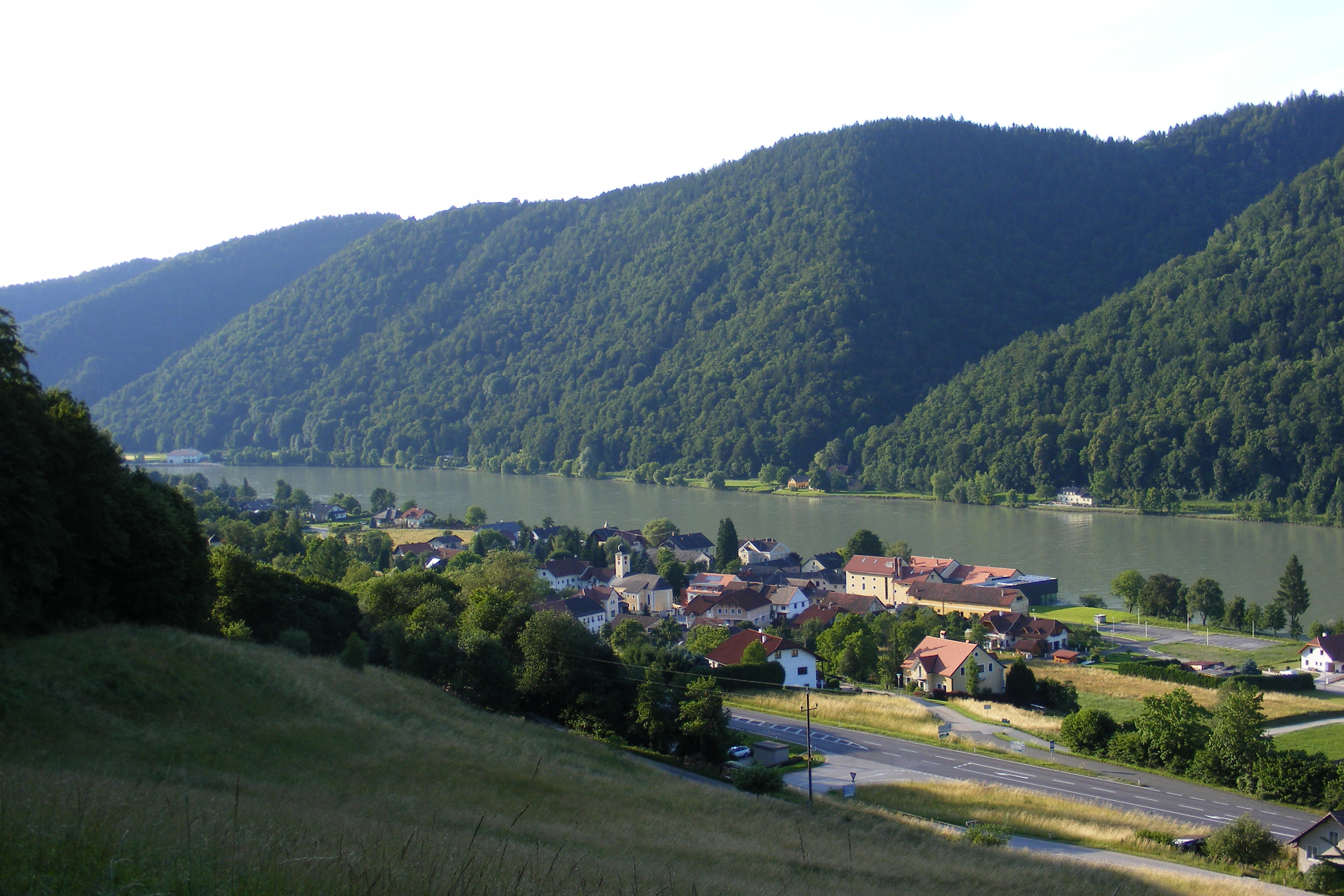
En Wesenufer
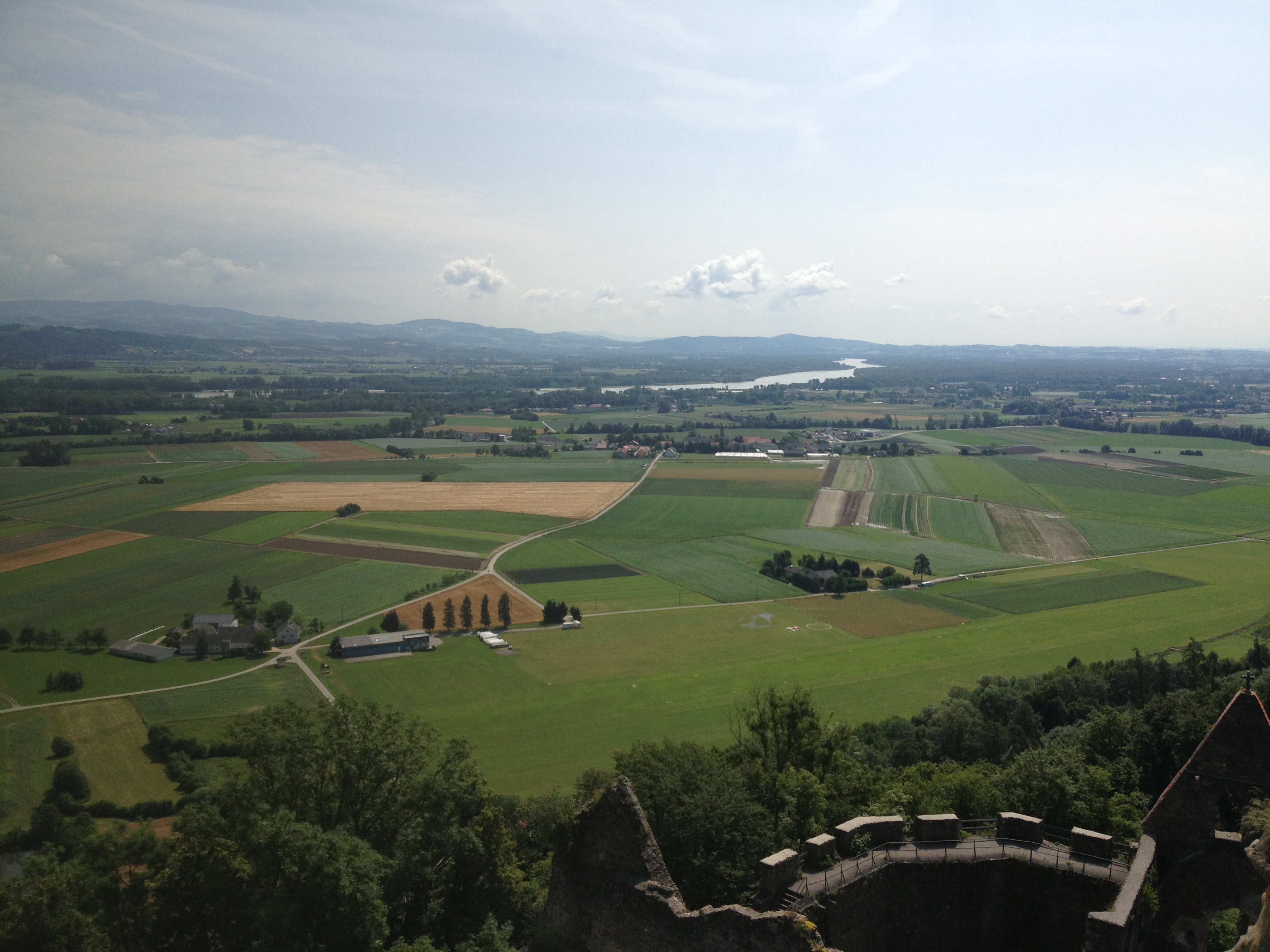
Aeródromo de Eferding

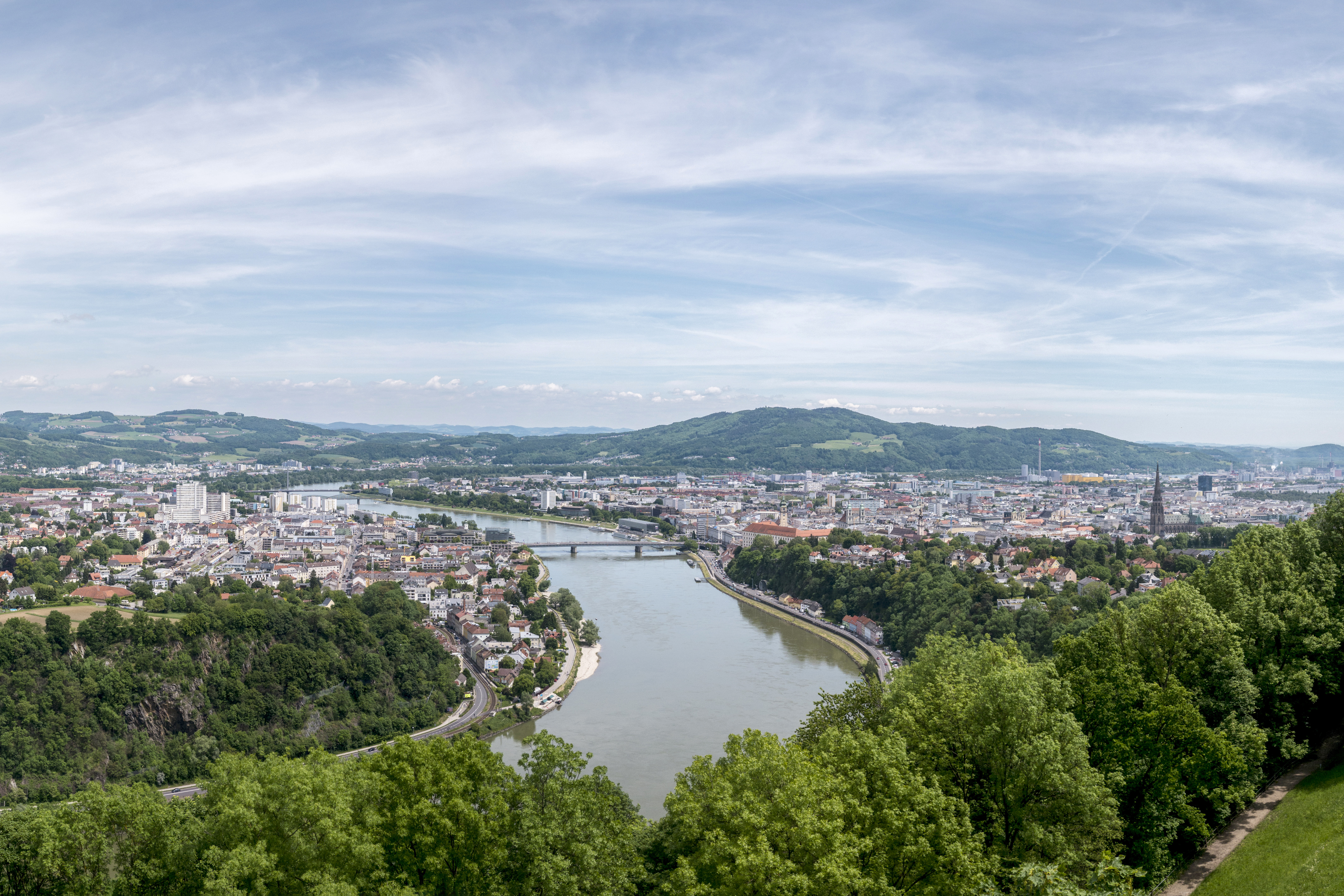
El Danubio a su paso por Linz

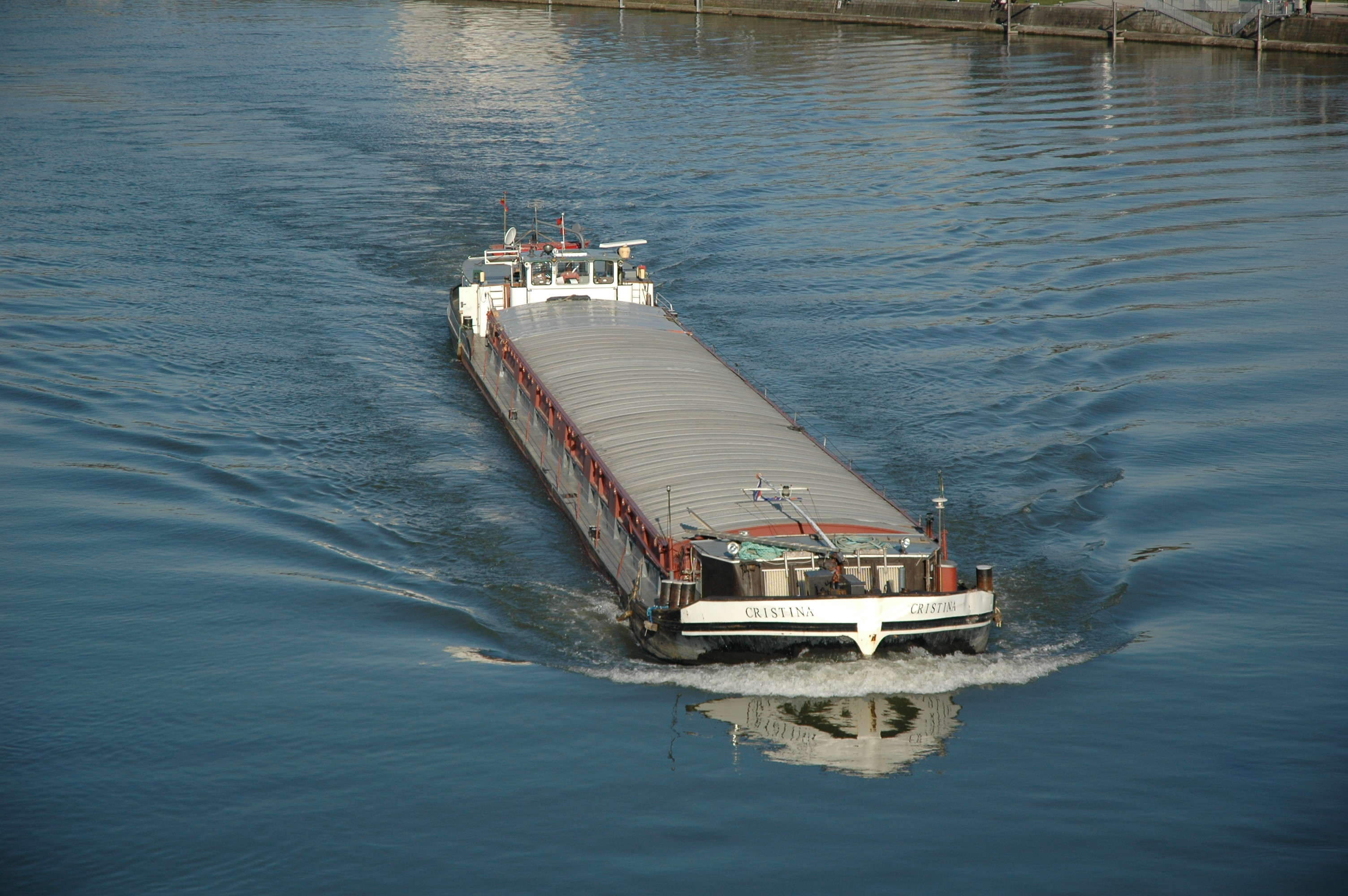
Un péniche (barcaza) sobre el Danubio en Linz (Alta Austria)

Linz es una gran ciudad que se ha desarrollado en ambas márgenes del río, conectadas por el puente delos Nibelungos. La ciudad fue elegida en 2009 como Capital Europea de la Cultura y desde entonces se ha convertido en un importante foco cultural —desde diciembre de 2014, es miembro de la Red de Ciudades Creativas de la UNESCO (UCCN)—, con un importante festival de arte electrónico. La ciudad ha aprovechado las riberas para construir algunos destacados edificios contemporáneos: Brucknerhaus (1974), museo Lentos (2003), amplliación del museo del château, Ars Electronica Center (2009).

El Danubio en Linz
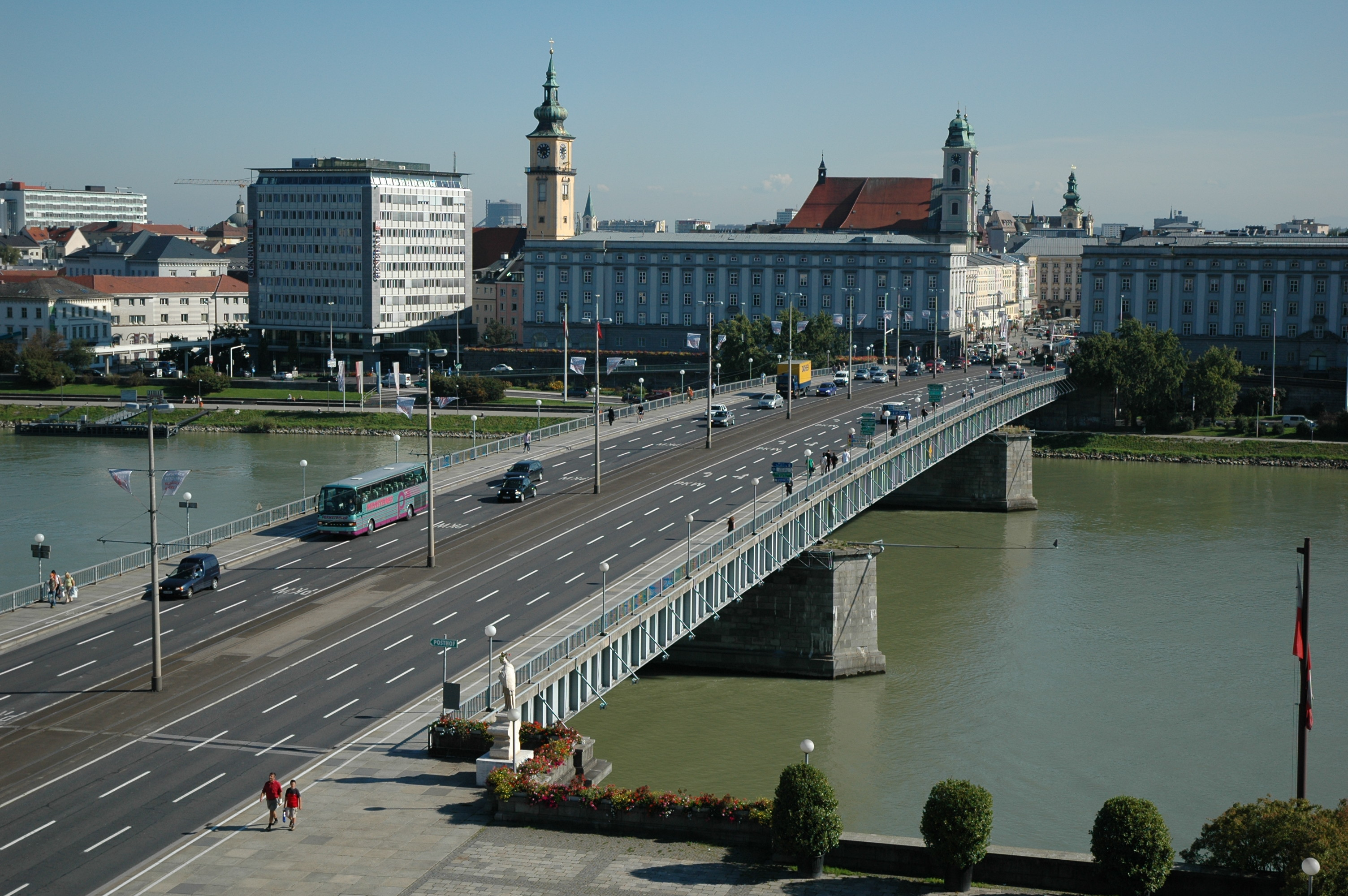
El ancho puente de los Nibelungos
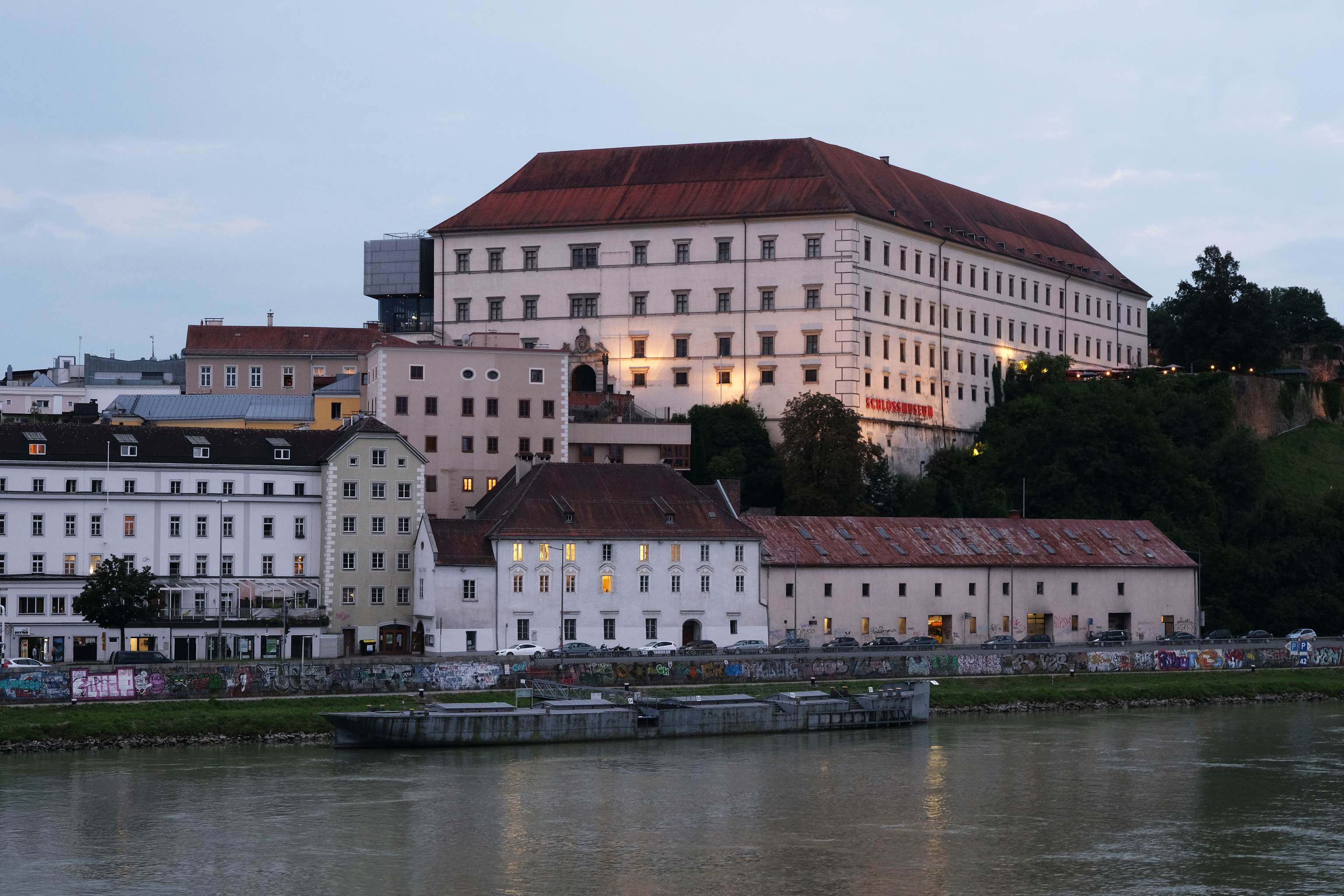
Château de Linz
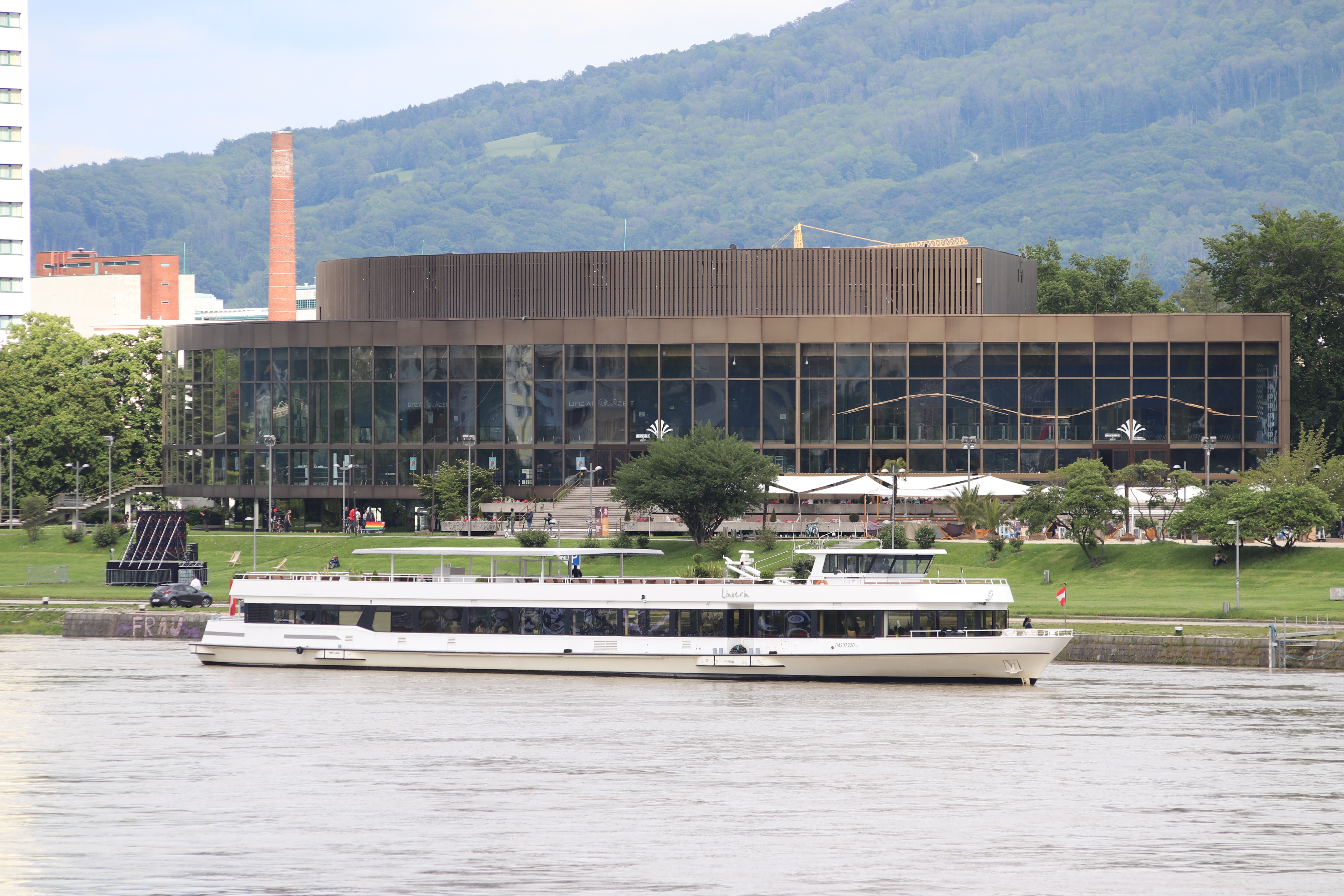
El Brucknerhaus  (1974)
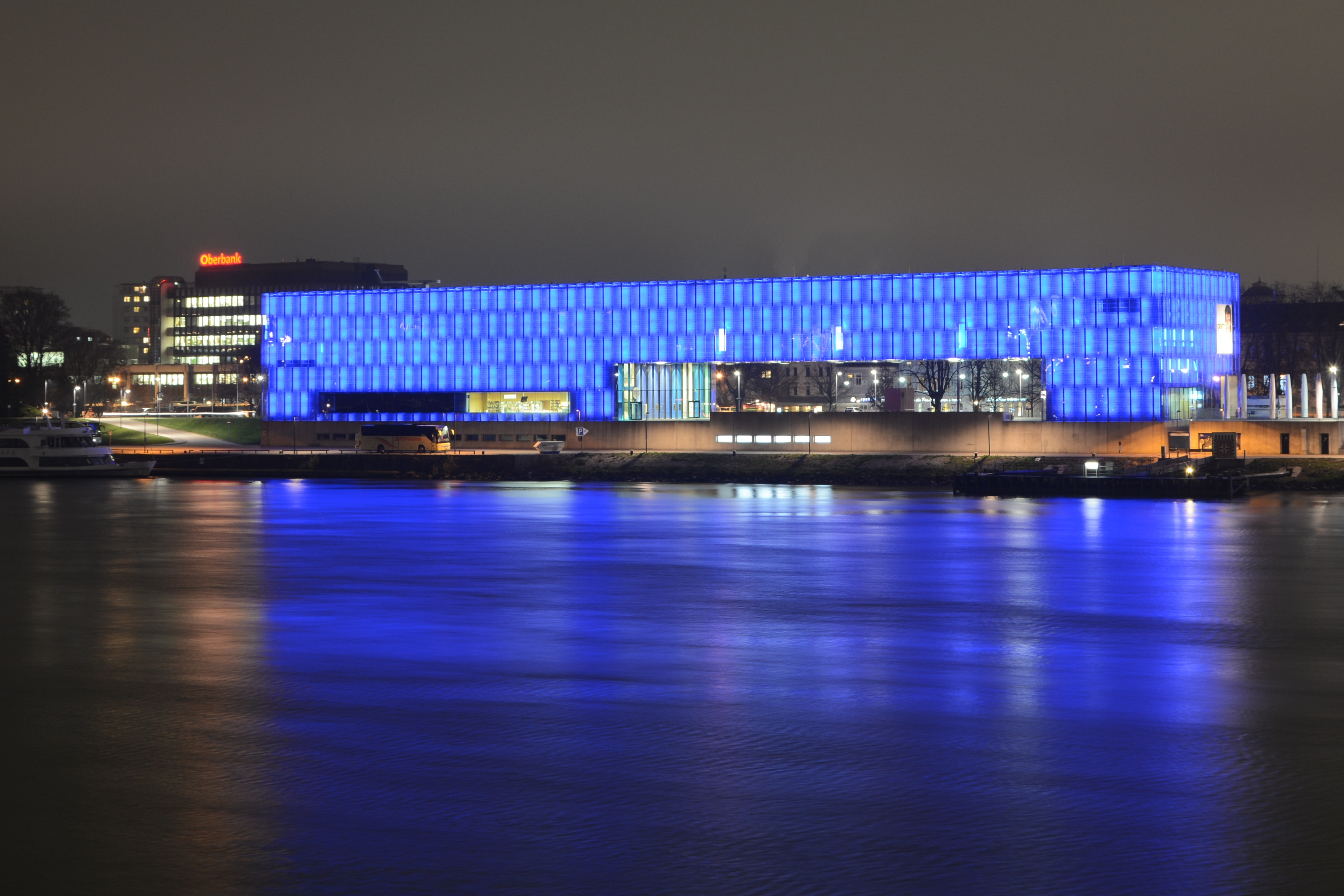
El museo Lentos, inaugurado en 2003, iluminado de azul
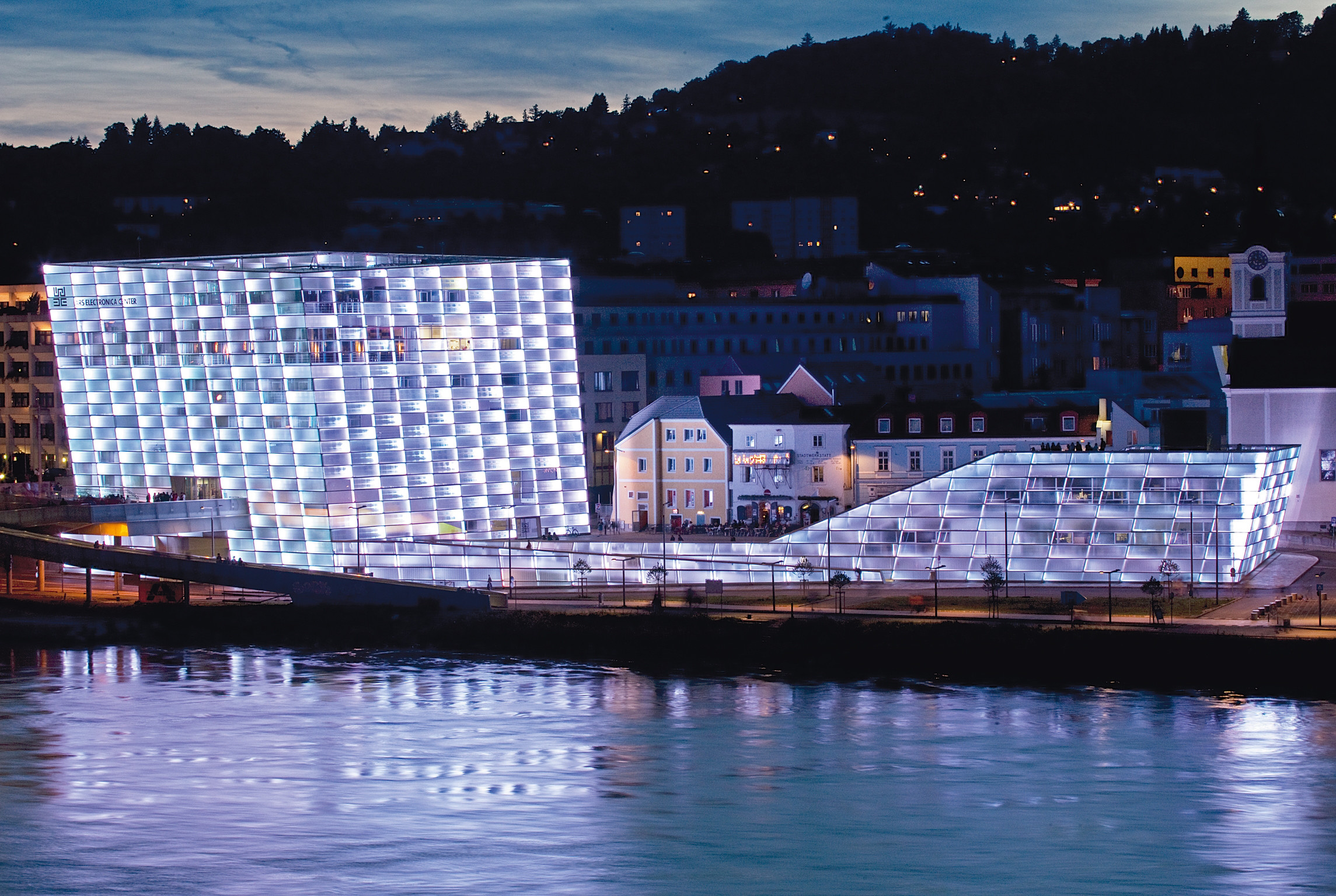
Ars Electronica Center (2009)
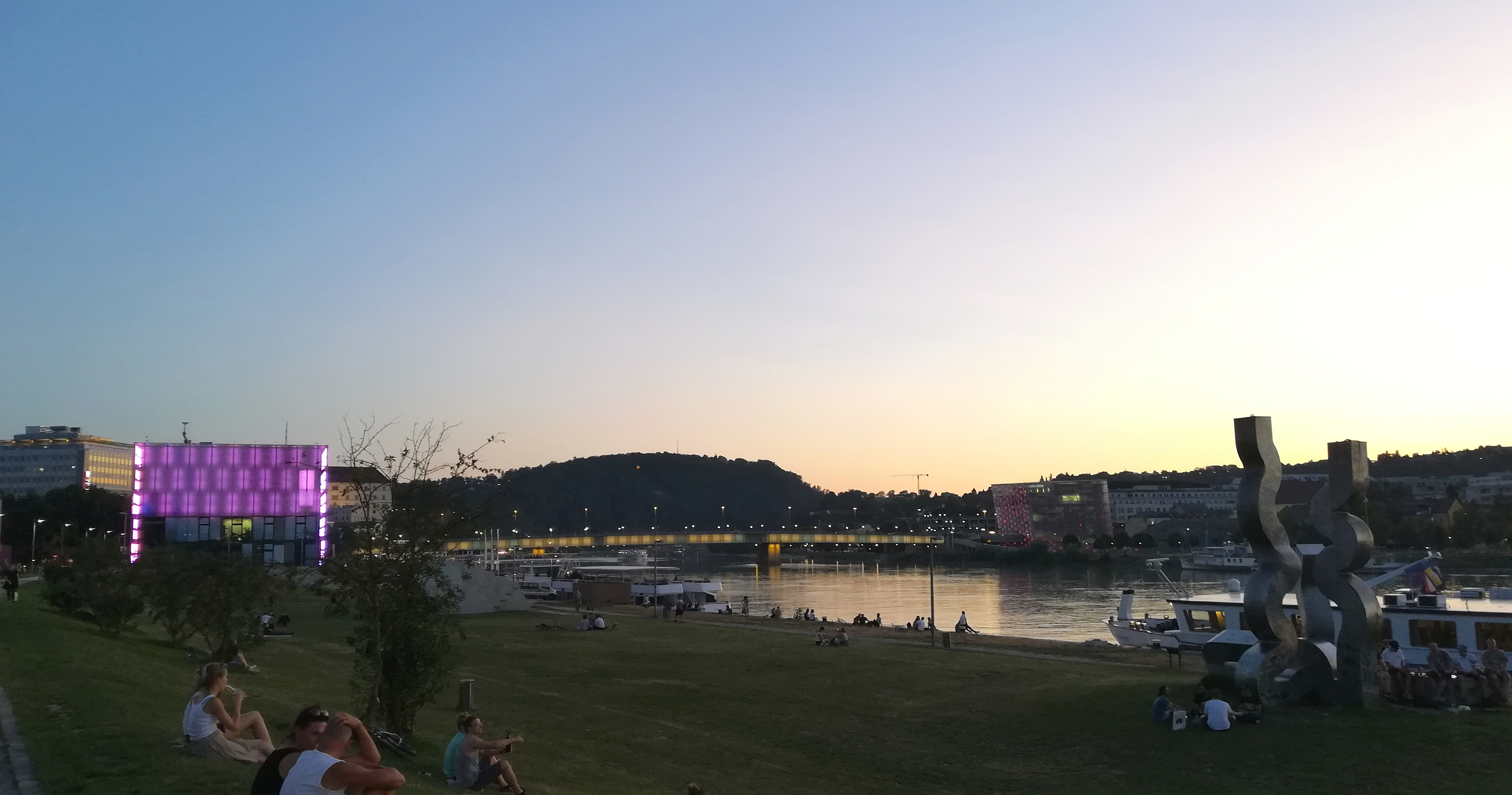
Orillas del Danubio

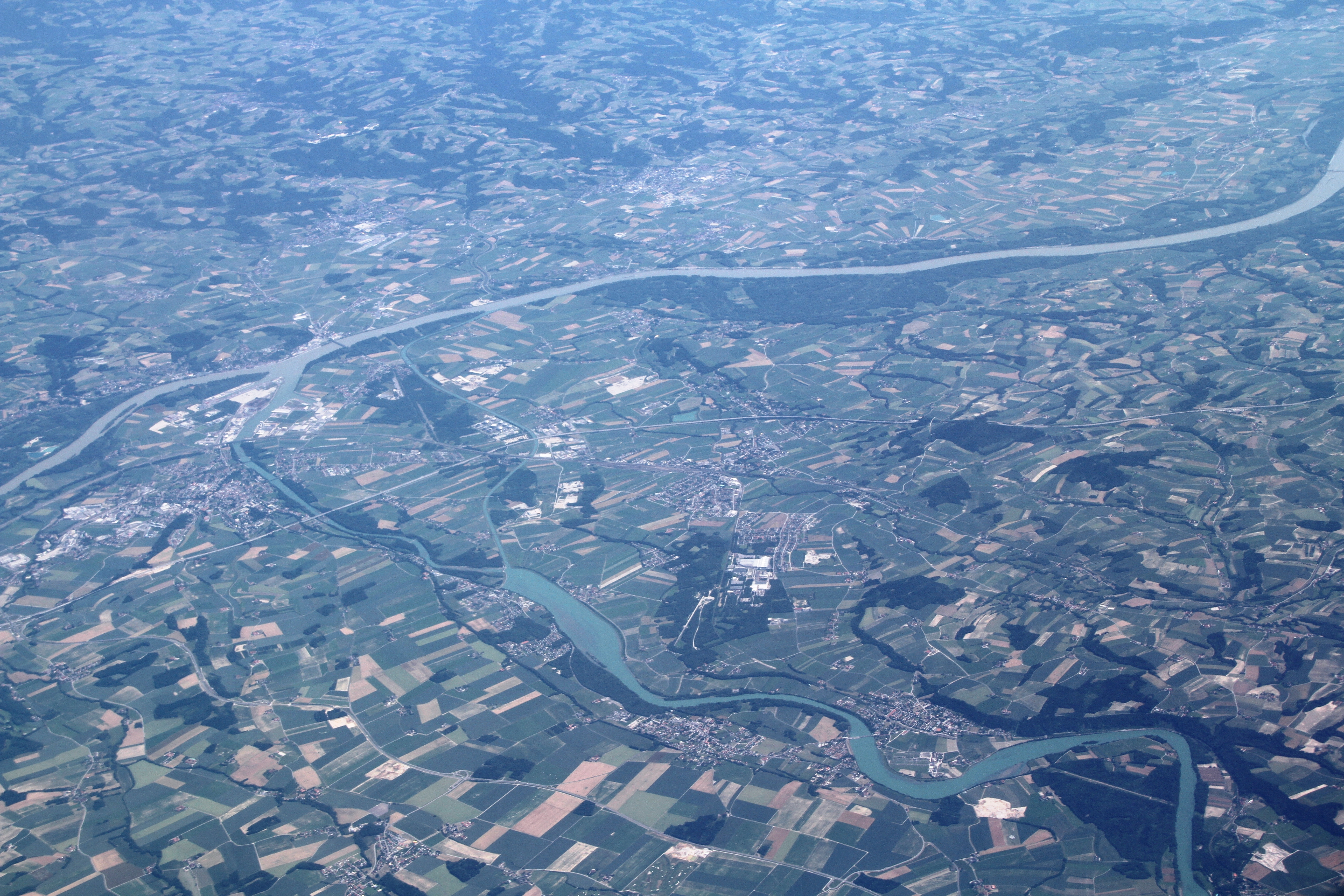
Confluencia del Enns

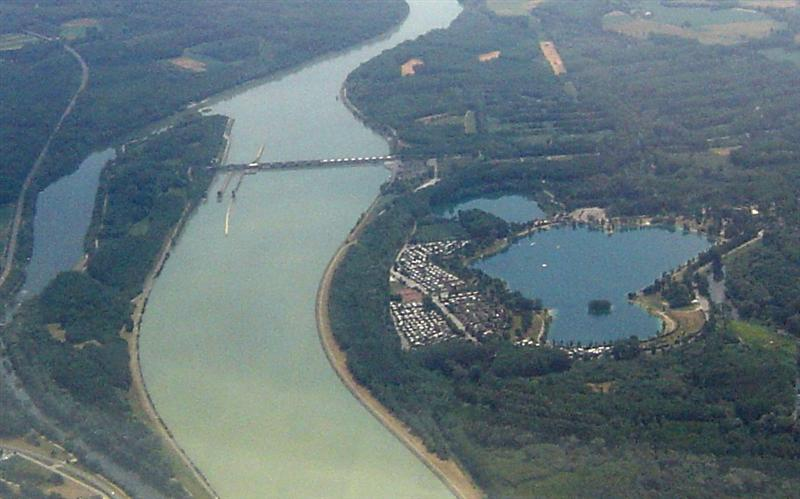
La presa de Abwinden

Pasada Linz, el Danubio recibe por la derecha al río Traun (153 km), casi en cuya confluencia está  la ciudad de Ebelsberg (10 804 hab.) (hoy un distrito de Linz), y en la ribera opuesta, Steyregg (4932 hab.).
Luego sigue el Danubio frente a Luftenberg an der Donau (4279 hab.)), en una sección nuevamente embalsada, en la presa de Abwinden, cerca de la localidad homónima de Abwinden. Poco después alcanza la ciudad de Enns (11 940 hab.), localizada en la confluencia con el río Enns, que llega por la derecha desde el sur, marcando la frontera entre la Alta y la Baja Austria. Enns está situada en un enclave de cierto valor estratégico y allí se fundó el campo romano de Lauriacum, donde estaban acantonados 6000 soldados, que estuvo operativo en siglos II y III el campo romano de Lauriacum. El asentamiento adyacente (hoy: Lorch) recibió privilegios de municipium en el año 212 por el emperador Caracalla cuando tenía unos 30 000 habitantes. Enns fue también la primera localidad austríaca en recibir en 1212 un fuero que le otorgaba privilegios de ciudad (Stadtrecht). 
Al otro lado del Danubio, frente a la boca del Enns está la pequeña ciudad de Mauthausen 4924 hab., ciudad tristemente famosa por albergar el campo de concentración de Mauthausen-Gusen durante la Segunda Guerra Mundial. Mauthausen fue declarado sitio conmemorativo nacional en 1949 y Bruno Kreisky,  canciller de Austria, inauguró oficialmente el Museo de Mauthausen el 3 de mayo de 1975, 30 años después de la liberación del campo. En 2003 se inauguró un centro de visitantes, diseñado por los arquitectos Herwig Mayer, Christoph Schwarz y Karl Peyrer-Heimstätt.
Desde Enns el Danubio será, durante un tramo de algo más de 40 km, la frontera interestatal (hasta pasada la pequeña localidad de Sarmingstein, de solo 137 hab.). En esa sección fronteriza el río discurre por una vega muy fértil, pasando frente a Au an der Donau (908 hab.), Perg (8837 hab.), Wallsee (2190 hab.) y Ardagger (BA, 3538 hab.). Aquí da comienzo el tramo del Strudengau, la parte más profunda del Danubio en Austria, un valle serpenteante de unos 25 kilómetros de largo, estrecho y boscoso, que comienza en la orilla norte (izquierda) en el pueblo de Saxen (Alta Austria) —donde está el castillo de Dornach—, y en la orilla sur en Ardagger (Baja Austria), y que se prolonga aguas abajo hasta las localidades de Persenbeug e Ybbs an der Donau. En este tramo encañonado, que comienza con el castillo de Dornach asomándose al río, el Danubio pasa por Grein (2910 hab.) (donde está el castillo de Greinburg), Struden (221 hab.), Sankt Nikola an der Donau (762 hab.), las ruinas de la torre de Sarmingstein e Hirschenau, donde acaba el tramo fronterizo y entra en el estado de Baja Austria.

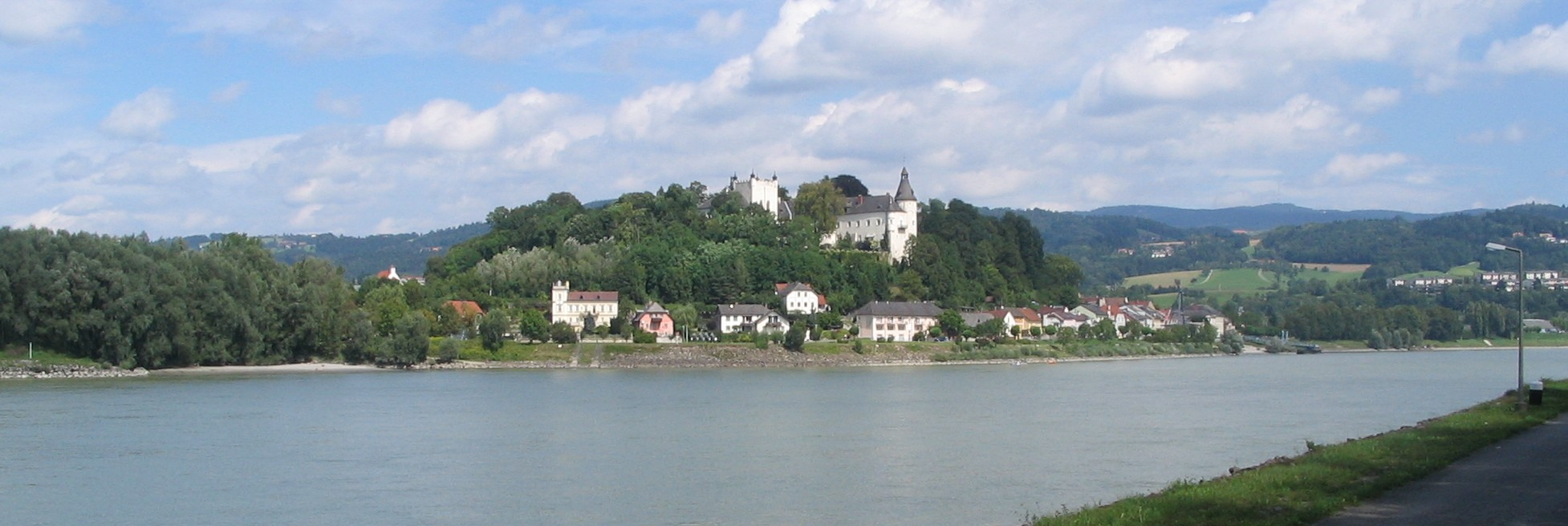
El castillo de Ottensheim

El Danubio altoaustríaco después de Linz
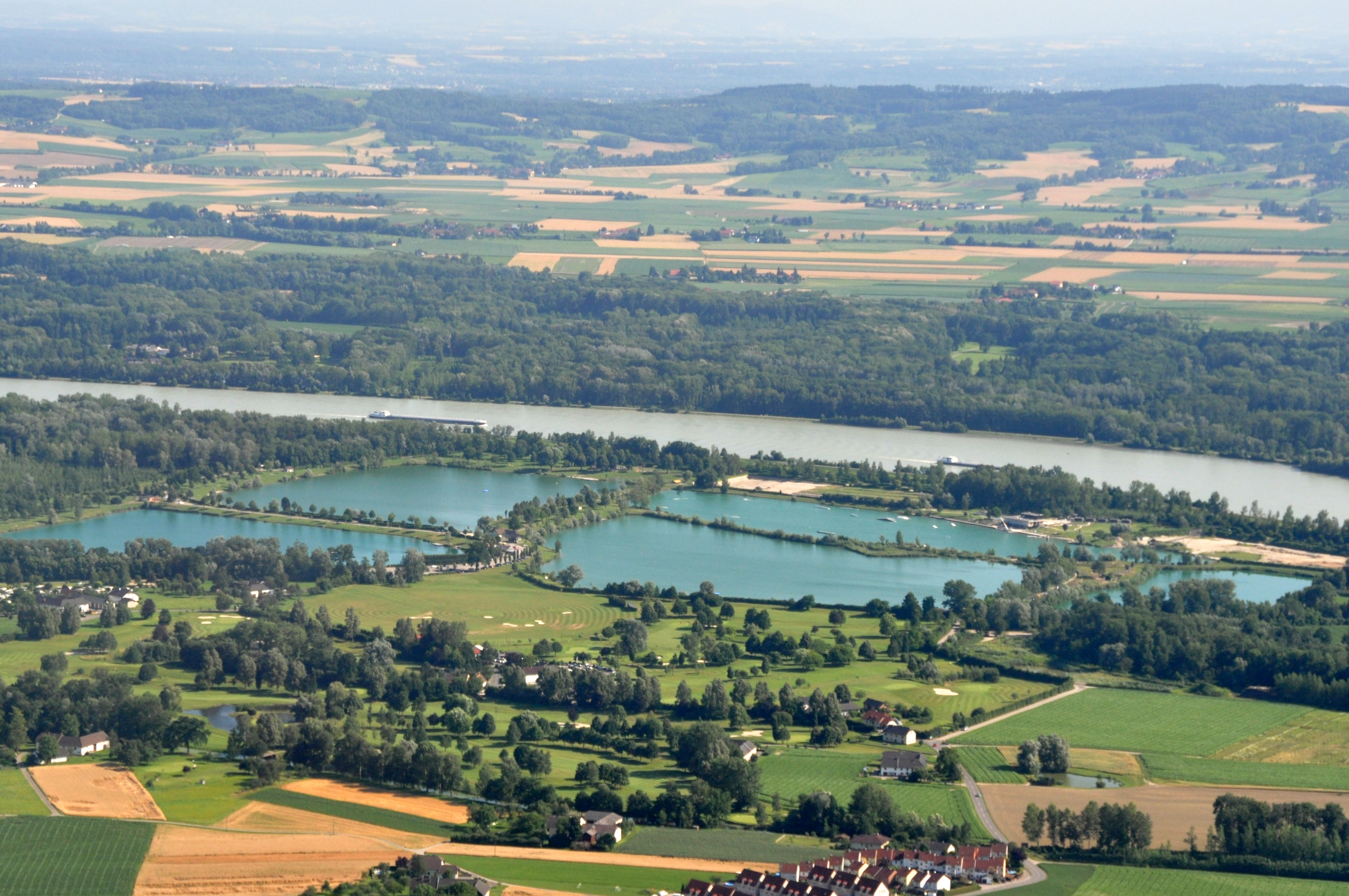
Estanques de inundación en Feldkirchner Badeseen
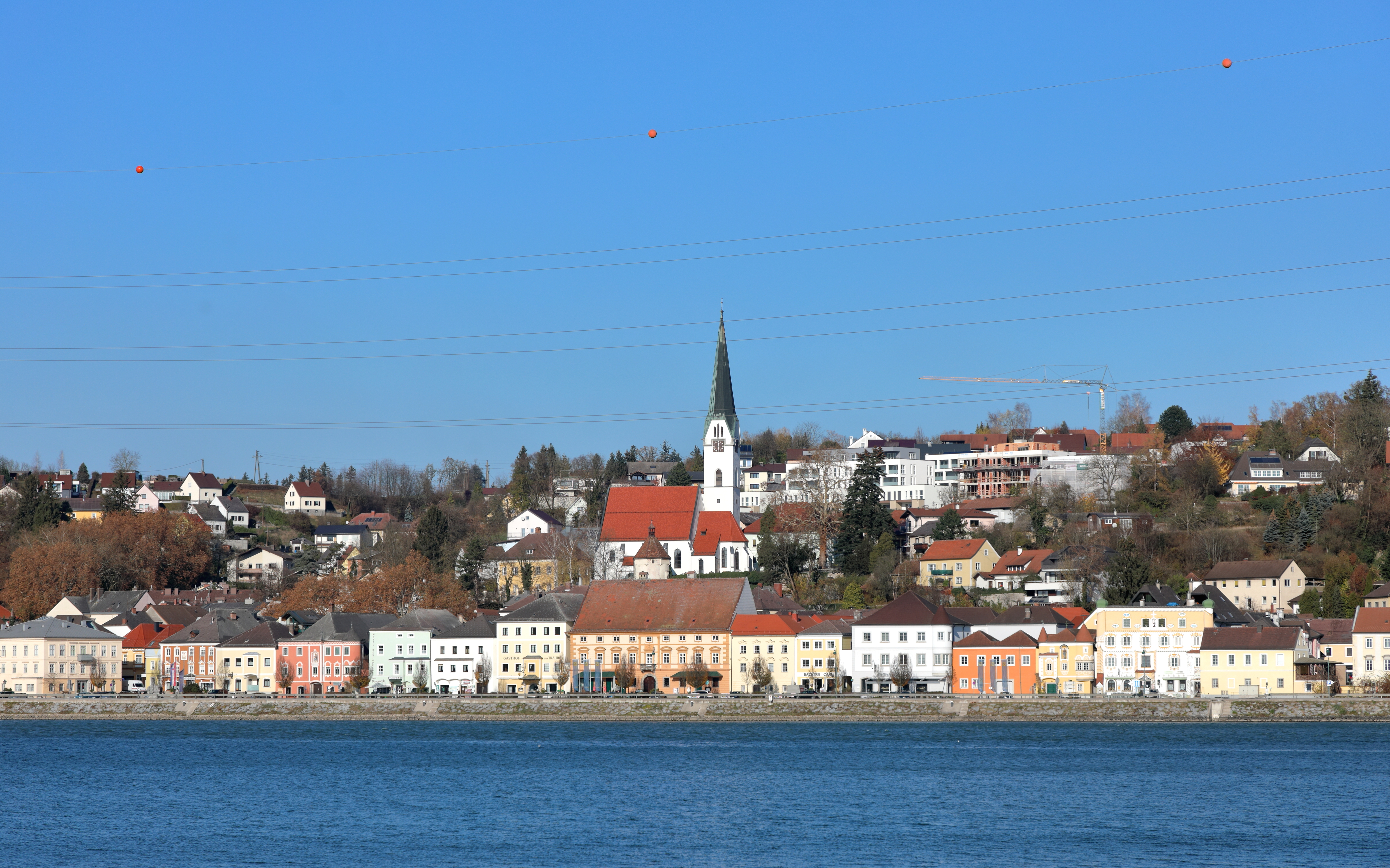
Mauthausen
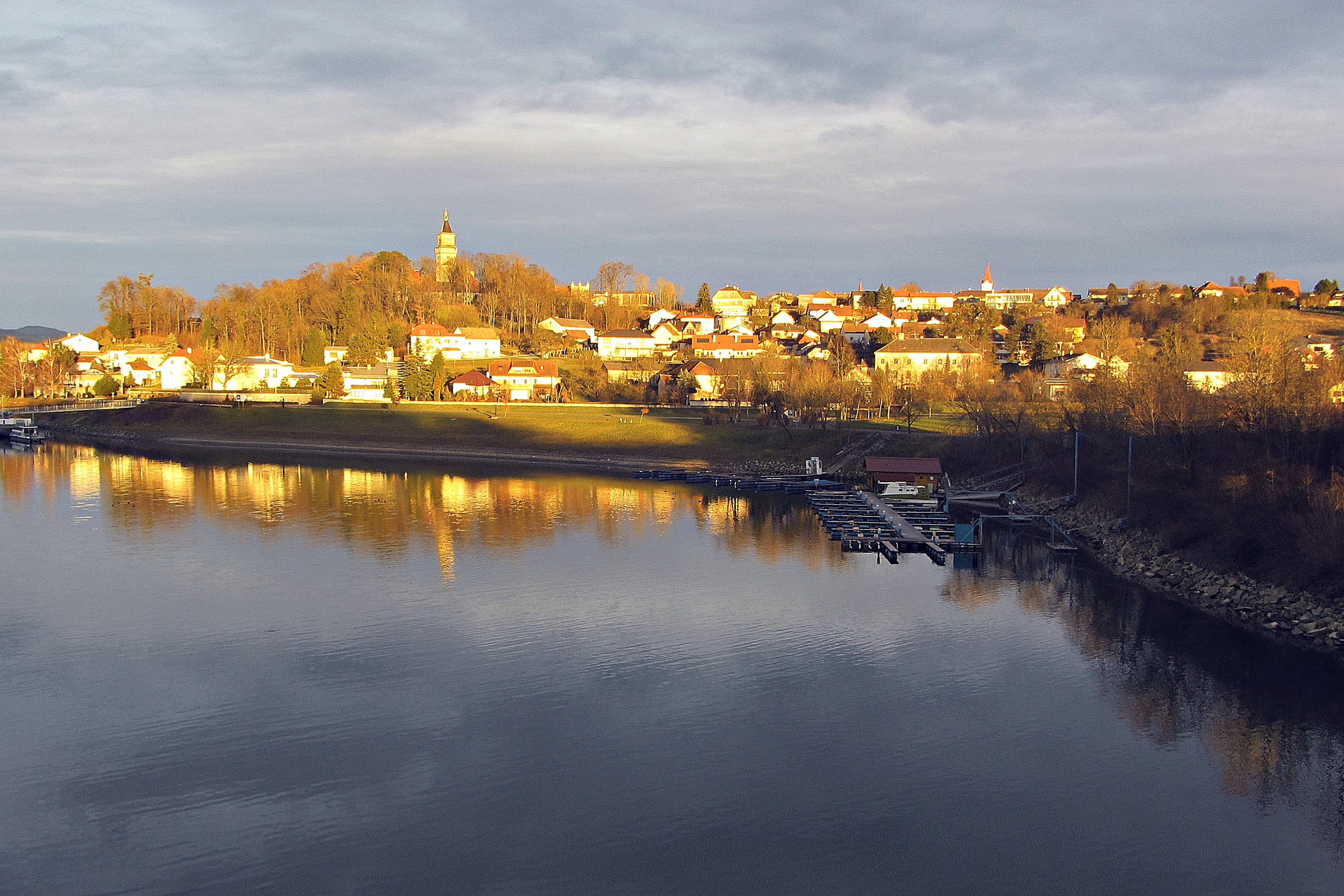
Wallsee
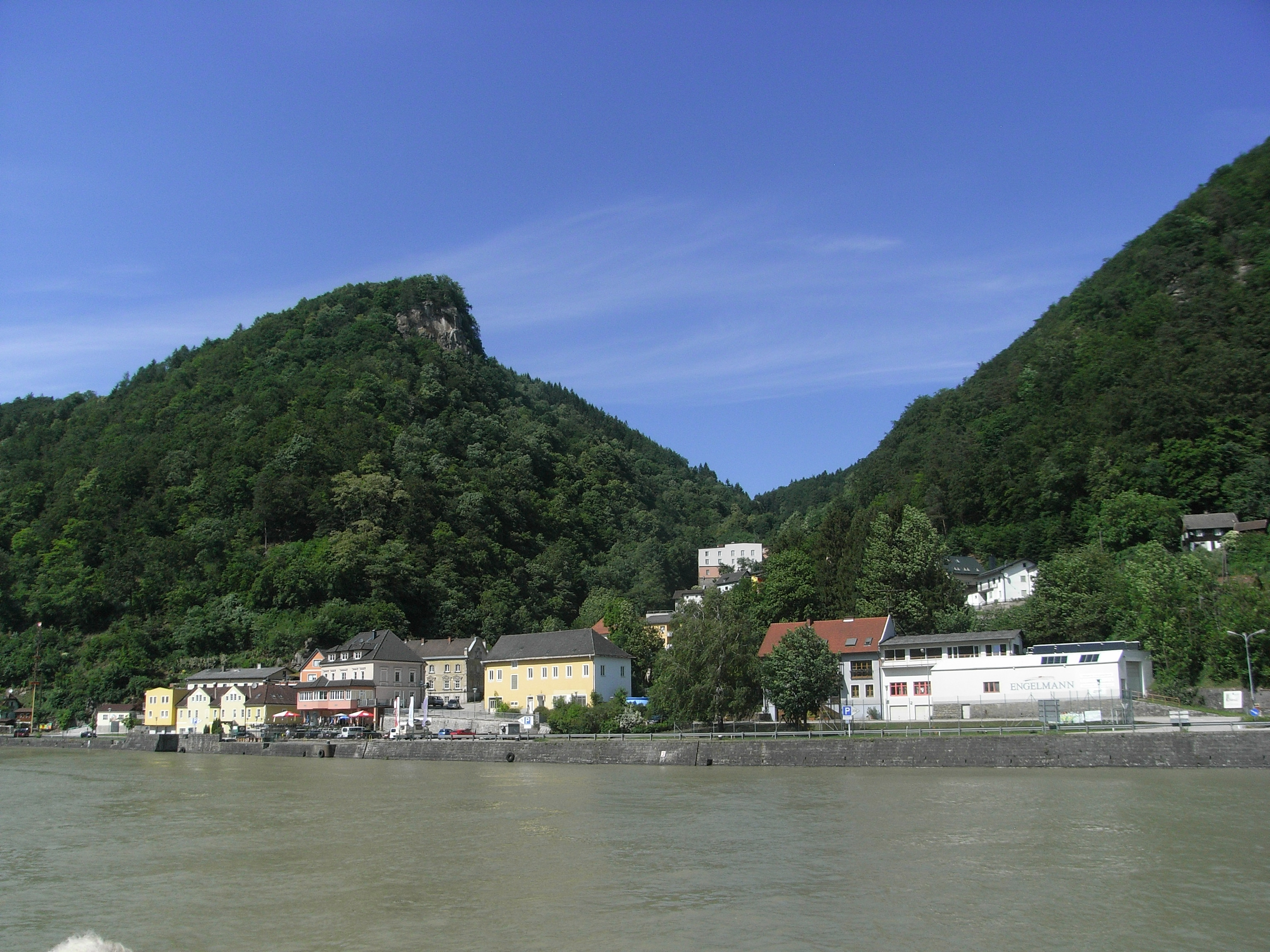
Sarmingstein
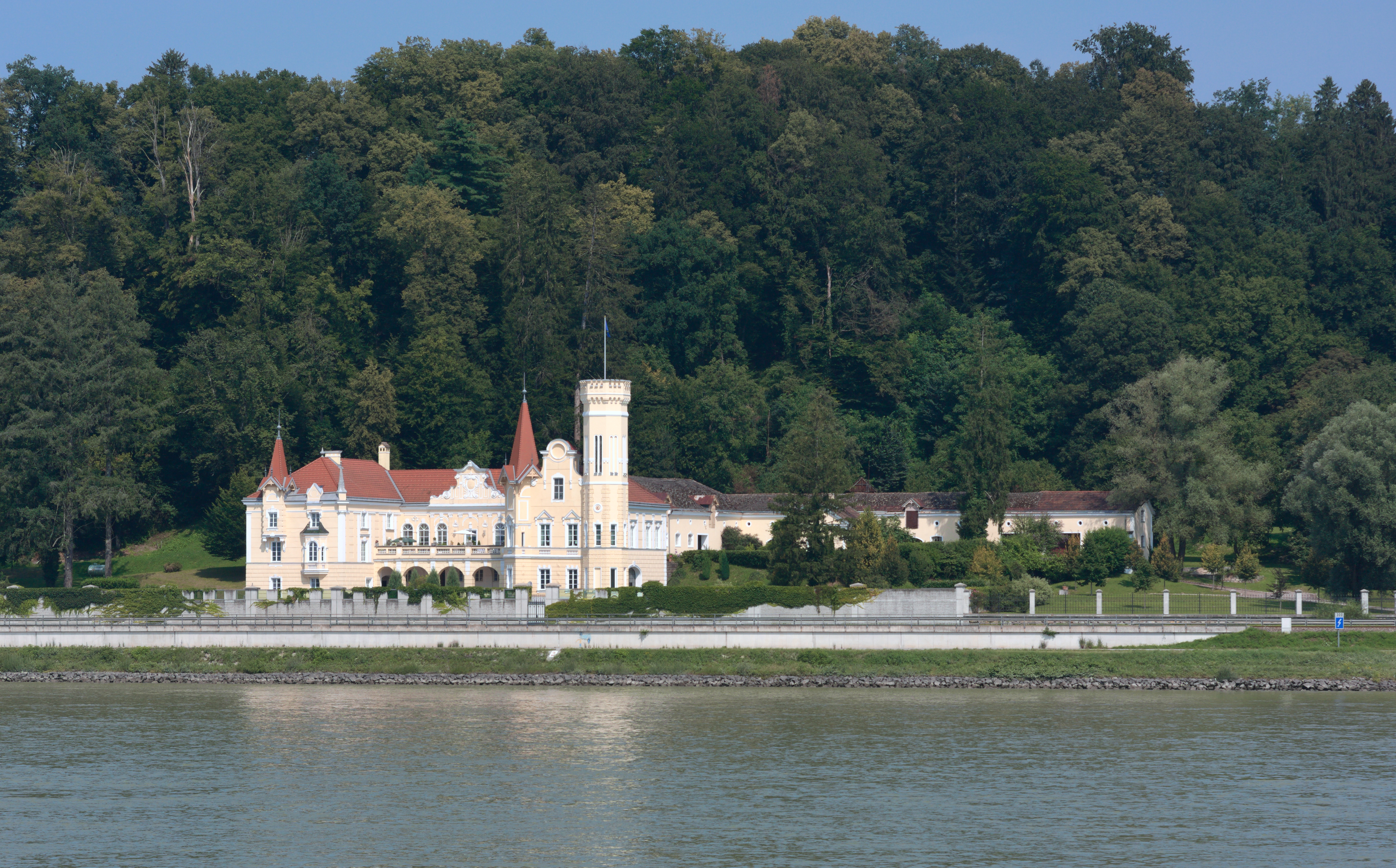
Castillo de Dornach, inicio del Strudengau
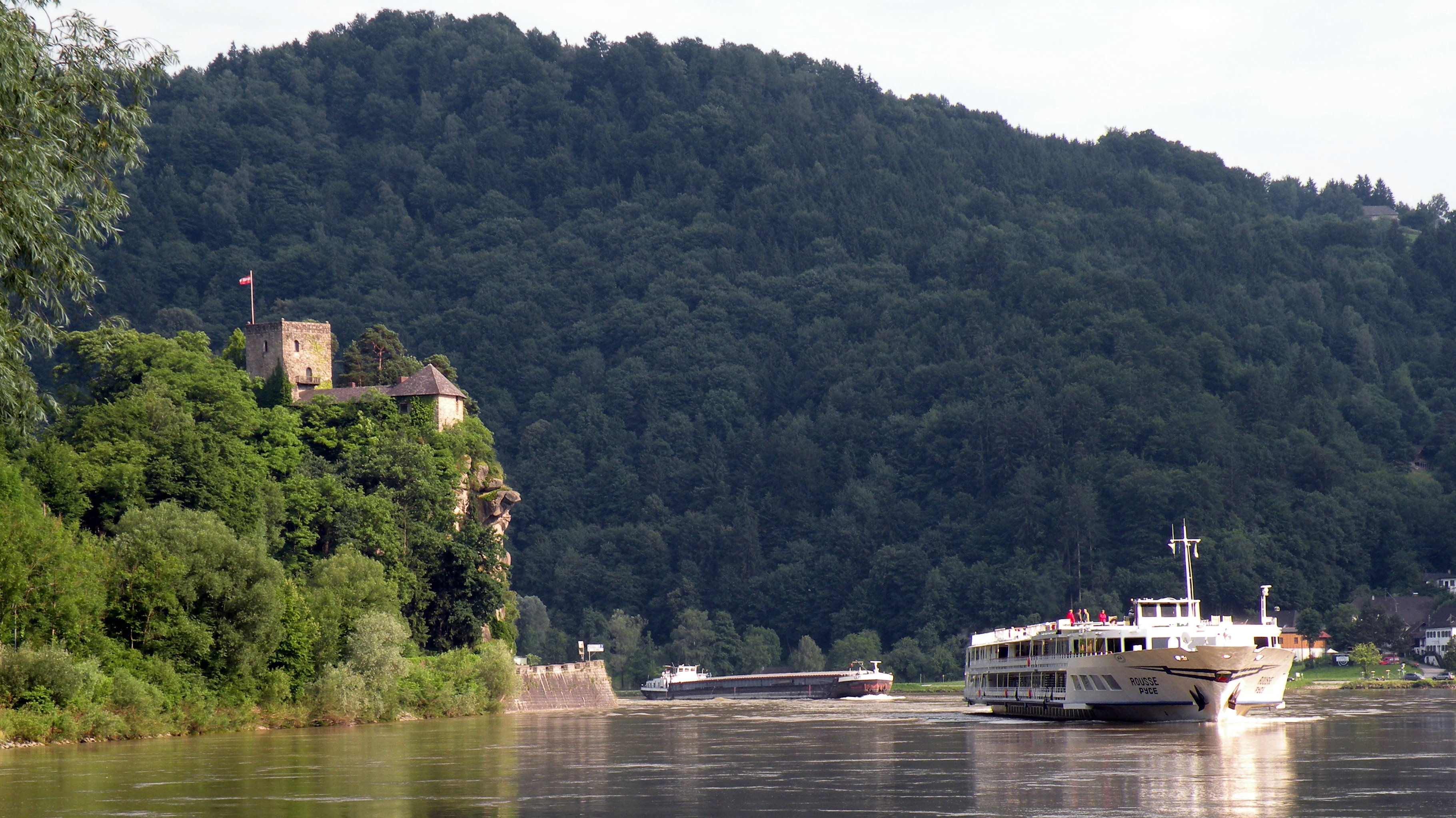
Castillo defensivo en Struden
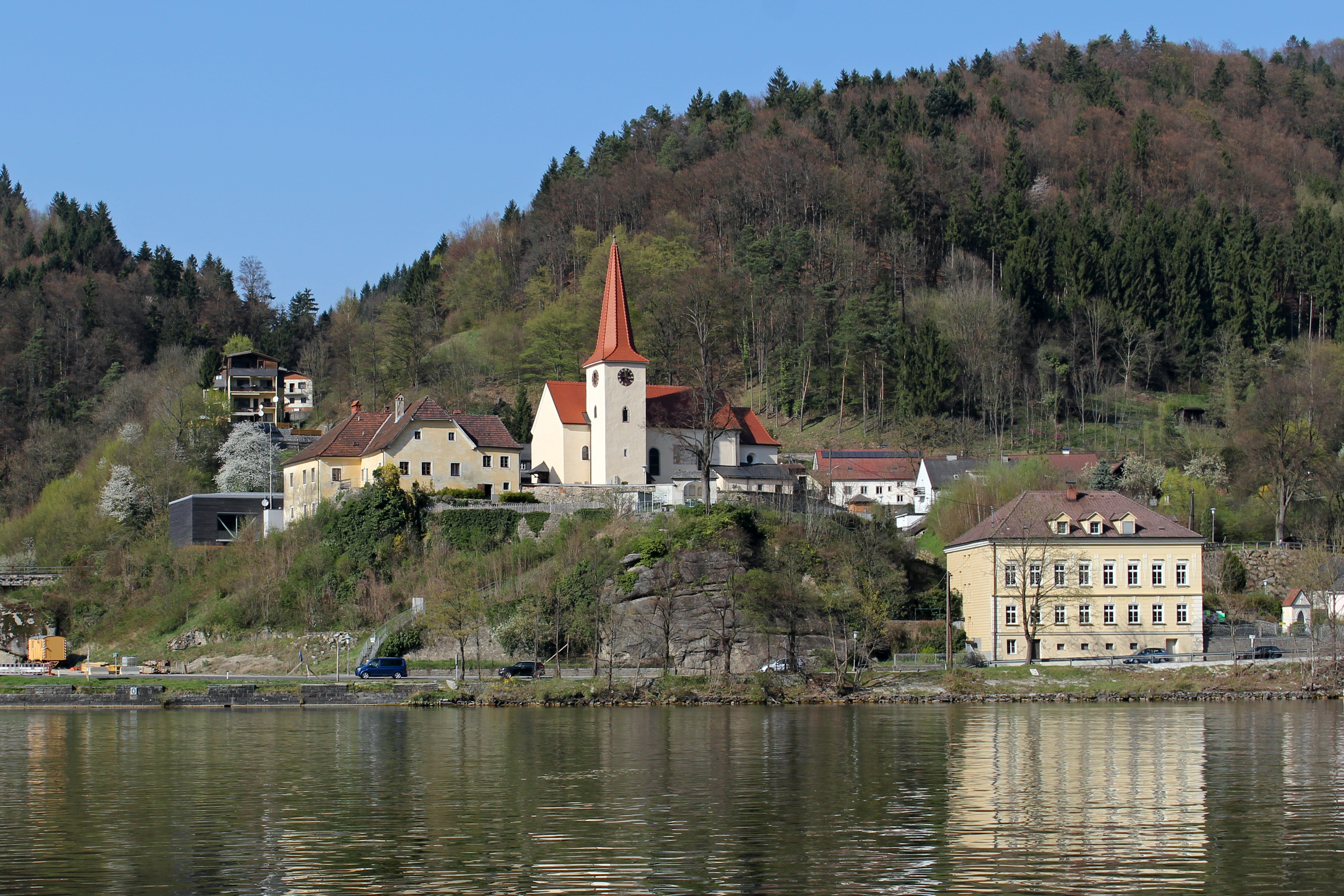
Sankt Nikola an der Donau

##### En Baja Austria

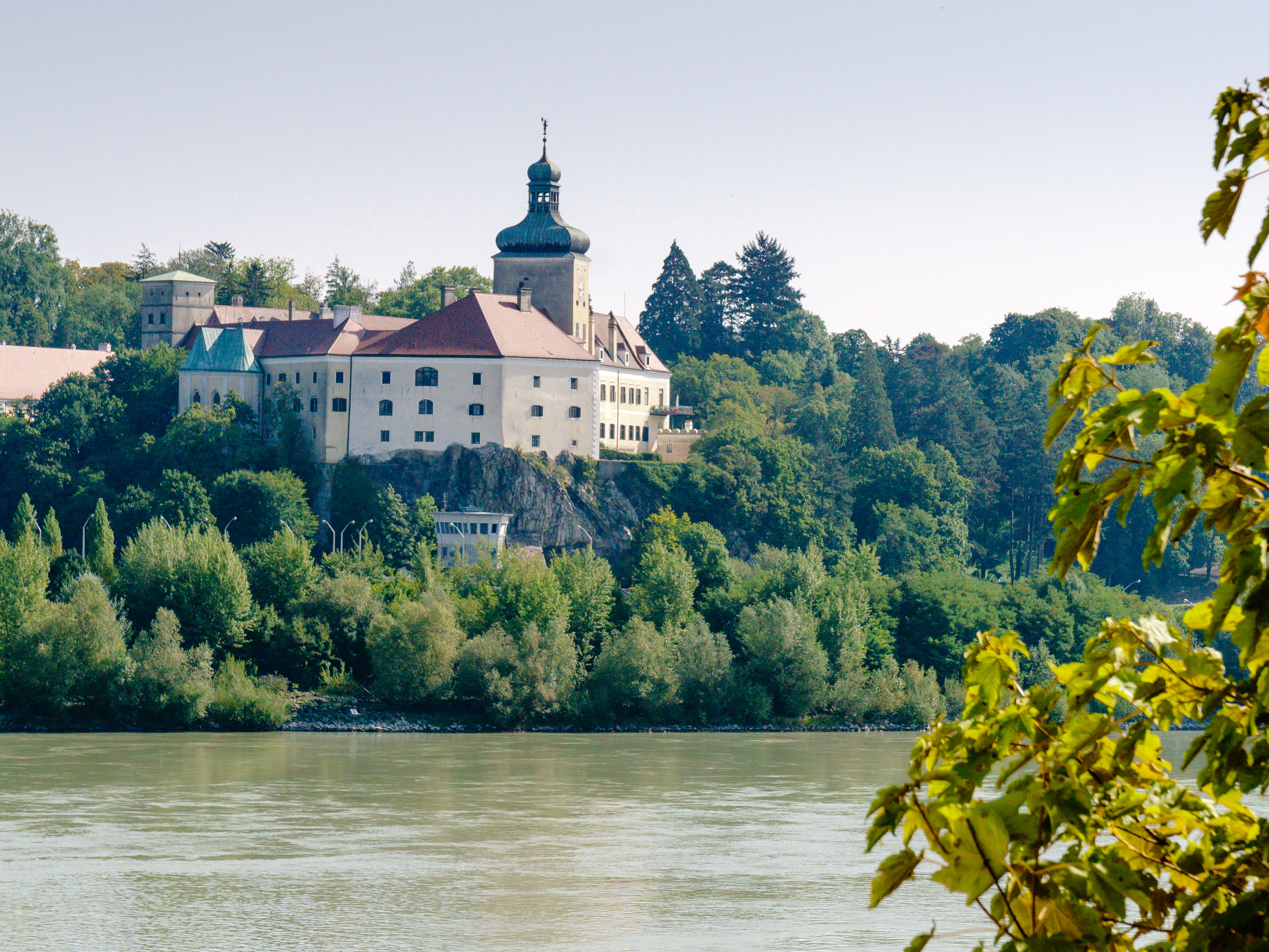
Castillo de Persenbeug, final del Strudengau y en 1897 lugar de nacimiento del futuro emperador Carlos I

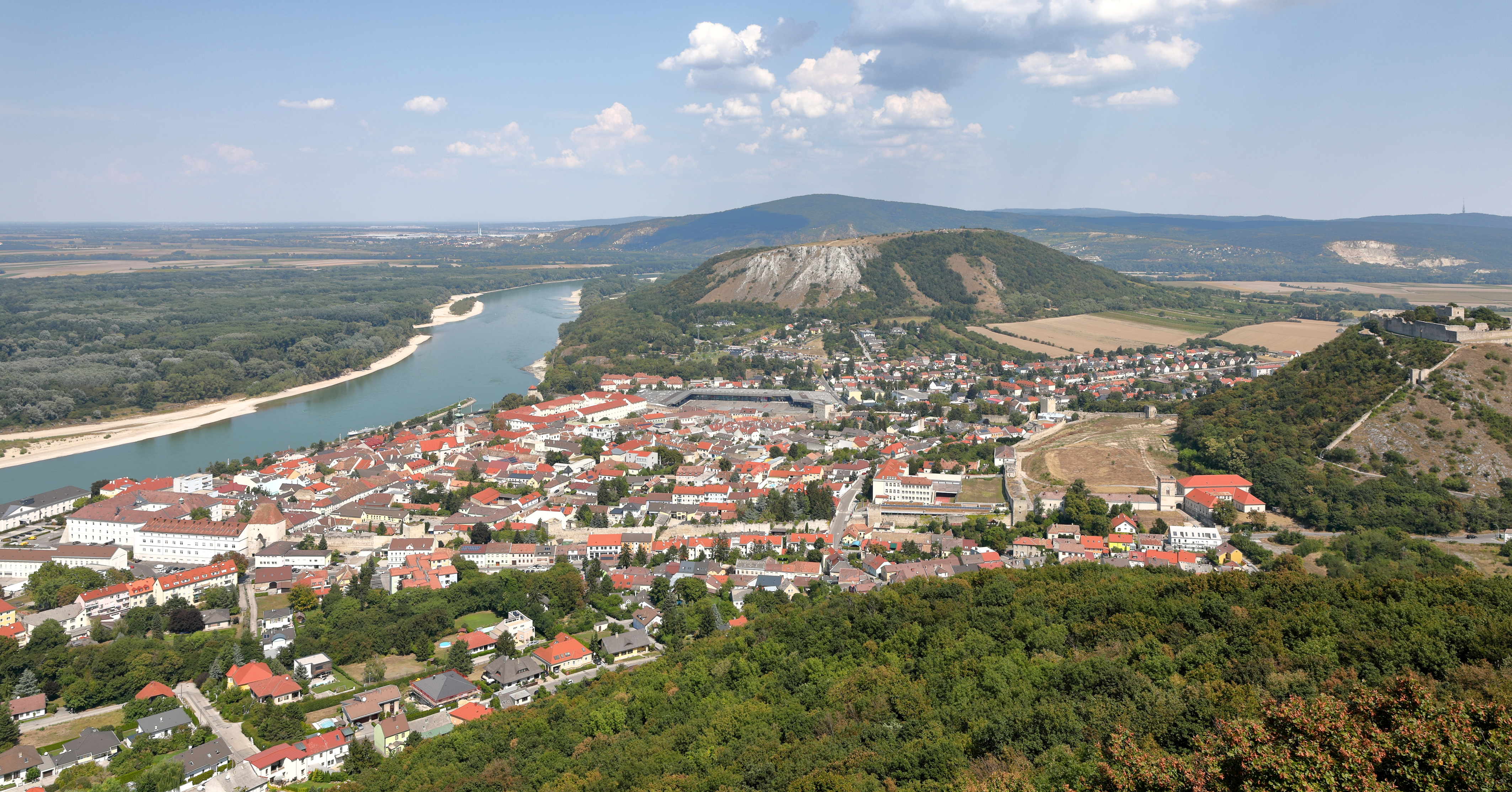
El Danubio en Hainburg an der Donau, final del tramo austriaco

Aun le queda al Danubio recorrer unos 8 km del tramo encañonado del Strudengau hasta llegar a una nueva presa, que alimenta la central hidroeléctrica de Ybbs-Persenbeug, la primera de este tipo construida en la parte austriaca del río. Justo después llega a la pequeña localidad de Persenbeug, enfrentada, en la otra orilla, ante Ybbs an der Donau (5627 hab.), donde el Danubio recibe por la izquierda al río Ybbs (130 km). La ciudad, al encontrarse durante la Edad Media en la intersección de importantes vías comerciales —salida por el río del hierro del Erzberg y de la sal de la región de Gmunden—, adquirió un importante papel económico y pronto tuvo el estatus de ciudad en 1317. En 1858, la conexión con la red ferroviaria austriaca, le hizo perder su importancia como puerto fluvial. 
El Danubio ya en un amplio valle bordeará a partir de aquí las estribaciones meridionales del macizo bohemio, en la región de Waldviertel. En esta sección pasará frente a las pequeñas localidades de Marbach an der Donau (1691 hab.), Krummnußbaum, las gemelas Pöchlarn (3948 hab.) y Klein-Pöchlarn ( hab.), Ebersdorf (1306 hab.) y Weitenegg (solo 42 hab.).  Aquí hay una nueva presa que alimenta la Donaukraftwerk Melk, justo ante la propia ciudad de Melk (5630 hab.) con su imponente abadía. Tras pasar por Emmersdorf an der Donau  hab. y Schönbühel an der Donau (304 hab.), donde está el castillo de Schönbühel, el Danubio entra en un tramo de casi 36 km en medio de uno de los paisajes más pintorescos de su curso, el Wachau (clasificado como patrimonio de la Humanidad por la UNESCO). St. Michael (ciudad comercial Weißenkirchen in der Wachau) con la iglesia fortificada de St. Michael o "Iglesia Madre de Wachau"

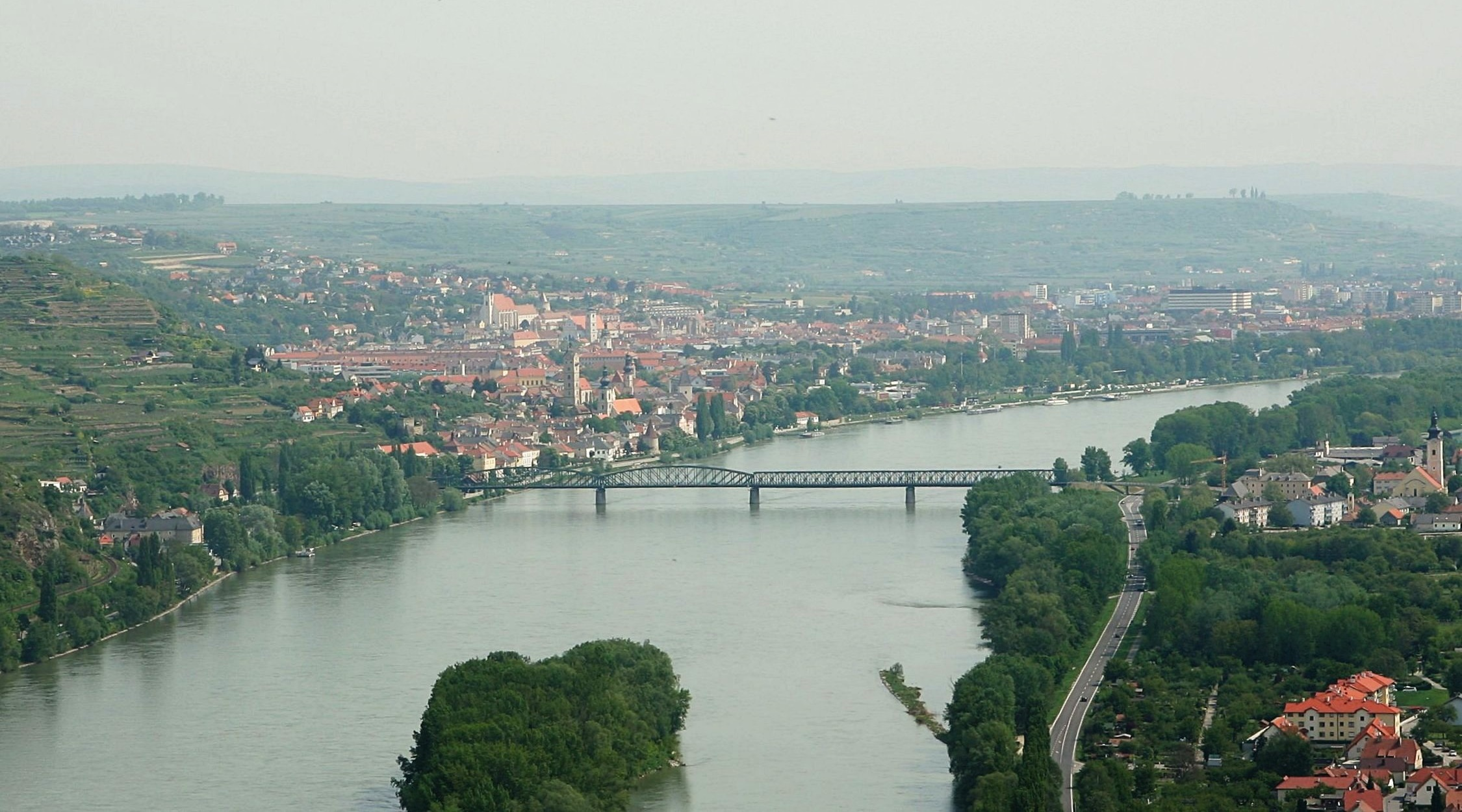
El Danubio en Krems an der Donau

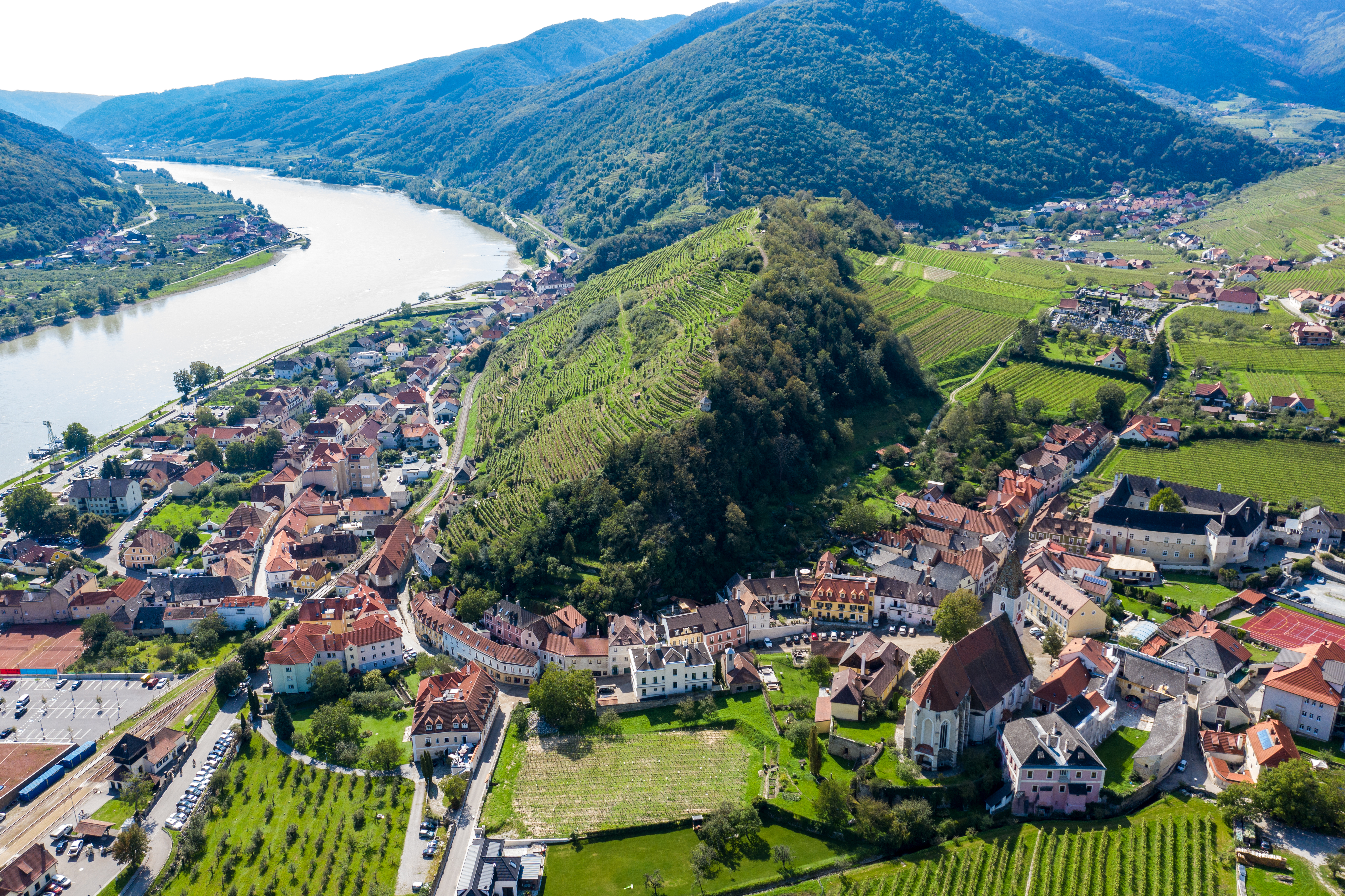
El Danubio en Spitz

Castillo de Aggstein, Spitz 1569 hab., Mitterarnsdorf 1054 hab., Wösendorf in der Wachau, Weißenkirchen in der Wachau (1395 hab.), Rossatz-Arnsdorf (1054 hab.), Rührsdorf ( hab.) y Dürnstein (840 hab.), donde está la abadía de Dürnstein, fundada en 1410 y cuya torre de la iglesia barroca del siglo XVIII se considera el símbolo del Wachau. Tras pasar por Mautern an der Donau (3539 hab.) el Danubio alcanza la ciudad de Krems an der Donau, la quinta más poblada del estado (25 036 hab.), situada en la confluencia con el río Krems (64,5 km). Chremis, como se llamaba en la época medieval, fue un importante nudo de comunicaciones fluviales y recibió los derechos de ciudad ya bajo la administración de la Casa de Babenberg en los siglos XI y XII; en ese momento era casi tan grande como Viena. El privilegio urbano de Krems y de Stein se volvió a verificar durante el dominio de los Habsburgo en 1305. El emperador Federico III confirió a la ciudad el escudo de armas del Sacro Imperio, el águila bicéfala, el 1 de abril de 1463. La ciudad ahora puede ser considerada como una ciudad ferial con industria y como meta de numerosos turistas y estudiantes. Krems es también la principal productora de Marillenschnaps, un brandy de albaricoque.
Continúa el lento discurrir del Danubio pasando frente a Krems-Hollenburg, Traismauer (6224 hab.) y Altenwörth, donde hay una nueva presa, la de la central hidroeléctrica de Altenwörth. Al poco llega a la ciudad de Zwentendorf (4097 hab.), donde están, en la margen derecha, la Central nuclear de Zwentendorf (AKW Zwentendorf) —terminada pero que nunca entró en funcionamiento tras un fallo desfavorable en el referéndum de 1978 sobre la energía nuclear en el país— y también la planta química, Donau Chemie Aktiengesellschaft. Luego el Danubio llega a Tulln (16 230 hab.), conocida como Blumenstadt, la 'ciudad de las flores',  donde recibe por la derecha al río Grosse Tulln y donde lo cruza un moderno puente atirantado de un único pilón que entró en servicio en 1996 (Rosenbrücke). La ciudad tiene una importante azucarera, Agrana Austria, y en ella se celebran destacadas ferias (equipamiento de camping y barcos), y es la sede de varias instituciones del estado de Baja Austria, como el cuerpo de bomberos o el servicio de atención de desastres. La Escuela Federal de Aviación también se encuentra en Tulln.
Alcanza Stockerau (16 875 hab.), Korneuburg (13 331 hab.) y Klosterneuburg (27 500 hab.), justo a las afueras de la capital austriaca, Viena (1 911 191 hab.), ya cerca de la frontera con Eslovaquia. La ciudad fue durante siglos la ciudad más grande e importante del Danubio, pero hoy en día debe compartir este estatus con Belgrado y Budapest. El río permitió que la ciudad se convirtiera en un importante lugar económico e incluso hoy el Danubio es un importante eje comercial entre el Este y Occidente. La ciudad toma su nombre de un afluente, el Viena (Wienfluss), que se une al Danubio en este punto. Viena es también la sede de la Comisión Internacional para la Protección del Danubio (Internationale Kommission zum Schutz der Donau, IKSD), fundada en 1998.

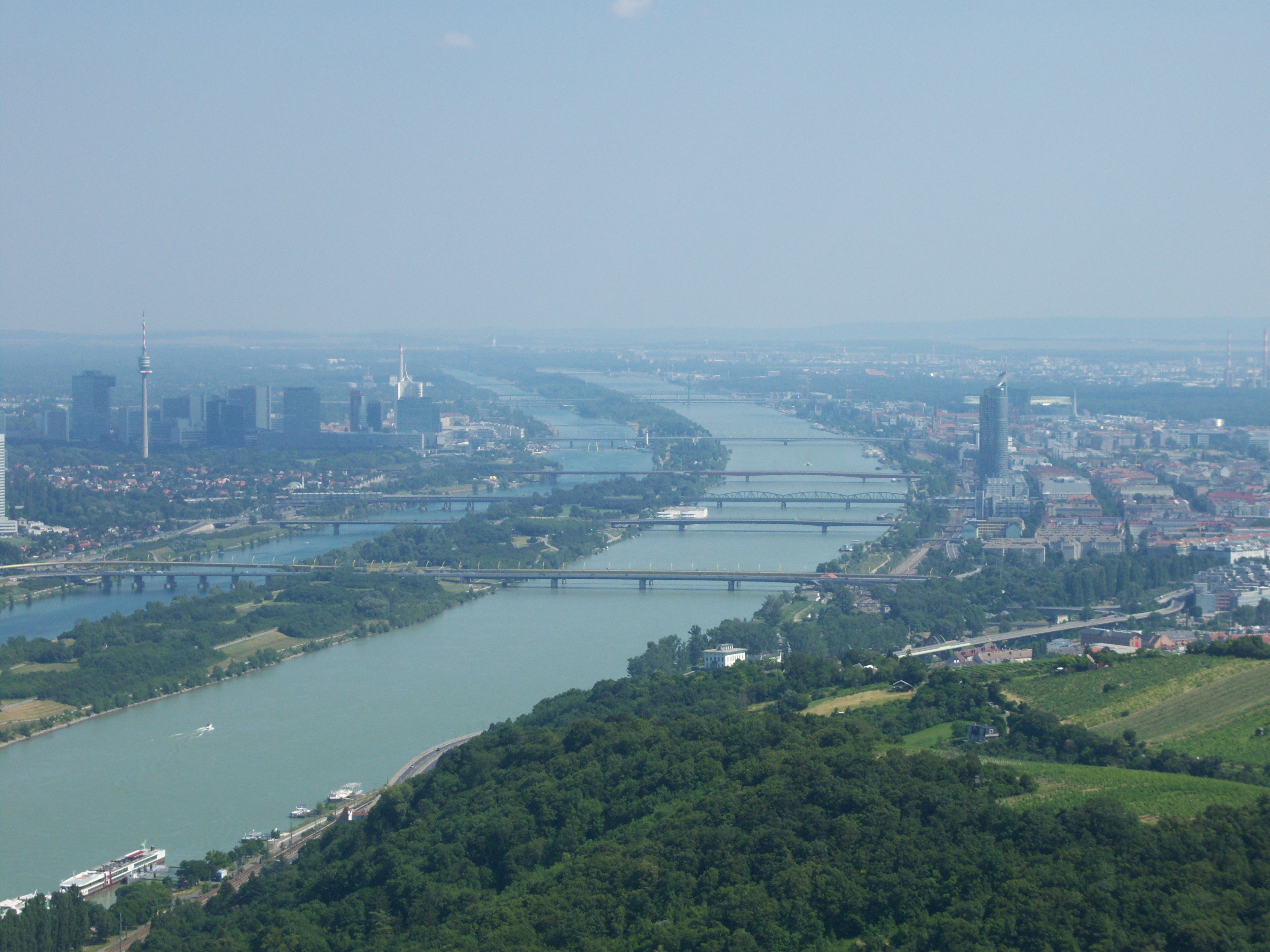
La artificial isla del Danubio, con los muchos puentes que conectan ambas riberas vienesas

Para reducir los efectos nocivos de las inundaciones, el río ha sido regulado artificialmente allí. Se ha acondicionado un cauce nuevo, paralelo al ya también antes encauzado en un tramo de más de 20 km que dejan entremedias la isla del Danubio, con un ancho solo de entre 70 y 210 m, que se han acondicionado como zona de recreo con bares, restaurantes y discotecas. Tiene instalaciones para la práctica de deportes como patinaje, ciclismo, natación y para el piragüismo, y hay una playa apodada la «Copa Cagrana», alusión humorística a la Copacabana de Río de Janeiro por el barrio de Kagran,del centro de Viena. En los extremos norte y sur de la isla hay largas playas nudistas.
Pasa cerca del Aeropuerto de Viena-Schwechat, Orth an der Donau  hab., Haslau an der Donau  hab., Schloss Petronell  hab., Bad Deutsch-Altenburg hab.  y Hainburg an der Donau (6837 hab.). Nada más dejar atrás la pequeña ciudad, llega a la zona conocida como las Puertas de Hungría o de Devín, una puerta natural en el valle en donde el Danubio será en un corto tramo la frontera austro-eslovaca (7,5 km), para adentrarse en Eslovaquia y cruzar la capital Bratislava.
Passau, la Puerta de Devín y las Puertas de Hierro dividen el río Danubio en cuatro secciones distintas.

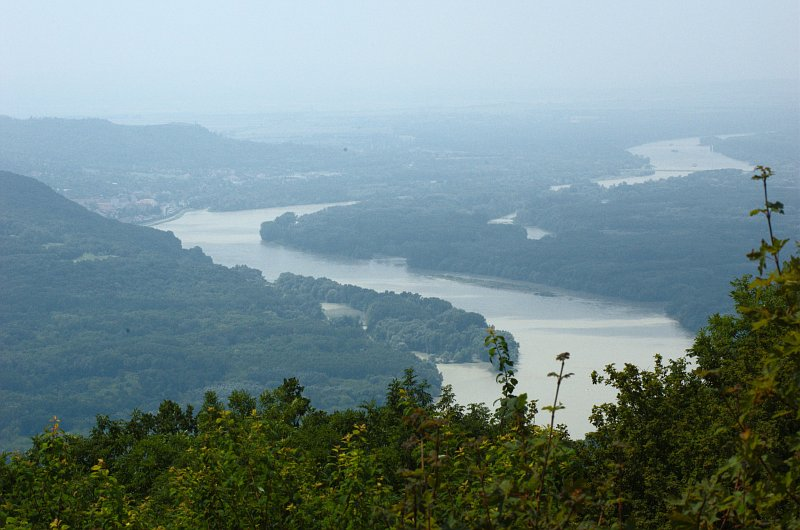
Vistas de las Puertas de Hungría, mirando río arriba desde Devín.

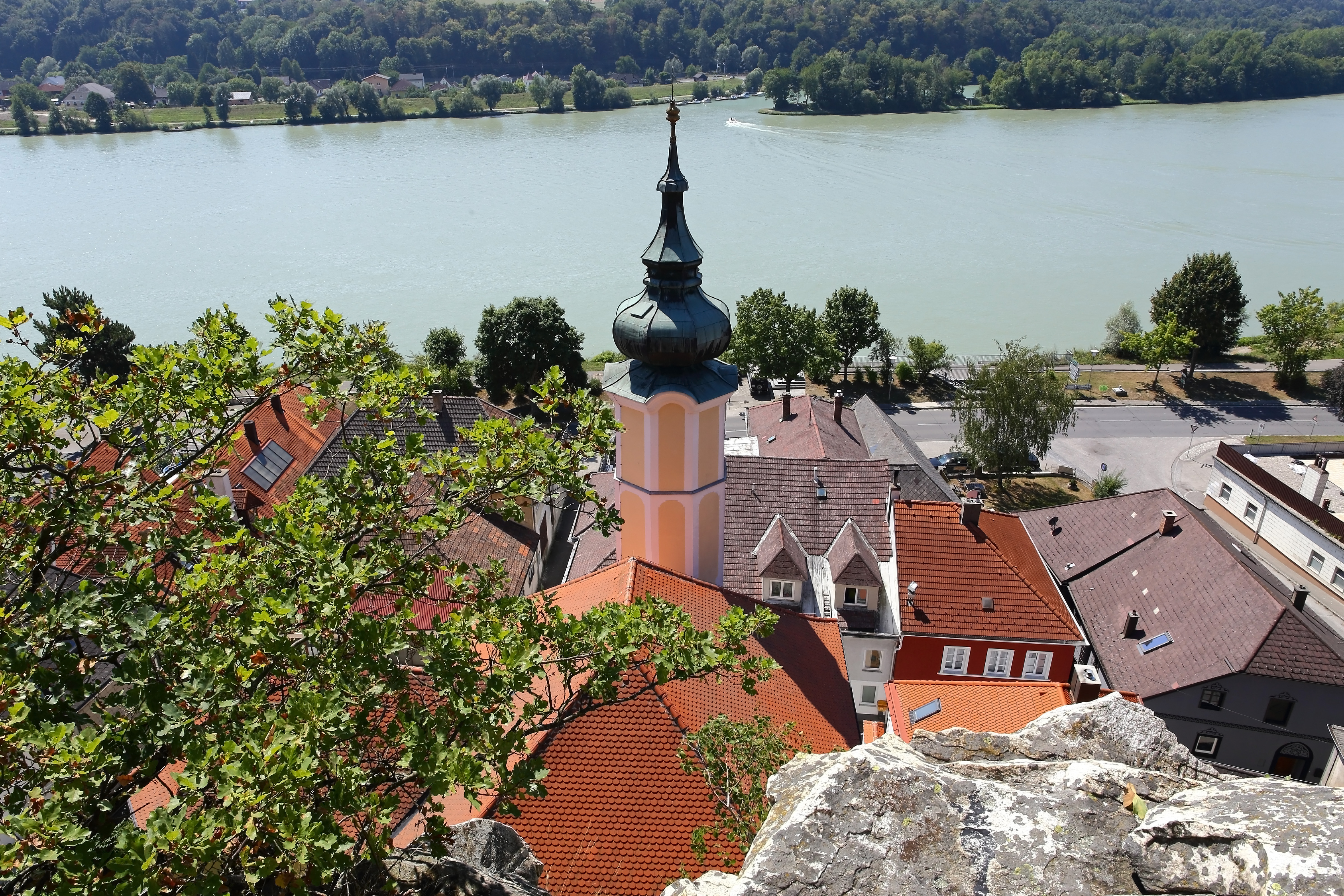
El Danubio desde la iglesia parroquial de Marbach an der Donau
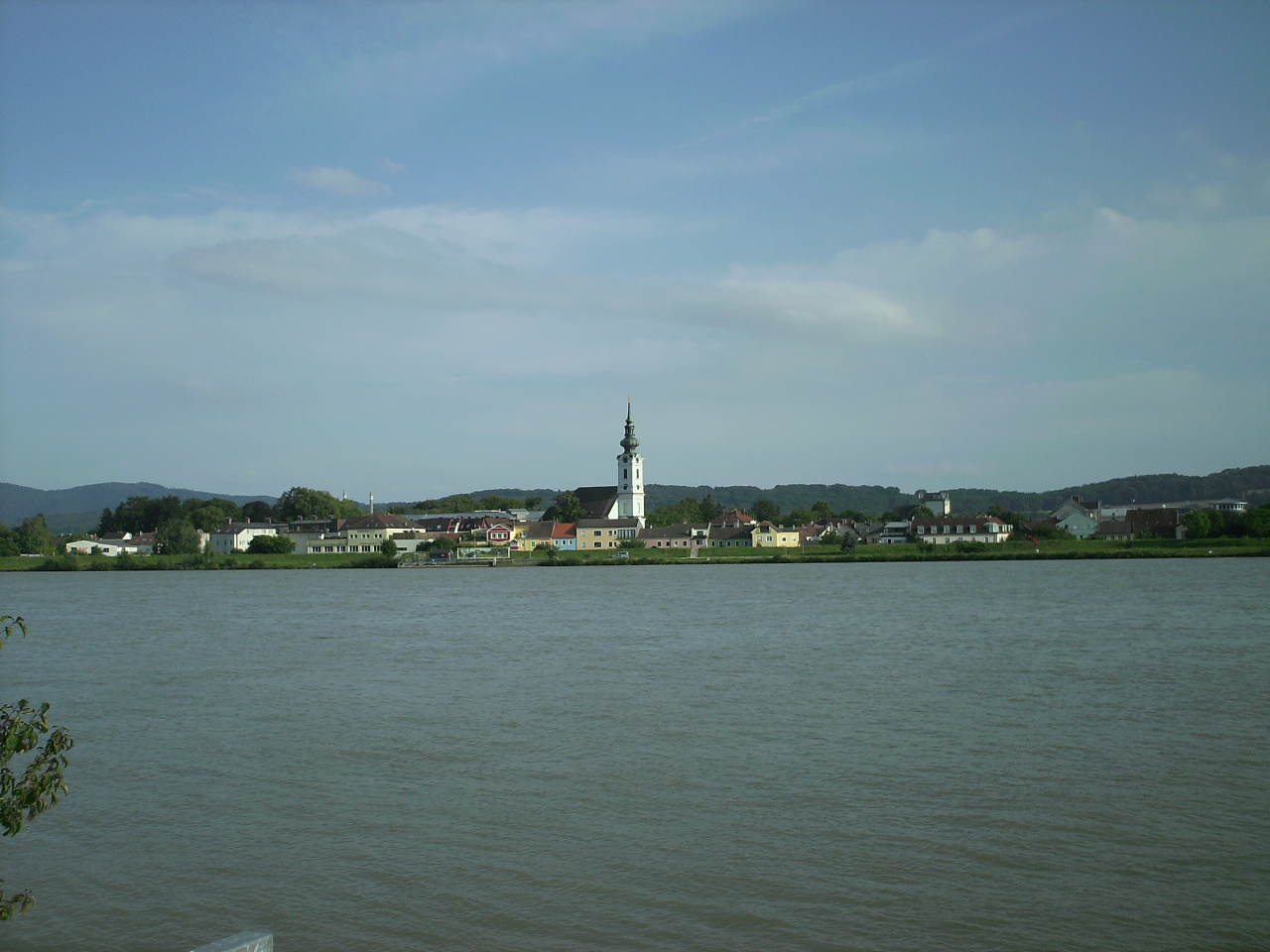
Pöchlarn
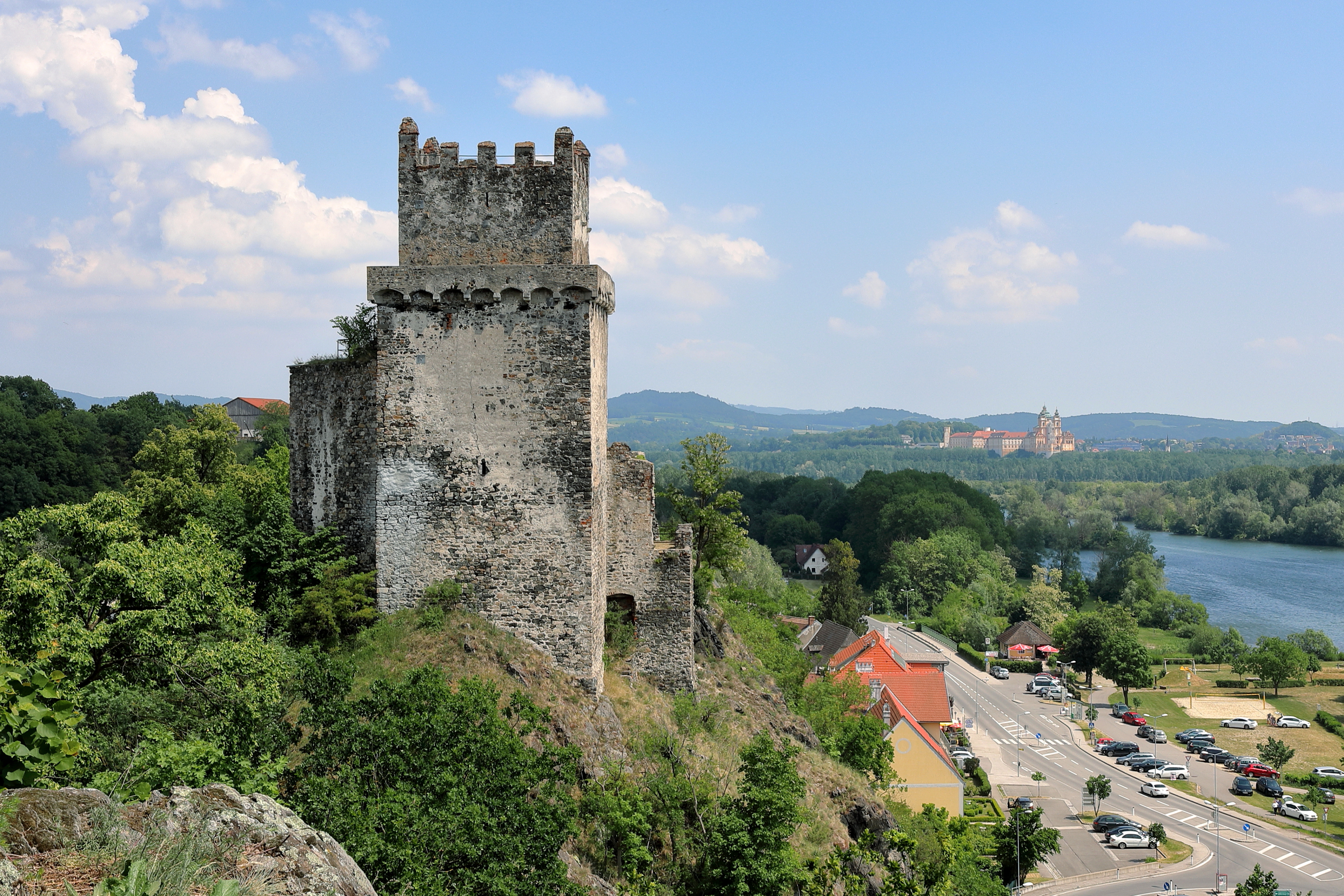
Ruinas de Weitenegg
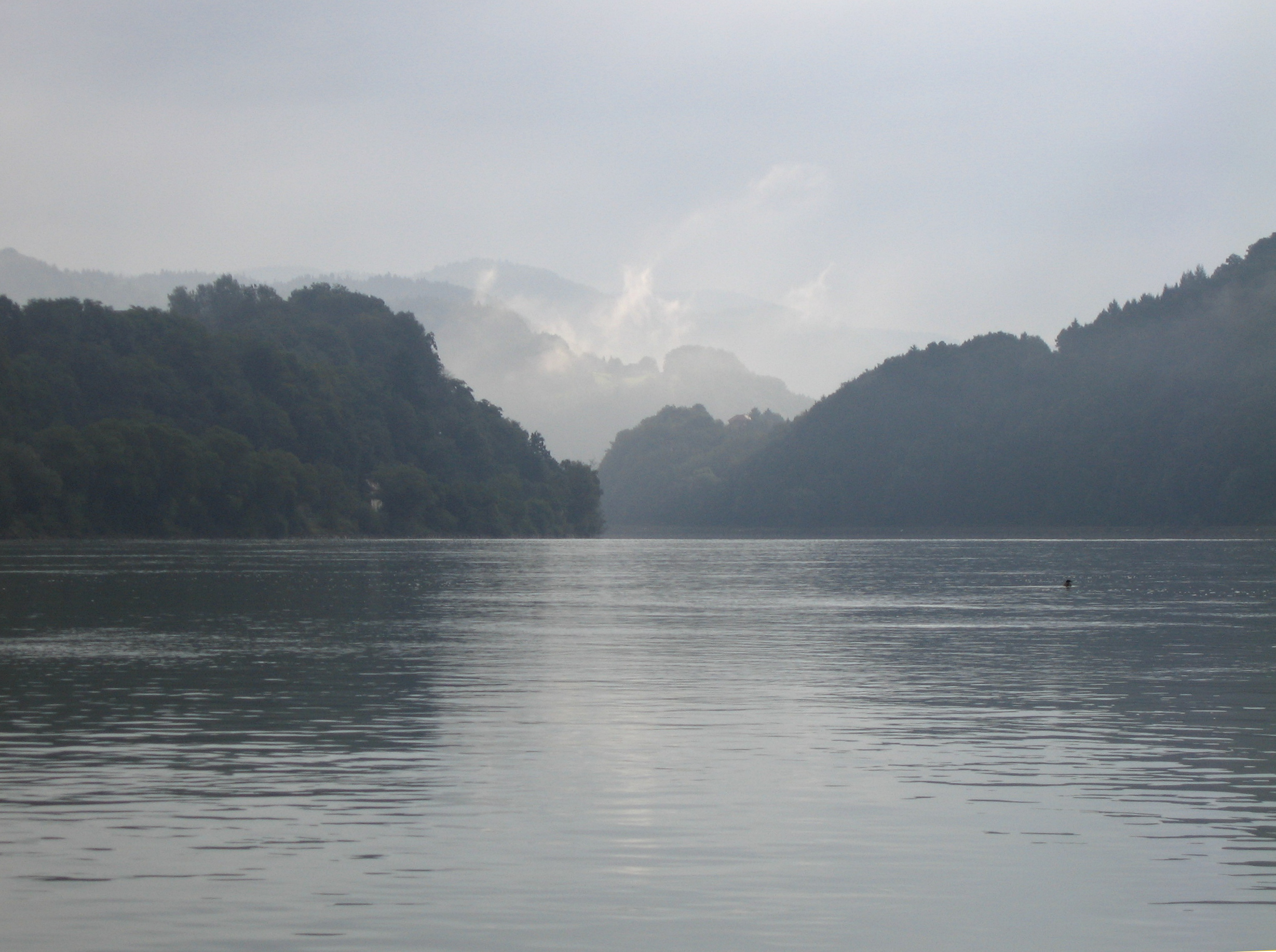
Strudengau
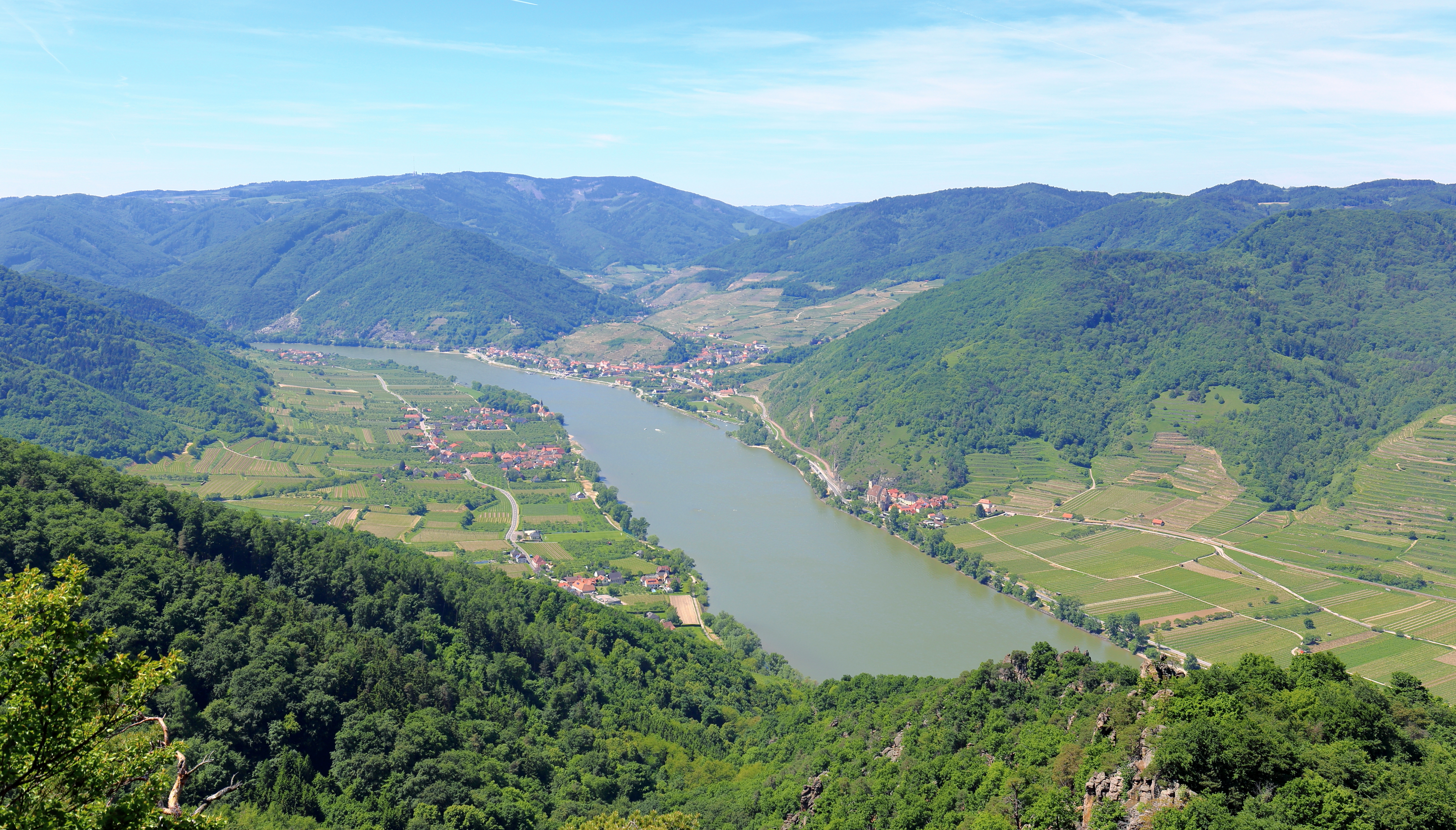
El Danubio en el Wachau: izqda, Bacharnsdorf, Mitterarnsdorf, Hofarnsdorf y Oberarnsdorf; dcha., St. Michael y Spitz an der Donau
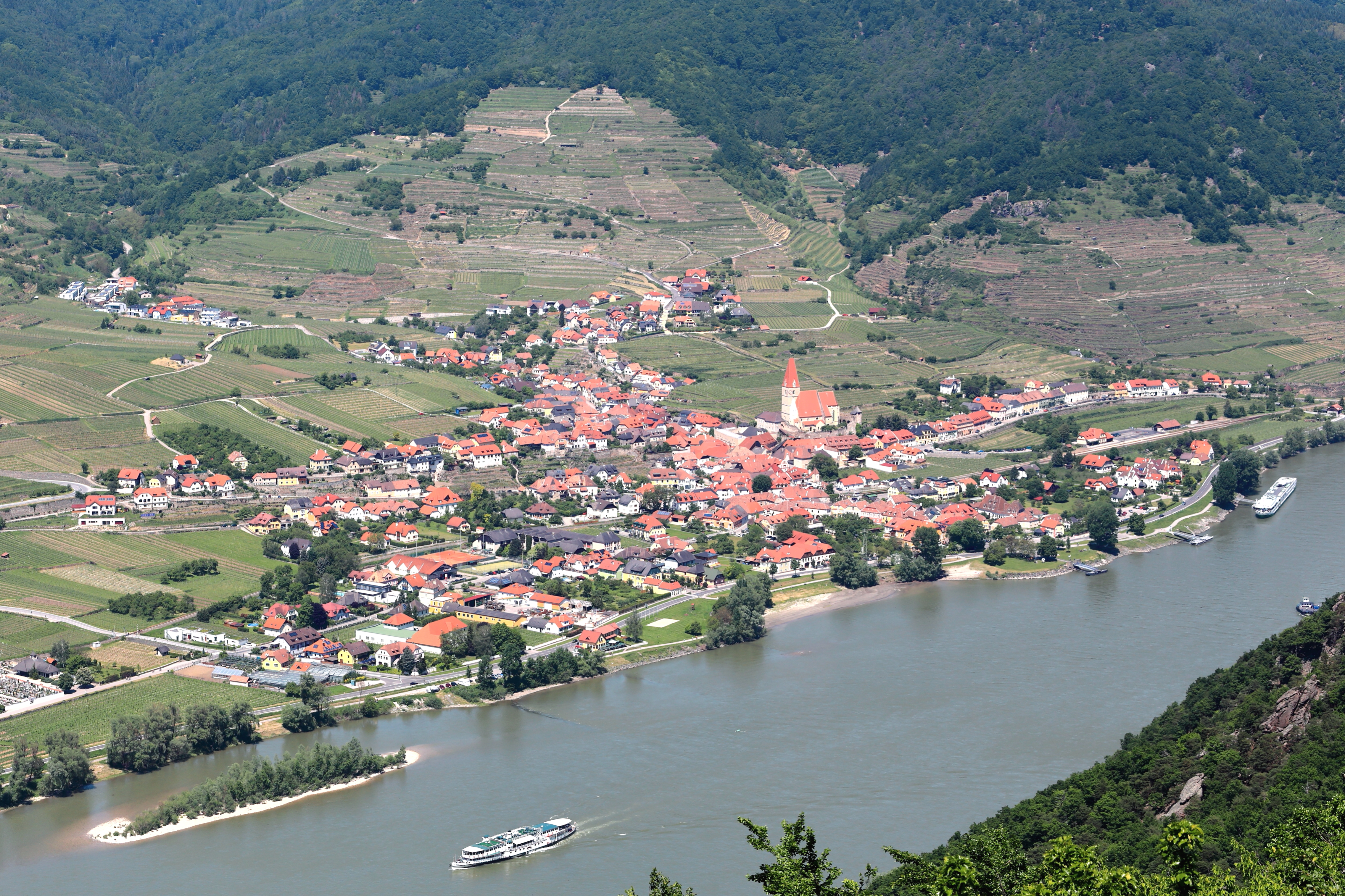
Weißenkirchen en el Wachau
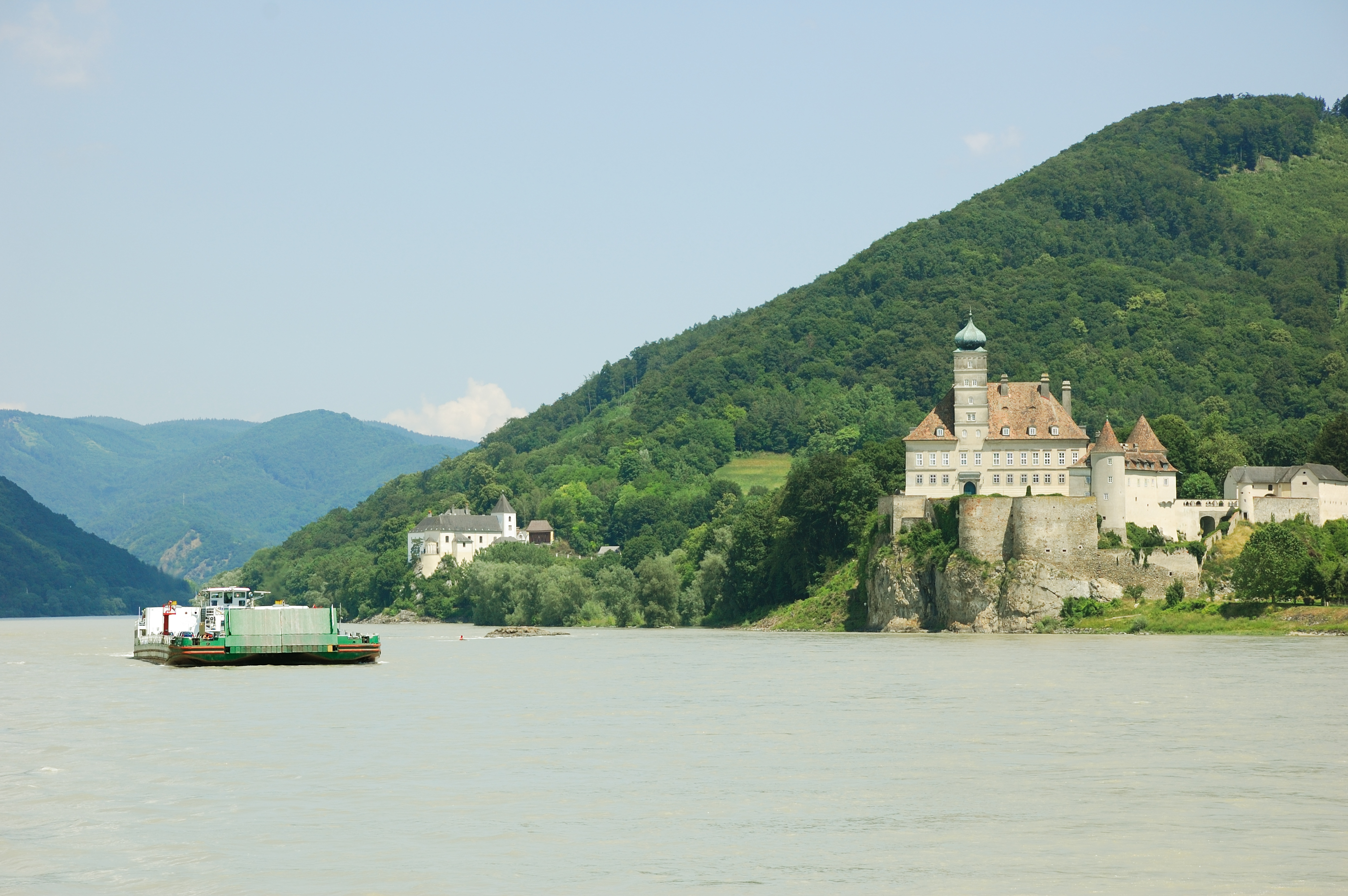
Castillo de Schönbühel
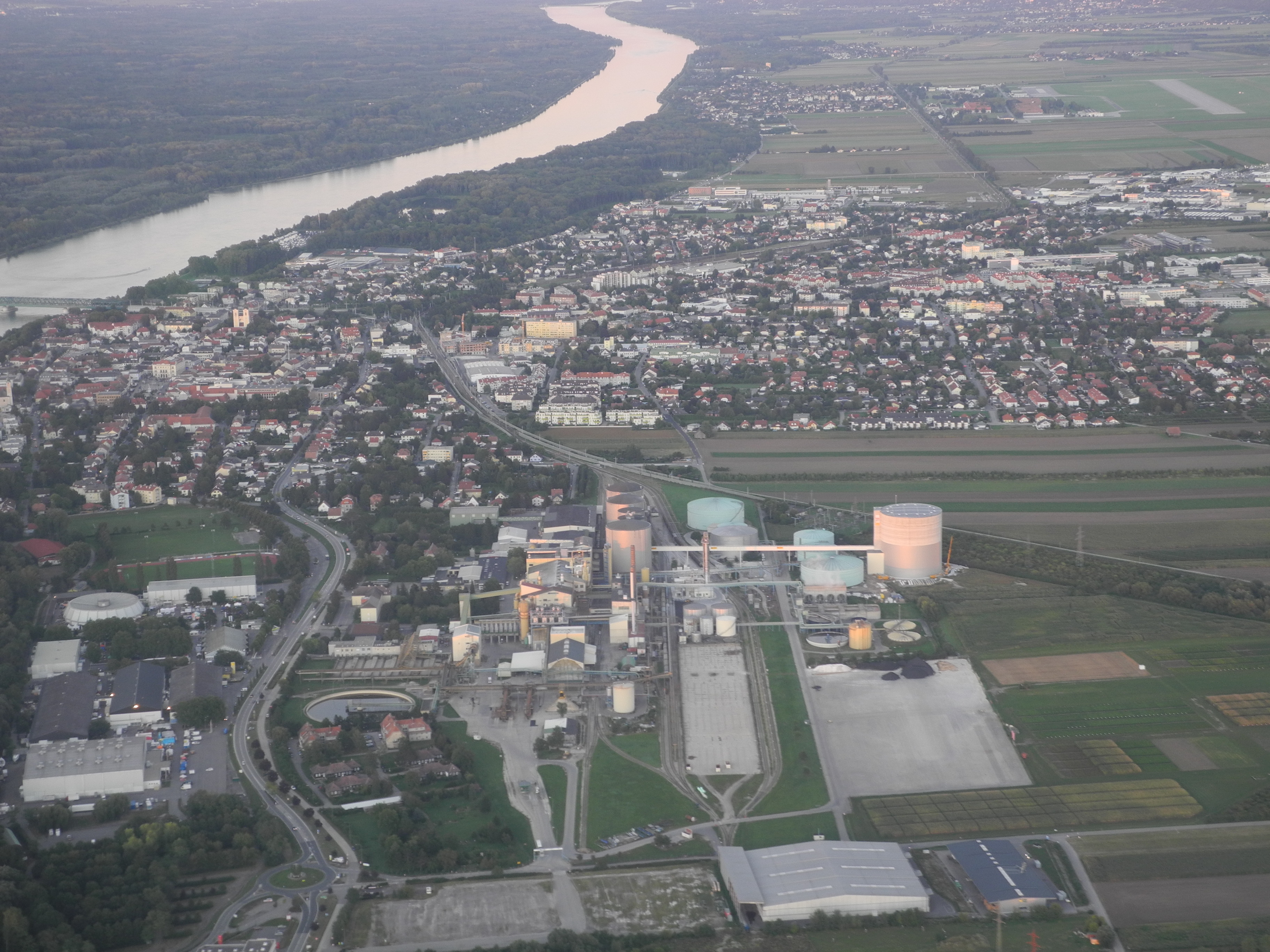
Vista aérea de Tulln
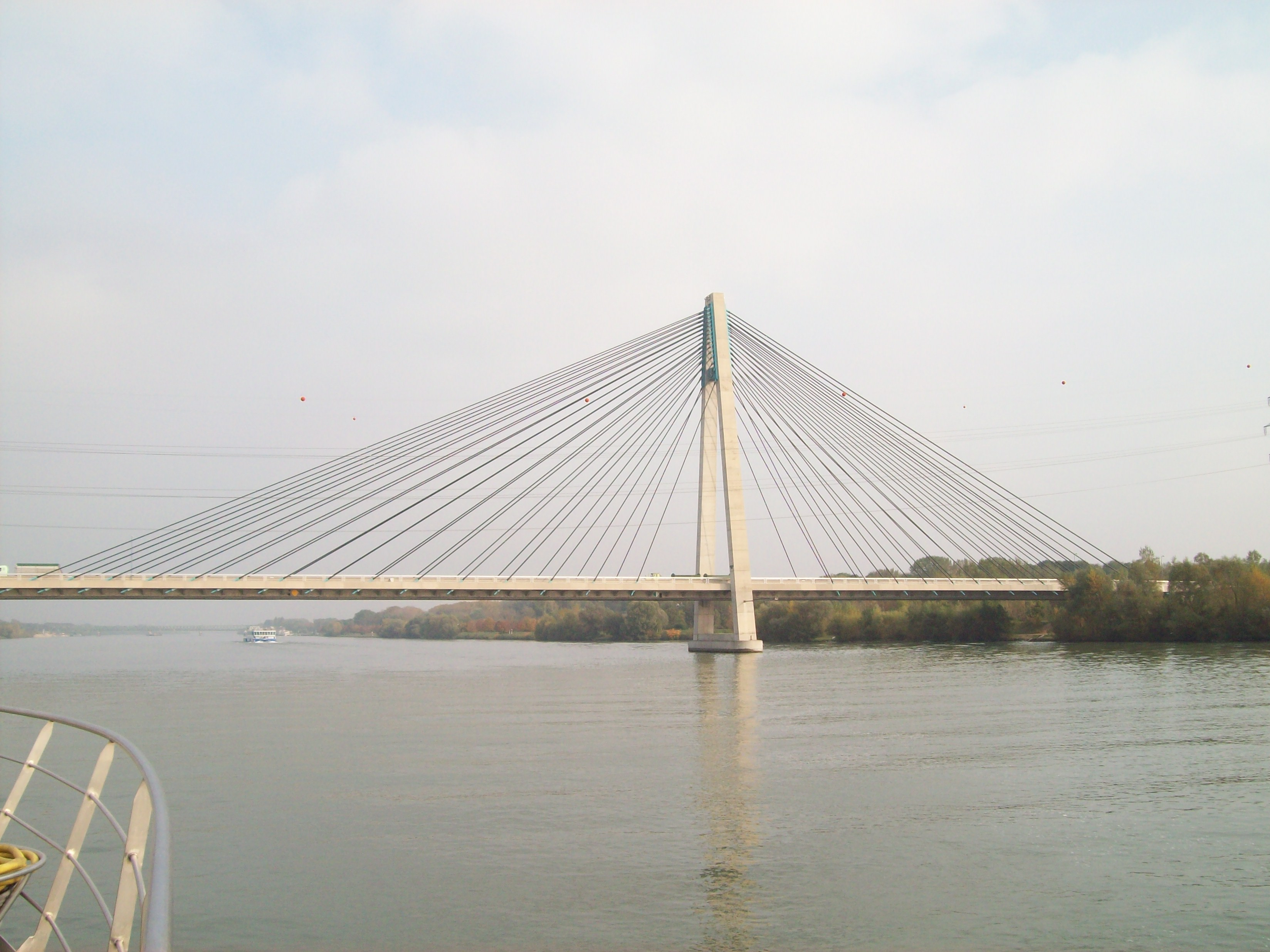
El puente Rosenbrücke, en Tulln

#### En Eslovaquia

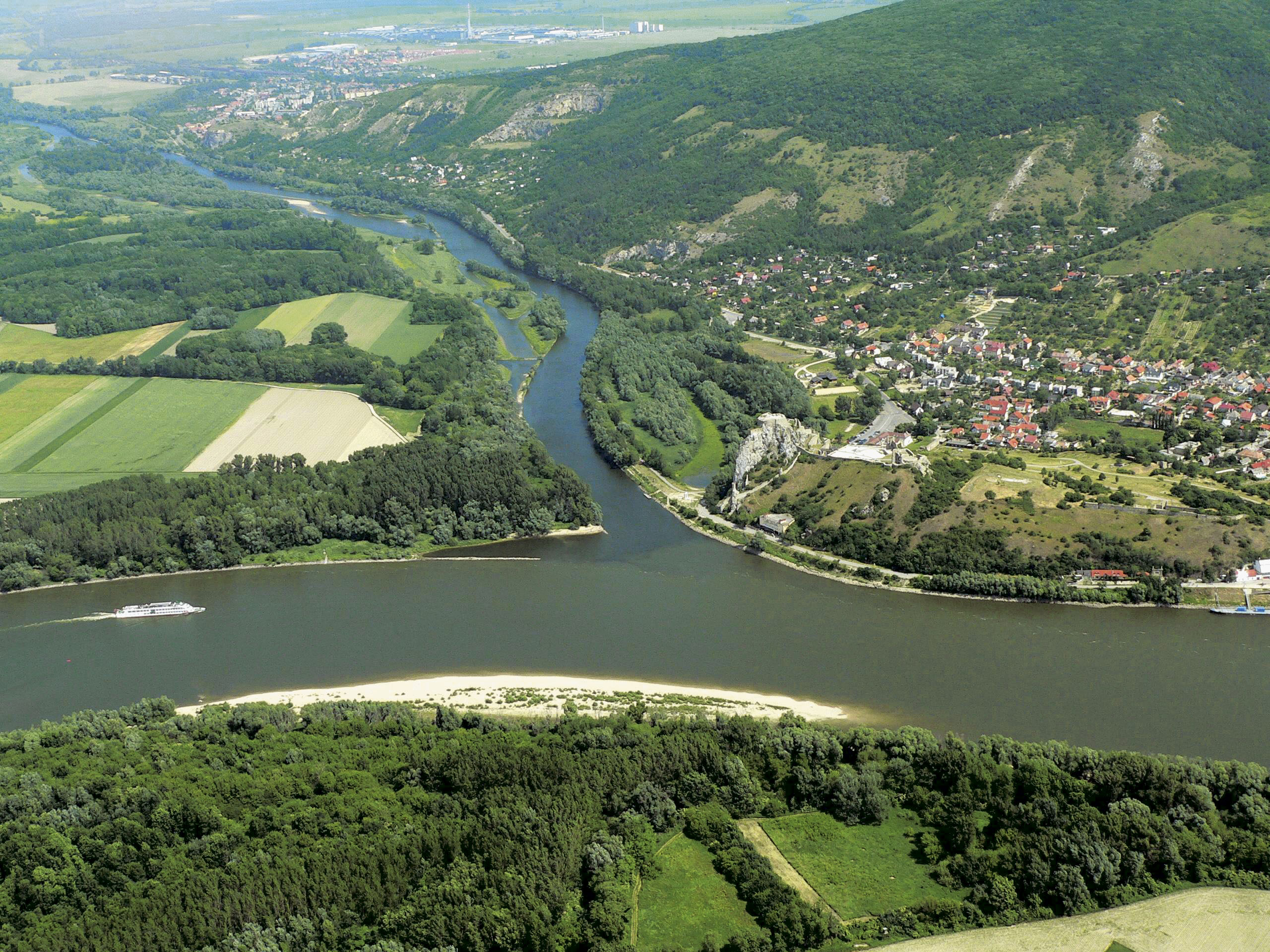
Confluencia de los ríos Danubio y Morava, custodiada por el castillo de Devín

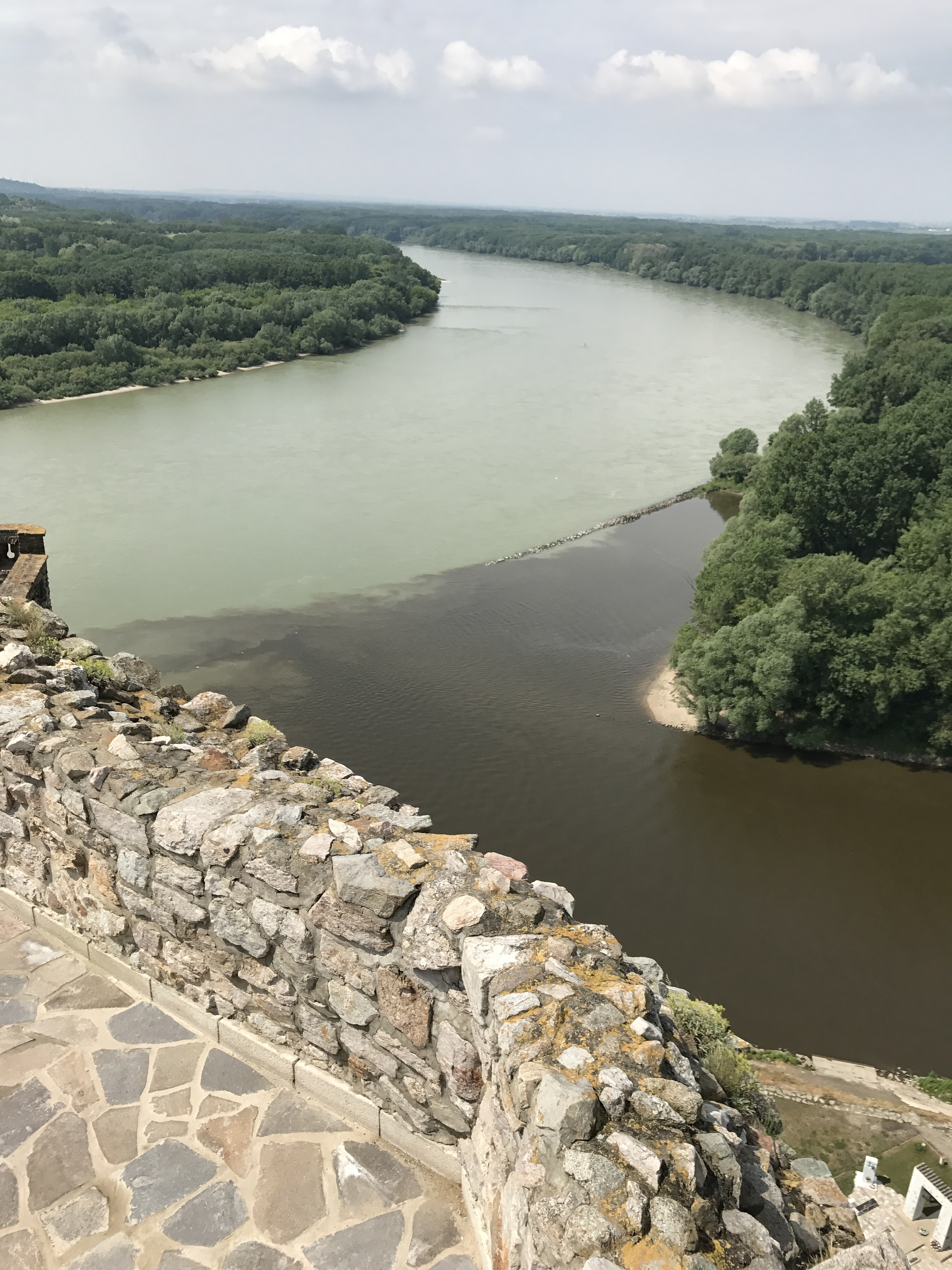
La confluencia del Danubio (aguas claras) y el Morava, oscuras

El Danubio discurre en un corto tramo por Eslovaquia, atravesando tres de las ocho regiones (kraje) del país —Bratislava, Trnava y Nitra—, aunque apenas entra en el país, un corto tramo de unos 22,5 km en la capital, siendo el resto de su curso frontera, primero con Austria (7 km) y luego con Hungría (142 km).
El Danubio entra en Eslovaquia al recibir por la izquierda, llegando desde el norte, a uno de sus principales afluentes, el largo río Morava (o March, en alemán) (358 km). La confluencia sigue vigilada por el castillo de Devín, ahora en ruinas, erigido a las afueras de Devín (1679 hab.), una ciudad construida en la ladera de la montaña Devínska Kobyla, la estribación suroccidental de los Cárpatos Devín (parte de los Cárpatos Menores) que el río bordeará por el sur. Este es un tramo de frontera con Austria de algo más de 7 km en el que no hay poblaciones, solo la pequeña ciudad austríaca de Wolfsthal, a un kilómetro del Danubio que también tiene su castillo, el castillo de Wolfsthal. En la ribera eslovaca se ha establecido la reserva natural de Zátoka pod Slovanským ostrovom. Este tramo del Danubio era parte del llamado Telón de Acero, que separó entre 1949-1989 Europa Occidental de los Países del Este. El telón bajaba por el Morava, una de las fronteras europeas más antiguas y estables —frontera oriental del Imperio carolingio con los ávaros hacia el año 800, a partir del siglo X frontera de la marca de Austria, más tarde ducado de Austria, con el reino de Hungría—, y seguía la actual frontera austro-eslovaca, antes austro-checoeslovaca.
El Danubio se adentra enteramente en Eslovaquia al alcanzar la pequeña llanura húngara (Malá dunajská kotlina), a las afueras de Bratislava (437 725 hab.), en el distrito de Riviera. La capital, a solo 45 km de Viena, se desarrolló originalmente en la margen izquierda, presidida por la fortaleza de Bratislava dominando el río, aunque actualmente hay distritos al otro lado del Danubio, que en este tramo tiene ya una anchura de unos 300 m.
Bratislava también ha aprovechado la ribera del río para disponer espacios verdes, como el jardín Fluvial (Vodárenská záhrada), el jardín botánico de Bratislava y el parque fluvial (izqda.) y el Sad Janka Kráľa (dcha.), y erigir grandes edificios como la catedral de San Martín o el Museo nacional Eslovaco. La ciudad cuenta con un puerto deportivo, el Prístav Bratislava. Justo ahí, el Danubio tiene un pequeño distributario, el Pequeño Danubio, que volverá a agruparse tras recorrer 135 km con el curso principal en Komárno, a más de 85 km en línea recta. De esta forma se delimita la mayor isla fluvial de Europa, la Žitný ostrov ('isla Grande del Centeno'), con una superficie de 1886 km². Siguiendo el curso principal, todavía en la ribera derecha capitalina, se han establecido dos reservas naturales: Soví les y Starý háj y en la izquierda hay una zona de playa, la Pri Kopáčskom ostrove.

El Danubio a su paso por Bratislava

A las afueras de la capital el Danubio se ha embalsado en la presa de la central de Čunovo (1532 hab.), entre esa localidad y Hamuliakovo (2335 hab.), en la orilla opuesta, un embalse que se ha aprovechado para disponer un puerto deportivo y unas instalaciones de aguas bravas, además de un moderno museo de arte moderno privado en una península en el embalse, Danubiana Meulensteen Art Museum, Danubiana, que cuenta con un jardín de esculturas exterior, inaugurado en 2000 y temporalmente fuera de servicio.

El Danubio en Bratislava
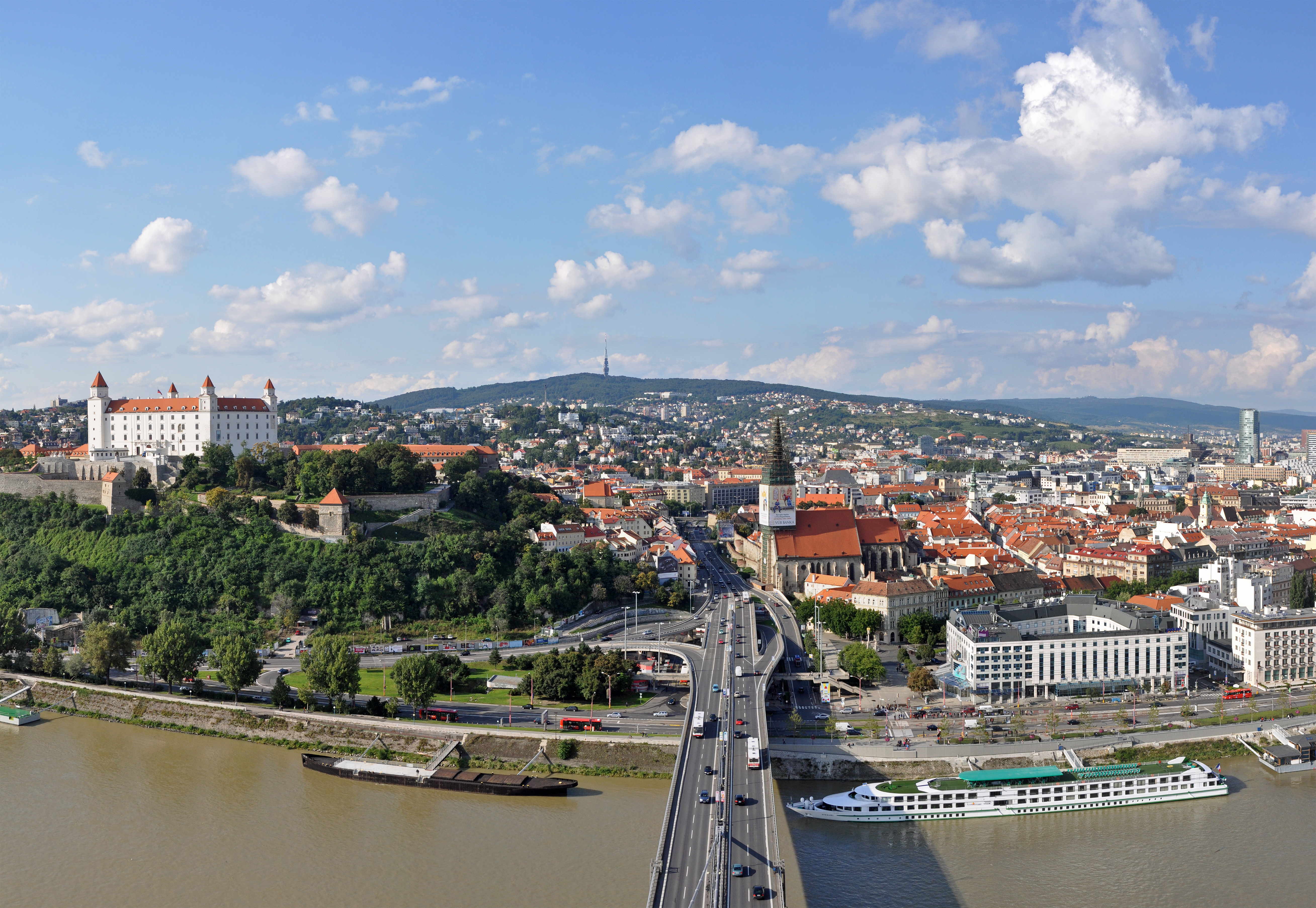
La catedral, antes sobre el río y ahora apartada por un horroroso nudo del nuevo puente
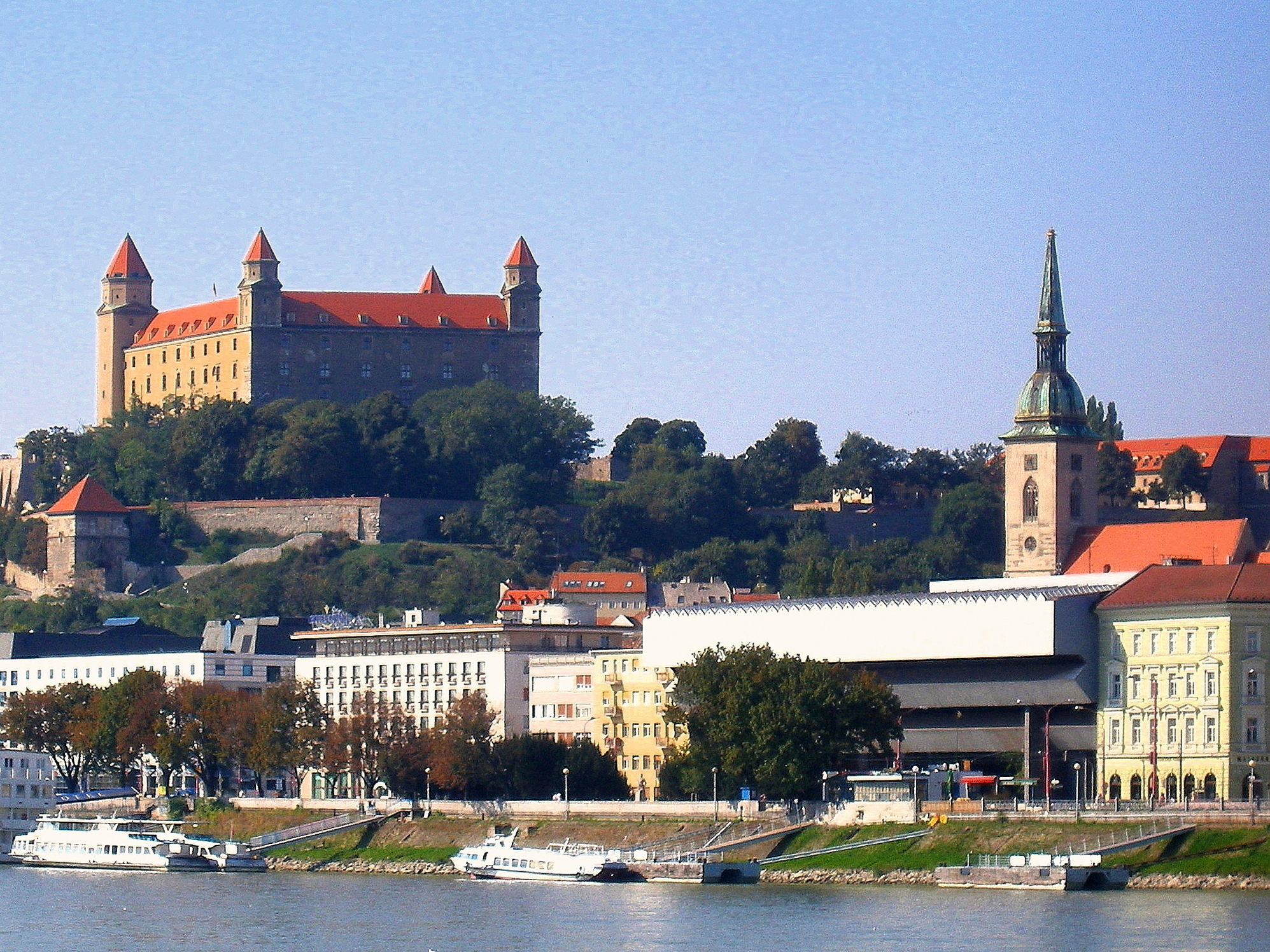
fortaleza de Bratislava dominando el río
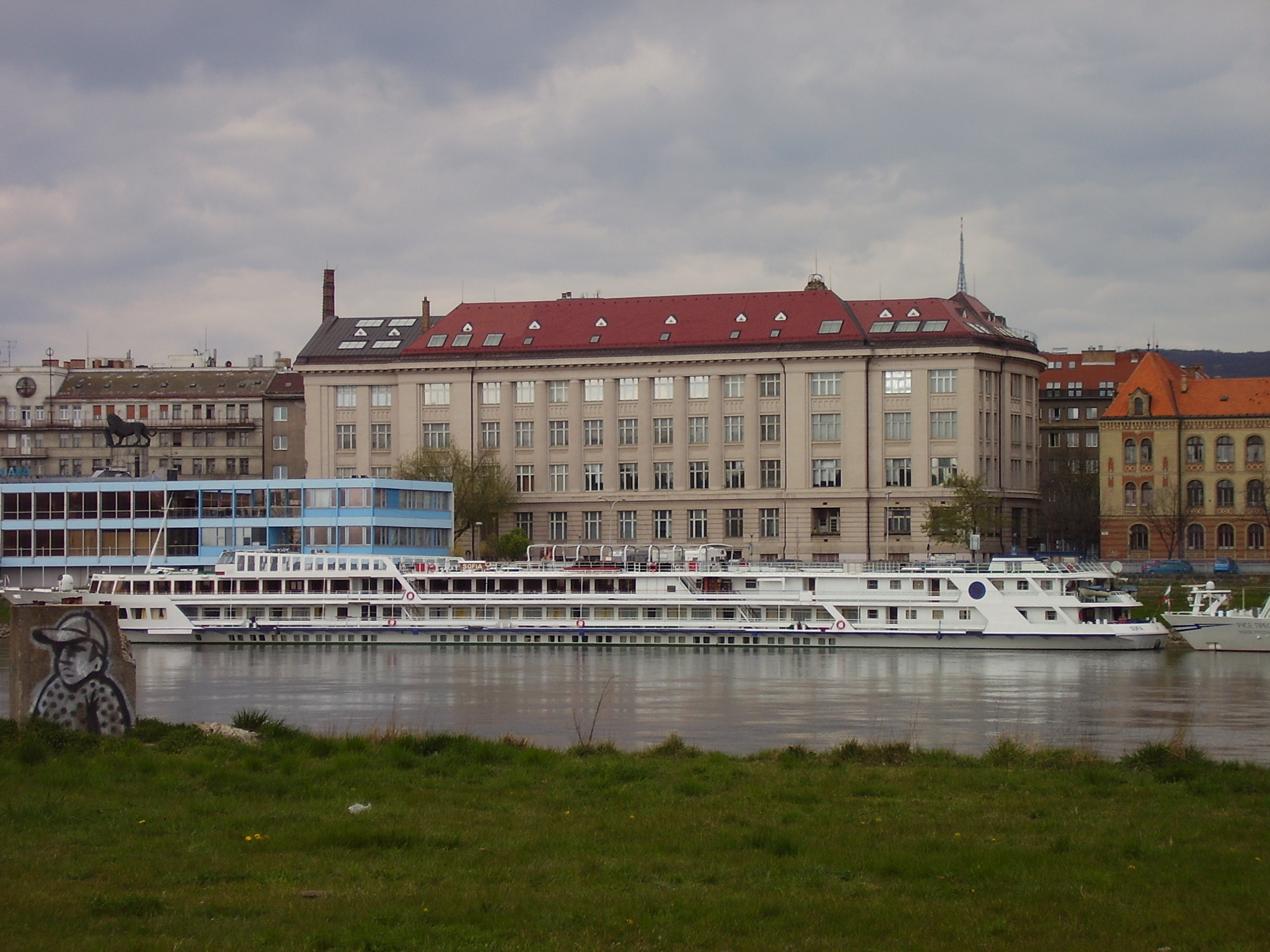
El Museo nacional Eslovaco
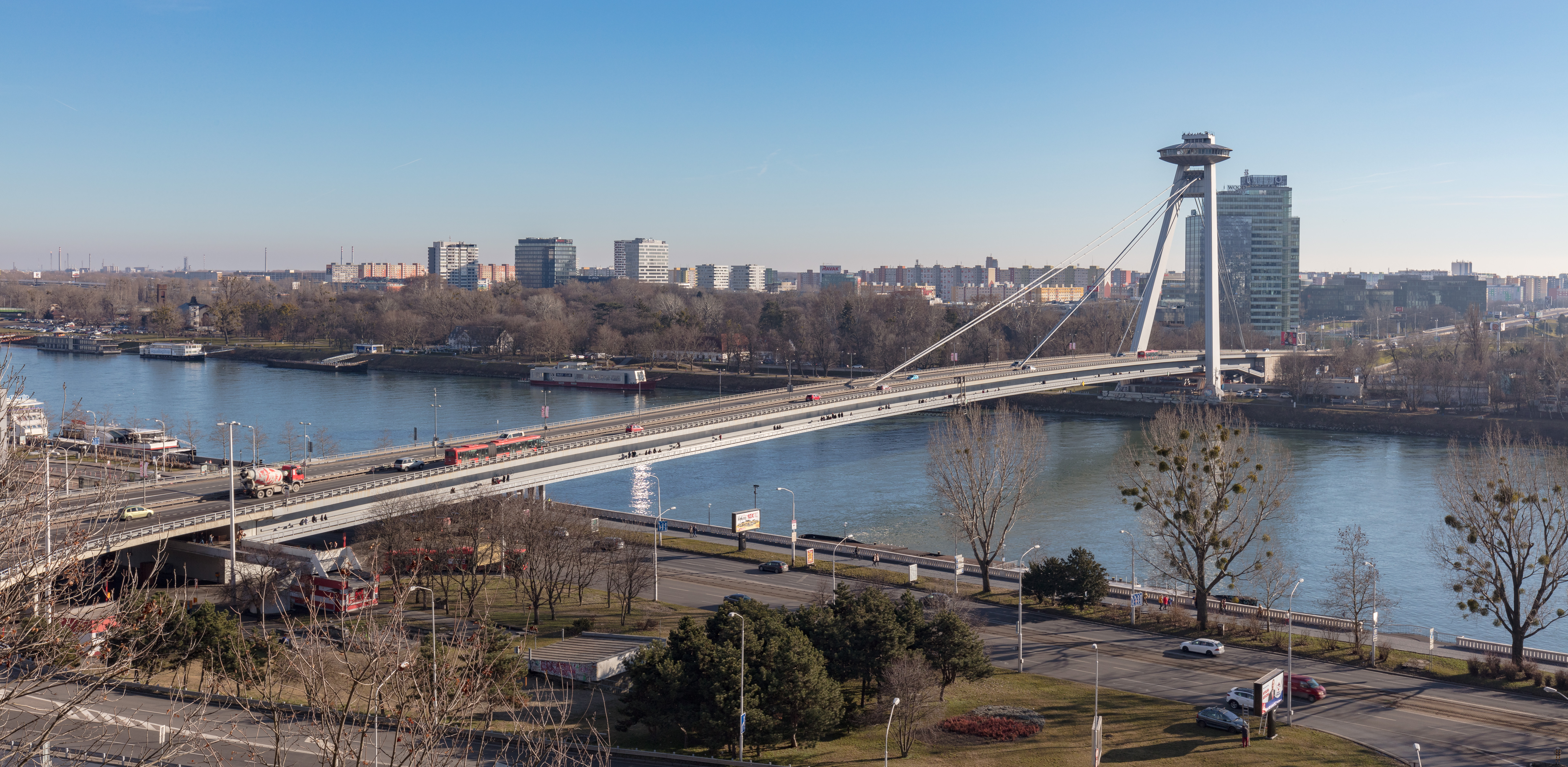
Puente de la Insurrección Nacional Eslovaca (1967-1972), con unamirador y un restaurante sobre la única pilona
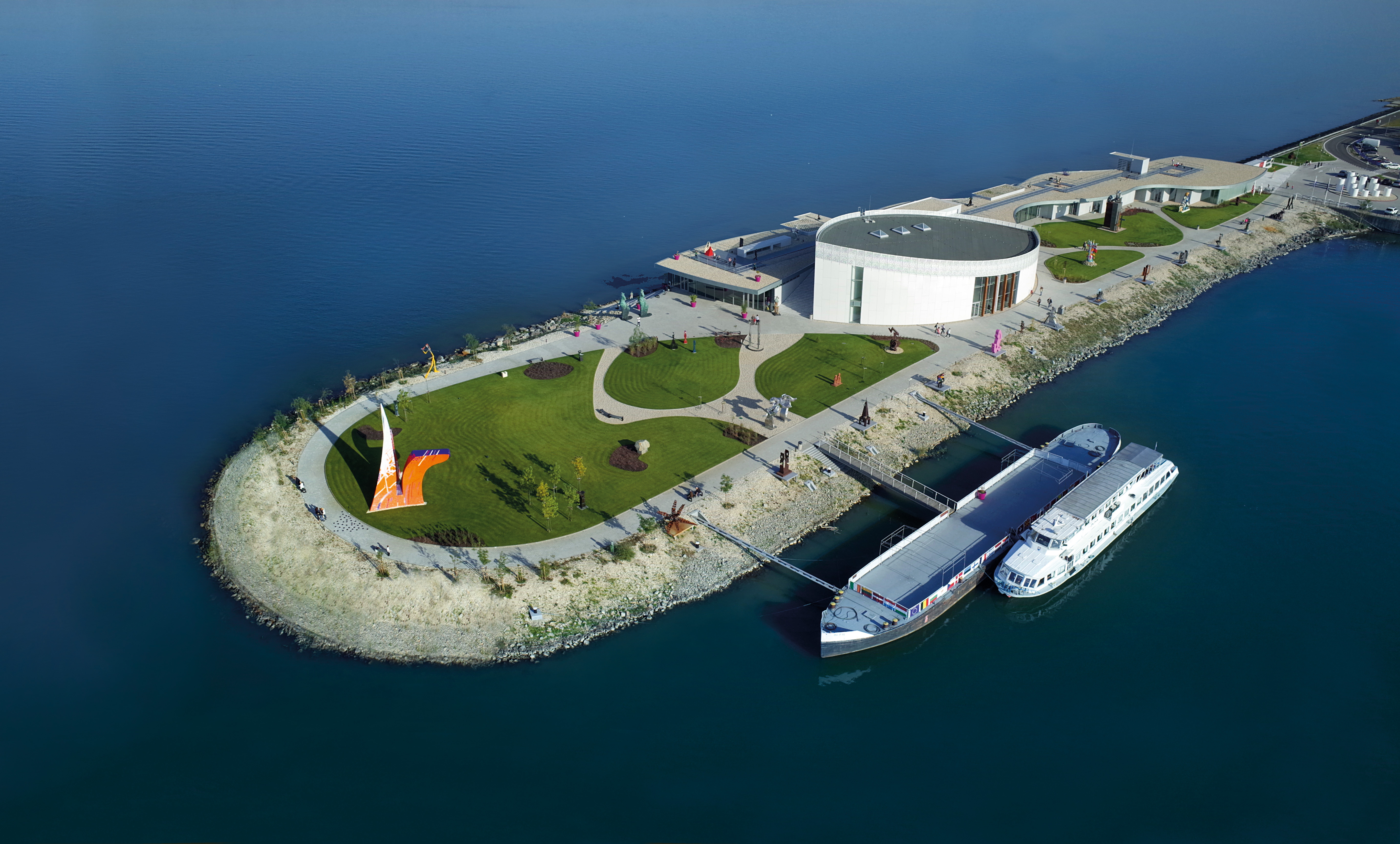
El nuevo centro de arte Danubiana

##### Frontera eslovaco-húngara

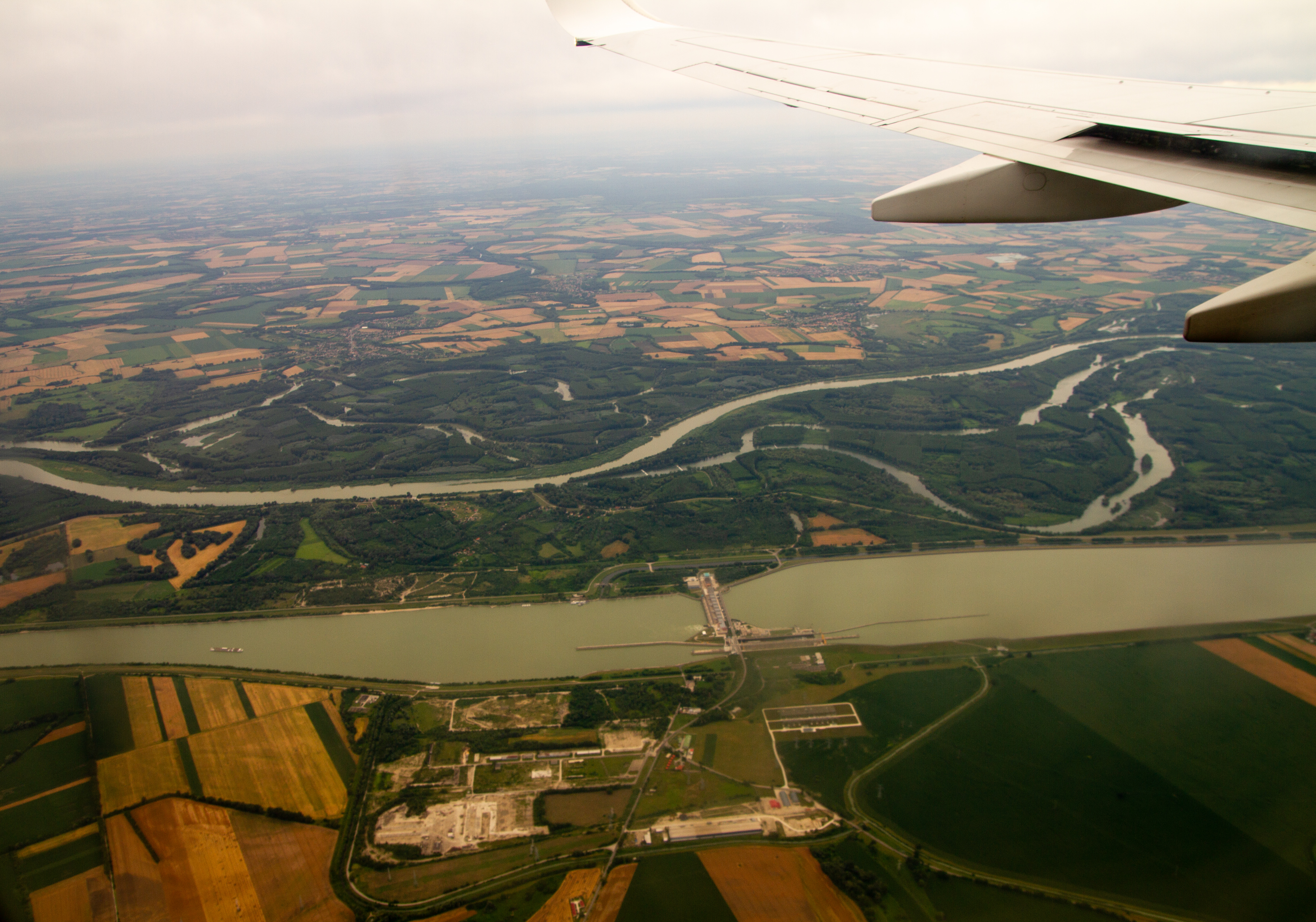
El embalse de Gabčíkovo, con el ramal que marca la frontera en la parte superior

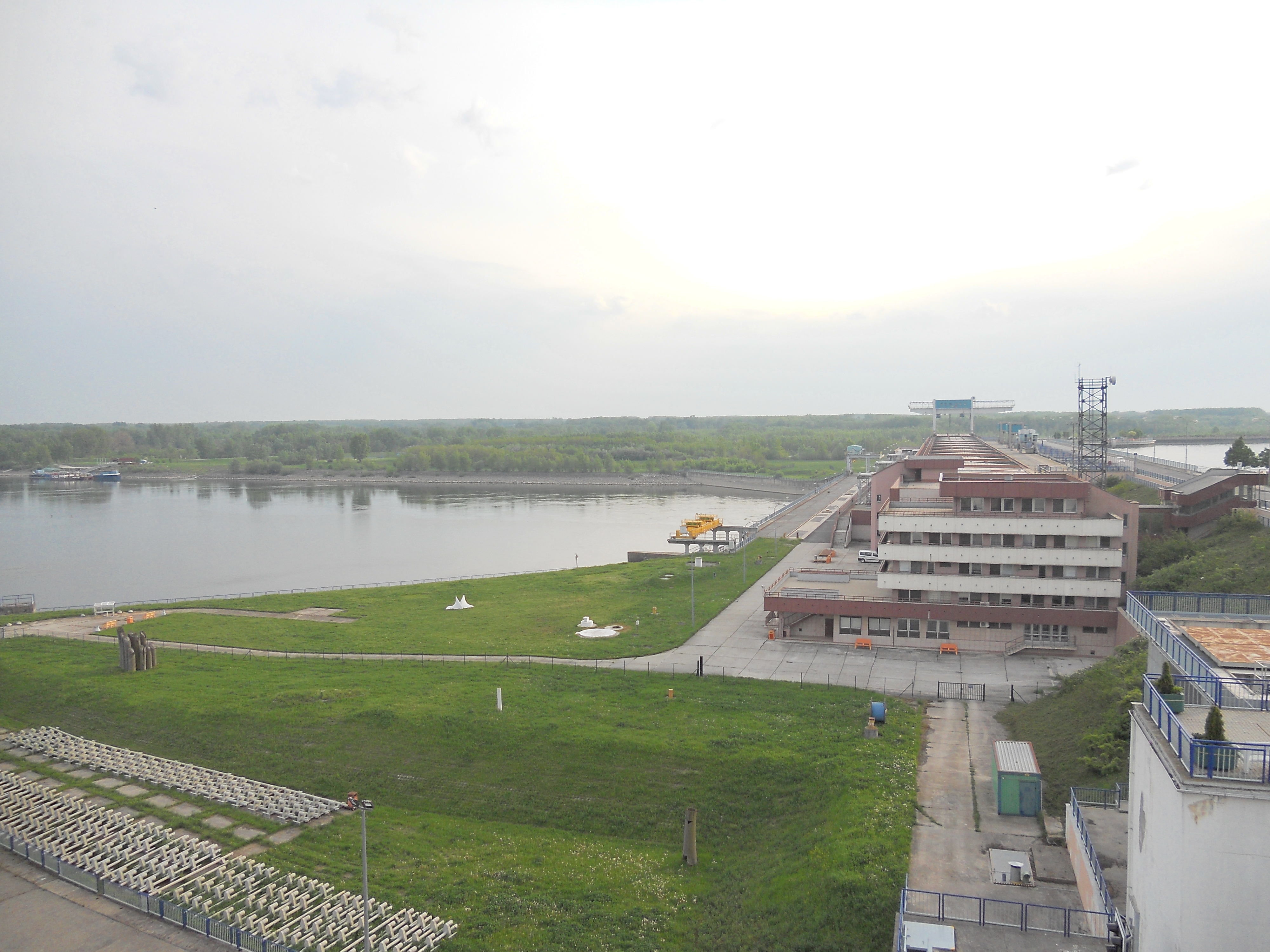
la planta hidroeléctrica de la presa de Gabčíkovo

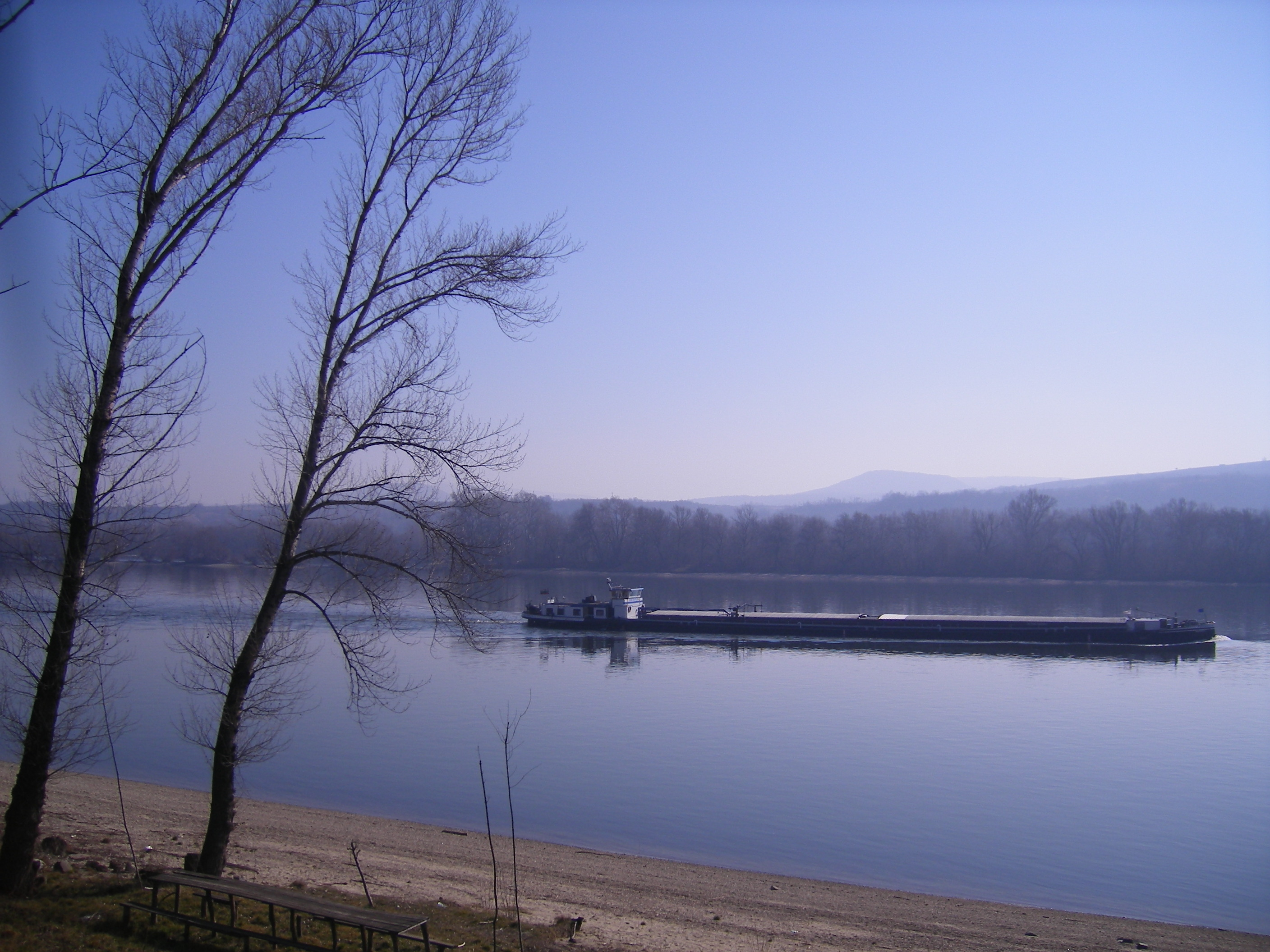
Barcaza cerca de Radvaň nad Dunajom

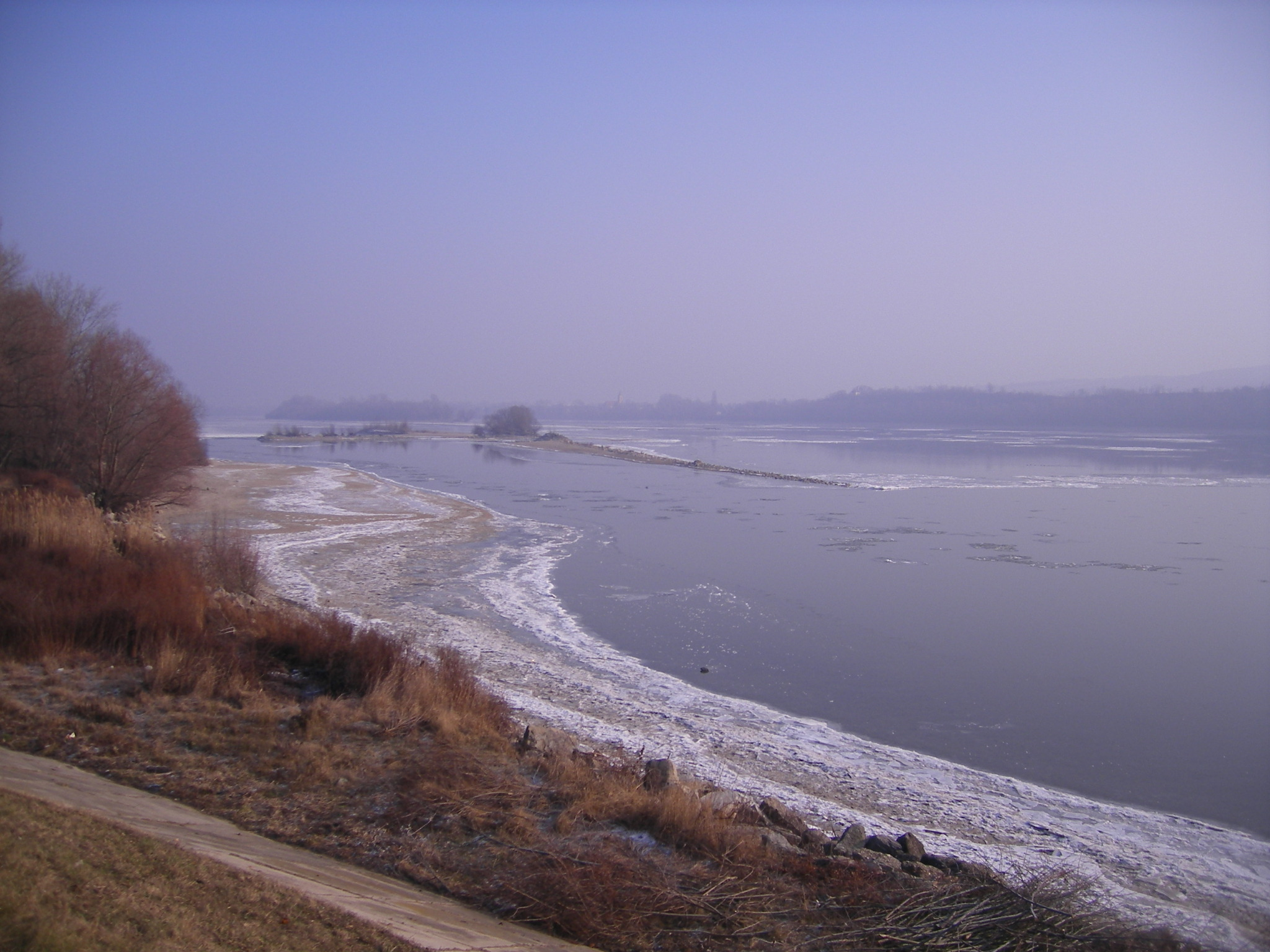
Paisaje en Moča en invierno

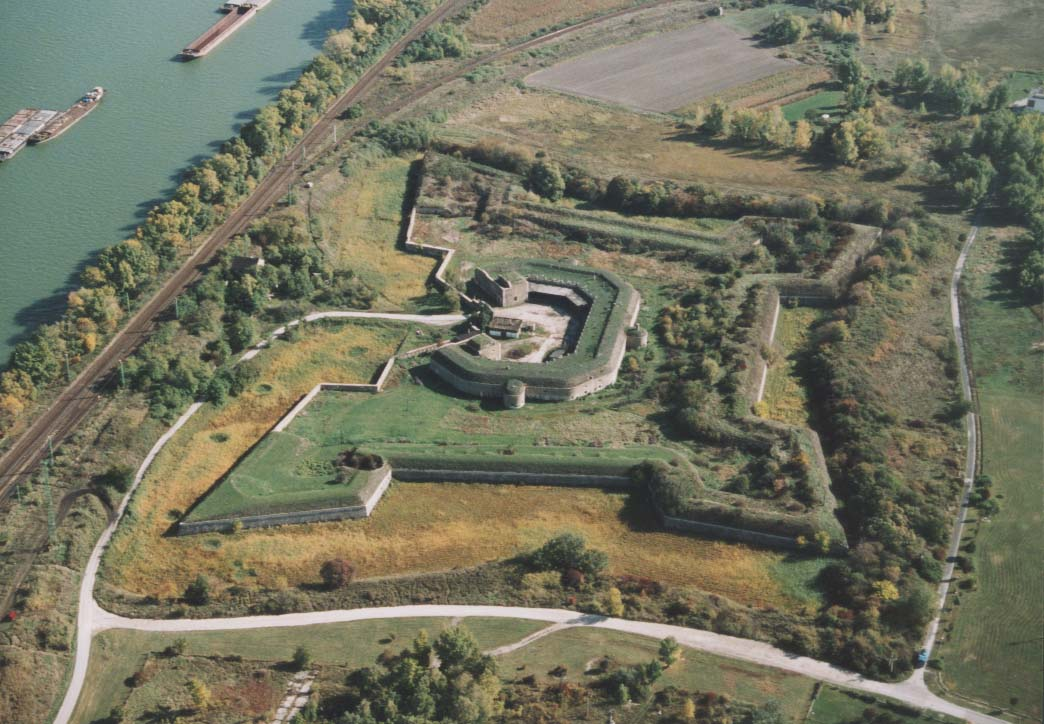
Confluencia de los ríos Danubio y Váh

El punto en que el Danubio abandona la región capitalina y entra en la región de Trnava coincide aproximadamente con el lugar en que, en la margen derecha, el Danubio pasa a ser la frontera entre Eslovaquia y Hungría, una zona de llanuras de inundación en la que el ramal más occidental es la frontera y en que el cauce principal corre durante unos 35 km enteramente en Eslovaquia. Esas llanuras, ahora reguladas por las presas de Gabčíkovo-Nagymaros, son una importante atracción turística. En la ribera eslovaca, la izquierda, está la pequeña ciudad de Šamorín (13 350 hab.), que después de la invasión de los mongoles, fue colonizada por "invitados" alemanes que administraban la ciudad. Esaa minoría alemana recibió el privilegio real de aplicar la ley de Pressburg (ahora Bratislava) y vivió en la ciudad hasta el final de la Edad Media. El asentamiento fue un puerto destacado en el Danubio durante la Edad Media y el centro comercial de la isla de Rye. La agricultura también jugó un papel importante en el desarrollo de la ciudad, y gracias a esa prosperidad, sus ciudadanos disfrutaron de un vigoroso comercio con muchos astilleros en el Danubio. Sin embargo, con el auge de Pressburg, la importancia de la ciudad comenzó a declinar. Šamorín finalmente perdió su derecho al estatus de ciudad real libre otorgado en 1405 durante el reinado del rey húngaro Segismundo.
Sigue luego el río pasando frente a las pequeñas localidades eslovacas de Kyselica (190 hab.), Horný Bar (1231 hab.), Trstená na Ostrove (573 hab.), Baka (1095 hab.), Gabčíkovo (5473 hab.), Ňárad (625 hab.) y Sap (512 hab.), donde tras reunirse los distributarios de la llanura de inundación que marcaban la frontera, el cauce principal vuelve a ser la frontera eslovaco-húngara.
En la sección fronteriza, tras pasar frente a la pequeña localidad eslovaca de Medveďov (539 hab.) se adentra en la región de Nitra. En la ribera húngara discurre por la izquierda de la ciudad húngara de Győr (132 034 hab.), a apenas cinco kilómetros del Danubio. Győr es la ciudad más importante del noroeste de Hungría, capital del condado de Győr-Moson-Sopron. Está localizada sobre el importante eje carretero que une Budapest y Viena, a medio camino de ambas. El Danubio llega luego a la ciudad húngara de Gönyű (3099 hab.), donde recibe por la derecha al río Raab (322 km), que acaba de pasar por Győr. En la margen húngara el Danubio entra en el condado de Komárom-Esztergom y llega después a dos nuevas ciudades gemelas, Komárno (eslovaca, pero poblada por la minoría húngara, 33 751 hab.)-Komárom (húngara, 18 805 hab.), donde el río Váh, el principal río eslovaco, se encuentra con el Danubio. Los sistemas de fortificaciones en la confluencia de los ríos Danubio y Váh en Komárno-Komárom, han sido propuestos desde 2007 en la Lista indicativala de Hungría.
Sigue otro tramo con pequeñas localidades en ambas márgenes (las eslovacas, Iža (1703 hab.), Patince (448 hab.), Radvaň nad Dunajom (704 hab.), Moča (1122 hab.) y Kravany nad Dunajom (710 hab.); y las húngaras Almásfüzitő (2047 hab.), Dunaalmás (1547 hab.), Neszmély (1269 hab.), Süttő (2023 hab.), Lábatlan (4839 hab.), Nyergesújfalu (7255 hab.) y Tát (5280 hab.), en el extremo septentrional de las montañas Gerecse, que alcanzan el río. El Danubio llega nuevamente a dos ciudades gemelas, la eslovaca Štúrovo (10 186 hab.) y la húngara Esztergom (28 144 hab.).
Luego, tras recibir por la ribera eslovaca al río Hron, llega a la reserva natural de Burdov y poco después, tras pasar por el pueblo de Chľaba  (696 hab.), alcanza la confluencia con el pequeño Ipeľ (en eslovaco o Ipoly en húngaro) que señala el final del tramo fronterizo y donde el Danubio se interna en Hungría.

El Danubio en el tramo fronterizo Eslovaquia-Hungria
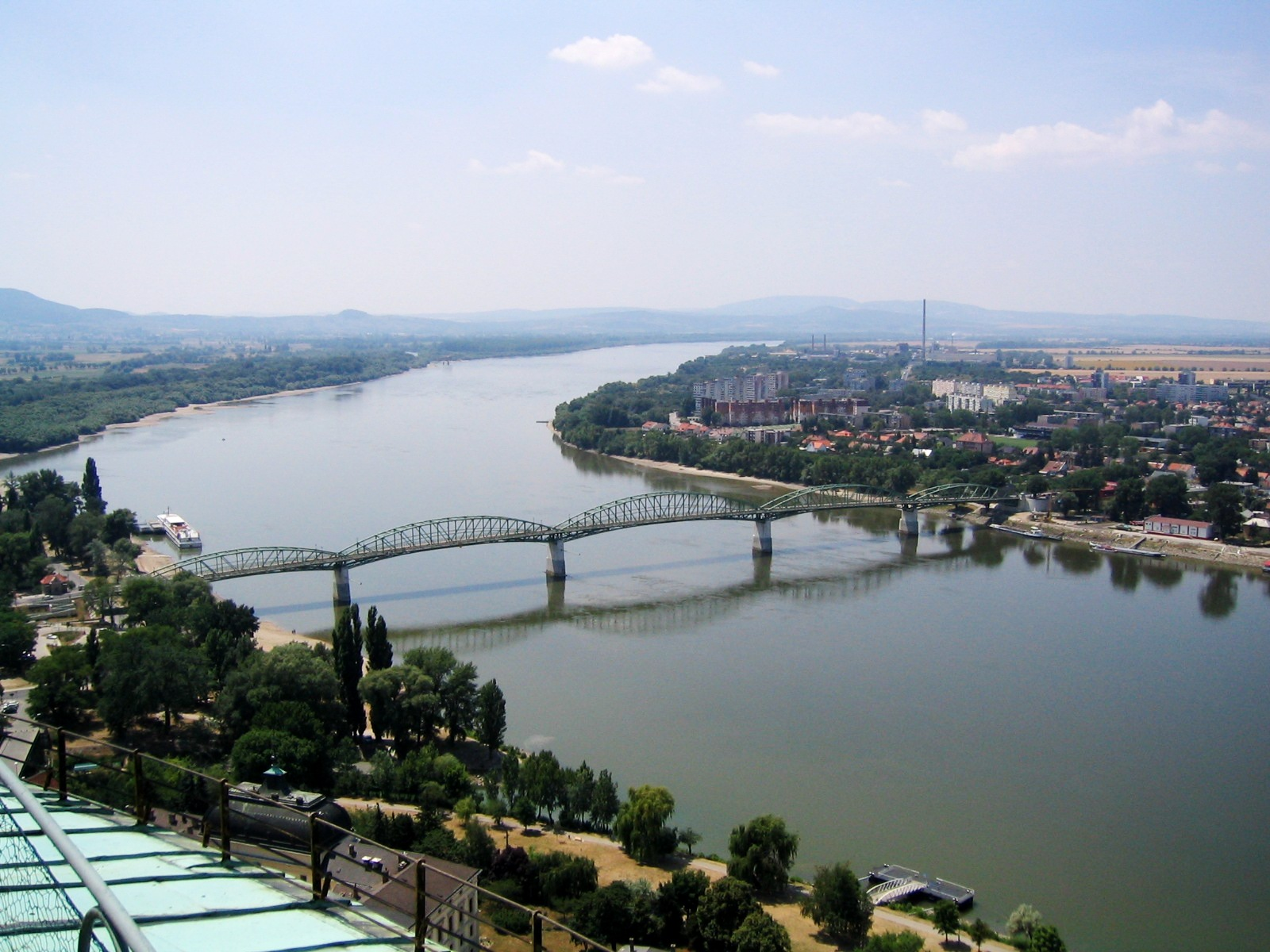
Vista del puente Maria Valeria y Štúrovo, desde Esztergom
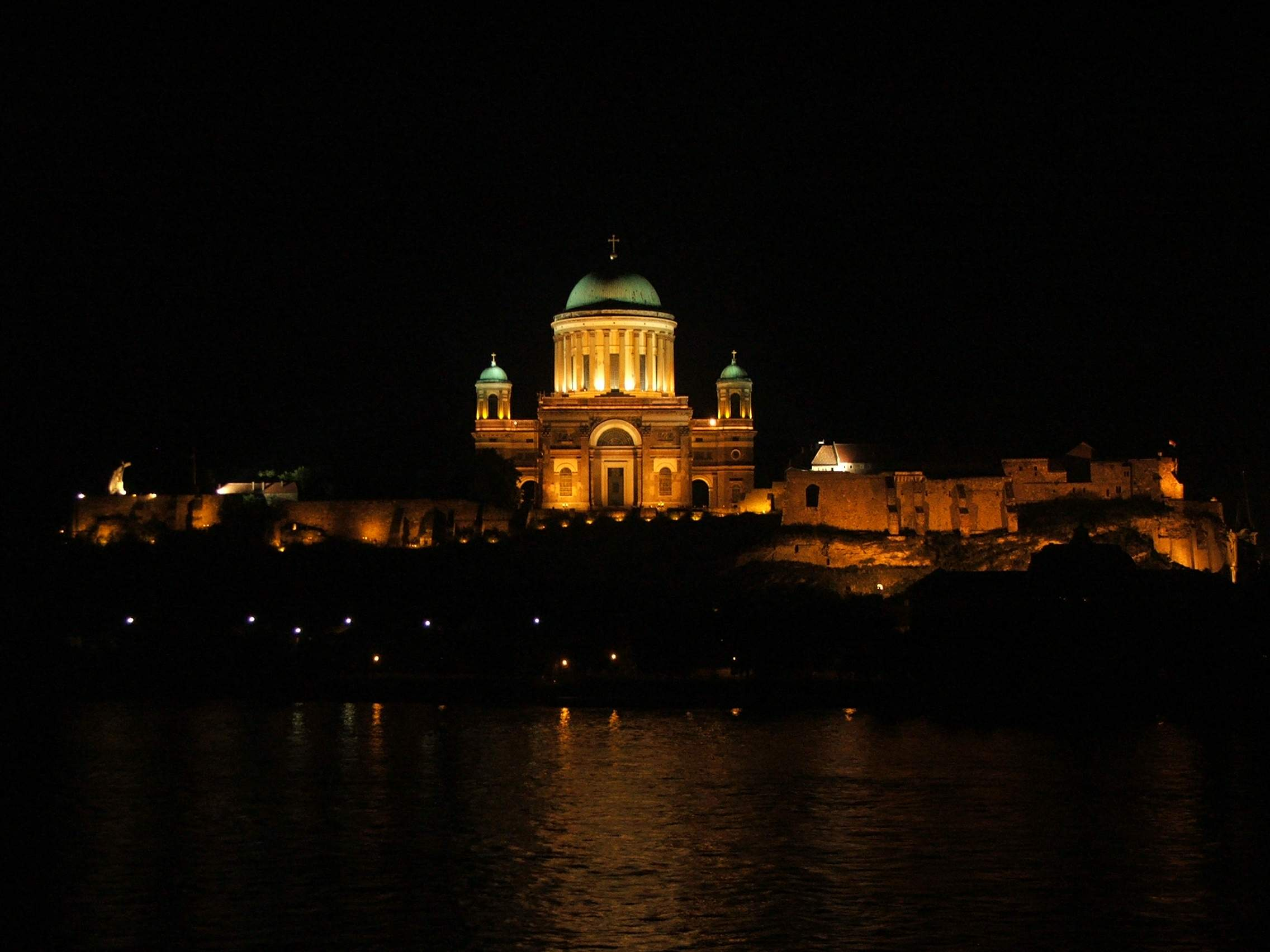
Catedral de Esztergom en Hungría, en el Danubio
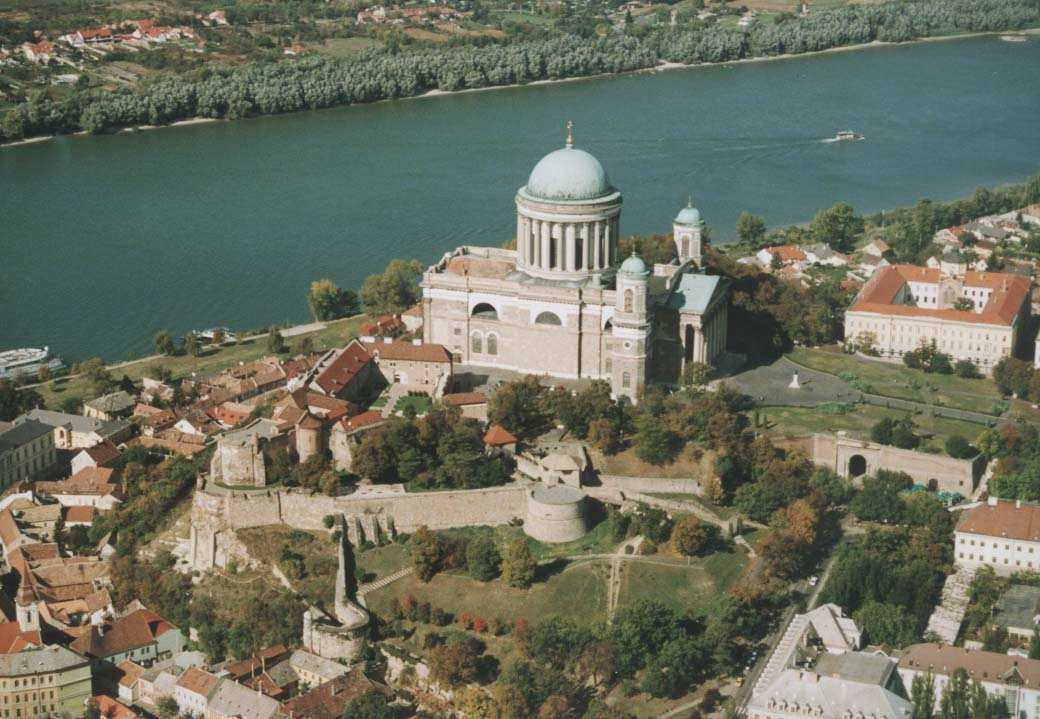
Catedral de Esztergom

#### En Hungría

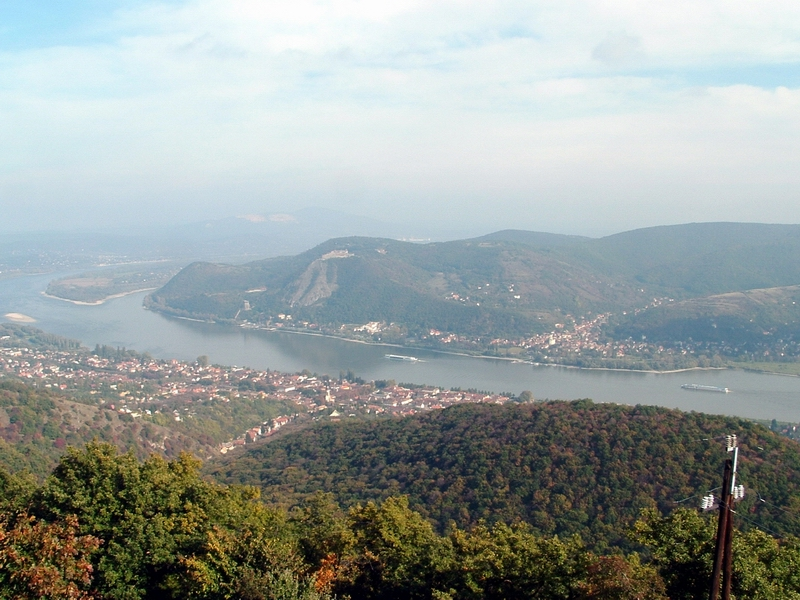
Las ciudades gemelas de Nagymaros-Visegrád, con el inicio de la isla Szentendre al fondo

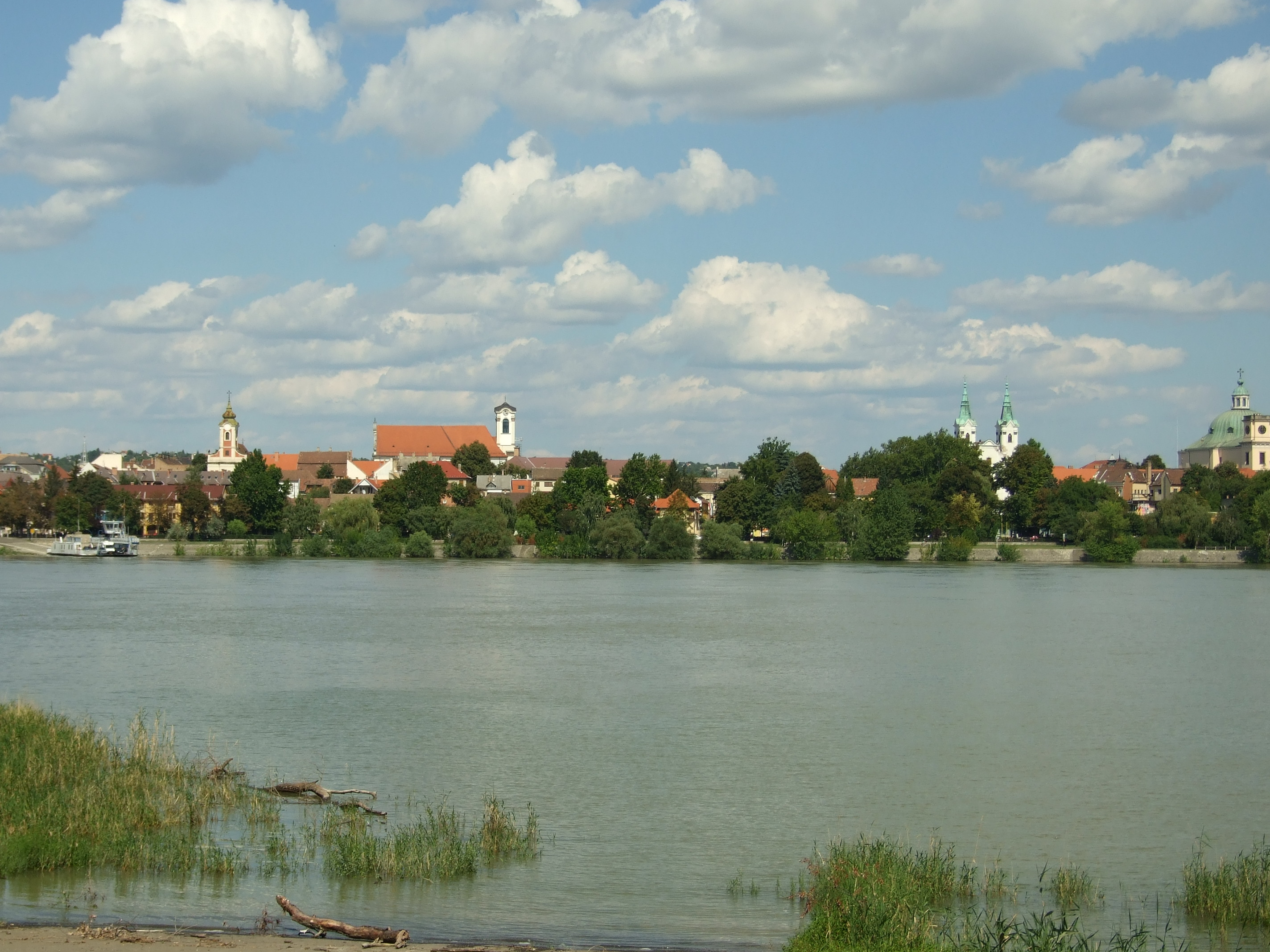
El Danubio a su paso por Vác

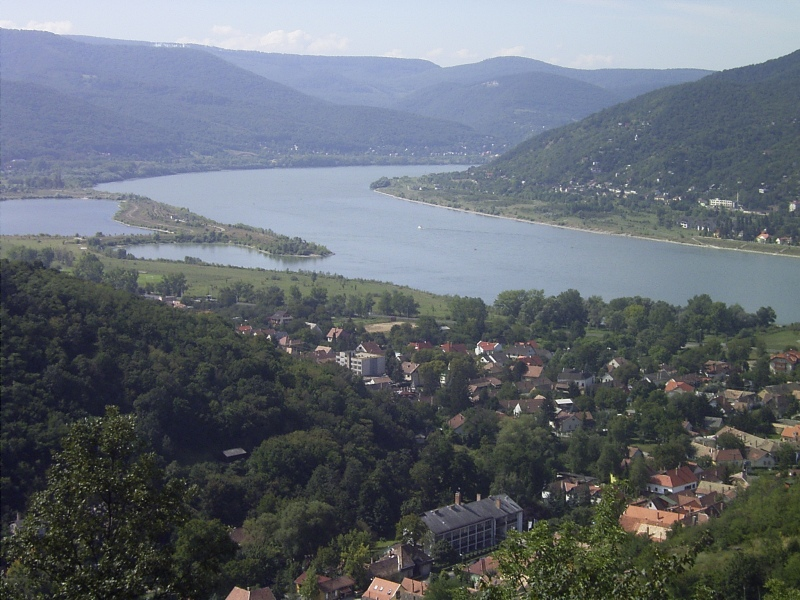
El «recodo del Danubio» cerca de Visegrád

El Danubio recorre 275,2 km íntegramente en Hungría (además de los 142 km en que es frontera con Eslovaquia) ratravesando, o siendo límite de, siete de los diecinueve condados del país —Győr-Moson-Sopron, Komárom-Esztergom, Pest, Fejér, Bács-Kiskun, Tolna y Baranya— además de la ciudad-capital Budapest. El río entra en el país por su extremo noroccidental y tras encaminarse hacia el este, tras el «recodo del Danubio», sale de la media montaña y entra en la gran llanura húngara, de la que el río marca el límite occidental. Luego atraviesa el país de norte a sur, delimitando claramente dos zonas: la Transdanubia, al este (con tres regiones, Central, Occidental y Meridional) y la parte occidental, con cuatro regiones (Hungrías Septentrional y Central, y la Gran Llanura Septentrional y Meridional).
Tras recorrer el tramo fronterizo, desde el extremo noroccidental del país, a la parte central norteña, el Danubio entra completamente en Hungría, discurriendo entre las montañas Börzsöny, al norte, y las montañas Pilis al sur. Marca el límite intercondal entre Komárom-Esztergom (E) y Pest (O), un corto tramo de algo más de 9,0 km en el que pasa frente a las localidades de Szob (2660 hab.), Zebegény (1214 hab.), Pilismarót (2091 hab.) y Dömös (1116 hab.). Entra después en el condado de Pest y pasa entre las ciudades gemelas de Visegrád (1841 hab.) y Nagymaros (4717 hab.). Aquí el Danubio tiene un importante distributario, el Szentendrei-Dunaag, que vuelve a unirse al curso principal tras recorrer más de 35 km aguas abajo, a las puertas de la capital húngara, dejando entremedias la gran isla Szentendre, la segunda mayor isla en la parte húngara del río, de unos 31 km de largo con una anchura máxima de 3,8 km. La isla se encuentra dentro del parque nacional del Danubio-Ipoly y en ella están las pequeñas localidades de Tahitófalu, Pócsmegyer, Szigetmonostor y Horány.
El curso principal del Danubio sigue su avance pasando frente a las pequeñas Kisoroszi (962 hab.), Kismaros (2009 hab.) y Verőce (3758 hab.), hasta alcanzar la ciudad de Vác (32 828 hab.). Aquí el río describe el «recodo del Danubio», girando 90° en dirección hacia el sur (dirección que mantendrá durante casi 500 km, en lugar de oeste a este como lo hacía hasta ese punto). Continua pasando frente a Göd (18 225 hab.), una ciudad balneario, y Dunakeszi (43 490 hab.), para después de recorrer algo más de unos 50 km desde la frontera, alcanzar la ciudad más poblada en su recorrido, Budapest (1 752 286 hab.), la capital de Hungría.

El Danubio en Hungria antes de Budapest
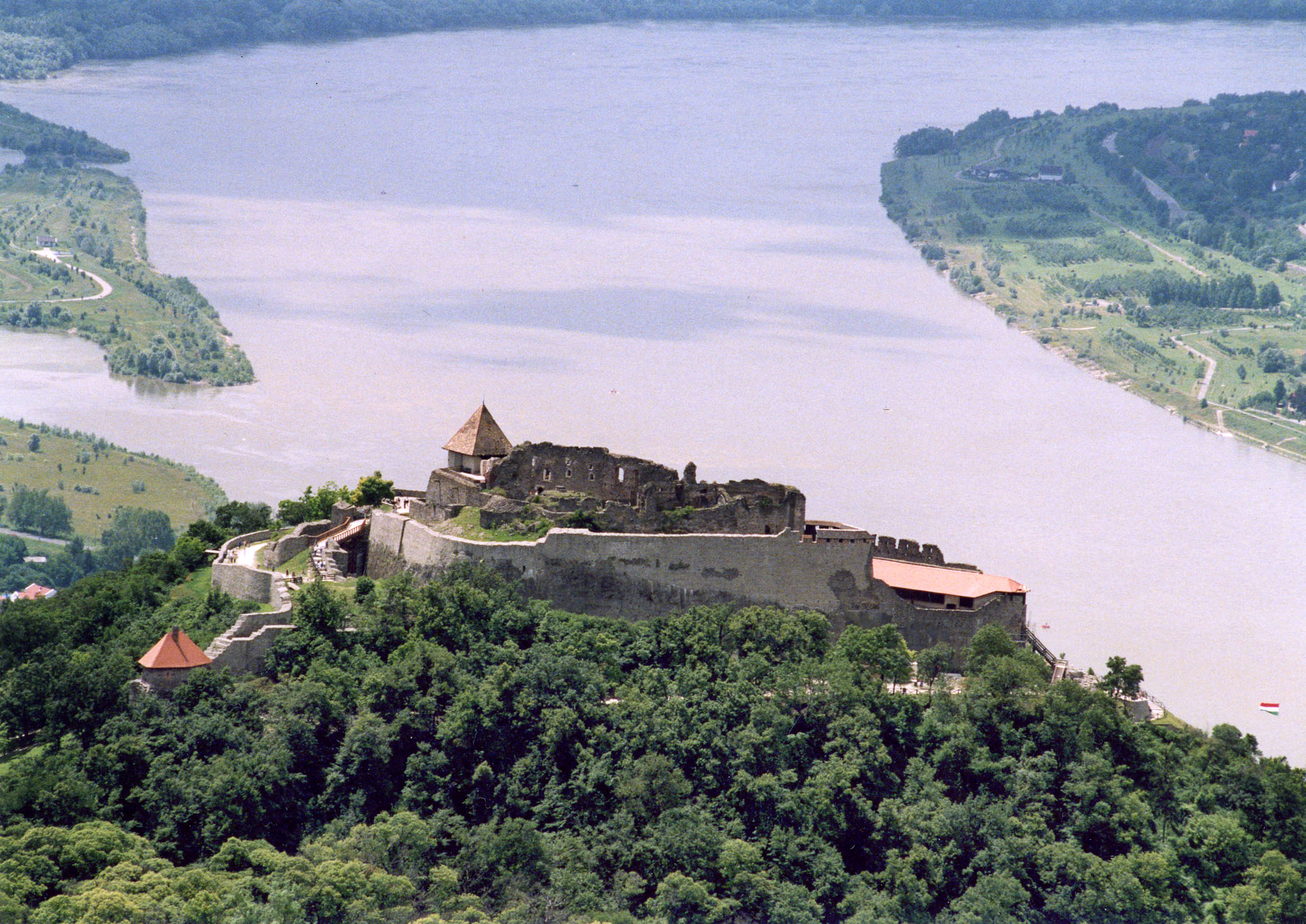
Vista de la ciudadela de Visegrád
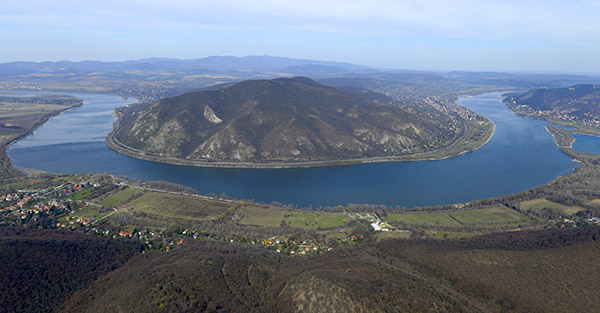
El «recodo del Danubio»
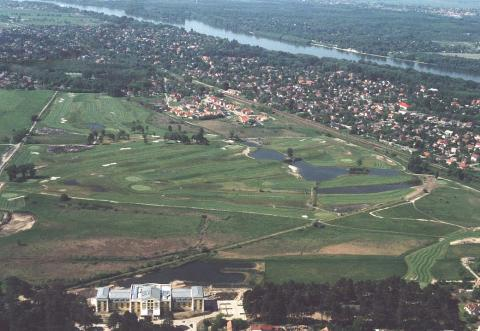
Vista de Göd
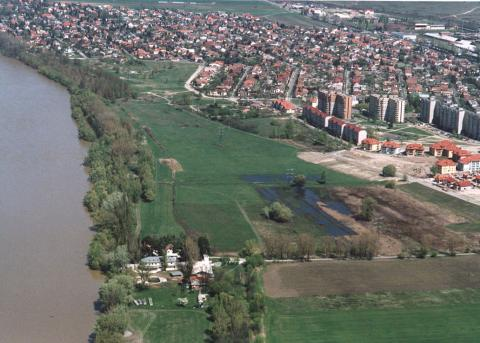
Vista de la ciudad-suburbio de Dunakeszi
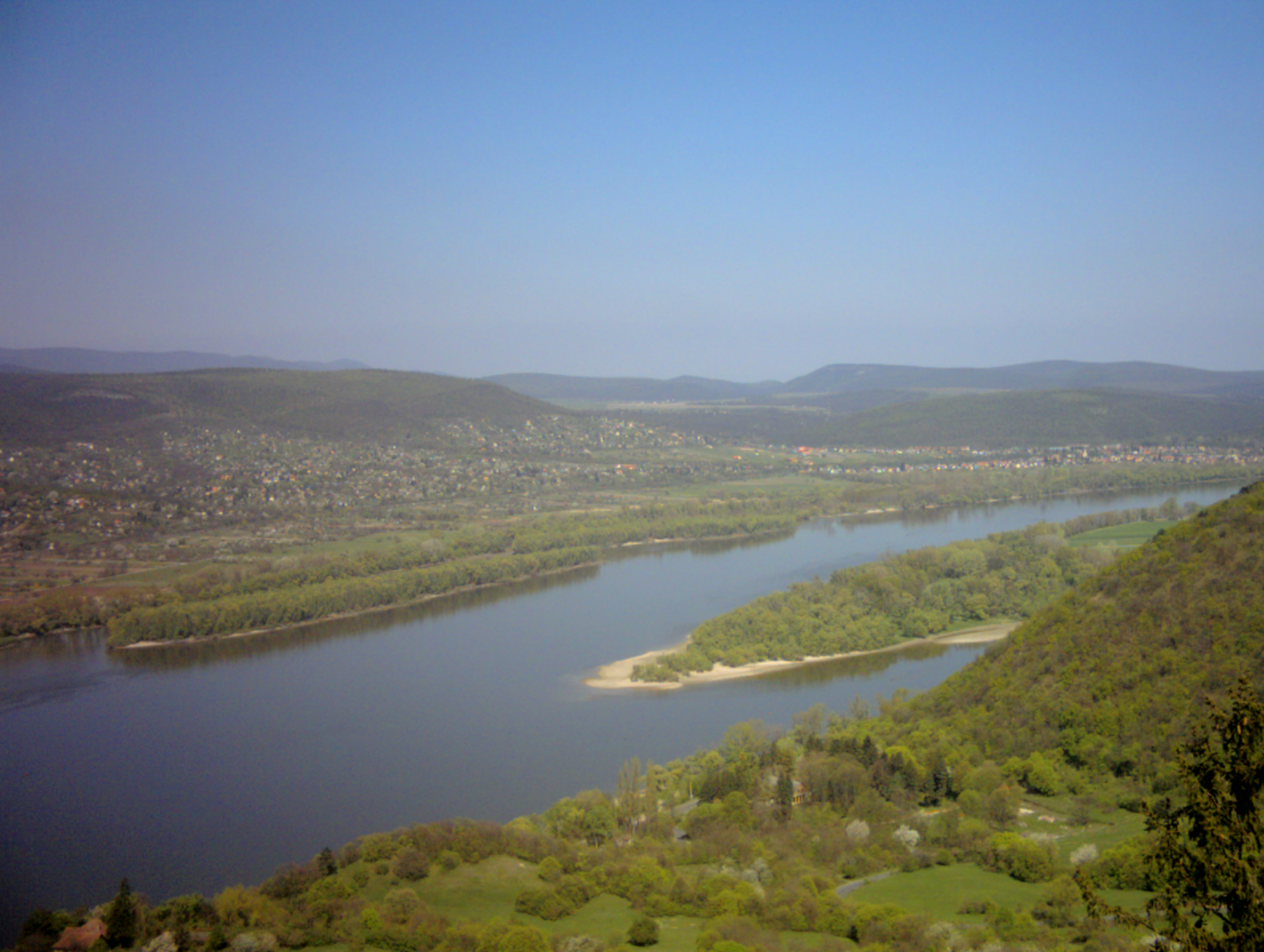
Vista desde Verőce hasta la Banda del Danubio
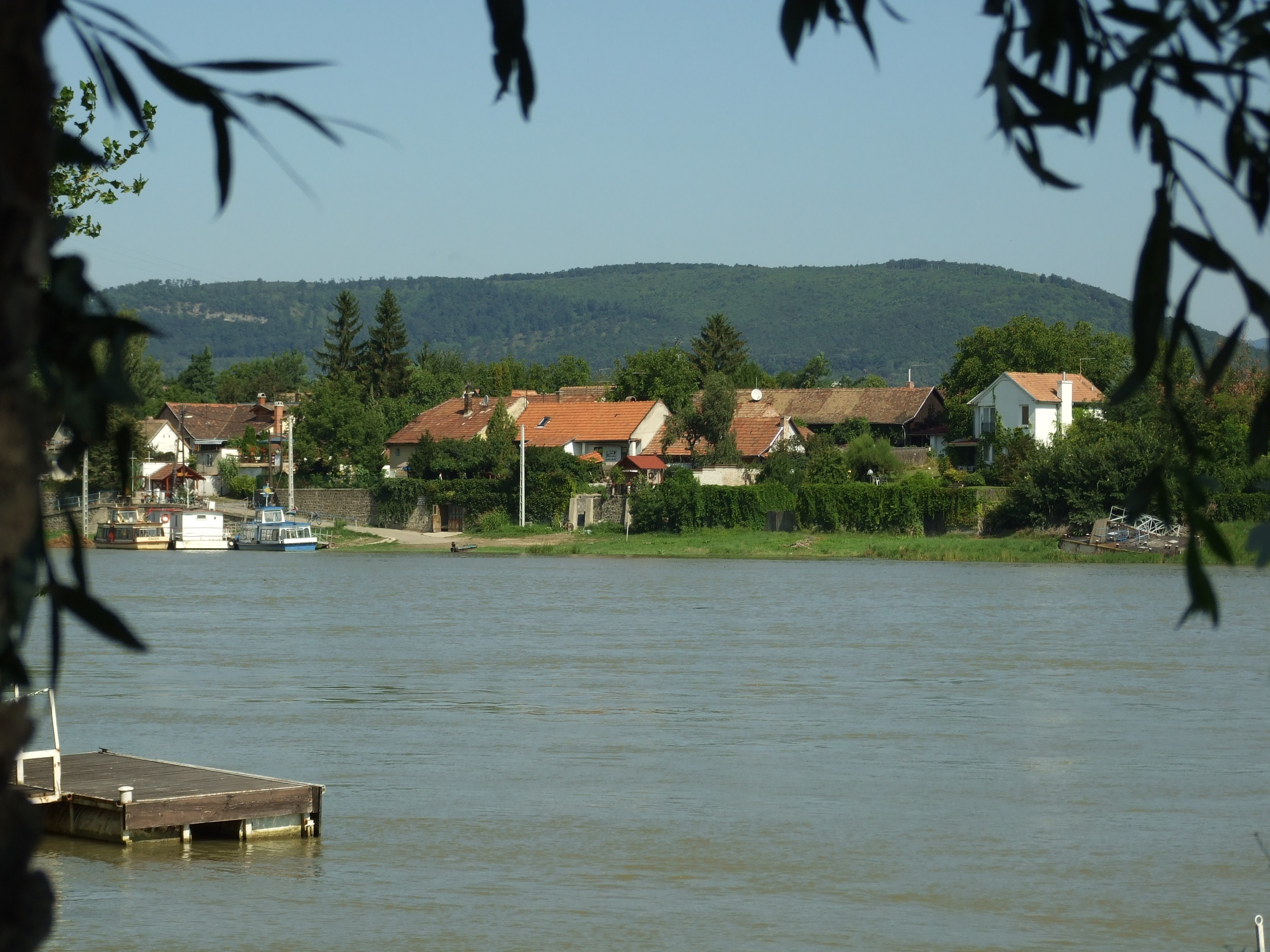
Kisoroszi, vista desde el otro lado del ramal Szentendrei-Duna

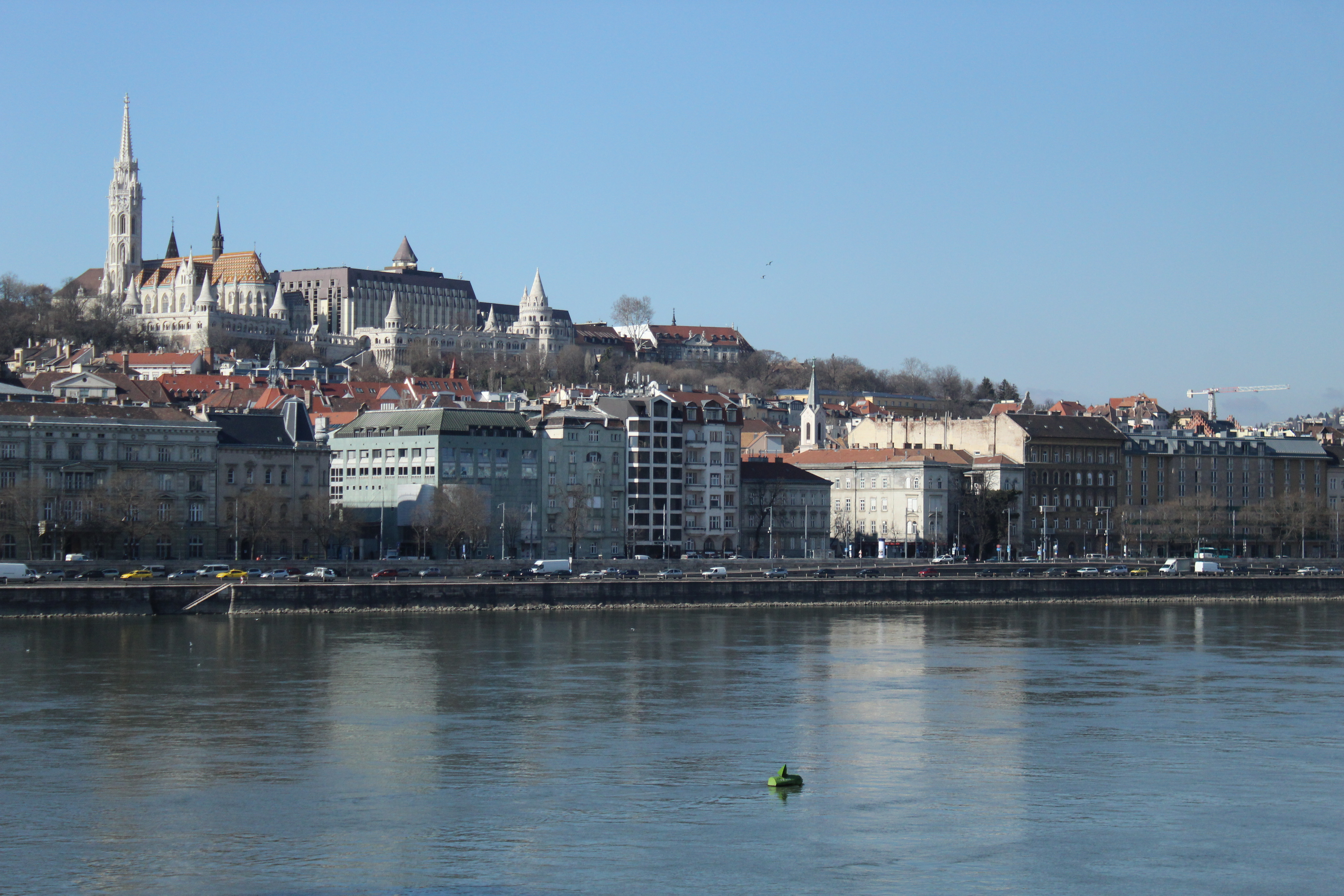
El Hilton de Buda, el bastión de los pescadores y la iglesia de Matías

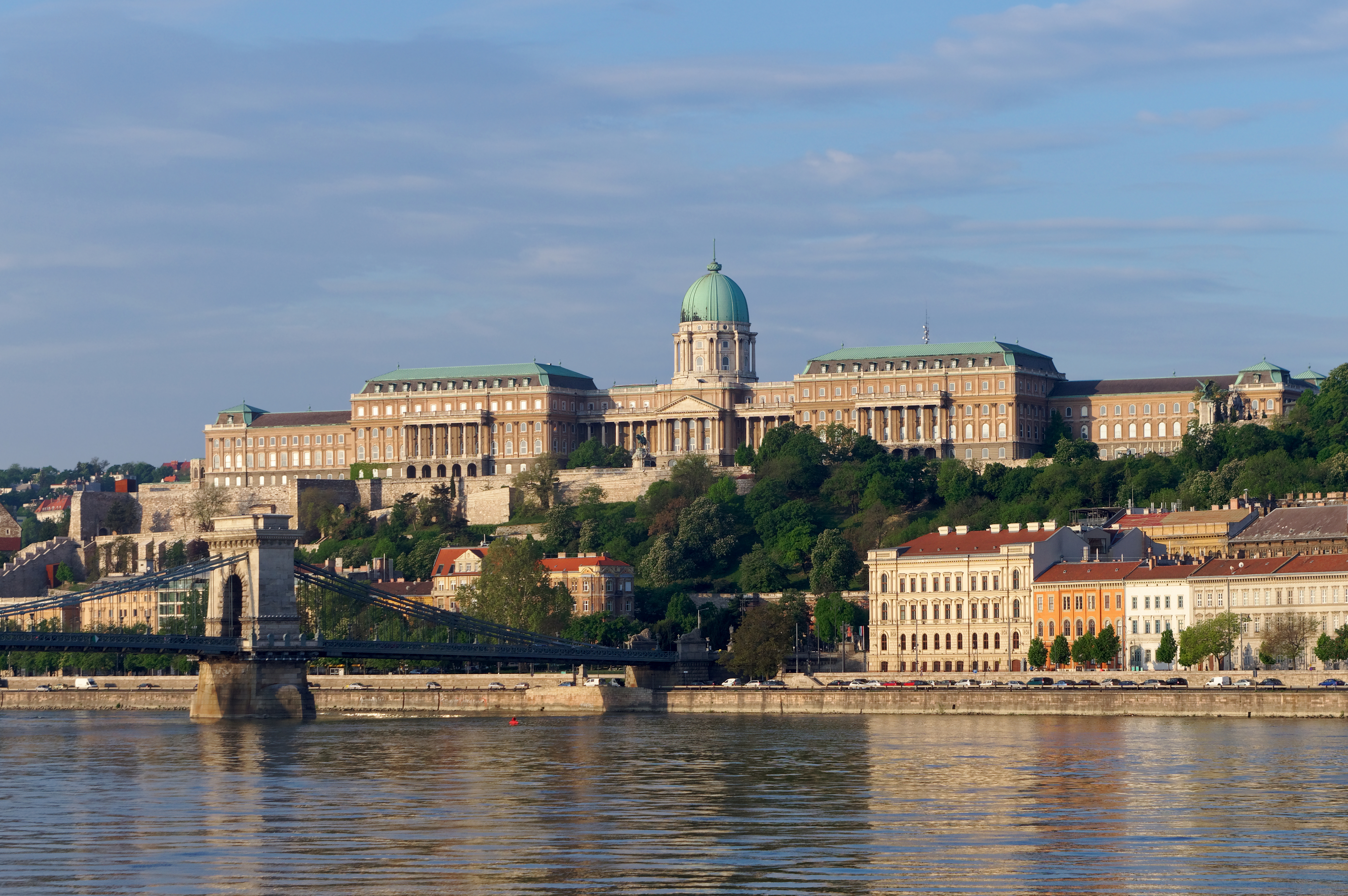
El castillo de Buda

El Danubio divide la ciudad en dos partes, Buda y Pest. A la entrada de la ciudad está en medio del Danubio la isla Margarita —nombrada en memoria de Margarita de Hungría (1242-1270), la hija de Bela IV de Hungría— de 2,5 km de largo y con un área de 0,965 km², que es una zona de ocio con parques, muy popular tanto para turistas como para el vecindario. En ambos extremos de la isla se han construido sendos puentes: en el norte, el puente Árpád y en el sur, el puente Margarita (1872-1876).
Son muchos los edificios que flanquean ambas riberas, destacando en Pest el Parlamento, la Academia Húngara de Ciencias, el Mercado Central de Budapest, el palacio Gresham (hoy hotel Four Season), la Sala de conciertos Vigadó, la Universidad Corvinus y en la orilla opuesta, el castillo de Buda. Eso le ha valido a la ciudad ser declarada en 1987 Patrimonio de la Humanidad («Budapest con las orillas del Danubio, el barrio del Castillo de Buda y la Avenida Andrássy»).

Algunos puentes de Budapest (direc. aguas abajo)
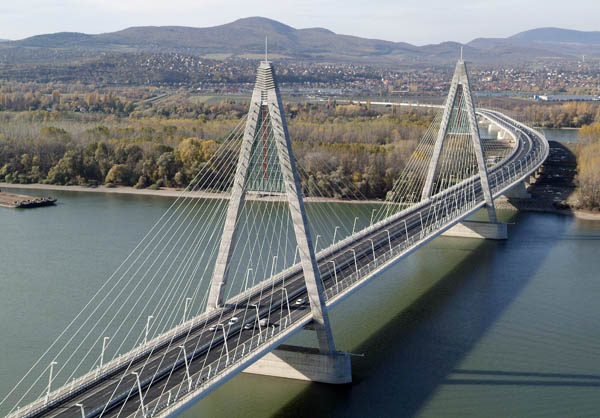
Puente de Megyer (2008)
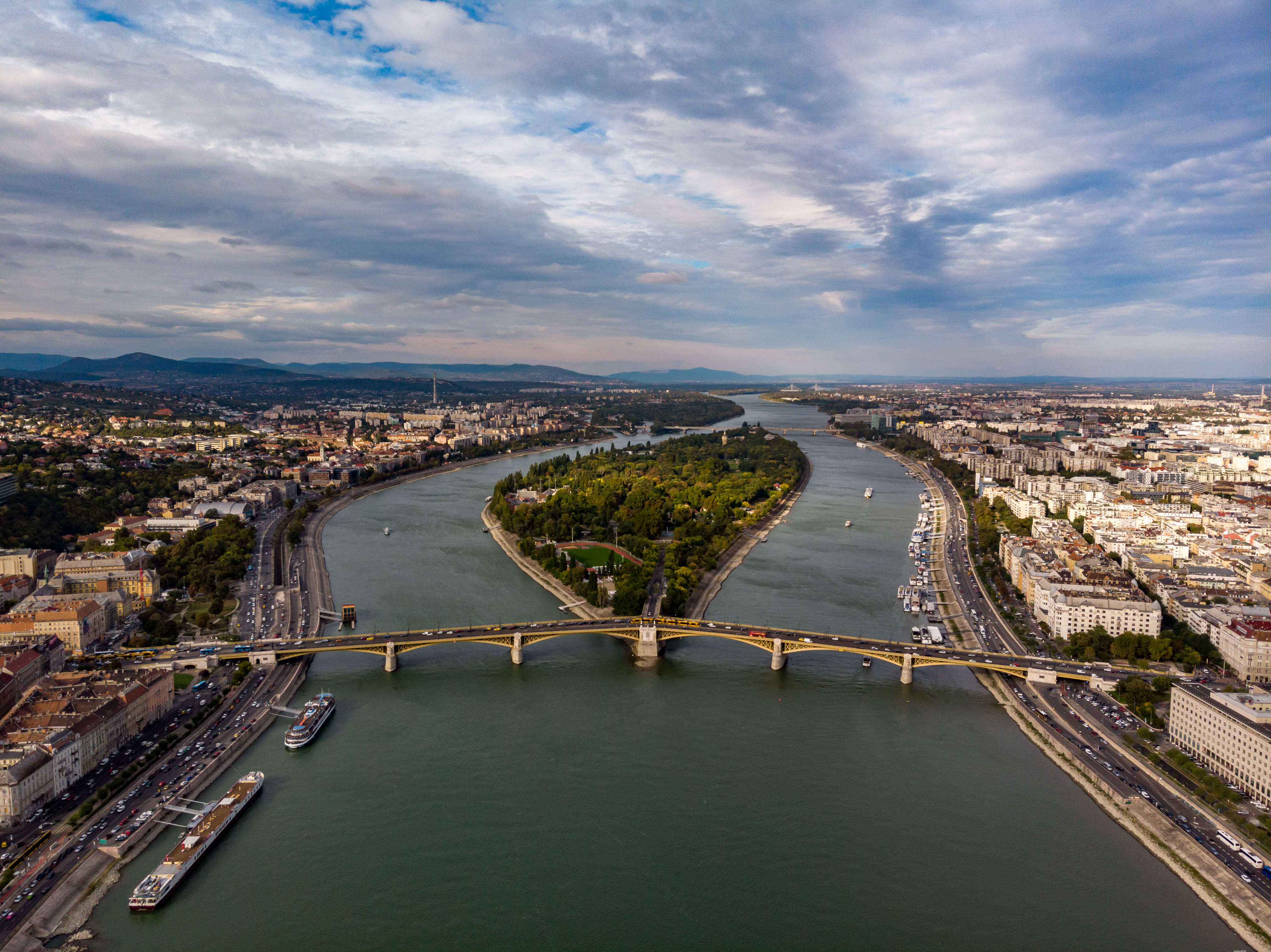
Puente Margarita (1872-1876), al final de la isla Margarita
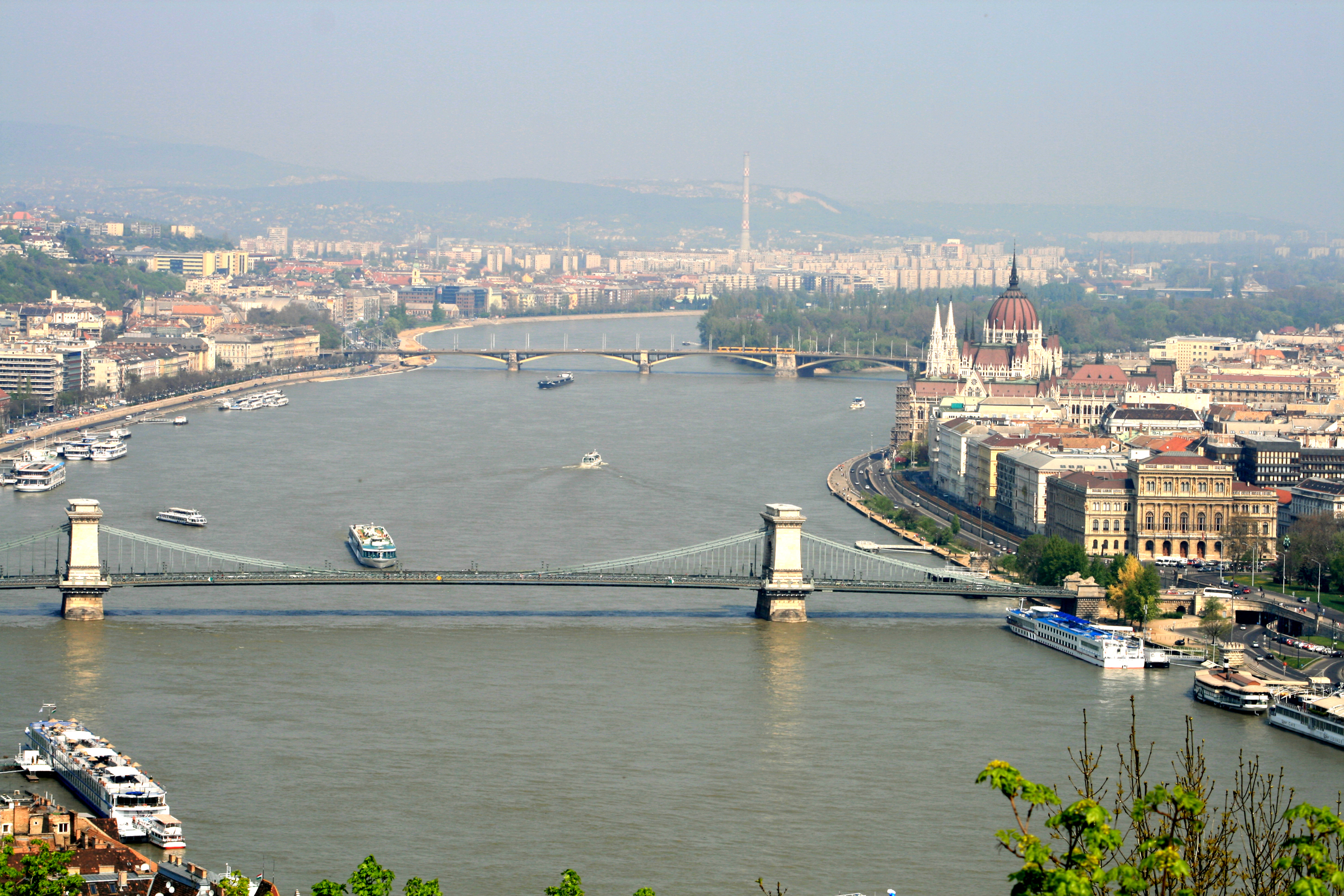
Puente de las Cadenas (1839-1849)
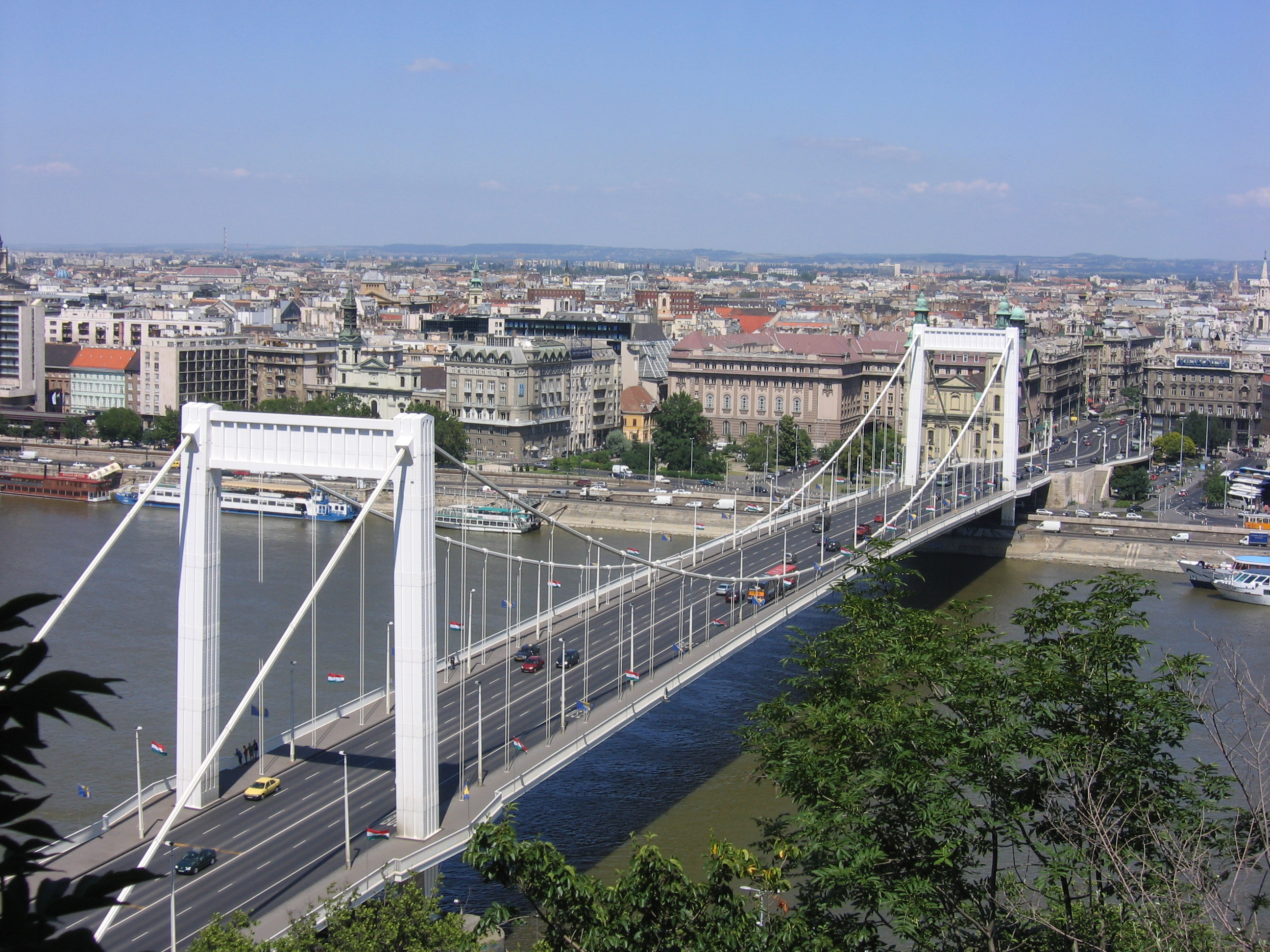
Puente Elizabeth (1961-1963)
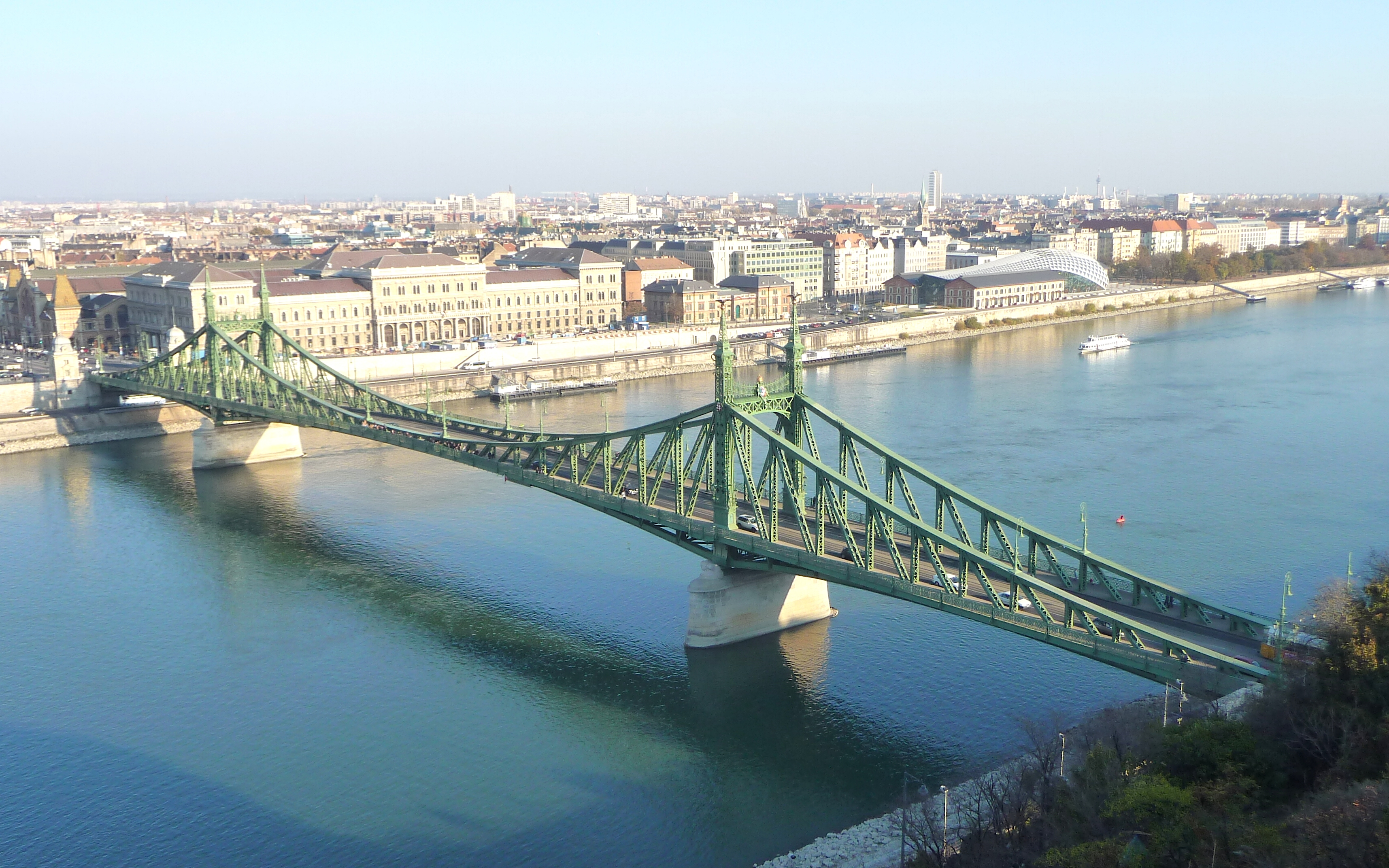
Puente de la Libertad (Budapest)  (1894-1896)

Al sur de la capital, en el distrito de Csepel (76 320 hab.) hay un nuevo distributario, el Ráckevei (Sóroksai)-Dunaág o «Pequeño Danubio» (Kis-Duna), que sale por la margen izquierda y dibuja una gran isla, la isla de Csepel, de forma alargada, con una longitud de 48 km en dirección N-S y una superficie de 257 km² y que llega hasta la frontera entre los condados de Pest (al que pertenece la isla), Bács-Kiskun y Fejér. En el inicio de la isla están las instalaciones del Puerto franco de Budapest, inaugurado en 1928 y que es el mayor puerto del país, con una importante terminal de contenedores construida en 1972 y en continua expansión.
En el Pequeño Danubio, tanto a la entrada en el norte como a la salida en el sur, se han construido dos esclusas para regular el nivel del agua. El curso principal, conocido como «Gran Danubio» (en húngaro, Nagy-Duna), pasa frente a Százhalombatta (18 241 hab.) y Ercsi (8065 hab.), ahora suburbios de la capital, para ser nuevamente límite intercondal, está vez entre Fejér (E) y Pest (O). Sigue frente a las pequeñas localidades de Adony (3880 hab.), Kulcs (2735 hab.), Rácalmás (4572 hab.), situada en un ramal de una gran isla, protegida como Rácalmási-szigetek Természetvédelmi terület, en cuya margen opuesta se vuelve a reunir el Ráckevei Dunaág, en una zona declarada reserva natural Ráckevei Dunaág Torkolat. Desde esa confluencia el Danubio sigue siendo límite intercondal, esta vez entre Fejér y Bács-Kiskun. Continúa por Dunaújváros (44 200 hab.), donde se ha inaugurado en 2007 el puente Pentele, una estructura en arco que soporta los cuatro carriles de la M-8, y que la une con Dunavecse (3769 hab.), en la otra margen del río. Pasa después por Apostag (2009 hab.) y a partir de ahí será el límite entre el condado de Tolna y Bács-Kiskun. Pasa frente a las localidades de Dunaföldvár (8593 hab.), Bölcske (2754 hab.), Harta (3239 hab.), Dunapataj (3012 hab.) y Paks (18 788 hab.). A poco más de 4 km del Danubio está la ciudad de Kalocsa,  una de las ciudades más antiguas de Hungría y sede episcopal de uno de los cuatro arzobispos católicos del país. Entre sus edificios se encuentran una hermosa catedral, el palacio arzobispal, un observatorio astronómico, un seminario para sacerdotes y colegios para la formación de profesores. Los residentes de Kalocsa y sus extensas tierras comunales se emplean principalmente en el cultivo de pimentón, frutas, lino, cáñamo y cereales.
Sigue al sur por las pequeñas Gerjen (1200 hab.) y Fajsz  (1621 hab.), hasta llegar al bosque nacional de Gemenc (Gemenci erdő), un bosque de llanura aluvial en un tramo de unos 35 km en la margen derecha del río, del que unos 180 km² se inundan regularmente, lo que lo hace único no solo en Hungría, sino también en toda Europa. En medio de este tramo protegido, al otro lado del Danubio, la ciudad de Baja (34 788 hab.). Tras pasar por las localidades gemelas de Dunafalva  (919 hab.) y de Dunaszekcső  (1796 hab.) —una pequeña aldea erigida en gran parte en el sitio del importante campamento y asentamiento romano de Lugio—, el río entra en el condado de Baranya, que no abandonará hasta salir del país. Llega después a la ciudad de Mohács (17 089 hab.), conocida por haberse celebrado dos batallas famosas, la batalla de Mohács (1526) y la batalla de Mohács de 1687, que representaron el comienzo y el final, respectivamente, de la dominación otomana de Hungría.
Tras cruzar todo el parque nacional Danubio-Drava, establecido en 1998 al fusionarse varias áreas que ya han sido declaradas protegidas (como el bosque Gemenc y la sección Béda-Karapancsa), en el intefluvio entre el Danubio y el Drava con un área protegida de 494,78 km² en ambas márgenes del Danubio,  abandona Hungría.

El Danubio en Hungria después de Budapest
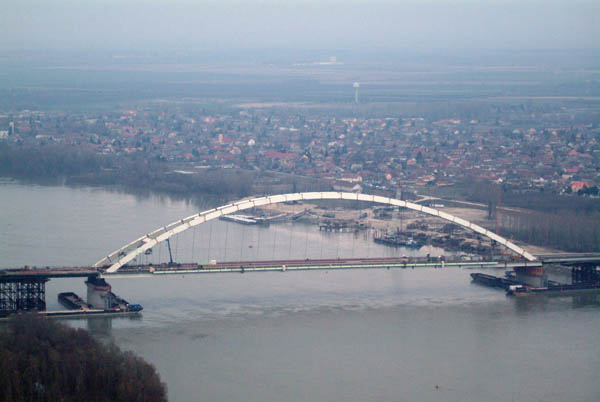
El moderno puente Pentele, inaugurado en 2007, que une Dunaújváros y Dunavecse
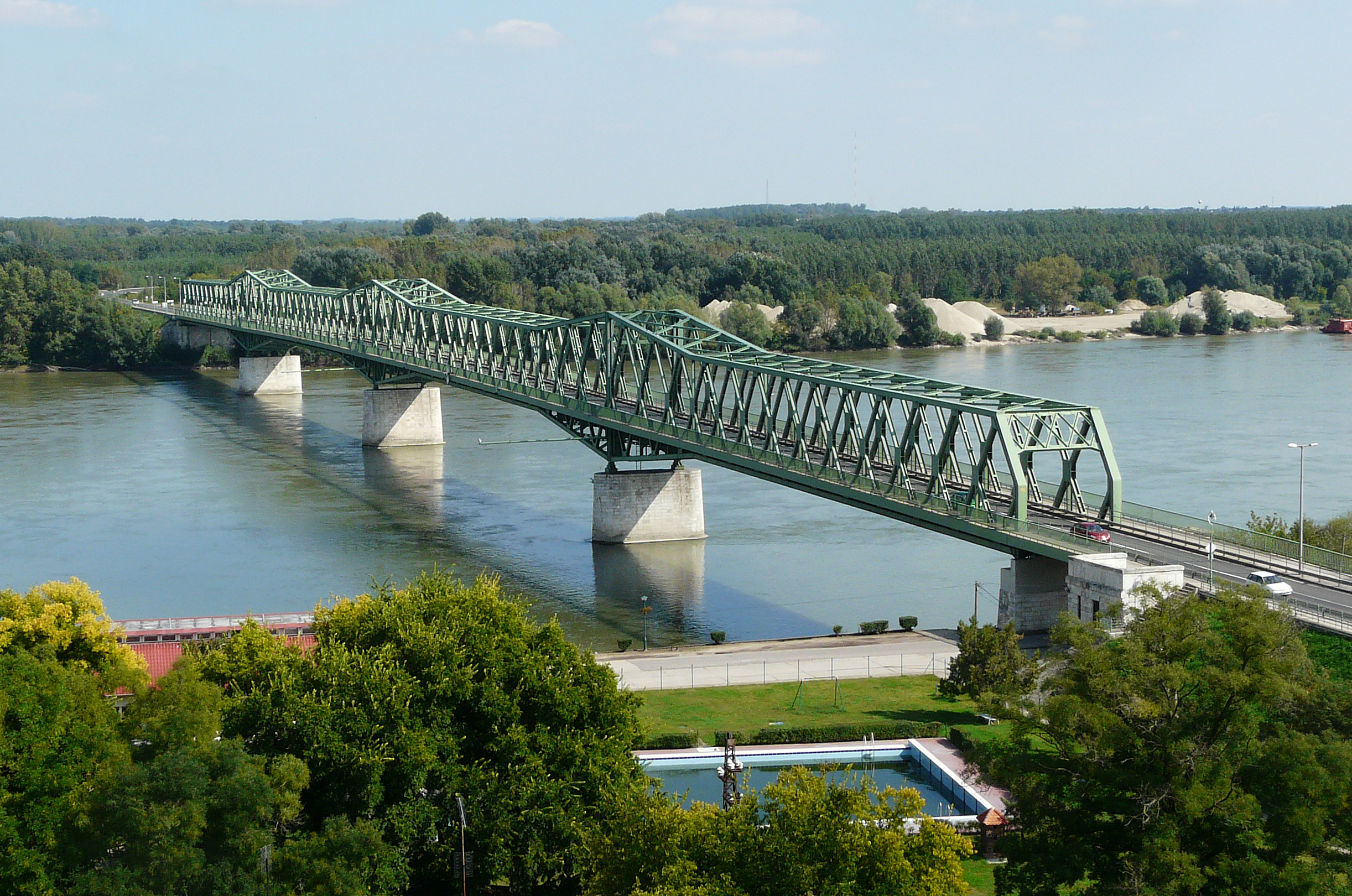
El puente Beszédes József en Dunaföldvár, inaugurado en 1930, que soporta la Nacional-52
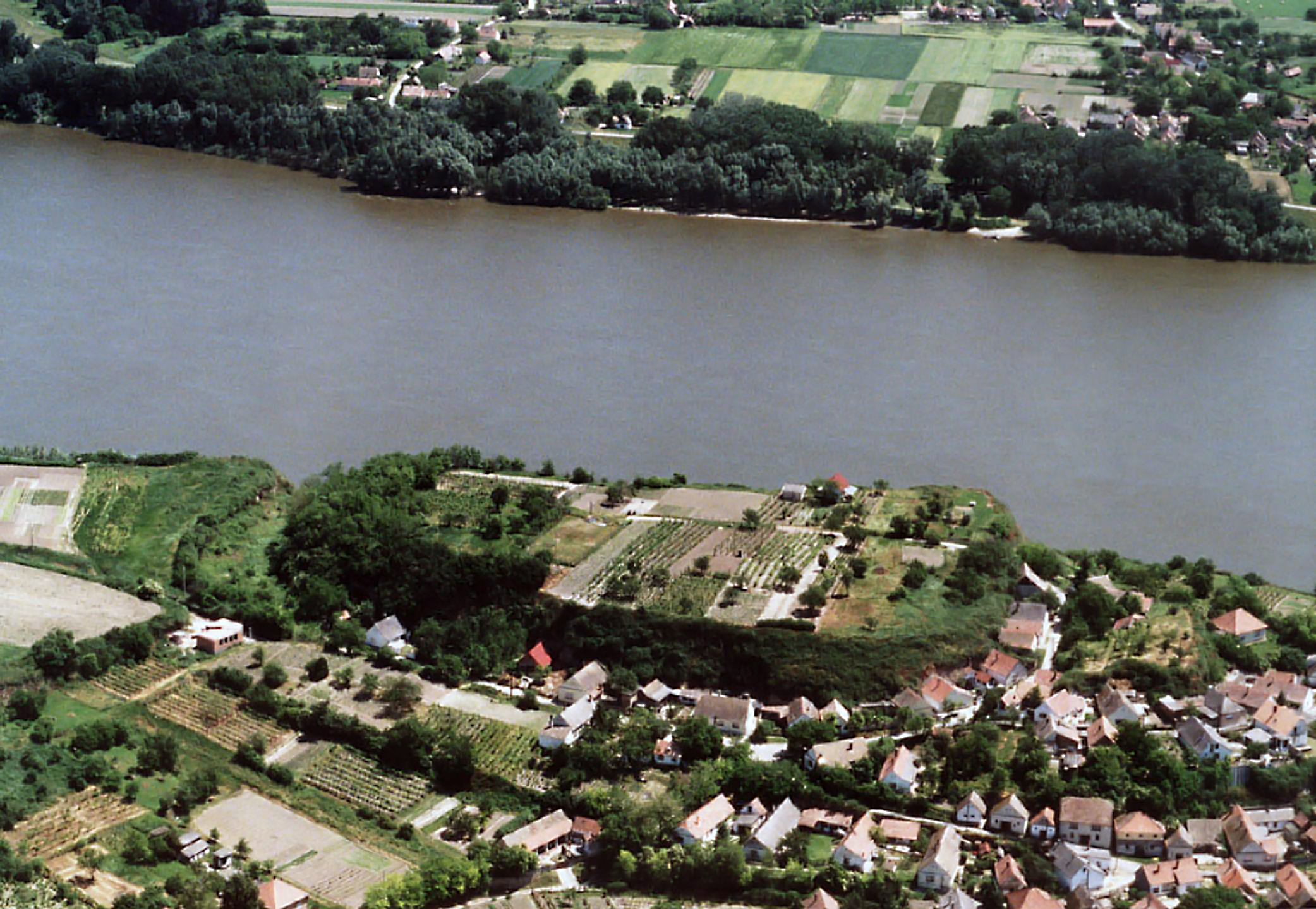
El río en Dunaszekcső

#### En Croacia

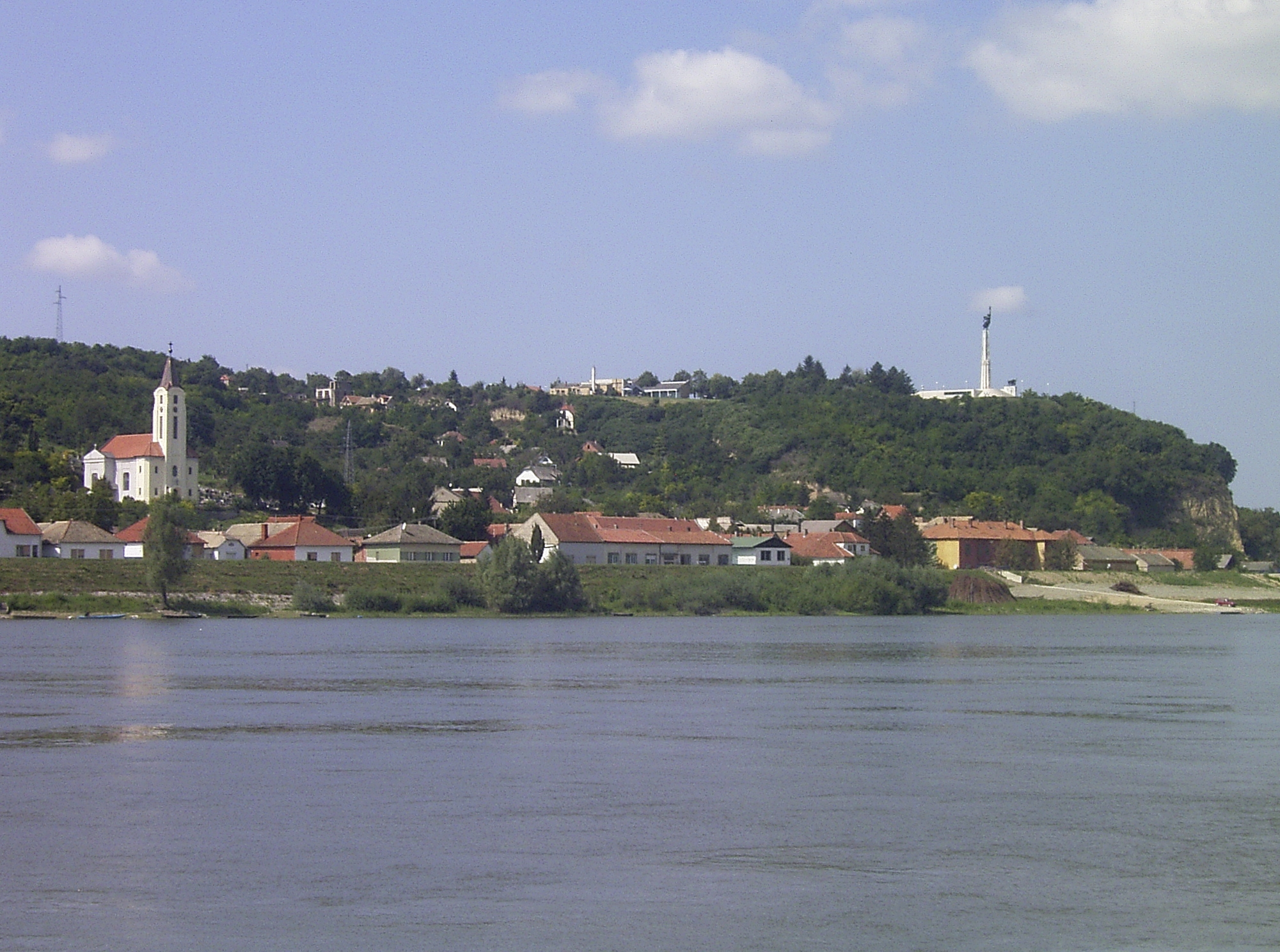
El Danubio en Batina

Con solo 137 km, Croacia tiene, después de Moldavia, la sección más pequeña del Danubio en su territorio.
El río entra en Croacia en un corto tramo de solo 7 km, que acaba al llegar frente a pequeña localidad de Batina, un puerto del Danubio ubicado en el punto de encuentro de Croacia, Hungría y Serbia. La frontera aquí seguirá en trazado muy sinuoso de antiguos meandros, ahora abandonados del Danubio, que ha trazado un nuevo curso, y que entra intermitentemente en Croacia, o es frontera con Serbia. Son cortos bucles en la reserva nacional croata de Posebni rezervat prirode Gornje Podunavlje y más adelante, de la reserva natural especial de Gornje Podunavlje. Tras recibir por la derecha, llegando desde el oeste, al río Drava —que unos 20 km arriba acaba de pasar por la importante ciudad de Osijek—, su segundo afluente más largo, en el lado croata están las pequeñas Aljmaš, Erdut y Dalj, antes de llegar a Vukovar, que sufrió graves daños durante la Guerra de Croacia.

#### Zona en disputa entre Croacia y Serbia
En una longitud de 217 km, la frontera entre Croacia y Serbia está orientada aproximadamente de norte a sur. Comenzando desde el norte, comienza en el tripunto entre los dos países y Hungría y se dobla hacia el este, hasta la ciudad serbia de Bačka Palanka (28 239 hab.). Luego se orienta hacia el sur, luego hacia el oeste y nuevamente hacia el sur, hasta que se une al trípunto con Bosnia-Herzegovina.
Pero los dos países se oponen en el curso de su frontera natural de 137 km a lo largo del Danubio, de los cuales solo 40 km, delimitados por el thalweg, son reconocidos por los dos Estados. En un tramo de más de 97 km Croacia reclama las antiguas fronteras entre los condados húngaros de Baranya y de Bács-Bodrog desde la época de Austria-Hungría, que se remontan a una época en la que el curso del río era diferente del actual thalweg. Esta disputa ha dado lugar a varias reclamaciones croatas en el lado serbio del río, así como a una terra nullius en el lado croata que no es reclamada por ninguno de los dos países (pero que es reclamada por tres micronaciones: el paraíso fiscal de «Liberland», el principado ecológico danubiano de Ongal y el reino de Enclava).

#### En Serbia

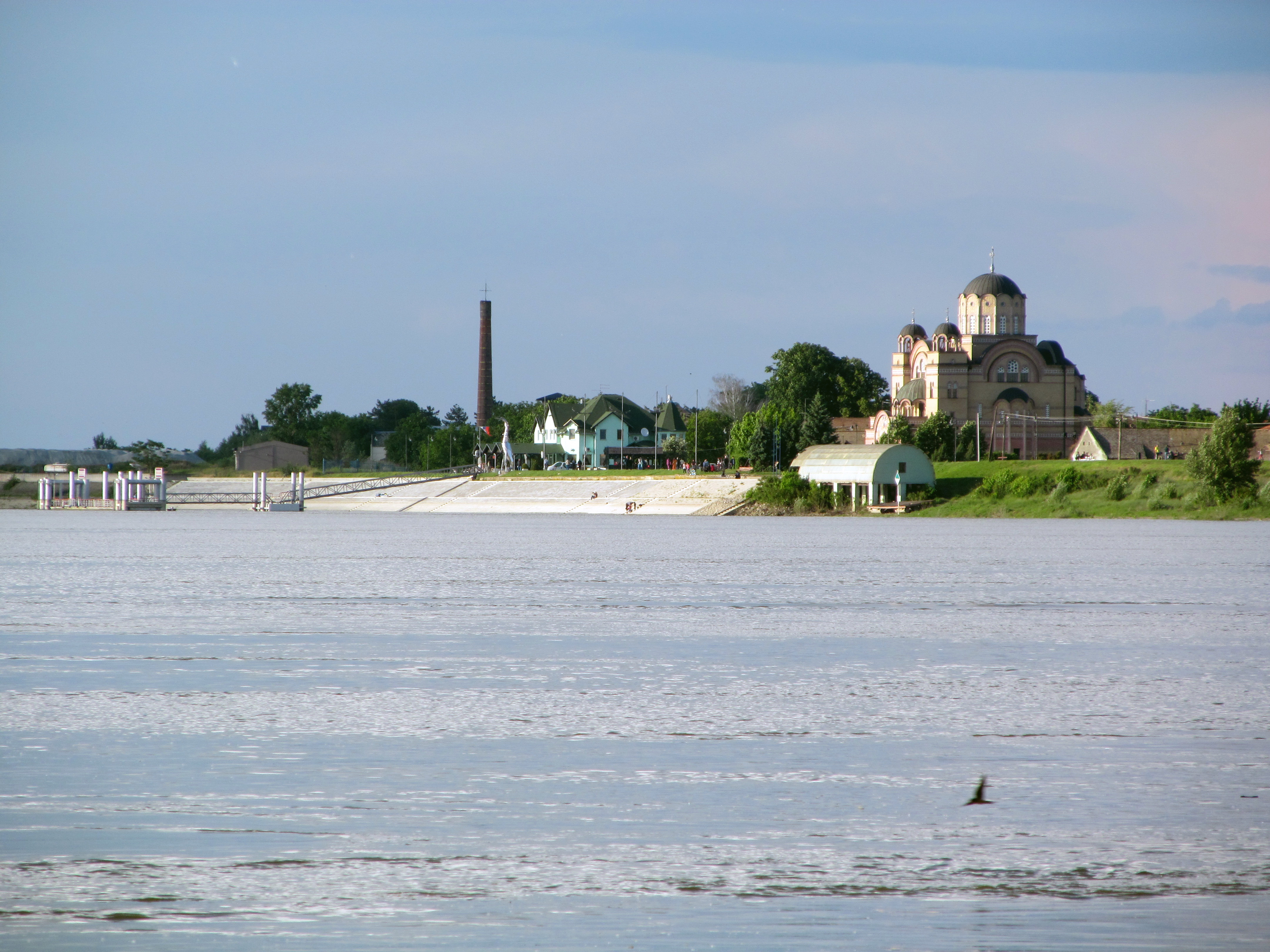
Vista de la iglesia del Concilio de los Santos Apóstoles, en Apatin

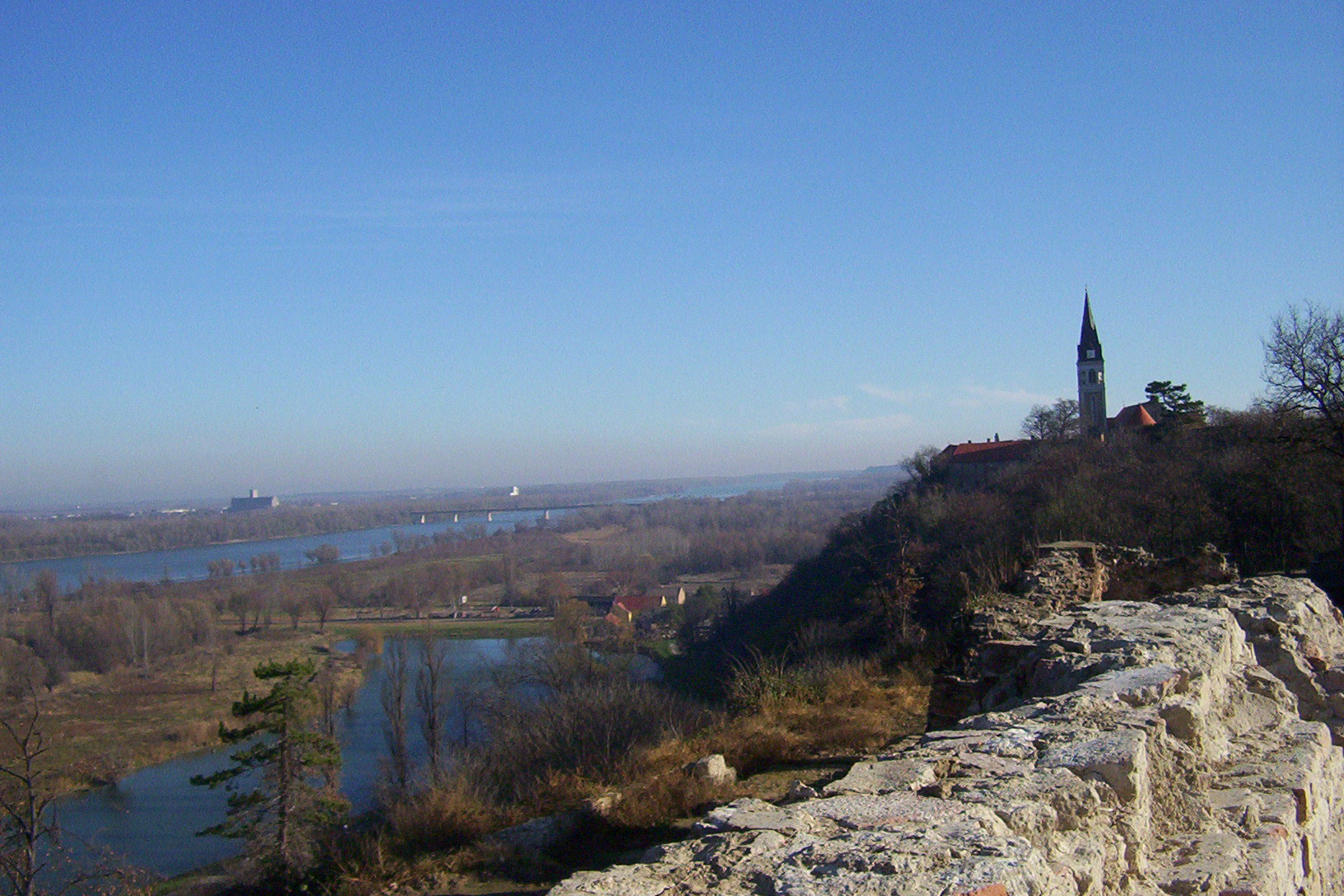
Vista de Bačka Palanka desde la fortaleza de Ilok

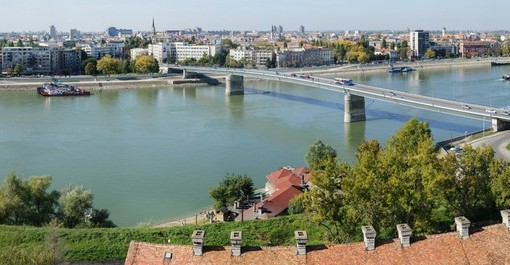
El Danubio en Novi Sad

Al principio, Croacia (margen derecha) comparte el Danubio con Serbia (margen izquierda). Cerca de Bačka Palanka (28 239 hab.), el Danubio forma un bucle y luego se adentra en Serbia en dirección sureste, alejándose de la frontera croata, bordeando las estribaciones septentrionales de la montaña de Fruška Gora, donde se ha establecido desde 1960 (cuando aún existía Yugoeslavia) un parque nacional en el que abundan los monasterios ortodoxos. El Danubio atraviesa, o es frontera, de ocho de los 30 distritos de Serbia: Bačka del Sur, Sirmia, Banato Central, Banato del Sur, Ciudad de Belgrado, Podunavlje, Braničevo y Bor.
A tan solo 25 km de la frontera con Hungría, está la primera ciudad importante en Serbia, la ciudad portuaria de Apatin (17 352 hab.), que una vez fue poblada casi exclusivamente por descendientes de emigrantes alemanes del siglo XVIII hasta el final de la Segunda Guerra Mundial. Aguas abajo de esta ciudad, el río pasa por los ahora suburbios de Begeč (3325 hab.), Futog (18 641 hab.) y alcanza Novi Sad (250 439 hab.). Novi Sad se fundó en 1694 cuando los comerciantes serbios formaron una colonia al otro lado del Danubio a partir de la fortaleza de Petrovaradin, un puesto militar estratégico de los Habsburgo y hoy el monumento emblemático de la ciudad. En los siglos siguientes, se convirtió en un importante centro comercial, industrial y cultural, y ha sido históricamente conocida como la «Atenas serbia». La ciudad fue fuertemente devastada en la Revolución de 1848, pero posteriormente fue reconstruida y restaurada. Hoy, capital del distrito de Bačka del Sur es junto con la capital serbia de Belgrado, Novi Sad es un centro industrial y financiero importante para la economía serbia. En 1999 durante la guerra de Kosovo, sus puentes sufrieron graves daños y durante más de seis años, la circulación entre las dos partes de la ciudad se realizó mediante un puente flotante improvisado, que interrumpía la navegación por el Danubio porque solo se abría tres veces por semana. Desde la puesta en servicio del «puente de la Libertad»,11 de octubre de 2005, la navegación por el río se pudo volver a hacer sin obstáculos.
El Danubio llega a una zona protegida, la reserva natural especial «Koviljsko-petrovaradinski rit», en una de cuyas márgenes está la pequeña localidad de Sremski Karlovci (8750 hab.). Al final de la reserva alcanza Stari Slankamen (543 hab.), justo antes de que uno de sus principales afluyentes, el largo río Tisza, le aborde por la izquierda. Desde está confluencia y hasta la confluencia con el río Cerna, 425 km aguas abajo, el Danubio será el límite meridional de la zona histórica del Banato, ahora dividida entre tres países (Serbia, Hungría y Rumania).
Después de recorrer otros 70 km suplementarios, y pasar frente a las pequeñas localidades de Čortanovci (2337 hab.), Novi Slankamen (2994 hab.), Stari Banovci (5954 hab.) y Novi Banovci (9443 hab.), alcanza las ciudades de Zemun (168 170 hab.) y Nuevo Belgrado (214 506 hab.), actualmente incorporados en el área metropolitana de la capital. El Danubio finalmente llega a Belgrado, la tercera ciudad más poblada a lo largo del río con 1,6 millones de habitantes.

El Danubio en Serbia antes de Belgrado
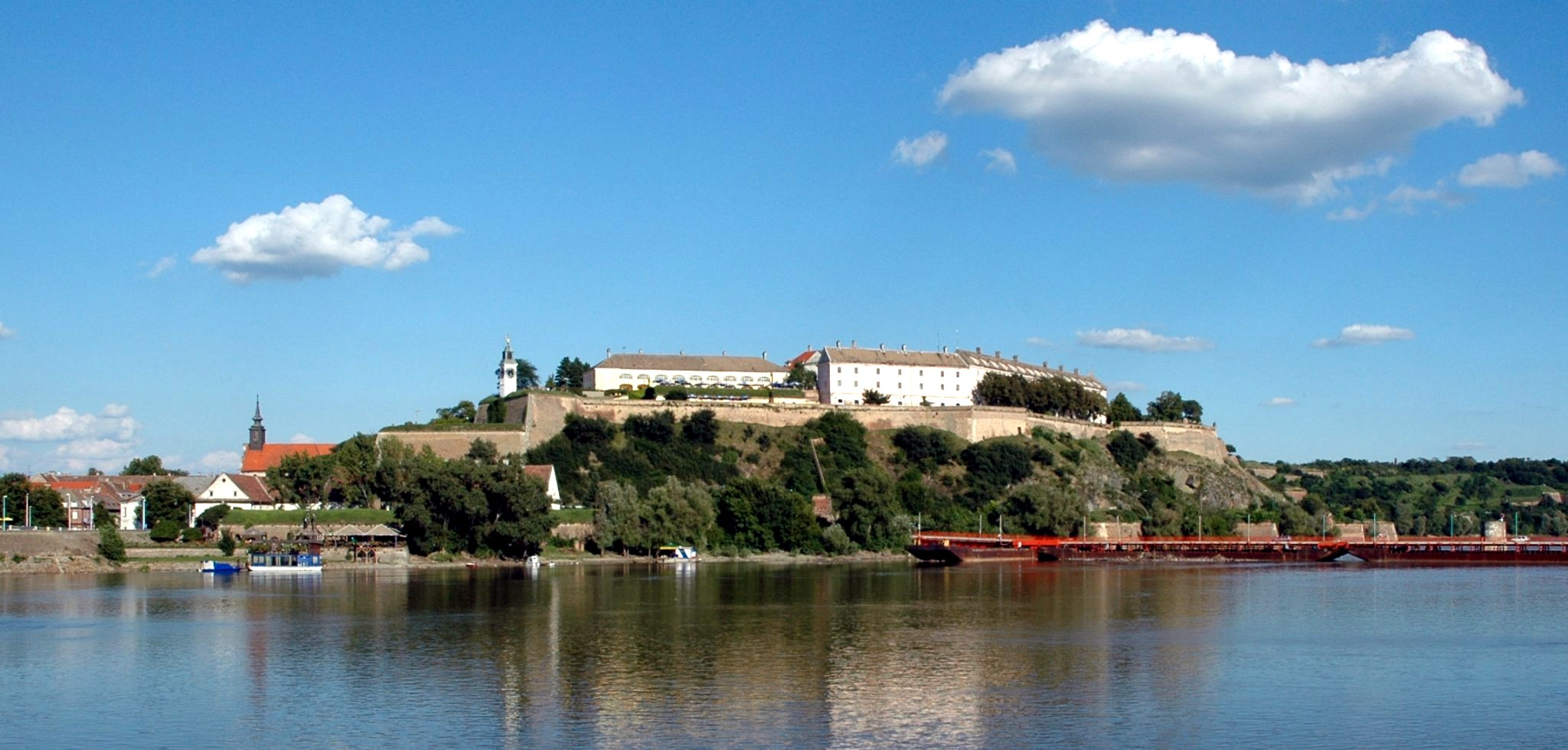
La fortaleza de Petrovaradin en Novi Sad
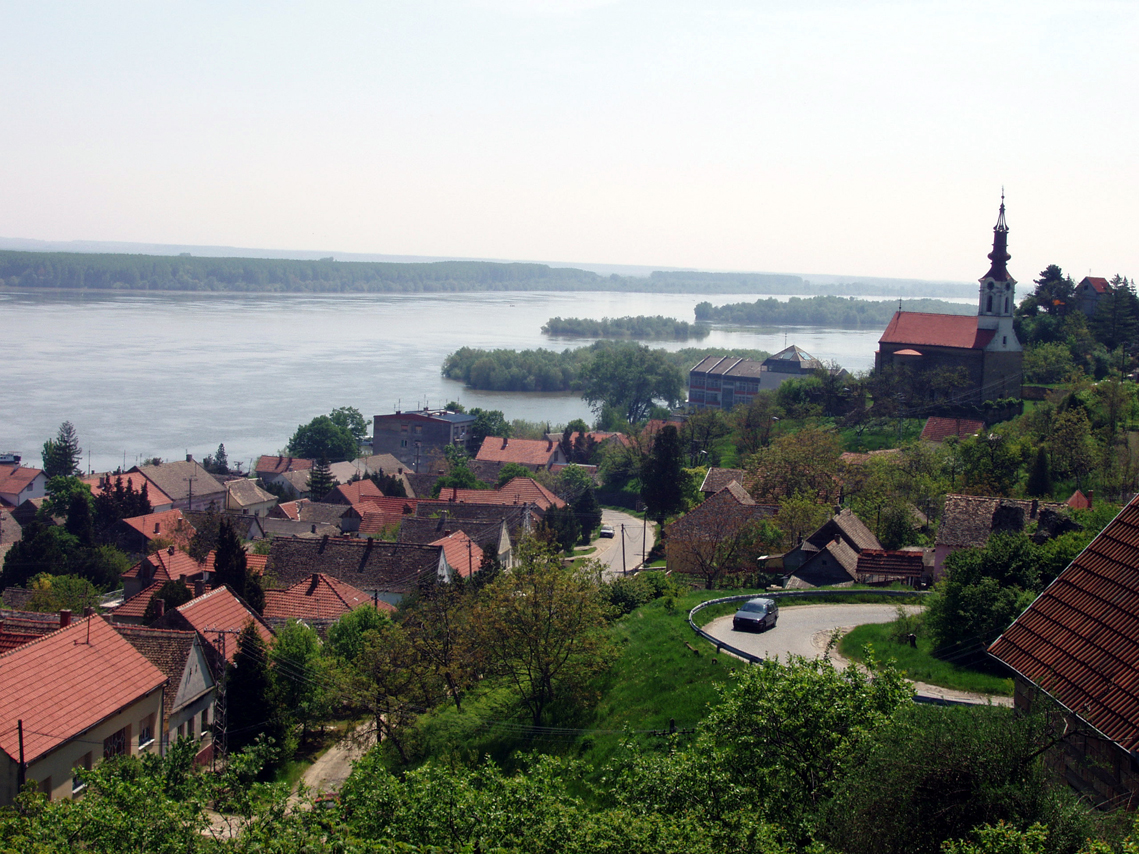
El Danubio desde Stari Slankamen
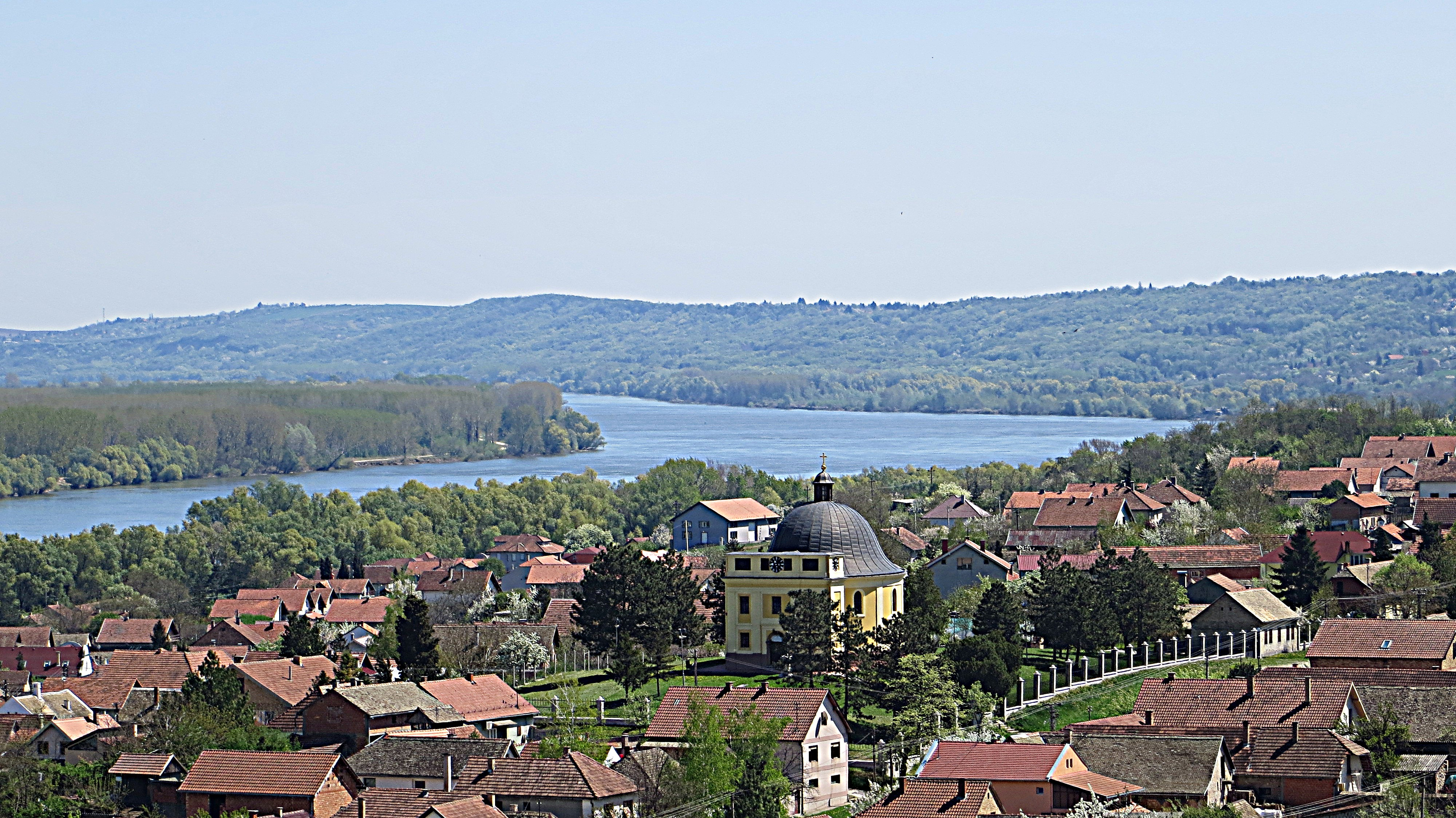
El Danubio desde Sremski Karlovci
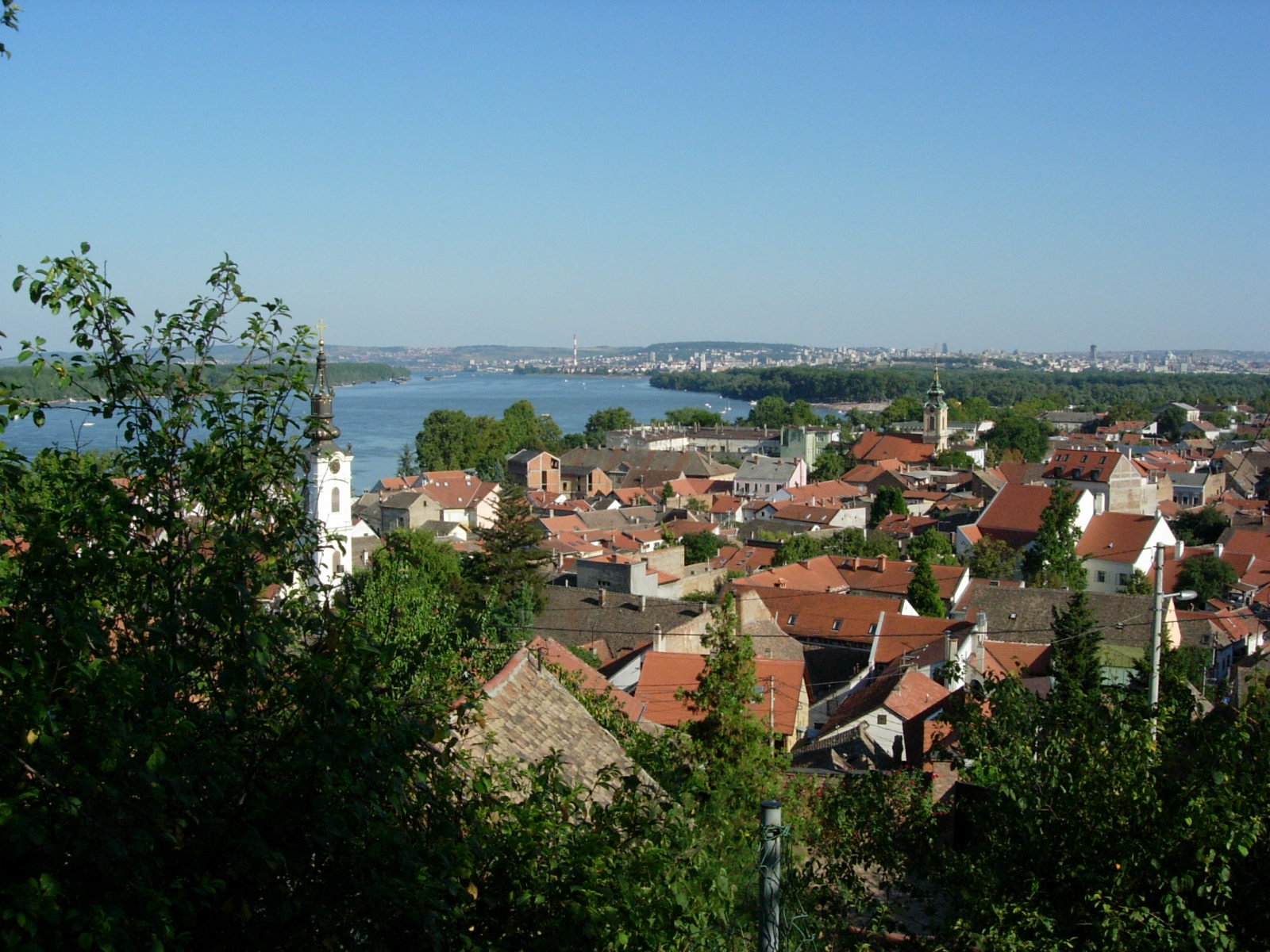
El Danubio desde Zemun

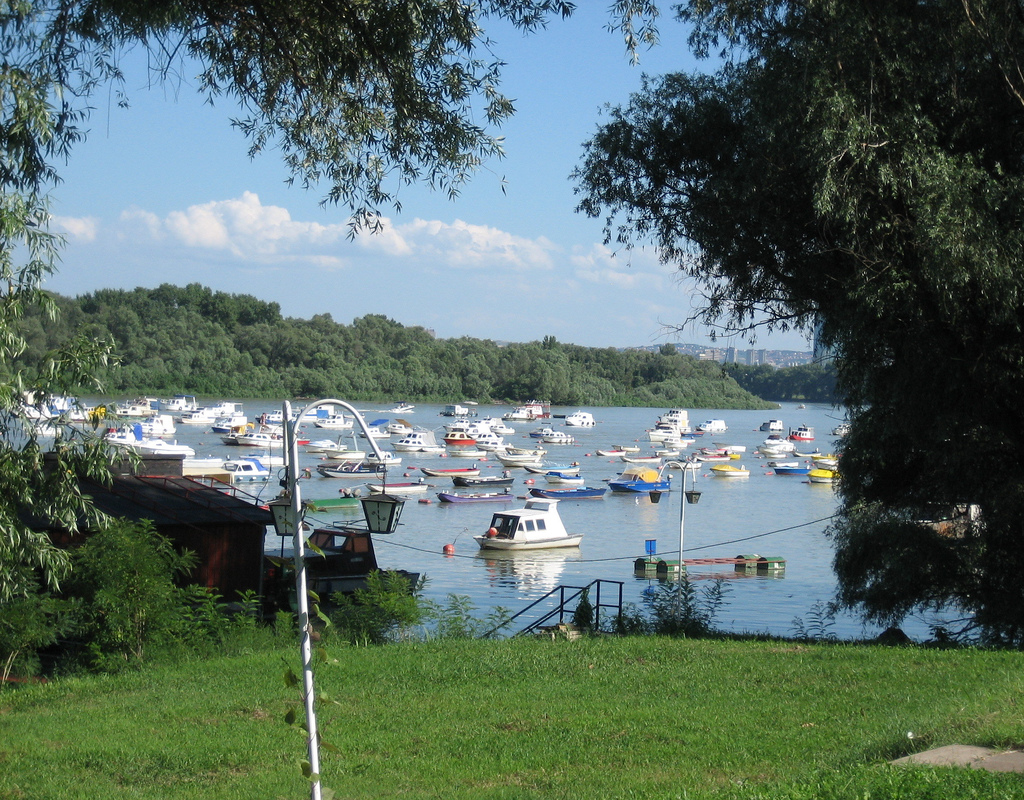
El Danubio en Belgrado

El sitio que ahora ocupa Belgrado ha estado habitado desde hace 7000 años, por lo que es una de las ciudades habitadas permanentemente más antiguas a orillas del Danubio. Está construida alrededor de la confluencia con el río Sava y su centro está dominado por la imponente fortaleza de Kalemegdan. Al otro lado del río se encuentra Borča (46 086 hab.). Continuando su viaje a través de Serbia, el Danubio pasa por las ciudades industriales de Pančevo (119 509 hab.) —donde el Danubio se encuentra con el Tamiš (354 km) y está la fábrica de Utva—, y Smederevo (63 028 hab.), donde el Morava desemboca en el Danubio custodiado por la fortaleza de Smederevo. Continua su avance pasando por Kovin (13 515 hab.) y, tras recibir por la derecha al río Gran Morava que llega desde el sur, alcanza Kostolac (9569 hab.), donde a unos 2 km se encuentran los restos de Viminacium, la capital romana de la provincia de Moesia Superior. Luego pasa frente a las ruinas ahora reconstruidas en parte de la fortaleza de Ram, construida a finales del siglo XV, frente a la ciudad de Banatska Palanka (682 hab.), en la confluencia con el río Nera que señala el inicio frontera entre Serbia y Rumania hasta las presas Djerdap I y II. En el lado serbio está el parque nacional de Đerdap que alberga la Mesa de Trajano.
El Danubio en este largo tramo fronterizo pasa por la pequeña localidad serbia de Veliko Gradište (6204 hab.) y la rumana de Moldova Veche, antes de pasar frente a la imponente fortaleza de Golubac, que marca el inicio del largo desfiladero de las «Puertas de Hierro».

El Danubio en Serbia después de Belgrado
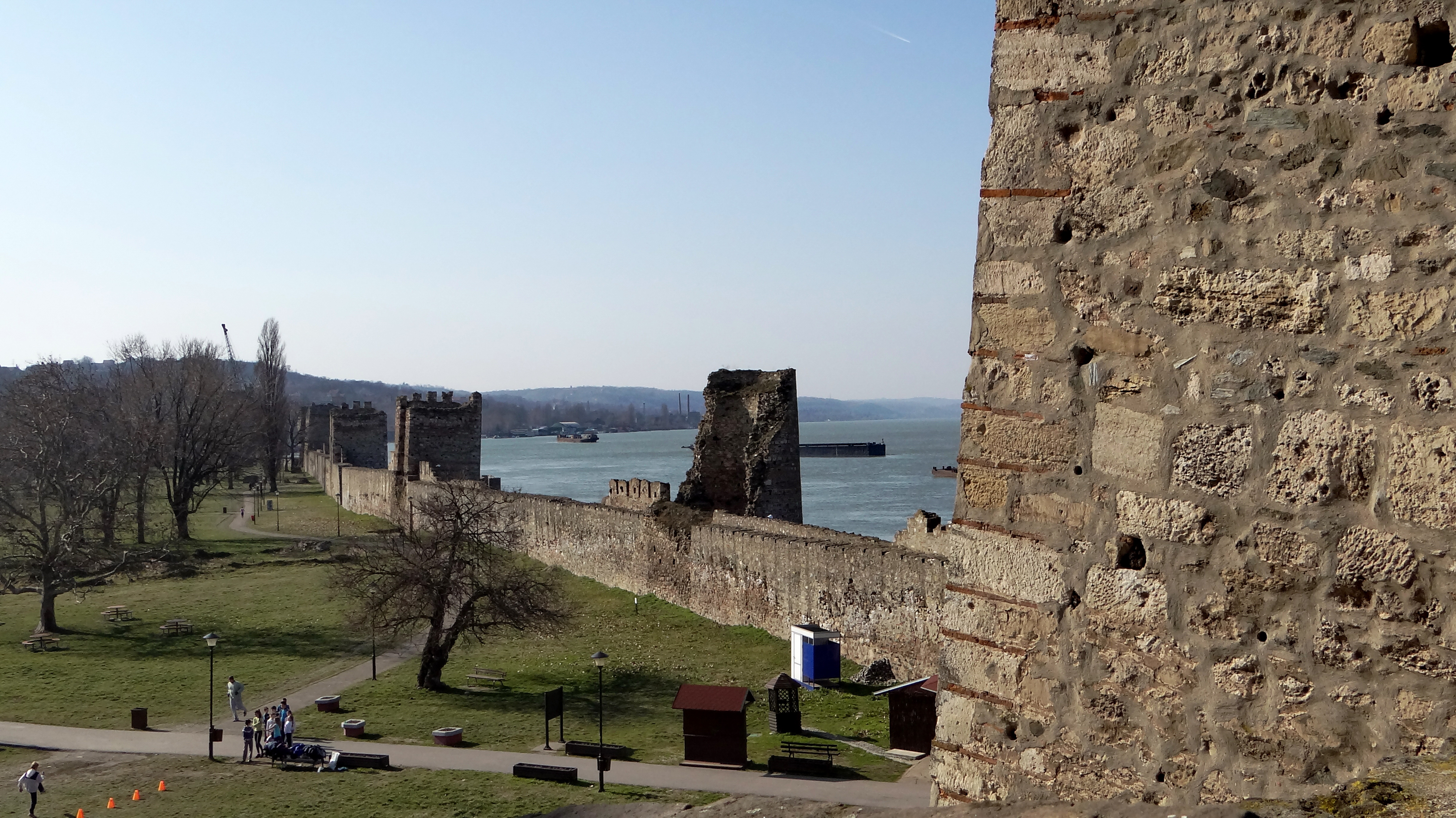
Fortaleza de Smederevo
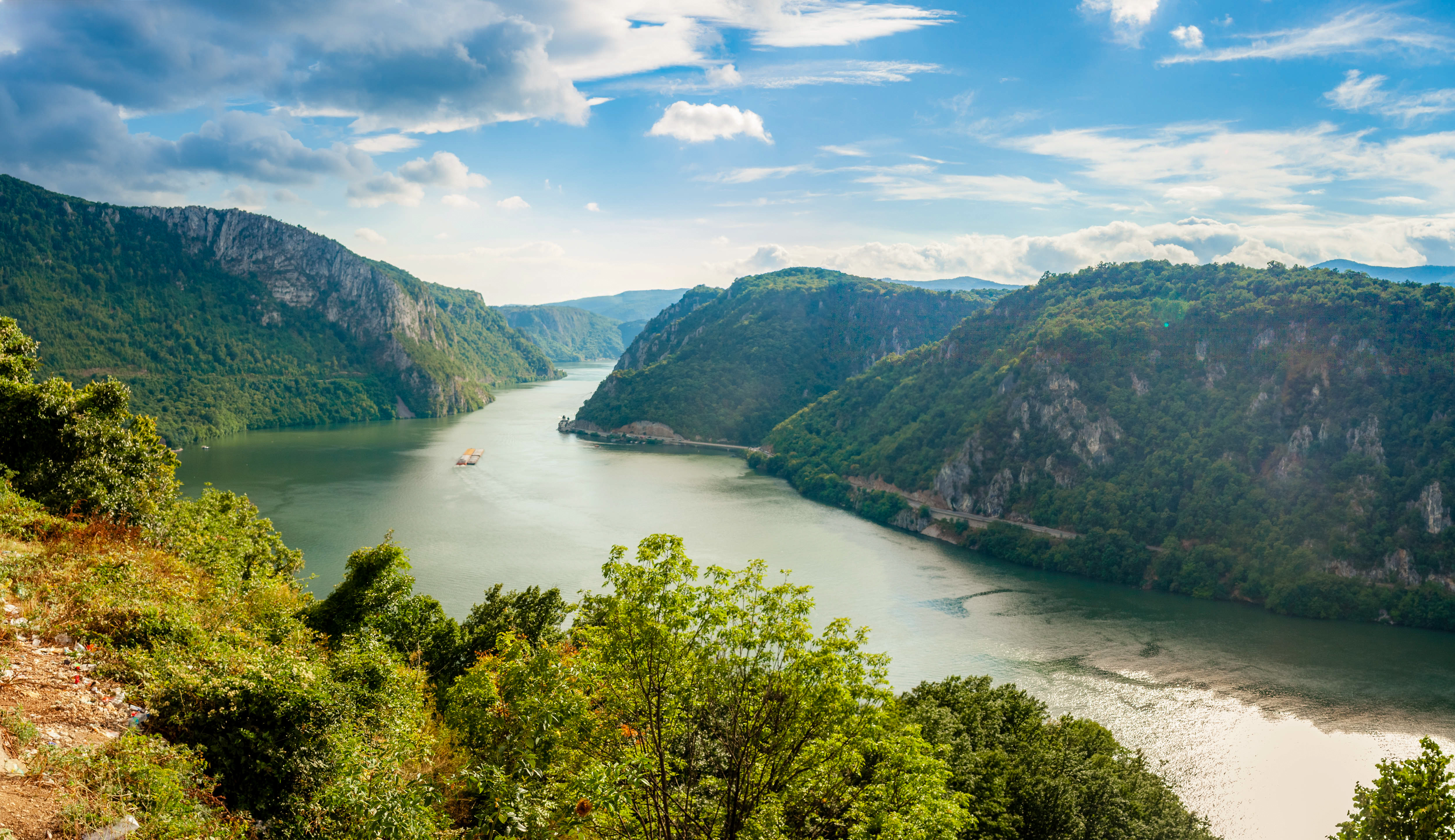
El lugar donde el Danubio es más angosto, en el parque nacional de Đerdap
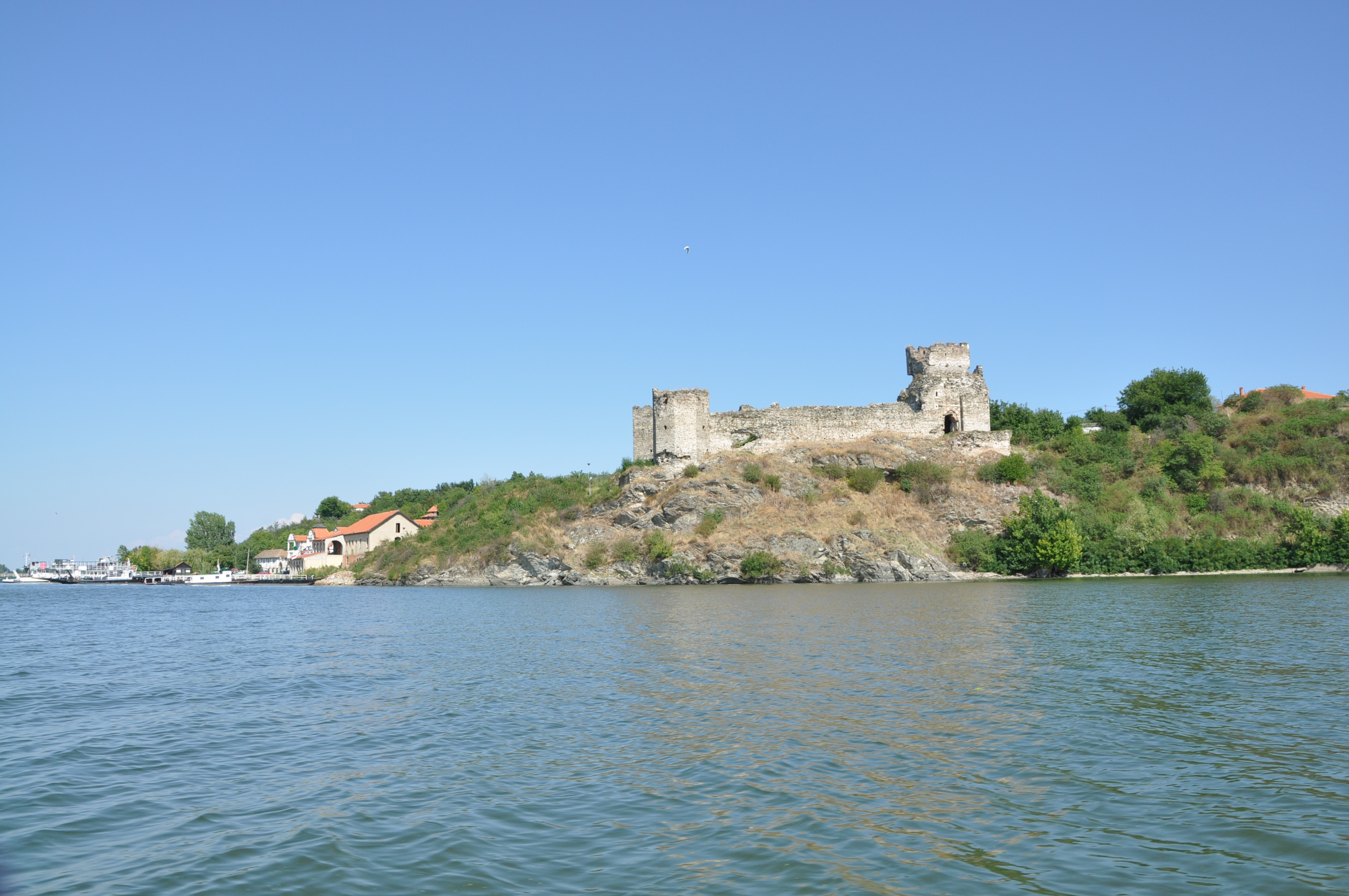
Ruinas ahora reconstruidas en parte de la fortaleza de Ram
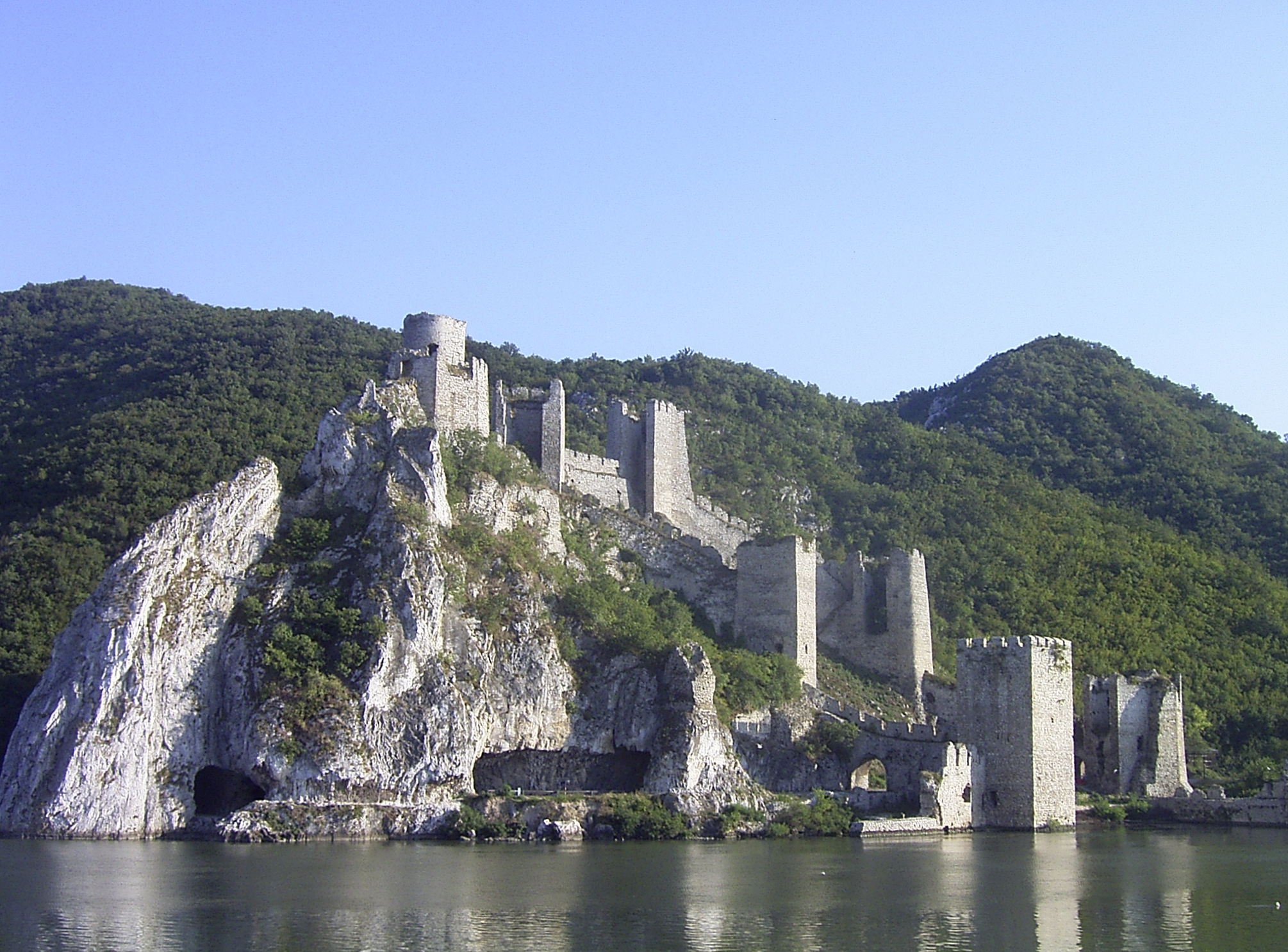
Fortaleza de Golubac

### Curso inferior
El Danubio en su curso inferior recorre una distancia de 1075 km, entre las localidades de Baziaș y Sulina. Todo él discurre por Rumania, la mayor parte como frontera interestatal —primero con Serbia (235,5 km), después con Bulgaria (469,5 km) y la República de Moldavia (0,6 km) y finalmente con Ucrania (53,9 km)— y solo la parte final íntegramente en el país. Esos 1075 km, o aproximadamente un tercio de su longitud total, hacen que Rumania tenga la parte más larga del río.
En la región entre Bărăgan y Dobrogea, bordea la meseta dobrogeana desde el norte antes de desembocar en el mar Negro después de marcar la frontera con Ucrania.
Debido a que atraviesa multitud de regiones naturales, el curso inferior se suele dividir en 5 sectores (Ujvari, 1972):
- Garganta de los Cárpatos (144 km)
- Sector del Póntico Sur (566 km)
- Sector del estanque del Póntico oriental (195 km)
- Sector predobrogeano (80 km)
- Sector del Delta (90 km)

El Danubio drena la mayoría de los ríos de Rumanía, excepto algunos en Dobrogea, y transporta alrededor de 60 millones de toneladas de aluvión y 200 km³ de agua al año. También es de particular importancia para la navegación, la generación hidroeléctrica, el abastecimiento de agua para la industria, la agricultura, la piscicultura, y la población en general. En la llanura aluvial del Danubio hay muchos asentamientos que incluyen 18 ciudades —Moldavia Nouă (12 350 hab.), Orșova (10 441 hab.), Drobeta-Turnu Severin, Calafat (17 336 hab.), Corabia (16 441 hab.), Turnu Măgurele (24 772 hab.), Zimnicea (14 058 hab.), Giurgiu (73 587 hab.), Oltenița (24 822 hab.), Călărași (65 181 hab.), Fetești (30 217 hab.), Cernavodă (17 022 hab.), Hârșova (9642 hab.), Brăila (216 929 hab.) y Sulina (3663 hab.)—, siendo atravesado por cinco carreteras y tres ferrocarriles.
Durante los años del socialismo, se hicieron rellenos a lo largo del Danubio, desapareciendo lagos como el Potelu, Greaca o Nedeia. Esos lagos retenían mucha agua durante las inundaciones y eran una importante fuente de pesquería. Actualmente, la falta de esos lagos causa graves problemas durante los períodos de inundaciones.

#### Tramo fronterizo Croacia-Rumania

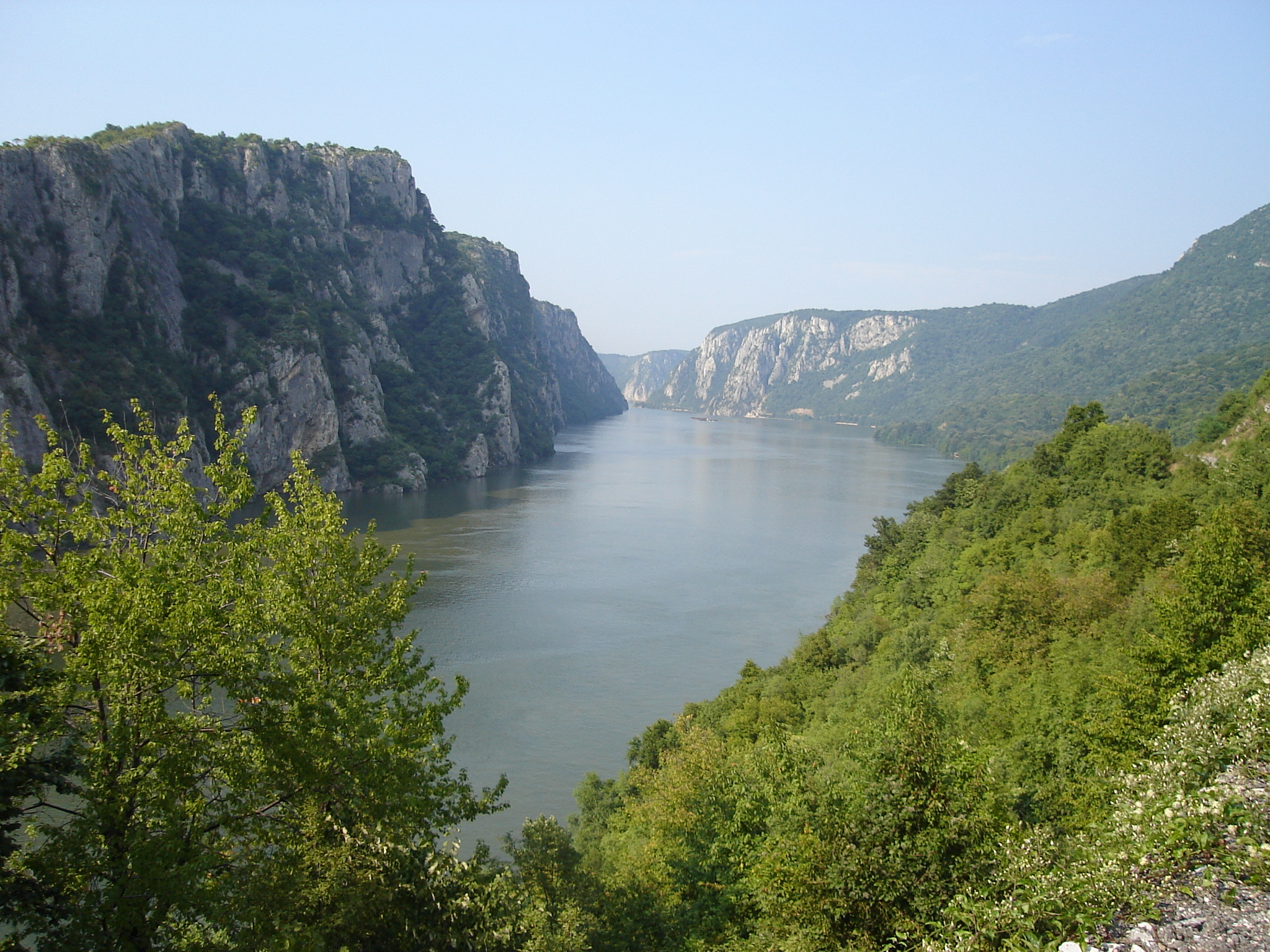
Las «Puertas de Hierro» (Rumania y Serbia)

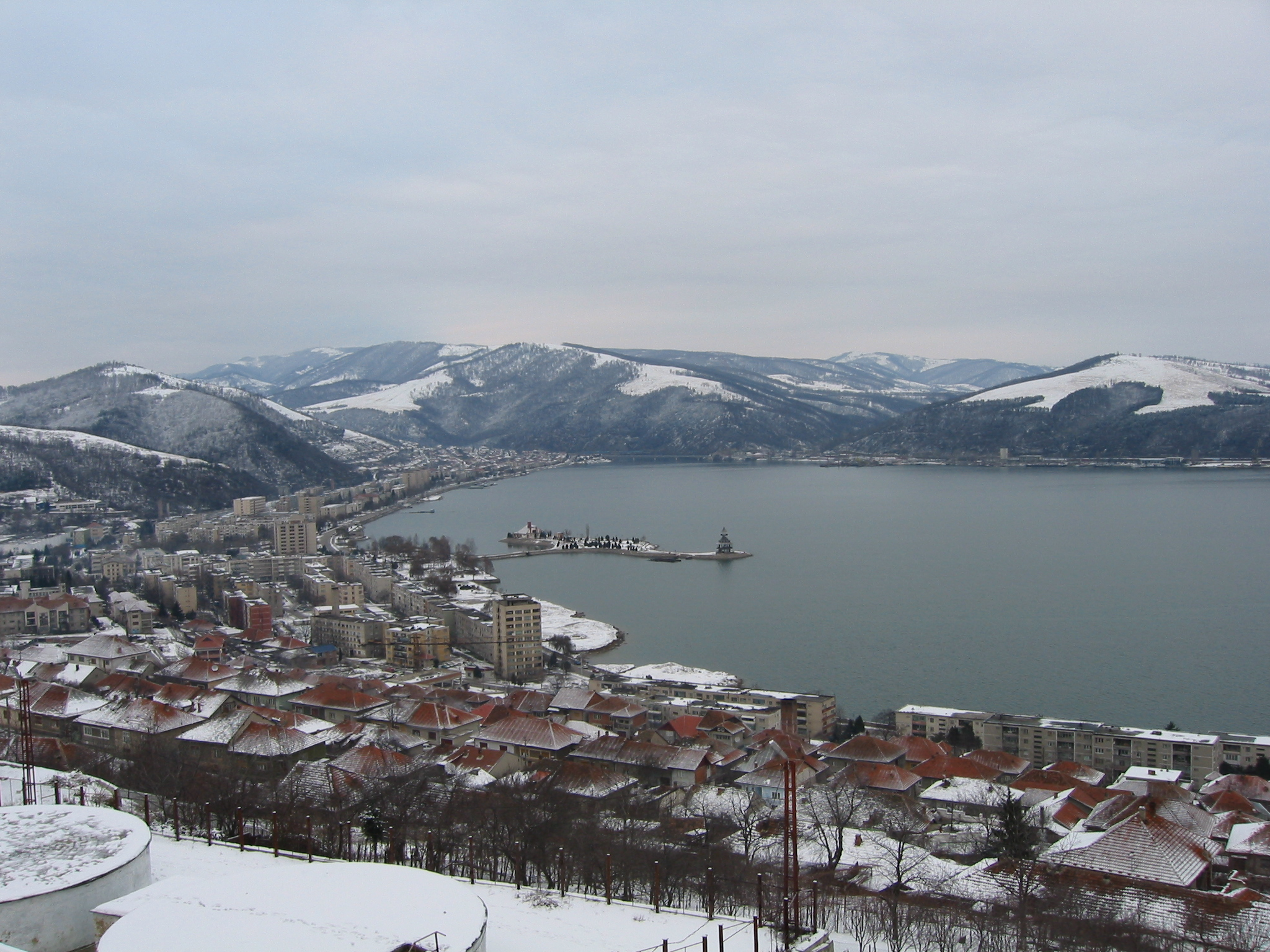
Vista de Orșova en invierno

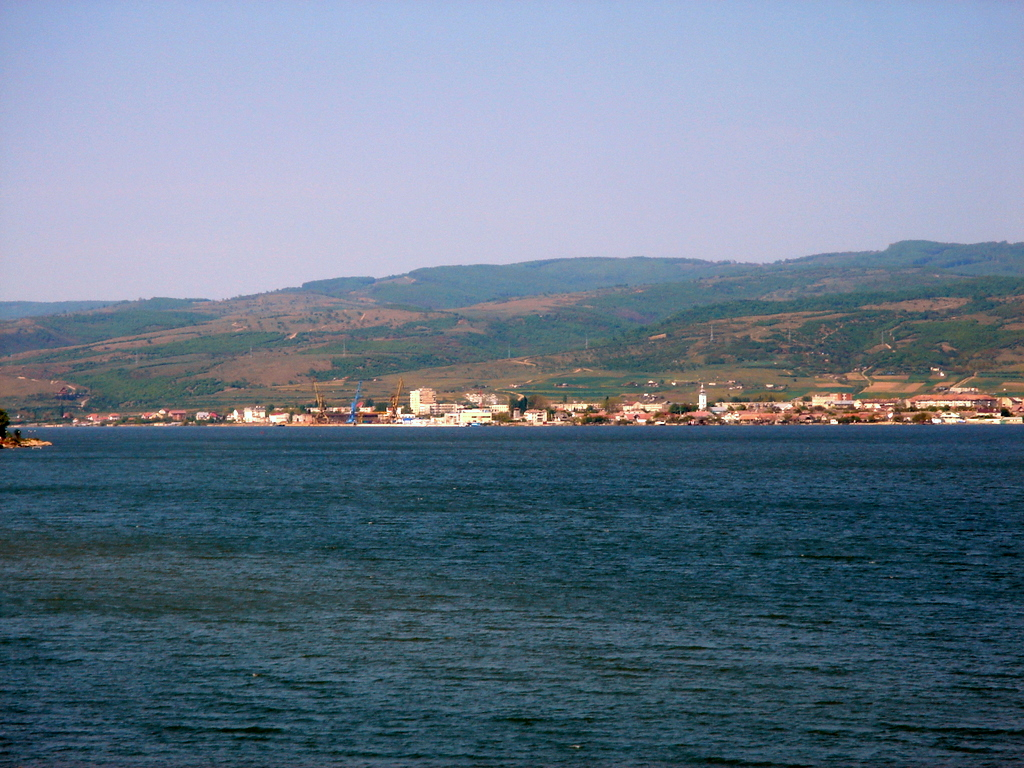
Vista de Moldova Nouă

El río discurre a lo largo de las montañas del Banato histórico hacia el suroeste, cruza las espectaculares «Puertas de Hierro», que separan los Cárpatos rumanos occidentales de los Balcanes y que fueron peligrosas por sus remolinos antes de las obras hidráulicas de la década de 1970.
Orșova (10 441 hab.) esta en un meandro del desfiladero, donde el río Cerna se encuentra con el Danubio. La ciudad es un centro de extracción de bentonita, cromo y granito, con industrias centradas en la producción de energía (la central hidroeléctrica), la construcción naval y la fabricación de motores, y el procesamiento de feldespato, amianto, cuarzo, talco y madera.
Moldova Nouă (12 350 hab.)

##### Garganta de los Cárpatos

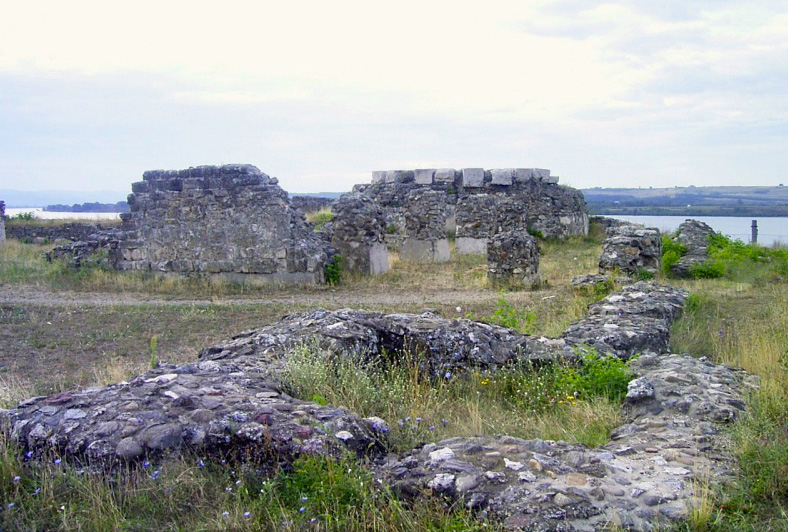
Restos de las dos pilonas del puente de Trajano que se conservan

Nada más salir del desfiladero, el Danubio pasa frente a la ciudad rumana de Drobeta-Turnu Severin, capital del distrito de Mehedinți que corresponde con la antigua ciudad romana de Drobeta. Cerca se encuentran los restos del célebre puente de Trajano, el más grande construido por el Imperio. En el vado, el Danubio tiene unos 1200 metros de ancho. Construido en solo tres años (103-105 d. C.) por el famoso arquitecto Apolodoro de Damasco, el puente fue considerado la obra más atrevida del mundo romano. Drobeta era una ciudad estratégica en el cruce de caminos terrestres y fluviales que conducían al norte y al sur del Danubio. Durante el reinado de Septimio Severo (193-211 d. C.), la ciudad fue elevada al rango de colonia (193 d. C.), lo que otorgaba a sus residentes los mismos derechos que los ciudadanos de Roma. Como colonia, Drobeta era una ciudad próspera con templos, una basílica, un teatro, un foro, un puerto y gremios de artesanos. A mediados del siglo III, Drobeta tenía una población de casi 40.000 habitantes. Después de la retirada de la administración romana de Dacia en el siglo IV, la ciudad se conservó bajo la ocupación romana como cabeza de puente en la orilla norte del Danubio hasta el siglo VI, que aunque fue destruida por los hunos en el siglo V, fue reconstruida por Justiniano I (527-565).
Aquí el Danubio río gira hacia el sur y pasa frente a Gruia, Pristol, Gârla Mare, Vrata, Salcia y Cetatea.
El Danubio describe un par de amplios meandros, en uno de los cuales está la ciudad serbia de Negotin (16 882 hab.), justo después de la segunda de las presas de Djerdap y cerca del trifinio Bulgaria-Rumania-Serbia, marcado por la confluencia con el río Timok (203 km), frontera a su vez entre Serbia y Bulgaria.

#### Tramo fronterizo Bulgaria-Rumania

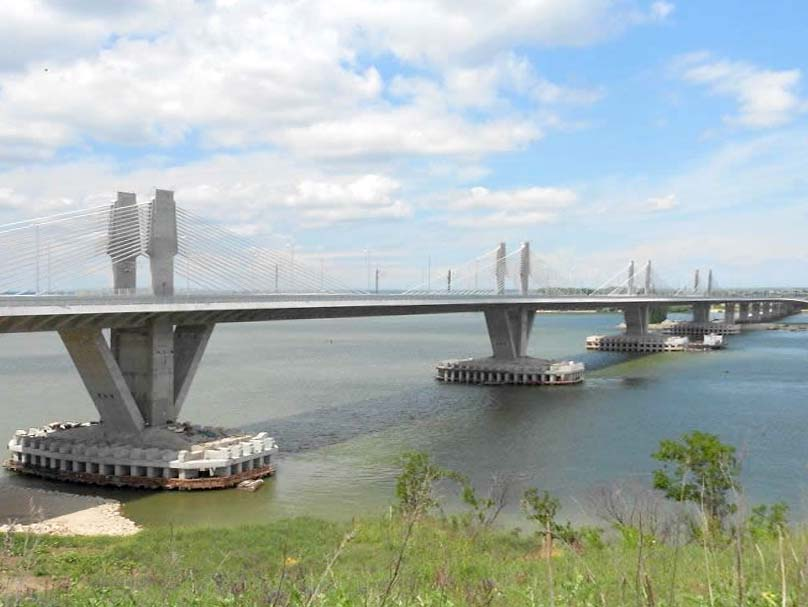
Puente II del Danubio, que une las ciudades de Vidin y Calafat

El Danubio es frontera de siete de las 28 provincias búlgaras —Vidin, Montana, Vratsa, Pleven, Veliko Tarnovo, Ruse y Silistra— y de diez de los 41 distritos rumanos —Mehedinți, Dolj, Olt, Teleorman, Giurgiu, Călărași, Constanța, Ialomița, Brăila y Tulcea—.
Entre 1954 y 2013, solo el puente de la Amistad Ruse-Giurgiu, que conectaba la mayor ciudad búlgara en el río, Ruse, y la ciudad rumana de Giurgiu, permitía el cruce rodado del río, aunque los ferries conectan Vidin con Calafat, Nikopol con Turnu Măgurele así como Svishtov con Zimnicea.
Para Bulgaria, el Danubio es la única vía fluvial que conecta el país con Europa central y Alemania. De los doce puertos búlgaros en el Danubio, los más importantes son Vidin, Lom, Oryahovo, Nikópol, Svishtov, Ruse, Tutrakan y Silistra.
Ya en el tramo búlgaro-rumano, el Danubio alcanza las ciudades gemelas de Vidin (58 018 hab.) y Calafat (17 336 hab.), conectadas desde 2013 por el puente II del Danubio (con 4 carriles y una línea ferroviaria) y anteriormente por ferri. Vidin es la capital de la homónima provincia de Vidin y fue la capital de Iván Esratsimir, zar de Bulgaria entre 1356 y 1396. La fortaleza de Baba Vida es el único castillo medieval en buen estado de preservación del país, era la principal instalación defensiva de Vidin y actuó como la fortaleza más importante del noroeste de Bulgaria en la Edad Media. A su vez, la Aduana de Calafat, en los siglos XV-XVI, fue el punto de tránsito más importante para el comercio del país rumano con la península Balcánica.

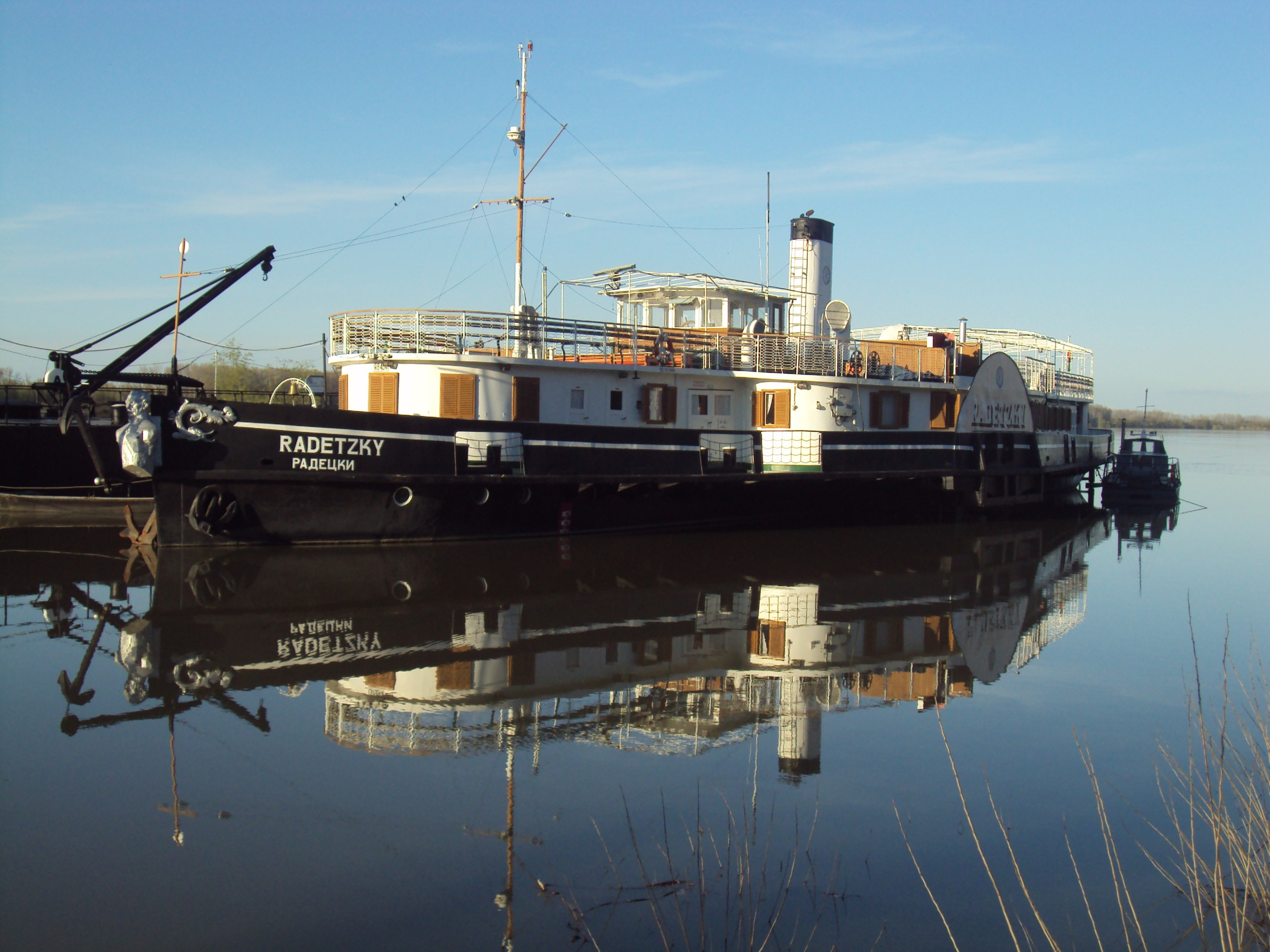
Réblica del vapor Radetzky, hoy barco museo en Kozloduy, incautado por Hristo Botev el 29 de mayo de 1876 y sus insurgentes para cruzar el Danubio.

Tras describir un amplio meandro, el Danubio se encamina en dirección general este, una dirección que mantendrá en el resto del tramo fronterioz búlgaro-rumano. Sigue por la ciudad búlgara de Lom (25 172 hab.), localizada en la confluencia con el homónimo río Lom, que es el segundo puerto fluvial del país tras el de Rose. Pasa después, en la misma margen búlgara, frente a Kozloduy (12 400 hab.), donde desde 1974 ha estado operativa la central nuclear de Kozloduy, que llegó a tener seis reactores en funcionamiento de los que solo conserva dos operativos. En la ciudad está el Monumento de Hristo Botev y una réplica del vapor-museo Radetzky, ambos considerados sitios turísticos nacionales. Frente a la ciudad, en el lado rumano, desemboca el importante río Jiu (331 km).

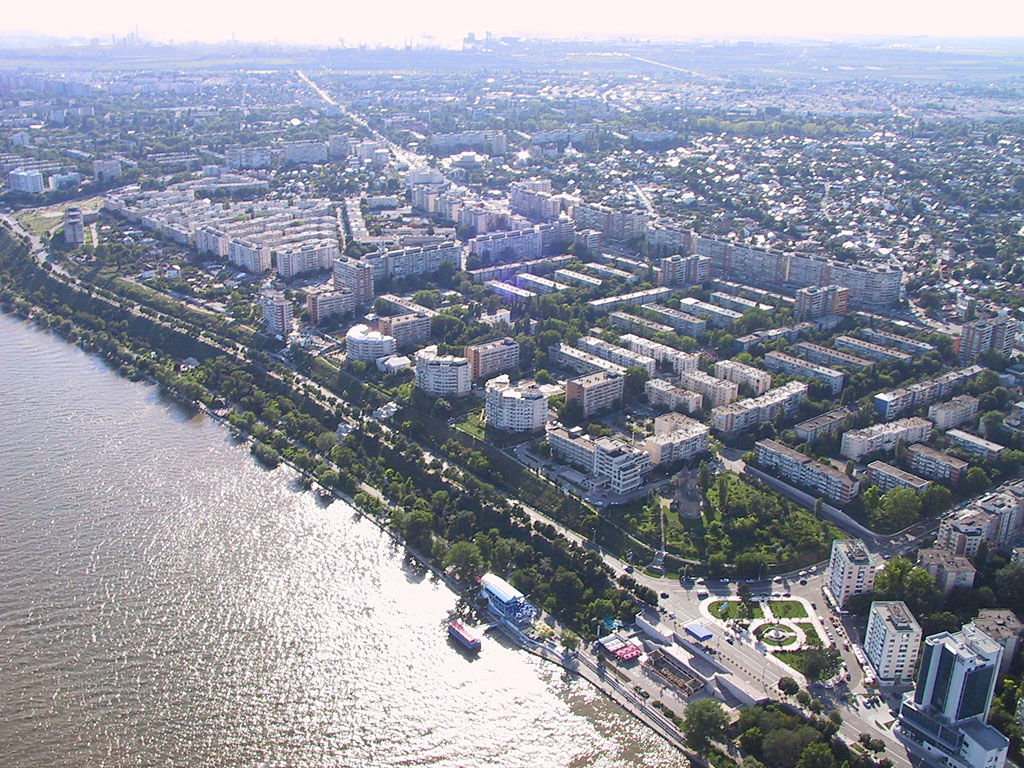
Vista aérea de Galați

Sigue después el Danubio por Oryahovo (5031 hab.), frente a la ciudad rumana de Belchet, una pequeña ciudad algo alejada ahora del río, la primera de un rosario de pequeñas poblaciones —Călărași, Dăbuleni, (12 182 hab.) (famosa por la existencia de un desierto de arena al norte, conocido como el Sáhara olteniano, con unos 800 km²), Potelu, Grojdibodu, Gura Padinii, Orlea y Sucidava— llegaran a Corabia (16 441 hab.). Sucidava fue una ciudad romana donde se encuentra la primera iglesia cristiana de Rumania, además de los restos de un antiguo puente romano sobre el Danubio de piedra y madera, construido por Constantino el Grande y acabado en el año 328, que unía Sucidava con Oescus  (en Mesia). También se encuentra una fuente subterránea que fluye bajo los muros de la ciudad y un museo donde se exponen objetos encontrados en las excavaciones y antiguas reliquias.
En la orilla opuesta desde Oryahovo, está Ostrov, lugar donde desembarcó Hristo Botev con sus insurgentes, y luego recibe por la derecha al río Iskar (368 km), en Gigen (1984 hab.) casi frente a Corabia. Gigen es famosa por haber sido construida en el sitio de la importante colonia romana de Oescus, cuyas extensas ruinas están en la parte noroeste del pueblo y se asociaron por primera vez con la antigua colonia a fines del siglo XVII.
Tras pasar por las rumanas Gârcov (2303 hab.) e Islaz (6130 hab.), recibe por la izquierda al importante río Olz, frente a la localidad búlgara de Somovit (586 hab.), poco antes de llegar a Nikopol (2882 hab.). Ciudad importante a lo largo de su histoira (ciudad romana, bizantina, búlgaro y otomana), fue el sitio en 1396 de la batalla de Nicópolis, la última cruzada a gran escala de la Edad Media, que en el asedio de la fortaleza que defendía Nicópolis, los ejércitos unidos de la Europa cristiana liderados por el rey húngaro Segismundo de Luxemburgo y varios caballeros franceses fueron derrotados por los otomanos comandados por Beyazid I y su aliado serbio Esteban Lazarević.
Frente a Nikopolis, al otro lado del río, con un servicio de ferris, está la rumana Turnu Măgurele (24 772 hab.).  La ciudad aparece como el puerto del Principado de Valaquia pero los turcos la tomaron en el siglo XVI, convirtiéndol en raya (marca militar) y la retuvieron hasta 1829, cuando por el Tratado de Adrianópolis fues devuelta a Valaquia. Pero, los aluviones acumulados y la regularización del cauce del Danubio en el siglo XIX, han hecho que el antiguo puerto de Turnu se rellenase y el puerto moderno se encuentra hoy a 4 km al sur de la ciudad.

El Danubio antes de Svishtov (punto más meridional frontera búlgara-rumana
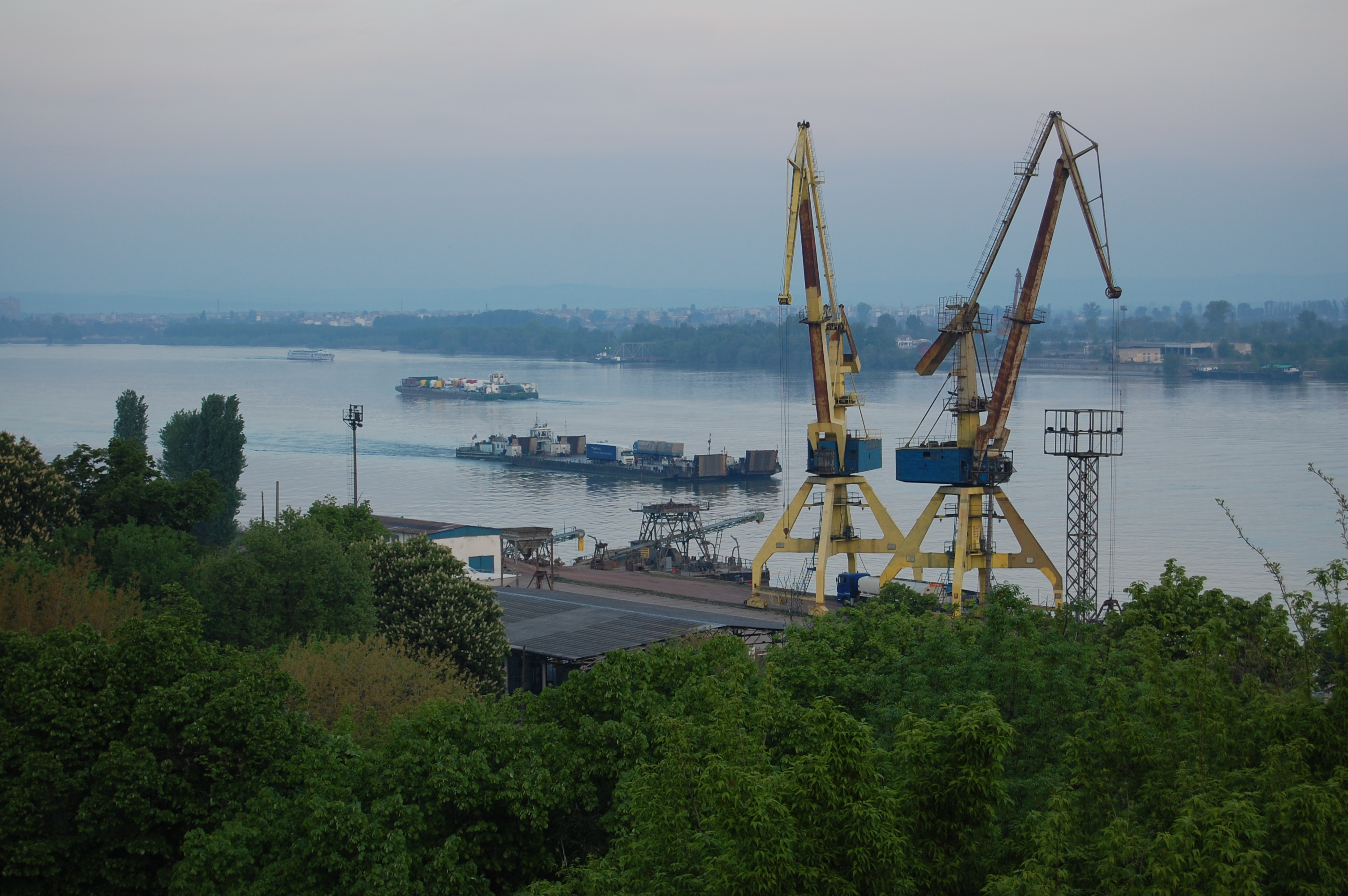
Puerto de Calafat, y al fondo Vidin
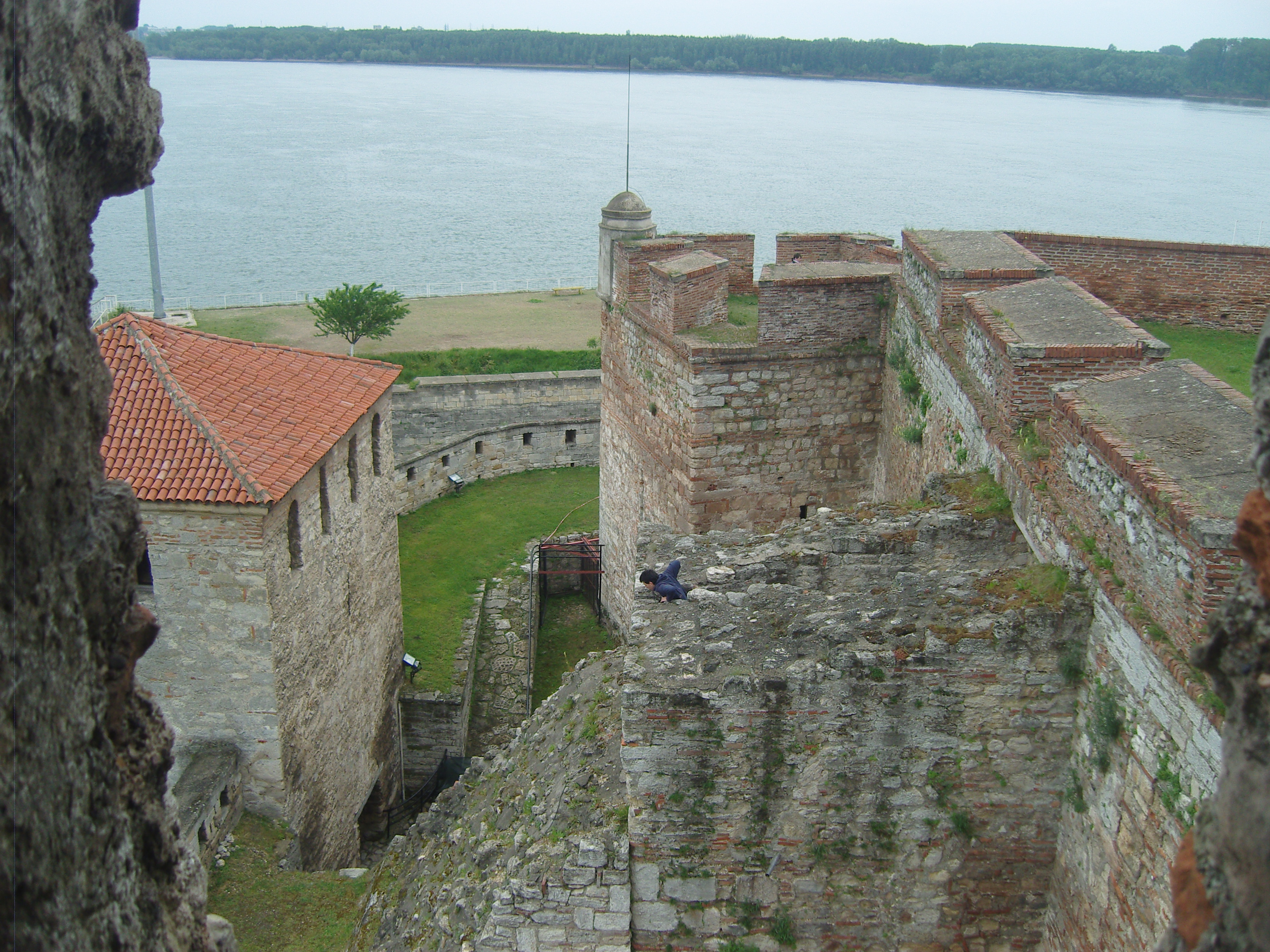
La fortaleza de Baba Vida en Vidin, controlando el paso del Danubio
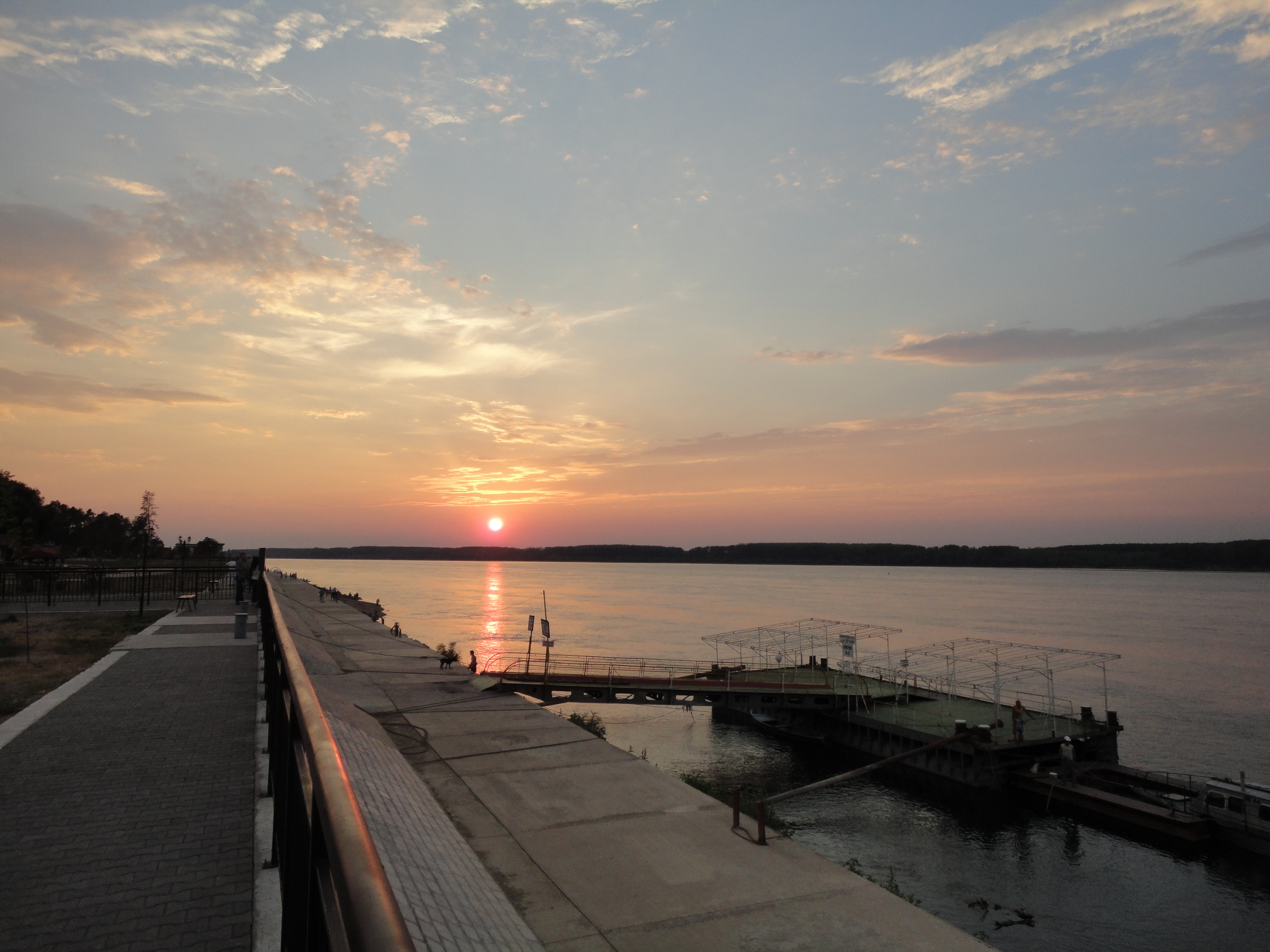
Atardecer en un muelle de Lom. La otra ribera es Rumania.
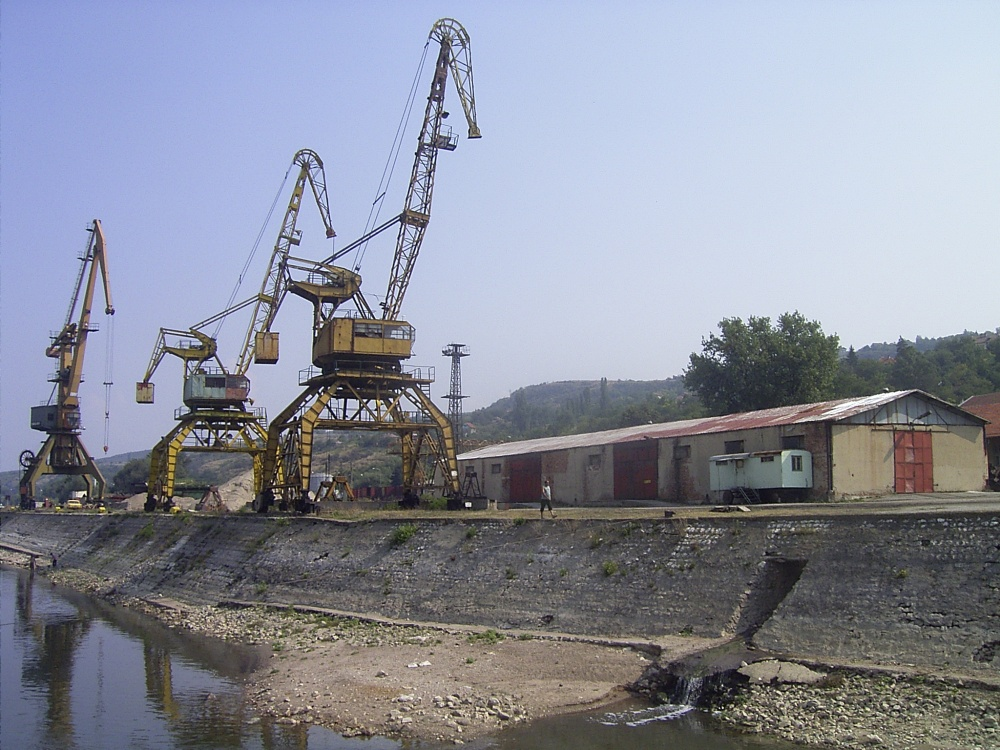
Puerto sobre el Danubio en Oryahovo  (Bulgaria)
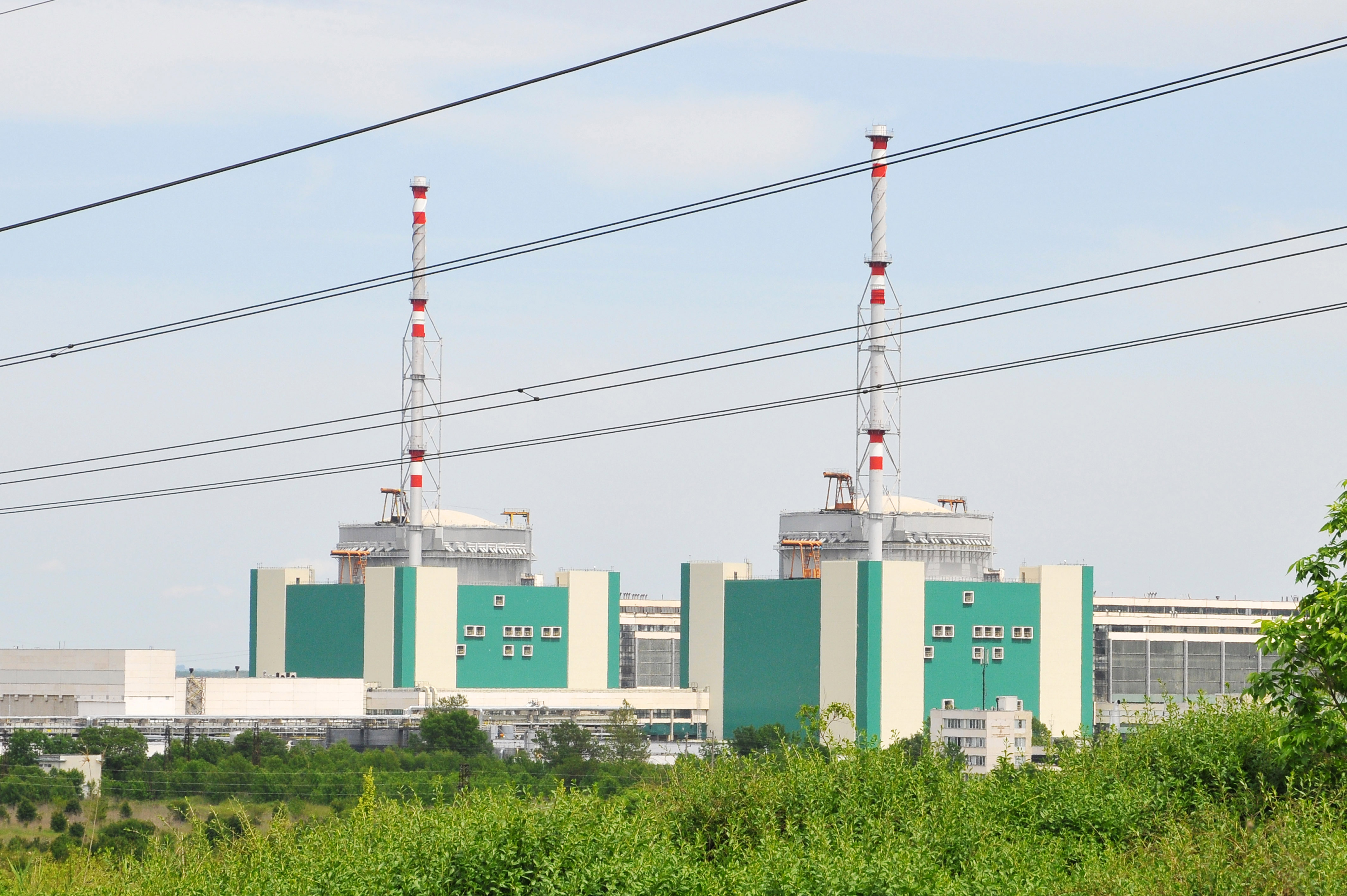
Central nuclear de Kozloduy, en funcionamiento desde 1974
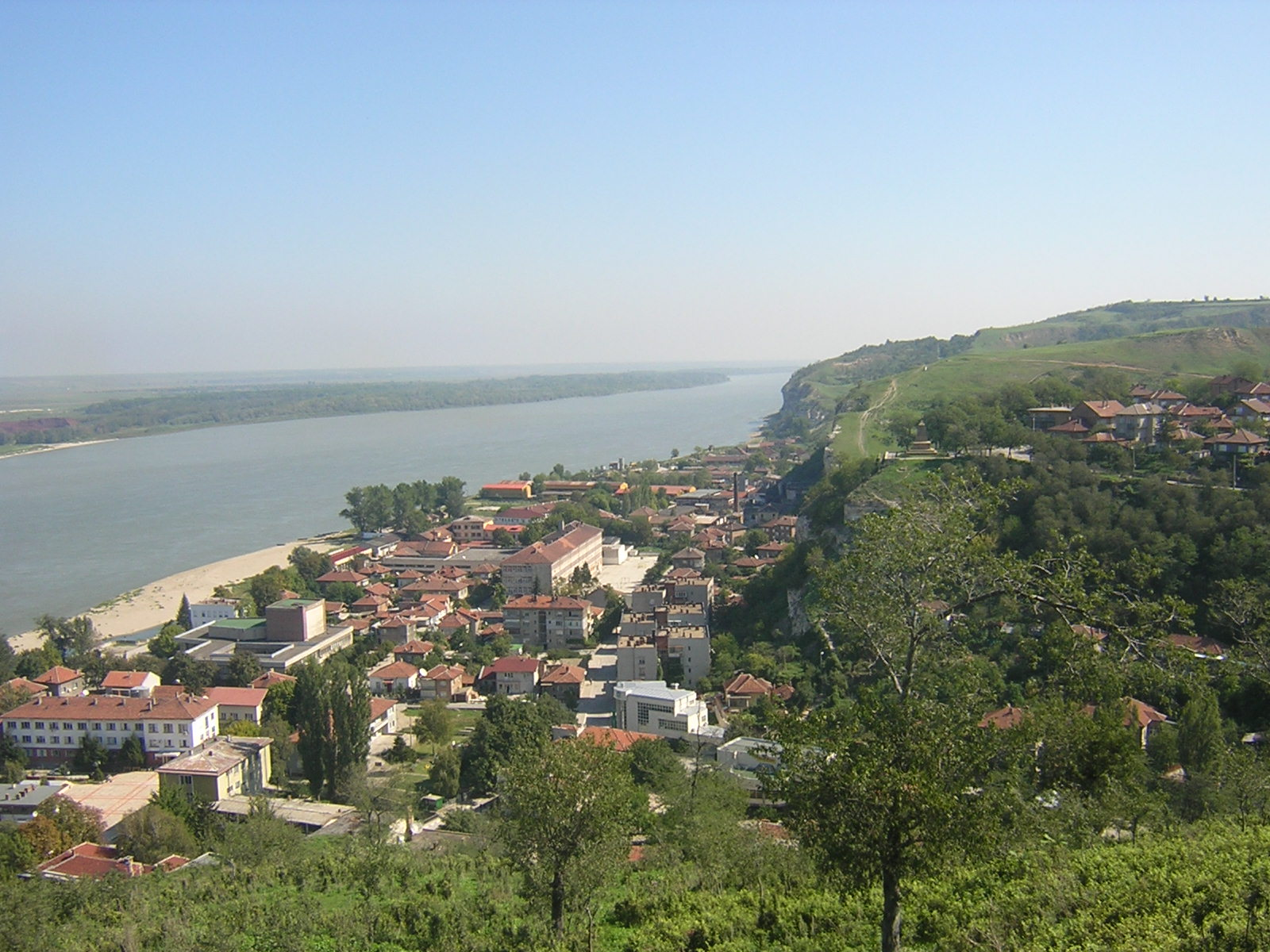
Nikopol
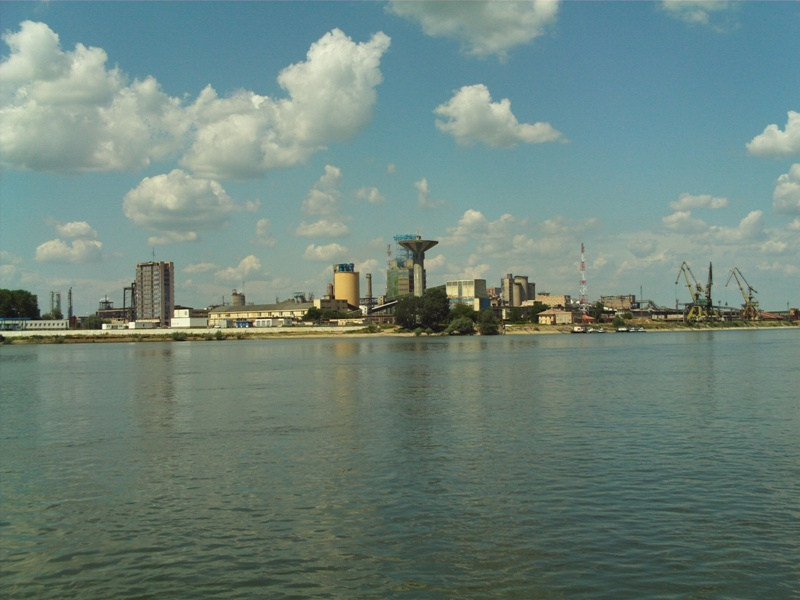
Puerto rumano de Turnu Măgurele

Tras pasar frente a la búlgara Belene (8402 hab.) —donde está semiconstruida y paralizada la Central nuclear de Bélene, la segunda central búlgara— el Danubio alcanza Svishtov (34 842 hab.), su punto más meridional, ý desde aquí, aguas abajo, se encaminará ligeramente hacia el noreste. Svishtov está conectada con la ciudad rumana de Zimnicea (14 058 hab.) por un servicio de ferri Ro-Ro de operación regular servido las 24 horas. El ferry acorta la ruta por carretera hacia y desde Turquía a Europa central y occidental en (140 km en comparación con la ruta tradicional sobre el puente Danubio en Ruse-Giurgiu (unos 60 km aguas abajo)y permite una ganancia de tiempo de casi cuatro horas evitando así el tráfico en y alrededor de la ciudad de Bucarest.

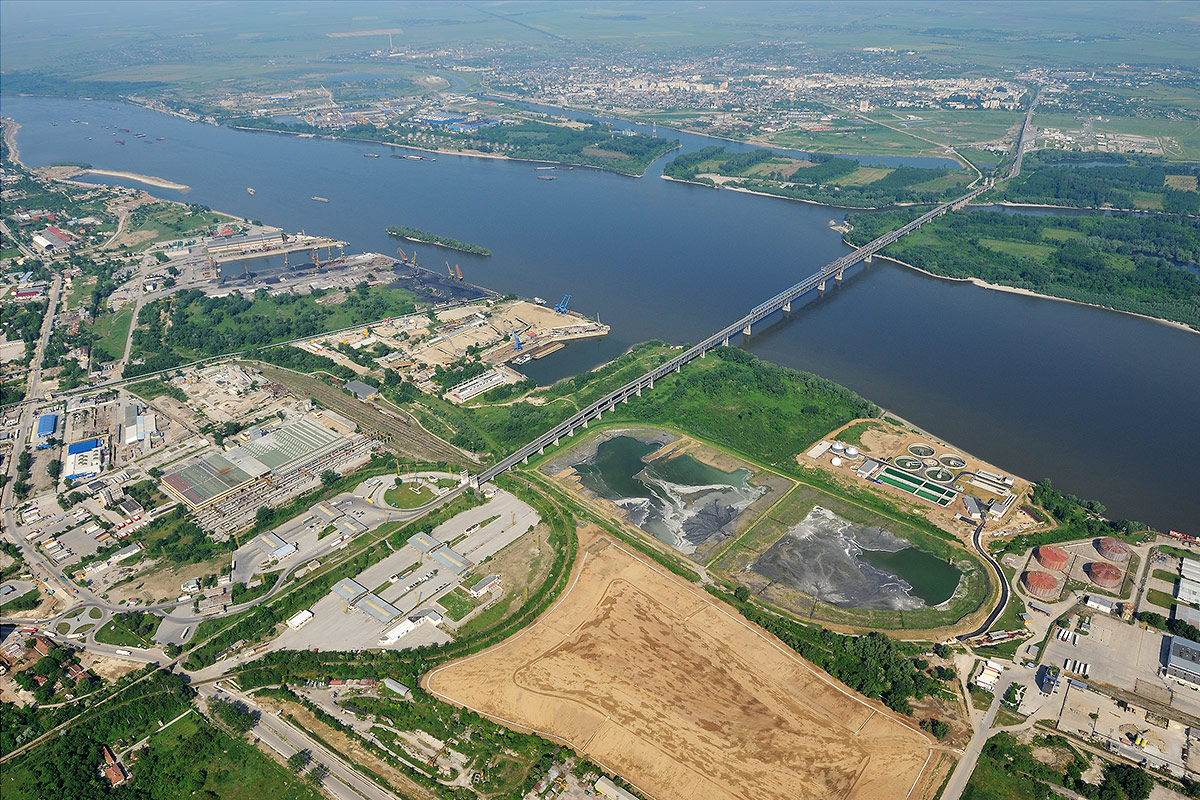
Vista aérea de Ruse y el puente Danubio

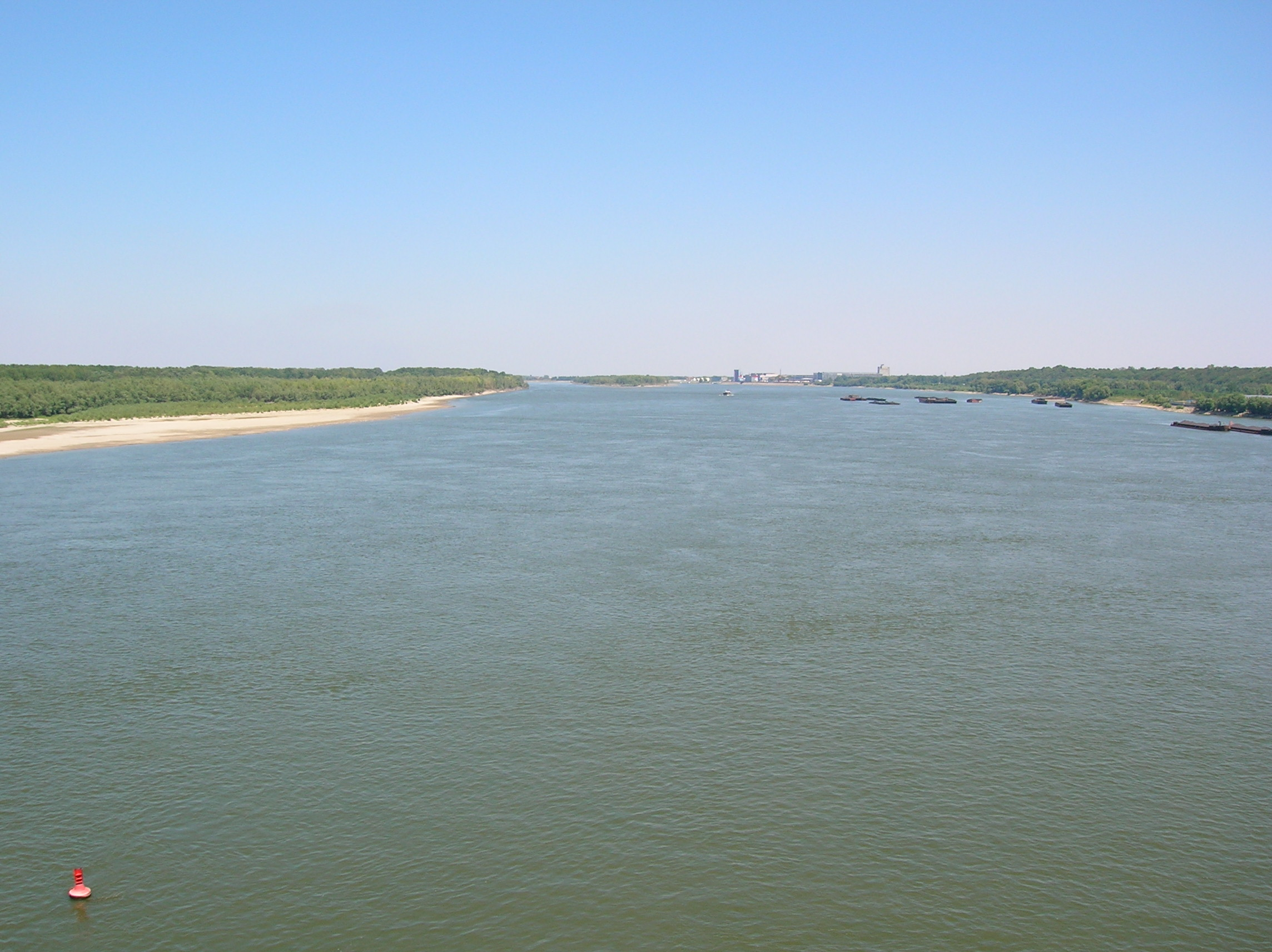
El Danubio desde el tren, en el puente que cruza la frontera entre Giurgiu (Rumanía) y Ruse (Bulgaria).

Luego el Danubio pasa frente a la pequeña localidad búlgara de Vardim, frente a la isla Vardim, la tercera mayor isla fluvial del país (4,9 km²), un humedal protegido y zona de nidificación de aves de importancia nacional declarada en parte reserva natural desde 1971. Sigue por Novgrad, donde desagua el río Yantra, casi frente a la desembocadura, en la ribera rumana, del río Vedea. Sigue un tramo de llanura rumana en que pasa por las pequeñas localidades de Bujoru, Pietroşani, Pietrişu, Găujani, Vedea, Malu y Slobozia. Alcanza después dos nuevas ciudades gemelas, enfrentadas, la búlgara Ruse (163 712 hab.), capital de la provincia de Ruse, y la rumana Giurgiu (73 587 hab.), capital del distrito de Giurgiu. Ruse, apodada la pequeña Viena, es la quinta ciudad más poblada de Bulgaria y es conocida por su arquitectura neobarroca y neorococó de los siglos XIX y XX, que atrae a muchos turistas. El puente de la Amistad Ruse-Giurgiu, inaugurado en 1954 fue, hasta el 14 de junio de 2013, el único puente construdio en el tramo búlgaro-rumano del Danubio. Giurgiu se encuentra en la región histórica de Muntenia,  entre marismas y pantanos: tres pequeñas islas dan a la ciudad y una más grande protege su puerto, Smarda. La rica tierra de cultivo de cereales del norte es atravesada por el ferrocarril a Bucarest, la primera línea abierta en Rumania, que se construyó en 1869 y que luego se extendió a Smarda. Giurgiu exporta madera, cereales, sal y petróleo, e importa carbón, hierro y textiles. La batalla de Giurgiu, del 27 al 30 de octubre de 1595, fue en enfrentamiento importante parte de la Guerra Larga (1591/1593-1606), el conflicto fronterizo entre la Monarquía de los Habsburgo y el Imperio otomano sobre los territorios balcánicos.
Nuevamente en ambas márgenes hay dos rosarios de pequeñas poblaciones, que acaban en las ciudades gemelas de Tutrakan y Oltenița: en el lado búlgaro, Marten, Sandrovo, Slivo Pole, Ryahovo, Nova Cherna y Staro Selo; y en la rumana, Frăteşti, Plopşoru, Frasinu, Gostinu, Băneasa, Pietrele, Prundu, Greaca, Căscioarele y Chirnogi.
Tutrakan (8568 hab.) es una pequeña ciudad recordada por ser el lugar donde se celebró en la Primera Guerra Mundial la batalla de Turtucaia. Oltenița (24 822 hab.), erigida en la confluencia del río Argeş  (350 km), es una ciudad media en la que hacen escala los cruceros fluviales y que vive principalmente de la industria, en particular de la industria del juguete de madera, conocida en toda Europa del Este.
Sigue un tramo más con pequeñas localidades en ambas riberas: en la búlgara, Popina, Vetren y Aydemir hasta llegar a Silistra; entre Vetren y Aydemir está la Reserva natural de Srébarna; y en la rumana, Ulmeni, Spanţov, Stancea, Chiselet, Mânăstirea, Dorobanţu, Ciocăneşti, Bogata, Rasa, Cuneşti, Grădiştea Ceacu y Călărași (65 181 hab.), ya en la parte exclusivamente rumana del río. Călărași, capital del homónimo distrito de Calarasi, es un centro industrial de la madera y del papel, del procesamiento de alimentos, de fabricación de vidrio, de textiles, de producción de equipos médicos y de industria pesada, la última representada por la acería de Călărași, parcialmente desmantelada. 
Silistra (50 780 hab.) es el punto en que el Danubio se divide en varias ramas y finaliza el tramo fronterizo, entrando en su parte final enteramente en Rumania. Silistra es la capital de la provincia de Silistra y sede de la diócesis de Silistra y está en el corazón de la región histórica de la Dobrudja, una fértil llanura a caballo entre Bulgaria y Rumania y cuya posesión ha sido en el pasado disputada entre ambas naciones. Desde la ciudad se exportaban las producciones agrícolas de sus alrededores, centradas en los cereales y el vino (los alrededores de la ciudad están cubiertos por viñedos), así como por diversas producciones silvícolas, como la madera.
El Danubio se divide a partir de Silistra en varios ramales, primero dos y luego tres, siendo dos lo más importantes y que dejan entre ellos hasta volver a reunirse más de 100 km aguas abajo,  unas grandes islas dedicadas exclusivamente a la agricultura. El cauce más septentrional, el que pasa por Călărași y coore por el distrito homónimo, sigue por Modelu, Tonea, Roseţi, Dichiseni, Satnoeni, Oltina, Unirea, Iezeru, Jegălia, Gâldău y Borcea; se intern a aquí en el distrito de Ialomița y sigue por Buliga, Feteşti,  Vlaşca, Feteşti-Gară, Maltezi, Cegani, Borduşani, Făcăeni, Progresu, Vlădeni y Giurgeni, donde se reúnen brevemente ambos cauces (apenas algo más de 4 km). El cauce meridional marca el límite entre los distritos de Călărași, al norte, y el de Constanța, al sur. Este ramal, menos poblado, pasa frente a Ostrov, Izvoarele, Oltina, Dunăreni, Rasova, Cochirleni y Cernavodă (17 022 hab.). En Cernavodă sale el canal Danubio–Mar Negro, que lleva hasta Poarta Albă, donde se bifurca en dos ramas: la principal va al sur hasta el puerto de Constanța Sur-Agigea y la norte (canal Poarta Albă–Midia Năvodari), va al puerto de Midia. En Cerdanova también cambia el distrito, siendo el cauce límite entre Ialomița (oeste) y Constanța (este) Continuando hacia el norte, este ramal sigue por Seimeni, Dunărea, Capidava, Topalu, Ghindăreşti, Hârşova y Vadu Oii, donde se reúne con el cauce septentrional.
Al poco se vuelve a dividir, esta vez en tres, en un punto que marca la entrada de ambos ramales en el distrito de Brăila, volviendo a dejar entre los ramales varias islas: la isla pequeña de Braila y la isla Grande. El ramal más oriental marca primero el límite entre los distritos de Braila (oeste) y Constanța (este) y luego de Braila (oeste) y Tulcea (este). Este ramal pasa frente a las localidades de Ostrov, Gârliciu, Dăeni, Peceneaga, Turcoaia,  Carcaliu,  Măcin y Brăila (216 929 hab., capital del distrito homónimo. El ramal más occidental, en el distrito de Braila, pasa algo retirado frente a Berteştii de Jos, Spiru Haret, Cuza Vodă, Tufeşti, Gropeni, Tichileşti, Chiscani y Brăila. En el ramal central están las pequeñas localidades de Măgureni,  Mărașu, Băndoiu y Țăcău.
Ya reunidos los dos ramales principales en Braila, el Danubio continua y hasta llegar, a unos quince kilómetros,  a la importante ciudad de Galați (249 432 hab.), localizada en la confluencia con el largo río Siret, que marca el límite distrital entre Braila y Galați. Tras pasar por la pequeña localidad de Grindu, el Danubio volverá a ser una vez más límite interestatal, está vez con Moldavia (apenas 340 m) y Ucrania.

El Danubio después de Svishtov (frontera búlgara-rumana
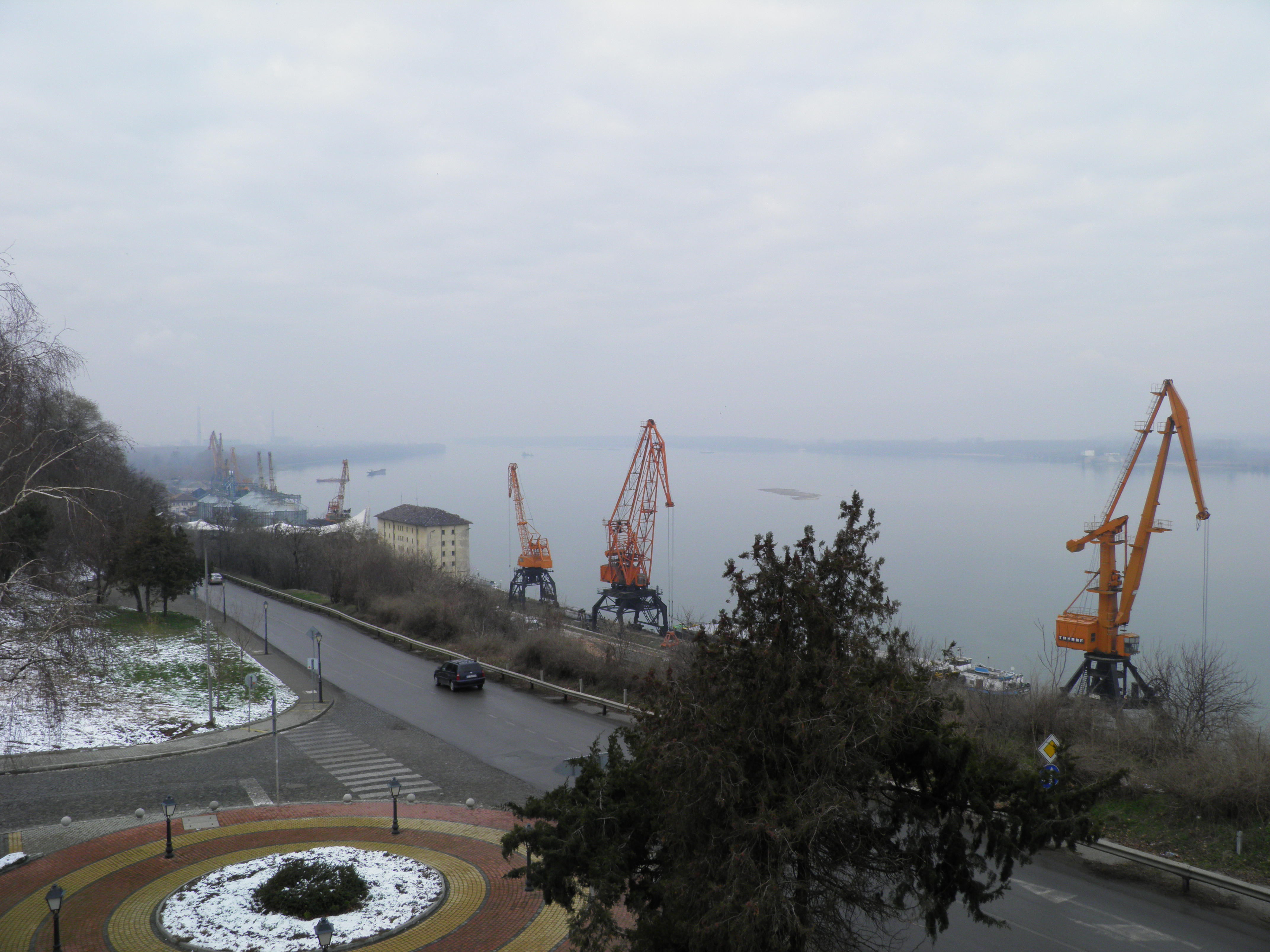
Puerto búlgaro de Svishtov
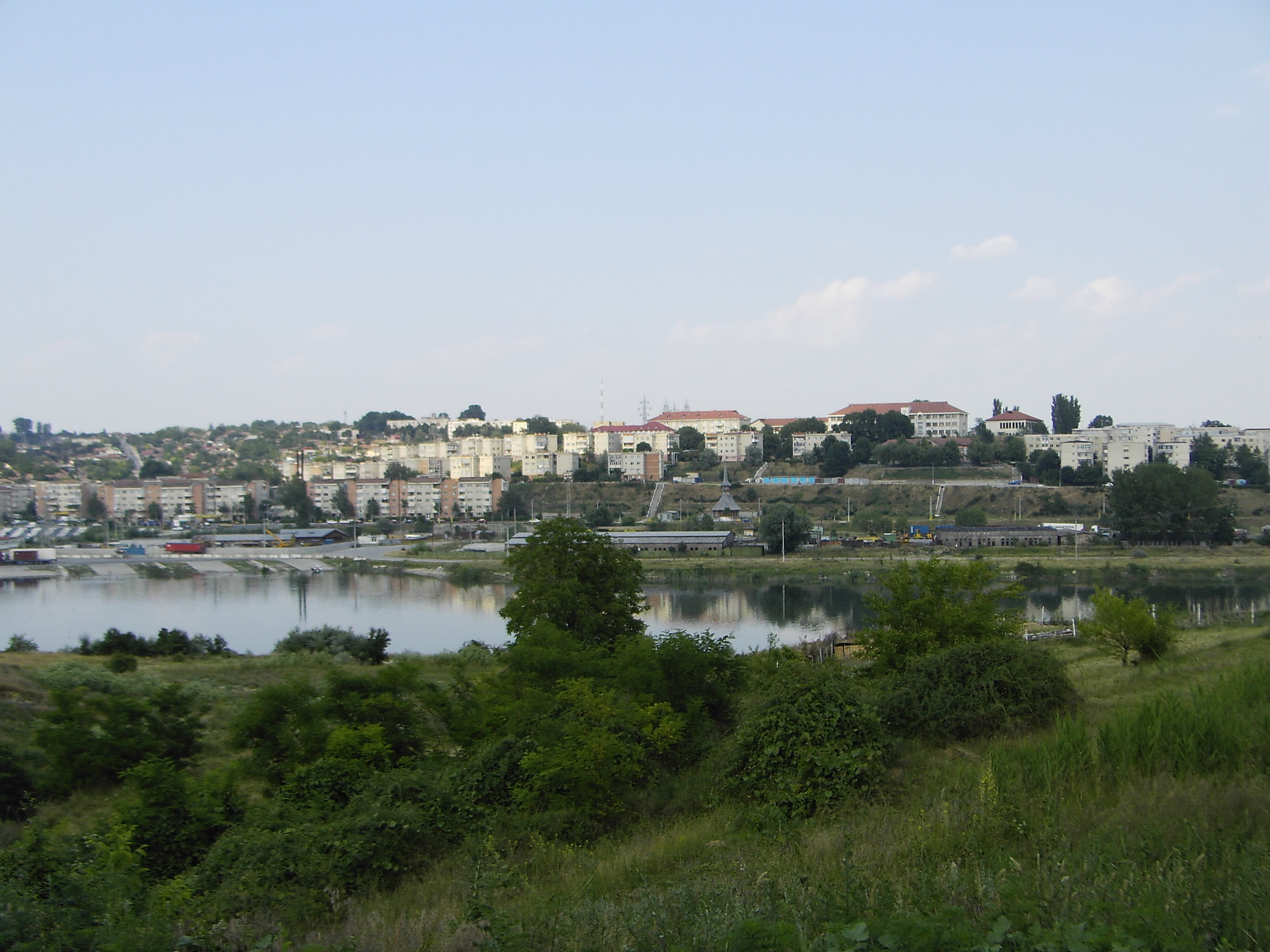
Vista de Cernavodă
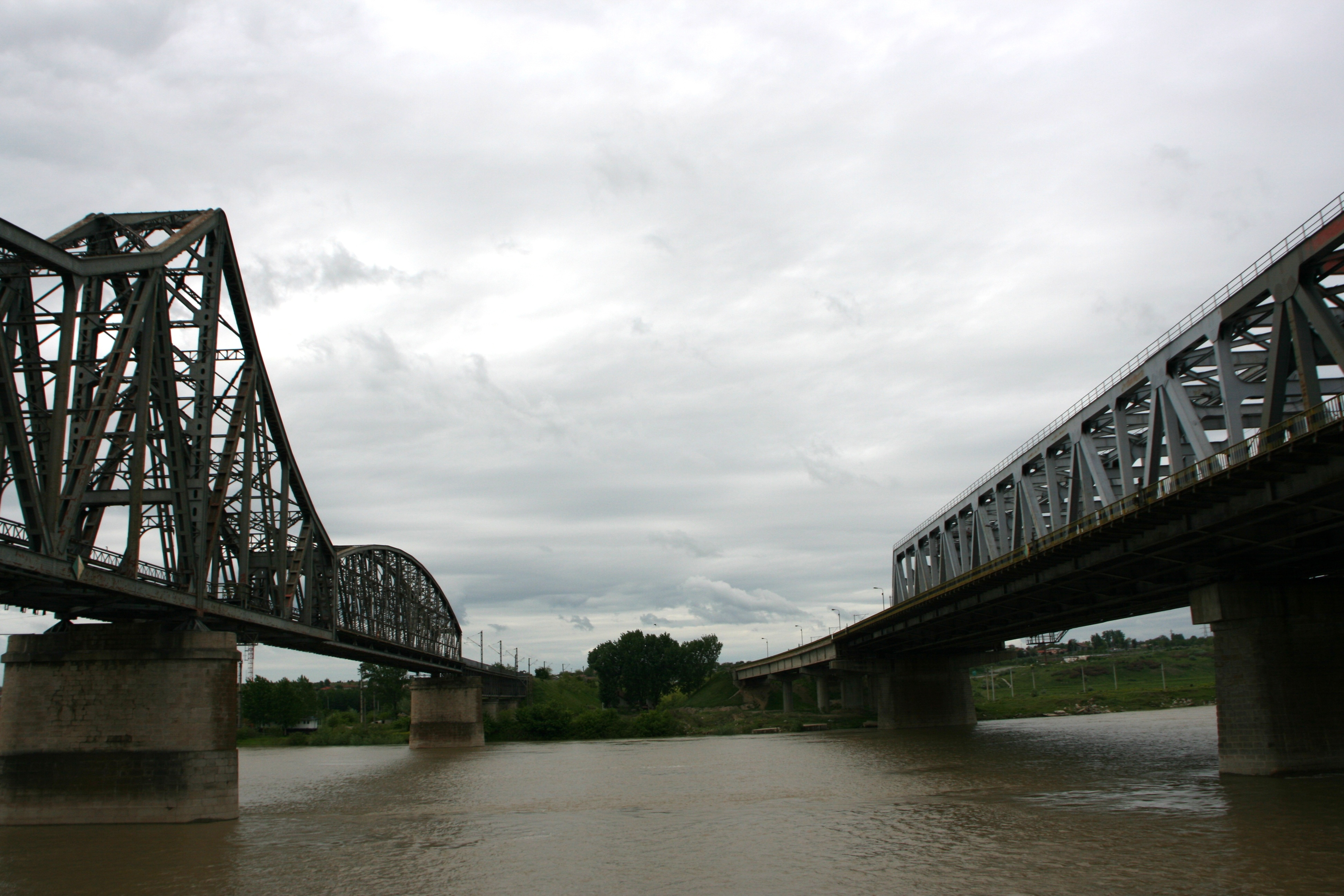
Los puentes de Feteşti-Cernavodă
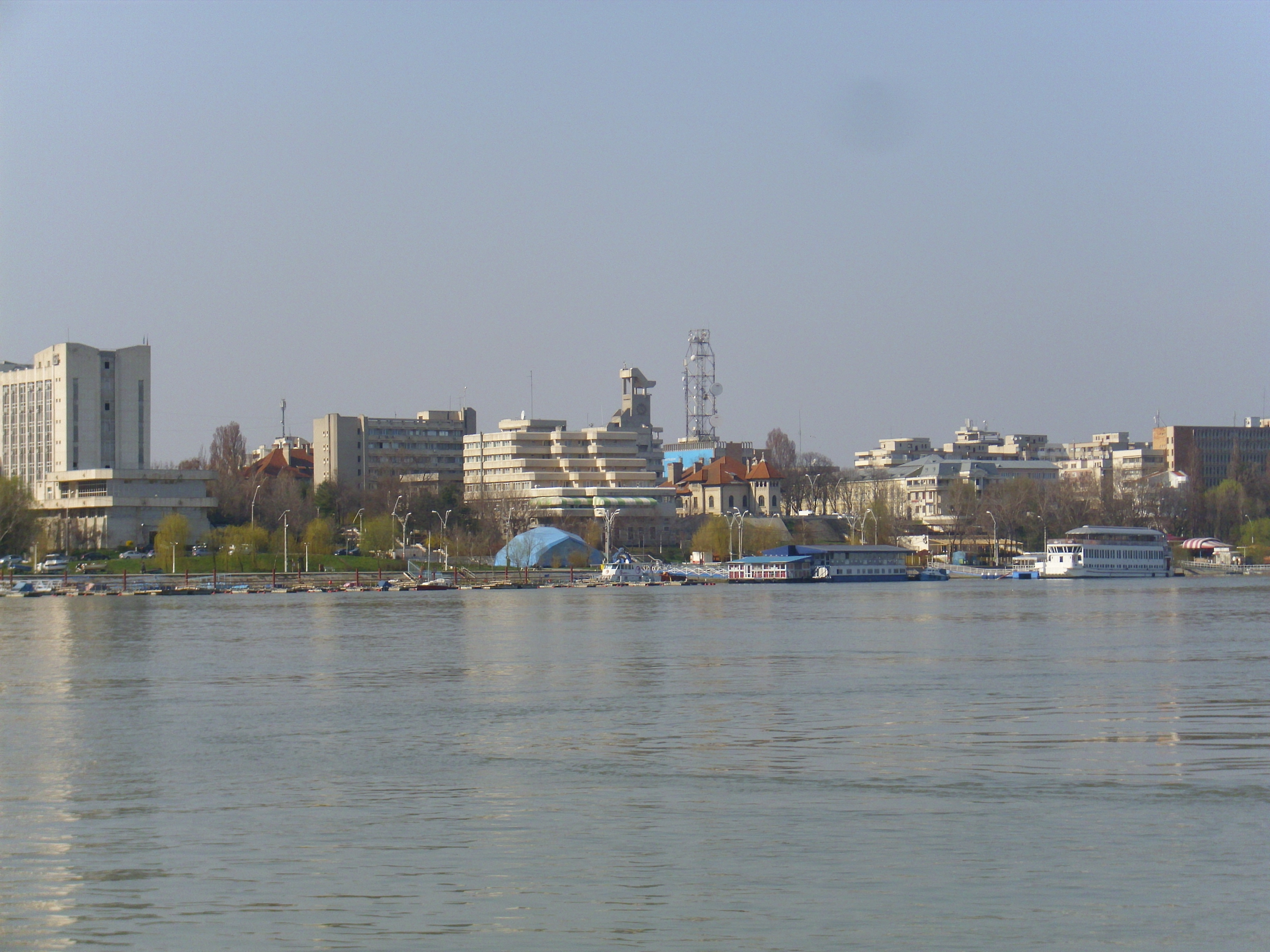
Vista de Braila

Luego forma el límite occidental del relieve de Dobrogea

#### Tramo fronterizo Moldavia-Rumania
Tras recibir al río Prut —que señala la frontera entre Moldavia y Rumania—, la margen izquierda del Danubio será en un cortísimo tramo de 340 m parte de la frontera con Moldavia. Aquí las autoridades moldavas construyeron un puerto al sureste de la pequeña ciudad de Giurgiulești, pero este puerto se ve obstaculizado por el fracaso del intercambio territorial con Ucrania que no tuvo lugar debido a la disputa sobre el territorio a intercambiar (la aldea de Mîndreşti al este del puerto, entre la fronterade facto a 340 m aguas abajo del Prut y la frontera de jure más al este, a 1577 m aguas abajo del Prut), por lo que Moldavia no pudo cubrir/adquirir los 1237 m de costa del Danubio necesarios para la ampliación de este puerto para albergar barcos de alto tonelaje.

#### Tramo fronterizo Ucrania-Rumania

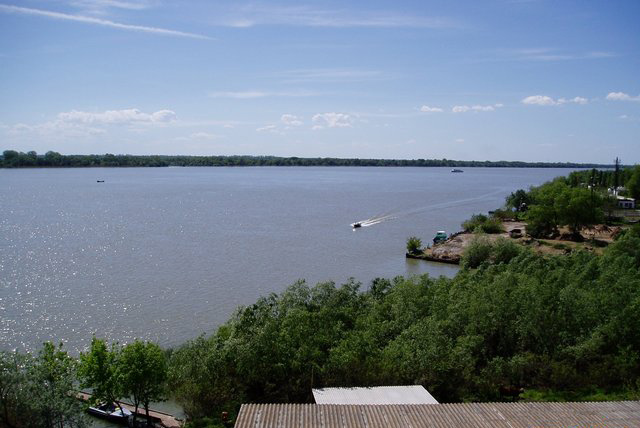
El Danubio cerca de Vylkove (Ucrania)

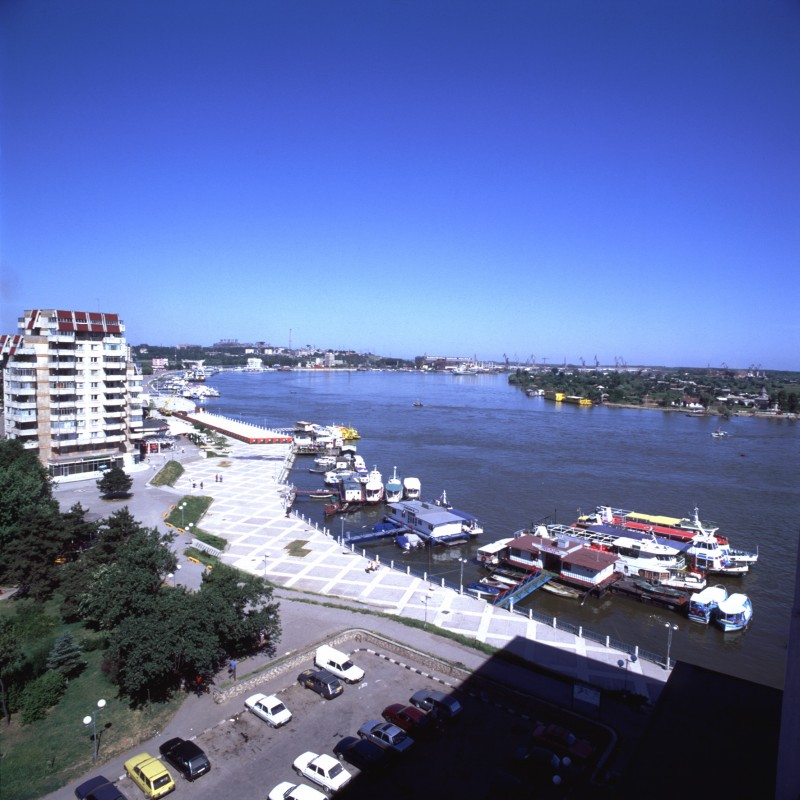
Vista de Tulcea

Después de la frontera moldava, la orilla izquierda del Danubio se convierte en ucraniana y el río marca la frontera entre Rumania y Ucrania durante 47 km, pasando frente a las localidades de Reni (con un importante puerto) y Veterynarna Apteka, en Ucrania, e Isaccea (5026 hab.) en Rumania.
El Danubio se divide luego en tres brazos por dos difluencias formando un delta con tres ramales principales: dos de ellos, Sulina y Saint Georges, fluyen en Rumanía y sirven a los puertos de Tulcea —73 707 hab., capital del distrito de Tulcea y escala fluvial de los cruceros— y Sulina (3663 hab.), ya en el mar Negro; el tercero, el más septentrional, el Brazo de Chilia, sigue sirviendo de frontera interestatal durante otros 56 km y sirve a los puertos ucranianos de Izmaïl, Kilia y Vylkove, donde comienza el canal de Bystroe. Después de Vylkove, el brazo de Chilia pasa por completo a Ucrania y desemboca unos kilómetros más adelante en el mar Negro, formando otro delta secundario totalmente ucraniano). Aquí también quedan dos disputas territoriales entre Ucrania y Rumania, en relación con el islote de Maican, en la orilla derecha (rumana) del brazo de Chilia, pero ucraniano, y el golfo de Musura en la desembocadura de este mismo brazo en el mar.

#### Bocas del Danubio

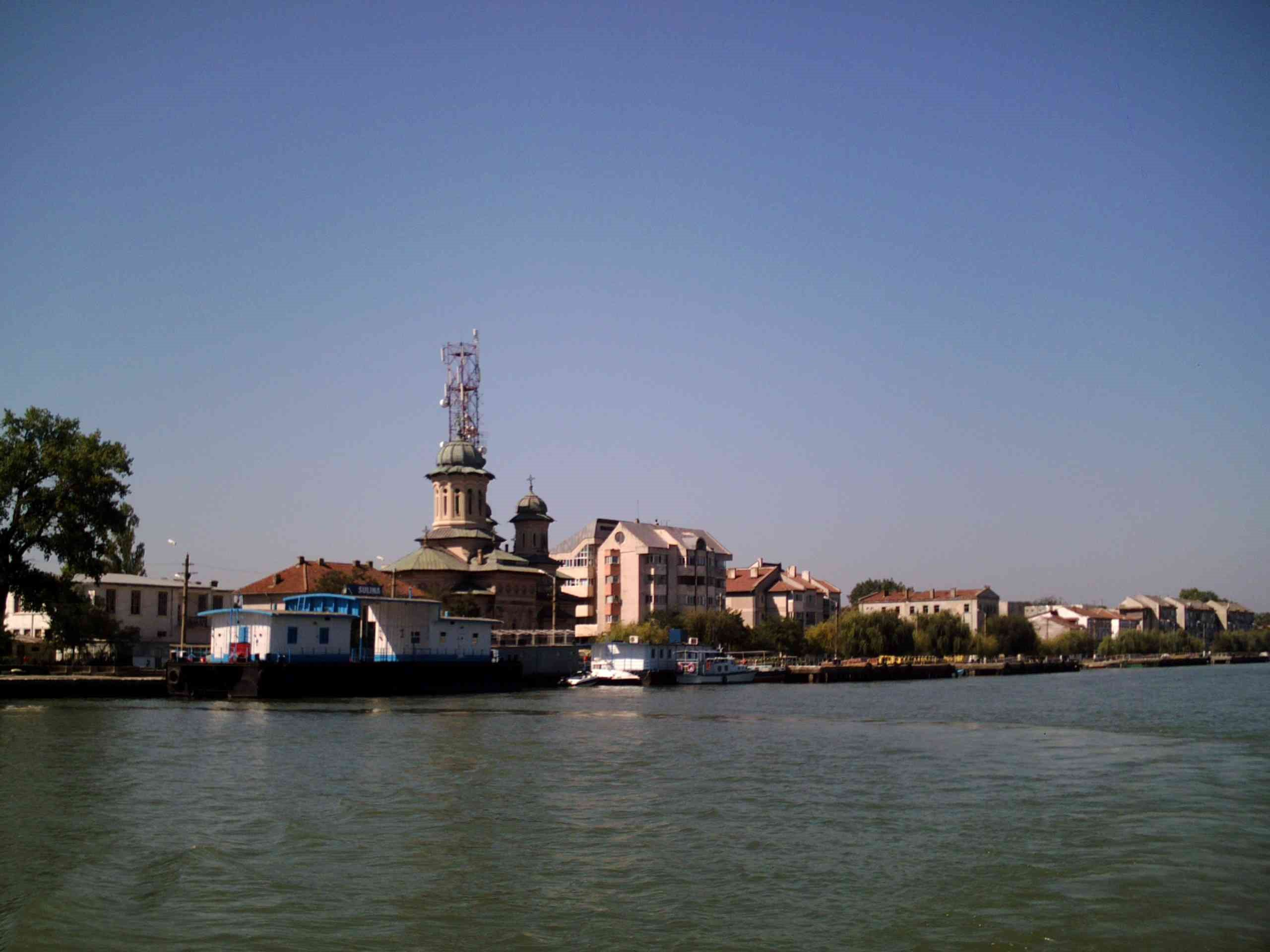
El río en Sulina

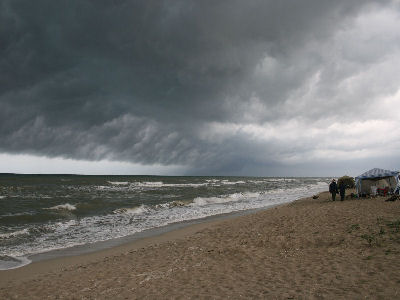
Las bocas del Danubio al sur de Saint-Georges (mar Negro, Rumanía)

Las bocas del Danubio en el mar Negro forman un entorno geomorfológico en rápida evolución, en particular al nivel del delta secundario del brazo de Chilia, que los depósitos aluviales siguen aumentando. El flujo de agua dulce reduce la salinidad del mar a menos de 10 gr de sal por litro (en comparación con los 35 gr/l del promedio mundial). Tanto en el lado rumano como en el ucraniano, se han establecido «reservas naturales de la biosfera» que protegen este medio ambiente en el marco del programa MAB («Man and Biosphere») de las Naciones Unidas, pero la situación geopolítica en las fronteras orientales de la Unión Europea impide a los dos directores M.M. Băboianu (rumano) y Voloshkevich (ucraniano) colaborar tanto como quisieran, ya que el paso fronterizo autorizado más cercano está en Galați, 250 km al oeste y aguas arriba del delta del Danubio.

### Localidades y ciudades a lo largo del Danubio
Muchas de las comunidades a lo largo del río Danubio se enumeran a continuación; la mayoría tienen un significado histórico o tradición cultural que las relaciona con el río. Están listadas desde el nacimiento del río hasta su final y los habitantes corresponden a los censos más recientes. Las localidades no siguen estrictamente el orden aguas abajo, ya que al haberse agrupado por países, en los tramos fronterizos el orden resulta alterado. Se destacan en negrilla las ciudades de más de 20 000 hab. y en versalita las de más de 100 000 hab..

### Importancia geopolítica
Su gran importancia estratégica se debe a que, al formar la mayor parte de Europa Central, siempre sirvió de salida natural entre Europa del Norte, Europa del Este, Europa Occidental y Europa Mediterránea o del sur. Pero el mismo hecho de estar en el centro, hizo de la cuenca danubiana una tierra de invasiones, de coexistencia (no siempre pacífica) de numerosos grupos humanos cultural y racialmente distintos, de superposición o yuxtaposición de sistemas políticos diferentes, y del desarrollo de diversos modos de vida.
Esta heterogeneidad dio origen a que el francés Jean Gottmann, profesor de Geografía de Europa en la Universidad de Oxford, identificara el capítulo dedicado a la Europa Central como The Tidal Lands of Europe (‘las tierras de marea de Europa’), denominación traducida como ‘las tierras de aluvión de Europa’, en la versión española del texto. 
En cualquier caso, es indudable que numerosas oleadas de pueblos tanto nómadas como sedentarios, así como las campañas de muchos ejércitos, desde los más pequeños de carácter feudal hasta los imperiales; las invasiones, guerras y batallas; el surgimiento de países pequeños y grandes; la integración de varios estados distintos y la desmembración posterior de los mismos junto con muchos otros procesos turbulentos de la Historia, han sido muy frecuentes, a lo largo y ancho de la cuenca del Danubio. 

### Idiomas en la cuenca del Danubio
Para dar un ejemplo de la enorme diversidad o heterogeneidad de la cuenca danubiana, que se debe principalmente a la Historia turbulenta de esta región, podemos señalar la existencia de varios grupos lingüísticos: magiares, eslavos, germanos, latinos, turcos y otros de menor importancia. Ello sin contar con las lenguas habladas por las tribus nómadas que poblaron la región desde los tiempos prehistóricos, como es el caso de los celtas y otros pueblos indoeuropeos primitivos. 
Algunos topónimos de origen celta, como es el caso del río Isar, pueden servir para corroborar esta idea. Muchos de los otros topónimos son de origen latino, como Ratisbona, Panonia o Rumania. Y la mayoría son germanos, eslavos o magiares (según los países). 
Aunque el río Danubio sirvió de límite natural para definir el territorio del Imperio romano durante la Edad Antigua (el limes romano), no pudo evitar la interpenetración de grupos distintos a ambos lados del río: latinos de origen romano al norte (rumanos) y eslavos al sur (yugoslavos significa eslavos del sur en las lenguas eslavas), aunque estos últimos ya se establecieron al sur del Danubio en la Edad Media. 
Algunos pueblos de origen germano terminaron por asentarse a lo largo de esta frontera natural y la cruzaron finalmente hacia el sur durante las llamadas invasiones bárbaras, hecho que marca la separación entre la Edad Antigua y la Edad Media. 
En este sentido, los visigodos se establecieron en la Cuenca del Danubio y se vieron, a su vez, presionados por los hunos. En otras ocasiones, los propios grupos de origen germánico cruzaron el Danubio para asentarse en zonas fértiles con tal de defenderlas de nuevas invasiones: es el caso, por ejemplo, de Moesia. También los magiares, de origen asiático, se establecieron en la llanura de Panonia (actual Hungría), en una región natural formada por una cuenca sedimentaria rodeada por relieves montañosos y cruzada de norte a sur, obviamente, por el Danubio.
Aunque los conflictos bélicos no cesaron en la Cuenca del Danubio, podríamos decir que, al quedar las tierras danubianas en manos del Imperio romano de Oriente o Imperio bizantino, tras la división del Imperio romano en el siglo IV, la situación se estabilizó durante toda la Edad Media. Como consecuencia de este hecho, la influencia de la cultura bizantina (alfabeto griego, arquitectura, religión, etc.) se extendió por todo el Danubio y la Europa Oriental (Ucrania y Rusia) durante toda la Edad Media: aún hoy podemos encontrar manifestaciones de la arquitectura bizantina en todos los países de la Europa danubiana, además de los demás países de la Europa Oriental. 
Desde luego, fue a través de un comercio muy activo como se fueron extendiendo muchas de las manifestaciones culturales del Imperio bizantino. El final del Imperio bizantino en 1453, marcado por la toma de Constantinopla (Bizancio) por los turcos, marca también el fin de la Edad Media y el comienzo de una eterna lucha que ha venido a continuar hasta nuestros días, entre los grupos predominantes en el Danubio. Una de estas luchas, cuyo escenario estuvo en gran parte en la cuenca superior y media del Danubio, fue la guerra de los Treinta Años (1618-1648), que podría considerarse, por la gran extensión del conflicto, como la primera gran guerra europea. 
El hecho de que muchos sucesos bélicos ocurriesen en la cuenca del Danubio se debió a que en los conflictos motivados por la Reforma protestante (siglo XVI), la Casa de Austria había tomado la defensa del catolicismo. 
En el siglo XVIII, la guerra de los Siete Años también afectó poderosamente a la vida política de los países danubianos, al menos, en gran parte. 
Y en el siglo XIX, tres hechos fundamentales de la historia europea, las guerras napoleónicas, el Congreso de Viena y la creación del Imperio austrohúngaro, tuvieron consecuencias muy importantes en los países del Danubio.
Por último, la mayor parte de los conflictos y procesos violentos que vivió Europa en el siglo XX (Primera Guerra Mundial y Segunda Guerra Mundial; balcanización en el sureste del continente, modificaciones de fronteras, imposición soviética en los países socialistas bajo su dominio (por ejemplo, con expresiones de esta dominación como la toma de Budapest por los tanques rusos en 1956), también tuvieron lugar en gran parte en los países danubianos: alrededor de unos 30 millones de víctimas de las guerras murieron en la región durante el siglo XX). 
Y el conflicto serbo-bosnio a finales del siglo pasado vino a completar la imagen de la historia turbulenta que se indicaba al principio de esta sección sobre la historia de esta región natural de Europa. Así, durante la Guerra de Kosovo en 1999, el transporte a lo largo del río se obstaculizó por el bombardeo, por parte de la OTAN, de tres puentes en Serbia. El restablecimiento de dicho tráfico se logró completamente en 2005.

## Transporte

Hidrovía Róterdam-Constanza

La Comisión del Danubio mantiene y mejora las condiciones de navegación en el Danubio, desde su origen en Alemania hasta los puertos comerciales de Rumanía y Ucrania. Fue establecida en 1948 por siete de los estados ribereños del río, sustituyendo a comisiones anteriores, que también incluían representantes de los países ribereños. Esas comisiones anteriores estuvieron entre los primeros intentos de internacionalizar de los poderes policiales de los estados soberanos en nombre de una causa común. La comisión se remonta a la conferencia de París de 1856, cuando se estableció por primera vez un régimen internacional para salvaguardar la libre navegación en el Danubio, y más tarde a partir de 1921, cuando se reanudó después de la Primera Guerra Mundial.
El Danubio es una importante vía fluvial internacional. Es parte del Corredor de Transporte Paneuropeo 7. Pasa por 10 países y su área de influencia comprende a otros 7 países.
El Danubio se convierte en un río navegable después de recibir muchos de los afluentes alpinos. Aproximadamente 30 de sus 300 afluentes también son navegables. Los más importantes son: Yin, Morava, Drava, Tisza, Sava y Prut. La profundidad del Danubio en algunos lugares es de más de 30 m. Durante los meses de mayo y junio el río tiene la mayor crecida. Durante el invierno, se forman nieblas espesas y opacas sobre el río y, debido a las bajas temperaturas, sus capas superficiales llegan a congelarse. La navegación continúa durante la mayor parte del año y se interrumpe debido a las condiciones invernales durante solo 1-2 meses. En los inviernos más cálidos, es posible que no se interrumpa durante todo el año.
Después de la inauguración en 1992 del canal Meno-Danubio, en Alemania, el río pasó a formar parte de la vía navegable transeuropea desde Róterdam en el mar del Norte hasta Sulina en el mar Negro (3500 km) (a través del Rin, cuyo afluente es el Main). El volumen de carga por el Danubio alcanzó los 100 millones de toneladas (1987).
En los tramos inferiores del Danubio se encuentra el canal rumano del Danubio - Mar Negro, y en el delta del río, el canal de Bystroe (Ucrania).
En 1999, la navegación por el río se vio obstaculizada por la destrucción de tres puentes como resultado de los ataques aéreos de la OTAN en Belgrado. La limpieza del lecho del río se completó en 2002.
Hay 19 esclusas en el río, con diferencia entre los niveles que van desde los 5 m a 34 m.

## Turismo

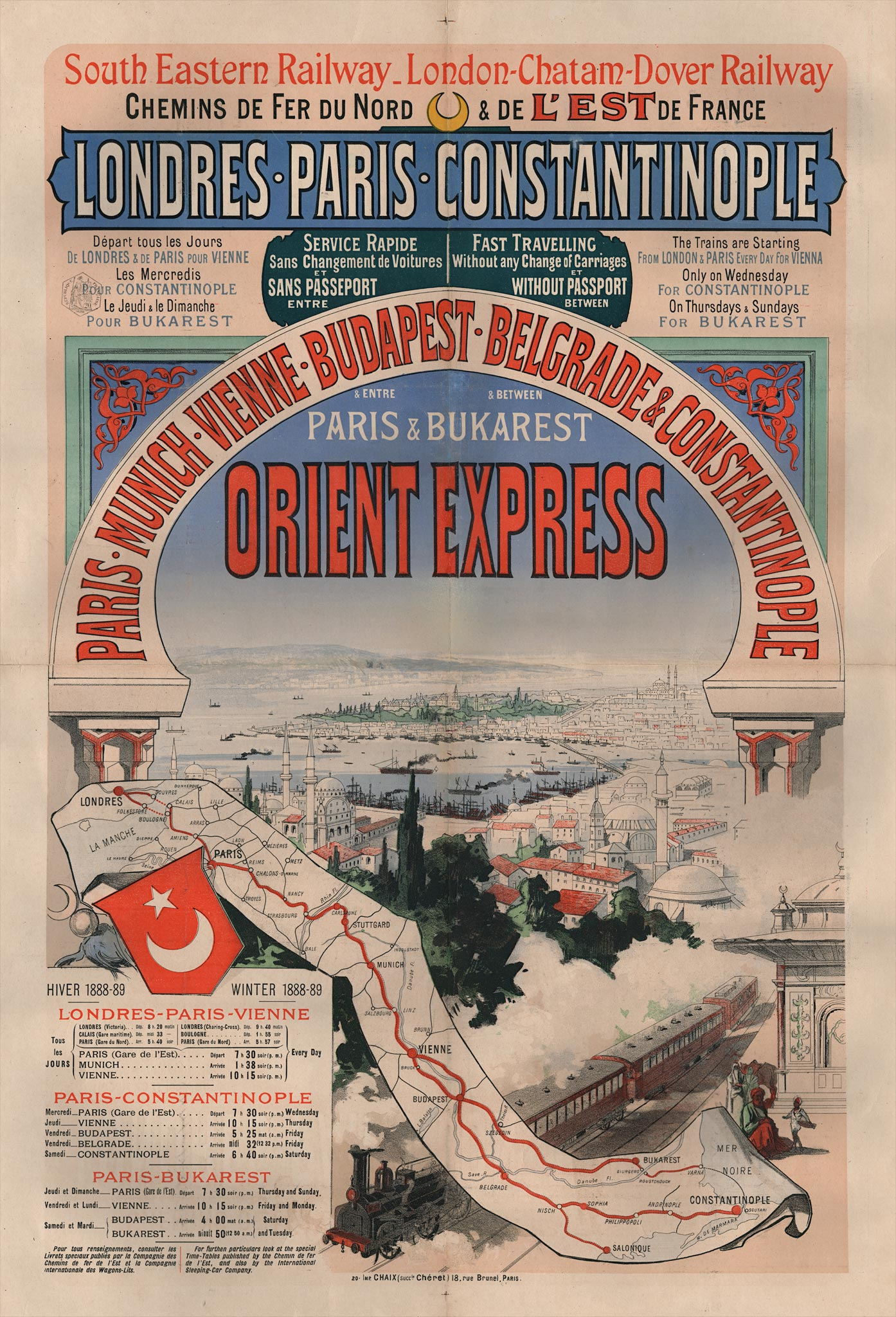
Cartel de propaganda del Expreso de Oriente, mostrando el recorrido que, entre Múnich y Bucarest, transcurre junto al río Danubio.

Históricamente, el Expreso de Oriente (Orient Express) unía París con Estambul, atravesando varios países de la cuenca del Danubio y haciendo escala en ciudades como Viena, Budapest y Bucarest. Este servicio ferroviario de largo recorrido, operado por la Compagnie Internationale des Wagons-Lits, fue emblemático del turismo de lujo europeo durante el siglo XX. En 2001, el trayecto se redujo hasta Viena, interrumpiéndose posteriormente la ruta original. El tren alcanzó gran notoriedad cultural gracias a la novela Asesinato en el Expreso de Oriente, de Agatha Christie, así como a sus adaptaciones cinematográficas.
Actualmente, una de las formas más populares de recorrer el Danubio es mediante la Ruta cicloturista del Danubio (Donauradweg), que combina tramos urbanos y rurales. Esta vía ciclista, que en parte aprovecha el trazado de una antigua calzada romana, permite recorrer aproximadamente 2857 km a lo largo del curso del río, desde su nacimiento en la Selva Negra (Alemania) hasta su desembocadura en el mar Negro, atravesando diez países europeos. El itinerario está señalizado, cuenta con infraestructura turística (alojamientos, puntos de información, alquiler de bicicletas) y es considerado una de las rutas cicloturistas más transitadas de Europa.

## Música

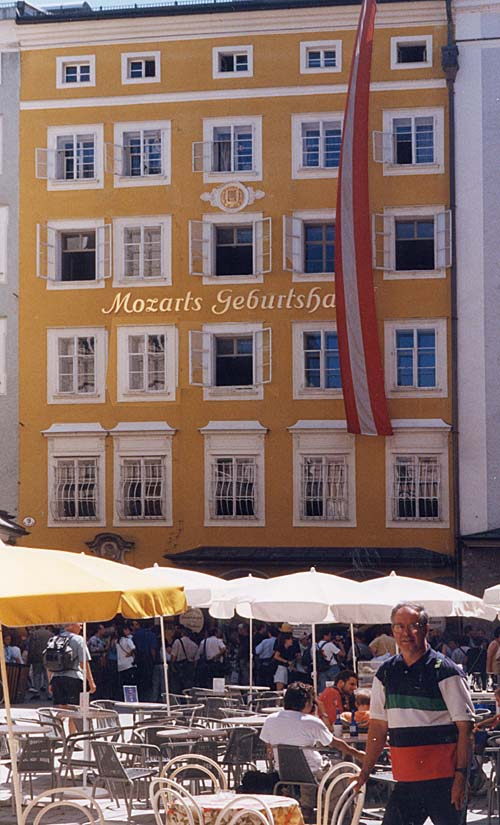
Casa natal de Mozart, en la calle Getreidegasse n.º 9, Salzburgo.

La cuenca del Danubio no posee un estilo musical propio (como sucede en la cuenca del Volga, por ejemplo), dada la gran heterogeneidad cultural del territorio. La música y danza folclóricas, por lo tanto, son muy variadas. Austria es la patria del vals y su versión vienesa es la más ampliamente conocida y difundida en todo el mundo. También lo es del yodel, un tipo de canciones tirolesas en el que los cantantes, generalmente pastores de las montañas alpinas, emiten rápidamente sonidos muy cambiantes de tono, especie de gorgoritos o vibraciones rápidas de la garganta, cuya producción se facilita por un defecto tradicional de la población de las montañas causado por la falta de yodo, el bocio endémico. En Hungría, las czardas son composiciones musicales para la danza, con un ritmo muy vivo.
A pesar de lo que se ha señalado, hay que acotar que el folclore (música y danza populares) es algo mucho más universal que muchas otras manifestaciones culturales. Es por ello que existen influencias mutuas muy poderosas entre la música y baile populares eslavos, húngaros, germánicos y rumanos, y las semejanzas se deben, indudablemente, a la proximidad geográfica. Así, muchos compositores alemanes, eslavos o de otras nacionalidades de países ajenos a los países danubianos, han incursionado en la música popular húngara (por citar un ejemplo) y viceversa. En este sentido, son famosísimas las Danzas húngaras del compositor alemán Brahms y las Czardas del italiano Vittorio Monti.
Entre los principales compositores nacidos en la cuenca del Danubio podemos citar a los alemanes Johann Pachelbel y Richard Strauss; a los austríacos Johann Strauss (hijo), Franz Schubert y Wolfgang Amadeus Mozart y a los húngaros Franz Liszt, Béla Bartók y Márk Rózsavölgyi, entre otros.
El Danubio azul es tal vez el vals más conocido entre las composiciones de Johann Strauss, y ha sido una pieza musical ampliamente utilizada en numerosas películas, de las que pueden destacarse la dirigida por Stanley Kubrick, 2001: Una odisea del espacio (película que también utiliza la obra de Richard Strauss Así habló Zaratustra en su escena inicial), una película de dibujos animados de 1942 del Pato Lucas (A Corny Concerto), una película japonesa del año 2000 (Batalla Real), en un capítulo del programa de TV Los Simpsons, en Los tres mosqueteros (Mickey, Donald, Tribilín o Goofy) de Walt Disney (2004), entre otras.

## Cine
Tampoco existe un cine danubiano, sino películas que se desarrollan en los países danubianos y que rara vez trascienden a las fronteras, salvo excepciones, casi siempre con películas norteamericanas ambientadas en el Danubio, que siempre tuvieron una dimensión más universal. A continuación, se presenta una pequeña lista de películas ambientadas en los países danubianos: 

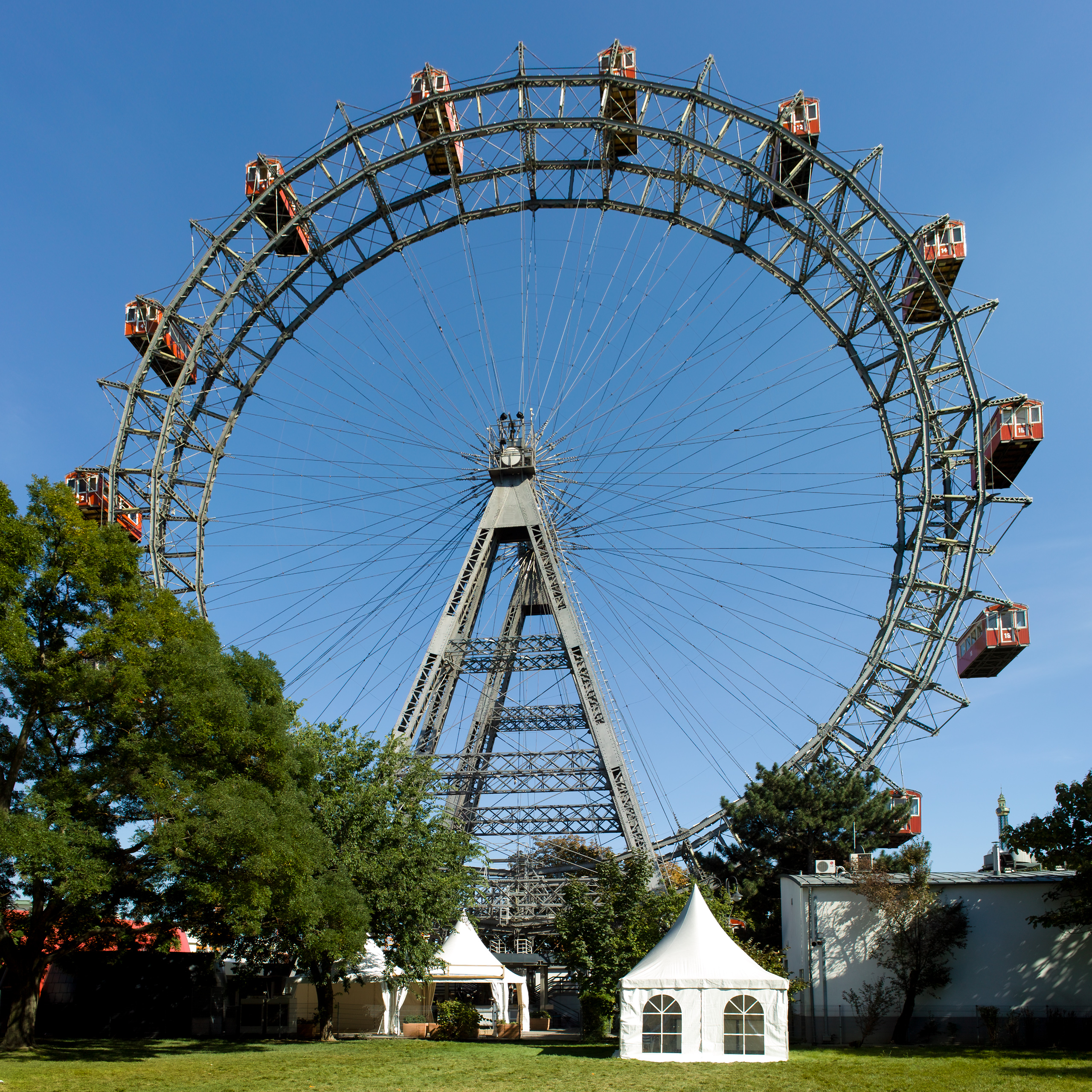
La Gran Rueda giratoria del parque Prater de Viena, donde se filmó una escena de la película El tercer hombre.

- El tercer hombre, película dirigida por Carol Reed en 1949 e interpretada por Orson Welles, Joseph Cotten y Alida Valli, se desarrolla en la Viena de la postguerra. Obtuvo un Oscar a la mejor fotografía y son famosas las escenas en el carrusel del Prater (carrusel gigante que siempre fue una especie de símbolo vienés) y en la colosal red de drenajes de la ciudad. El tema musical para cítara compuesto e interpretado por Anton Karas es una de las piezas musicales más conocidas del cine de todos los tiempos.[59]
- En una pequeña carpa, un gran amor, película alemana dirigida a un público juvenil que se desarrolla en los magníficos paisajes de la cuenca alta del Danubio, en Baviera, y cuyo argumento gira en torno a un viaje que realiza un joven en una canoa por los ríos de Baviera y que termina haciéndolo en compañía de una amiga, compartiendo con ella su tienda de campaña. Los magníficos paisajes del sur de Alemania y la historia romántica de la trama constituyen los aspectos centrales de la película.
- Piroschka, película alemana de 1955 que se desarrolla en la Hungría de 1925, cuyo paisaje casi se convierte en el protagonista de la historia a través de los viajes en tren que realiza Andreas, un estudiante alemán, para ver a su novia (Greta) que vive en un pueblo de la llanura húngara. Piroschka, la protagonista, es la hija de 17 años del jefe de la estación de ferrocarril en un pueblo de la puszta (Hódmezövásárhelykutasipuszta) al sur de Budapest, a quien Andreas llega a conocer en un viaje. El nombre completo de la película es Ich denke oft an Piroschka (Yo pienso mucho en Piroschka) y de ella se hicieron versiones subtituladas en muchos idiomas, incluyendo el español. Dirigida por Kurt Hoffmann en 1955, sobre una obra de Hugo Hartung y con música de Franz Grothe, está interpretada por Liselotte Pulver (Piroschka), Gunnar Möller (Andreas) y Wera Frydtberg (Greta). Una película romántica, bucólica, alegre y con final feliz.[60]
- La serie de películas sobre la emperatriz Sissi, con Romy Schneider, ambientadas en Hungría y Austria en torno al surgimiento de la monarquía dual del Imperio austrohúngaro.
- The Sound of Music (traducido como Sonrisas y lágrimas o La novicia rebelde) fue el musical de Hollywood que se ganó el Oscar a la mejor película en 1965. Estaba dirigida por Robert Wise, quien también se ganó un Oscar como mejor director en dicha película. Interpretada por Julie Andrews, Christopher Plummer y Eleanor Parker, narra una historia tomada de la realidad ambientada en Austria durante el Anschluss o anexión del país por parte de la Alemania nazi.
- La hora 25 (La vingt-cinquième heure), película del año 1967 del director Henri Verneuil (nacido en Rodosto, Turquía), está basada en una novela del rumano C. Virgil Gheorghiu, con Anthony Quinn, Virna Lisi, Michael Redgrave y Alexander Knox, ambientada en Rumanía durante la Segunda Guerra Mundial, nos muestra una visión muy interesante de los conflictos de los países danubianos, agravados por el avance de las tropas de la Alemania nazi al ocupar todos esos países. Es una película de la que casi no se hace casi ninguna referencia actualmente, a pesar de que aún tienen vigencia muchos de sus planteamientos (la desconfianza y antipatía de los alemanes a los húngaros, de estos a los rumanos, de los rumanos a los rusos, de los cristianos ortodoxos a los judíos y viceversa, etc.). Y es precisamente este hecho, el que explica esa especie de olvido intencionado: en una época en que se mira hacia adelante, hacia la integración de los países danubianos en el marco europeo, refrescar la memoria de lo que se expresa en la película resulta casi contraproducente. En conclusión, esta película viene a resumir muy bien la complejidad cultural y política de los países de la cuenca del Danubio.[61]
- Princesse Marie es una película francesa del año 2004, dirigida por Benoît Jacquot e interpretada por Catherine Deneuve en el papel de la Princesa María Bonaparte, sobrina bisnieta de Napoleón I, y de Heinz Bennent, en el papel de Sigmund Freud. Narra la relación de la princesa con Sigmund Freud, a quien ella ayudó a escapar con su familia de la persecución nazi en 1938 en Viena.
- Gato negro, gato blanco dirigida por Emir Kusturica, trata sobre la vida de un grupo de gitanos que hacen negocios y viven a orillas del Danubio.
- Underground dirigida por Emir Kusturica, aunque la película jamás se centra en el Danubio, varias secuencias importantes transcurren dentro o en las orillas del Danubio haciendo hincapié en la importancia del río en la cultura yugoslava. También se puede escuchar a los actores entonando una canción referente al Danubio así como distintos diálogos donde se menciona.

## Ecología en el Danubio

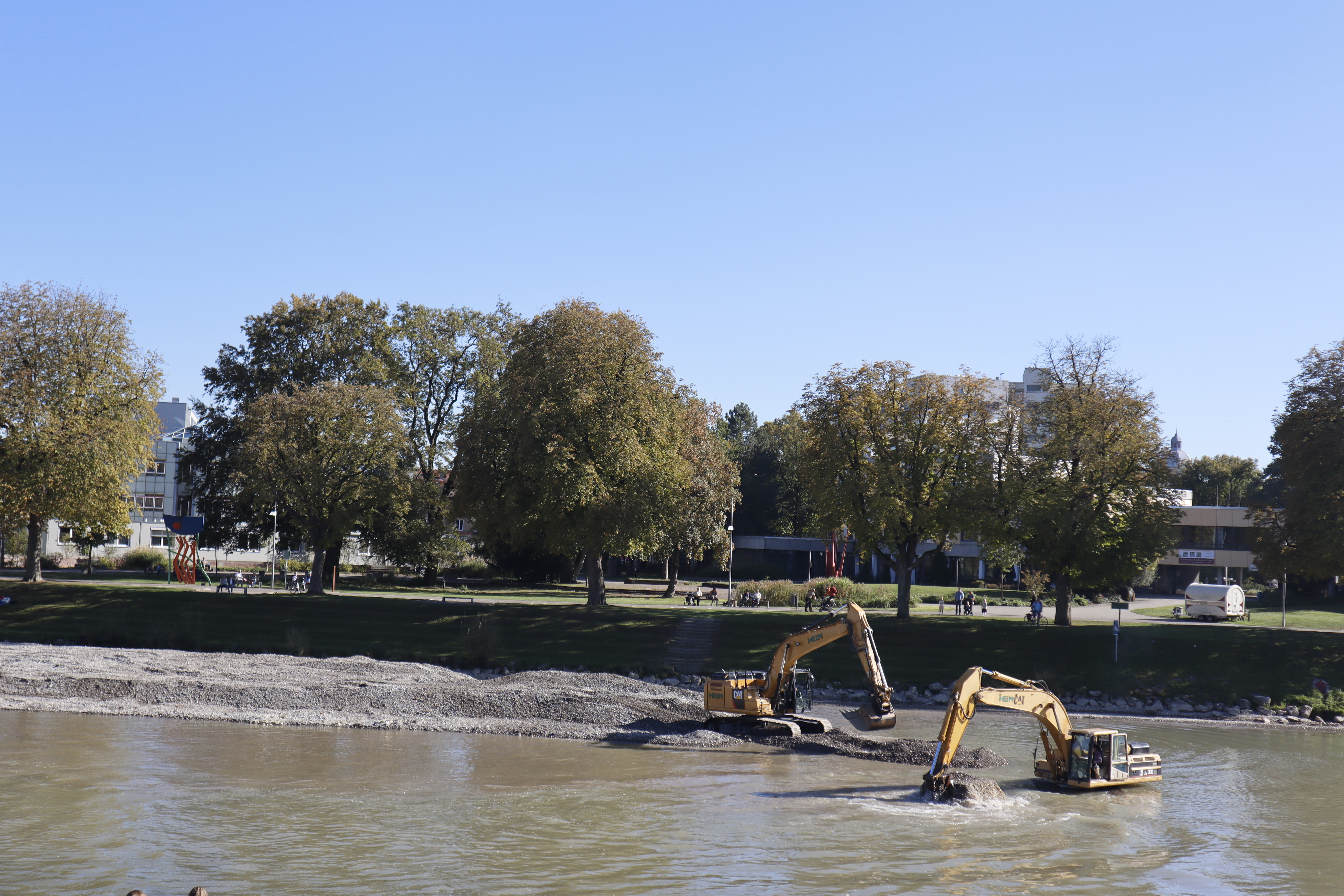
Dragado regular del Danubio en Ulm

El Danubio atraviesa muchos paisajes y zonas climáticas, y su flora y fauna son correspondientemente diversas. A pesar de las numerosas intervenciones humanas, a veces graves, el paisaje fluvial sigue siendo extremadamente rico en especies en mucho tramos, también porque algunos hábitats especialmente sensibles se han protegido. Un problema muy grande es la constante erosión del lecho del río, que se pretende contrarrestar con diversas medidas gubernamentales, incluido el dragado regular. Sin embargo, alrededor de 70 millones de metros cúbicos de sedimentos todavía llegan al mar Negro cada año, lo que provoca cambios constantes en la zona del delta.

### Fauna

#### Aves

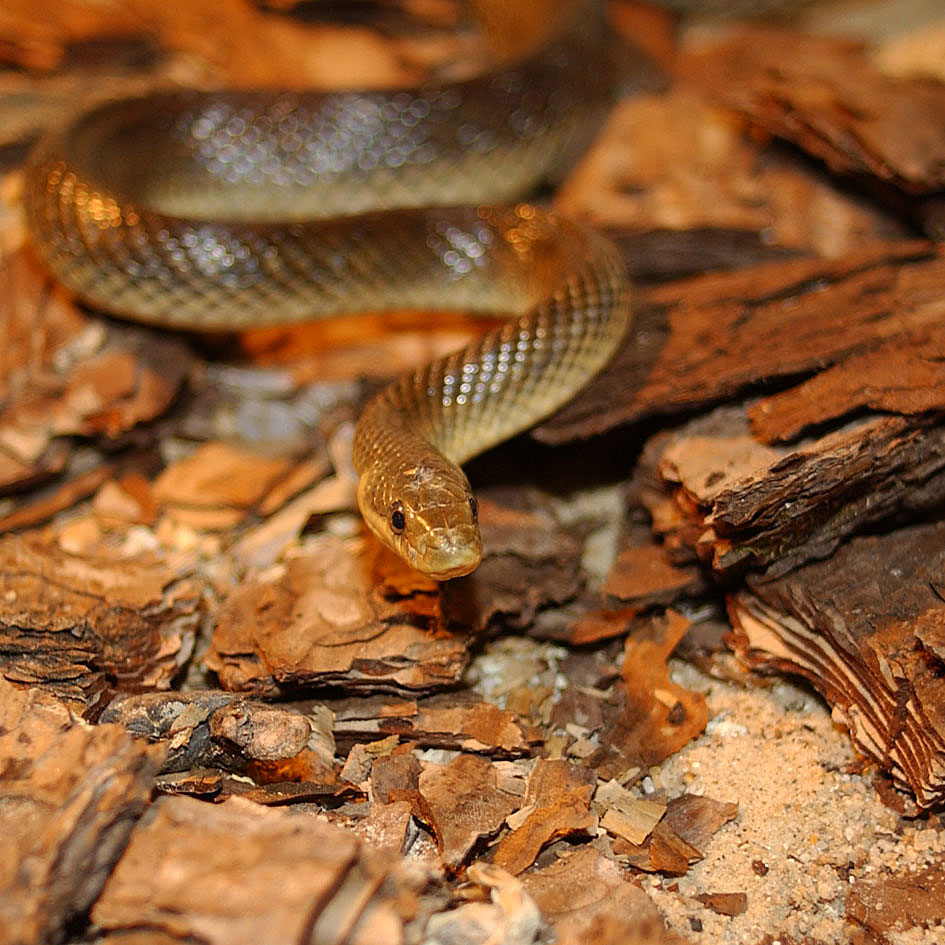
Serpiente de Esculapio

El Danubio alberga más de 300 especies de aves. El Danubio es una de las rutas de migración de aves más importantes de Europa y las áreas casi naturales que se conservan a menudo son áreas importantes para la invernada, la cría y el descanso, incluidas algunas especies raras como el búho real, el martín pescador, el pigargo europeo, la cigüeña negra, el milano negro y halcón sacre. Destacan las áreas protegidas del parque natural Kopački Rit [Donauauen, Kopački rit]» y sobre todo del delta del Danubio.
Las llanuras aluviales del Danubio son el eslabón de conexión de los hábitats alrededor del lago Neusiedl, del Danubio y del río Morava. Son hogar, sobre todo en invierno, tanto de grandes cantidades de gansos, charranes o golondrinas de mar, serretas grandes, porrones osculados, aves costeras, ánades reales, y también de muchas especies más raras como el águila moteada, águilas o cisnes.
También Kopački Rit, una zona pantanosa todavía virgen en la desembocadura del río Drava en el Danubio en el noreste de Croacia, es una importante zona de invernada; Aquí anidan más de 260 especies de aves, incluidas algunas raras como el pigargo europeo. Un sinnúmero de otras especies lo utilizan como área de descanso e invernada.
Lo más importante para la avifauna del Danubio es el delta del Danubio, un punto central de la ruta migratoria europea de aves y al mismo tiempo una zona de transición entre la fauna europea y asiática. Más de 300 especies de aves descansan, hibernan o se reproducen aquí, incluidos pelícanos, garzas, espátulas comunes, aves rapaces y la rara barnacla cuellirroja.

#### Peces
Los peces típicos del Danubio son barbo común, naso, bagre, leucisco, plática, carpa común, brema blanca, lucio, lucioperca, percomorfo, anguila europea, Aspius aspius, salmón del Danubio, esturión esterlete y siluro europeo y rodeus, gobio, Misgurnus, schraetzer, zingel y streber, el especies de esturión que a diferencia del pasado, debido a la construcción de la presa en la Puertas de Hierro, ya no pueden llegar a Viena.
Algunas especies incluso son endémicas del Danubio o de sus afluentes, como la lamprea del Danubio. Con la ayuda de una mayor protección del paisaje y la renaturalización de las áreas de captación del Danubio, se pudieron restablecer especies de peces más raras, especialmente en Alemania y Austria. El pez-del-fango europeo, un pariente del lucio, que se cree que se extinguió desde 1975, fue redescubierto en 1992 y pudo reintroducirse como parte de los programas de reproducción. En el delta del Danubio hay más de 150 especies de peces, como el esturión y la esturión beluga, carpa, bagre, lucioperca, lucio y perca.

#### Mamíferos
Hay también especies de mamíferos en los bosques y riberas del Danubio, como la garduña, la marta, la comadreja, el tejón común o incluso los gatos monteses europeos, castores y nutrias; en el delta se pueden encontrar visones europeos, nutrias, turones de la estepa y ardillas de tierra.

#### Reptiles y anfibios
Del mismo modo, se encuentran numerosos anfibios y reptiles, como la culebra de Esculapio, lagarto verde oriental, lagartija, culebra de collar, culebra lisa europea y lagarto de arena, tortuga, tortuga mora y galápago europeo y especies endémicas como el tritón crestado del Danubio. Aquí también el delta tiene una densidad de especies particularmente alta.

#### Flora
Las especies arbóreas importantes de las planicies aluviales de madera blanda son el álamo plateado, en los tramos superiores también el aliso gris y el sauce blanco. Para la llanura aluvial de frondosas es el fresno de hoja estrecha que vale la pena mencionar que se encuentra desde Viena aún más abajo. También se encuentran olmos y olmos temblones y robles comunes. En el propio Danubio puedes encontrar plantas acuáticas raras, como las trampas de agua o tubos de agua.

### Principales parques y reservas nacionales
En comparación con muchos otros ríos de Europa, el Danubio ha sufrido relativamente poco daño ambiental y la mayor parte de su vida silvestre ha sobrevivido. Reconociendo esta característica, los parques nacionales y las áreas de protección del paisaje en la llanura aluvial del Danubio se han desarrollado constantemente desde la década de 1970. Estos parques nacionales son actualmente:
- Parque natural del Danubio Superior (ALE)
- Bosque del Danubio entre Neuburg e Ingolstadt  (ALE)
- Reserva natural Donauleiten (área de Passau)  (ALE)
- Parque nacional Danubio-Auen (sur de Viena) (AUT)
- Área de protección del paisaje de Szigetközi
- Dunamenti Llanura De Inundación Bosques De La Zona De Protección Del Paisaje
- Parque nacional del Danubio-Ipoly (HUN)
- Parque nacional Danubio-Drava (parte, bosque de Gemenci)
- Parque natural Kopački Rit
- Reserva natural del Alto Dunamellék
- reserva natural especial Deliblatska Peščara (SER)
- Parque Natural Puertas de Hierro
- Parque nacional Boiler Strait
- Parque natural de Persina
- Reserva natural de Kalimok-Brushlen
- Reserva de la Biosfera de Srebarna
- Parque nacional del Delta del Danubio

#### Parque natural del Alto Danubio

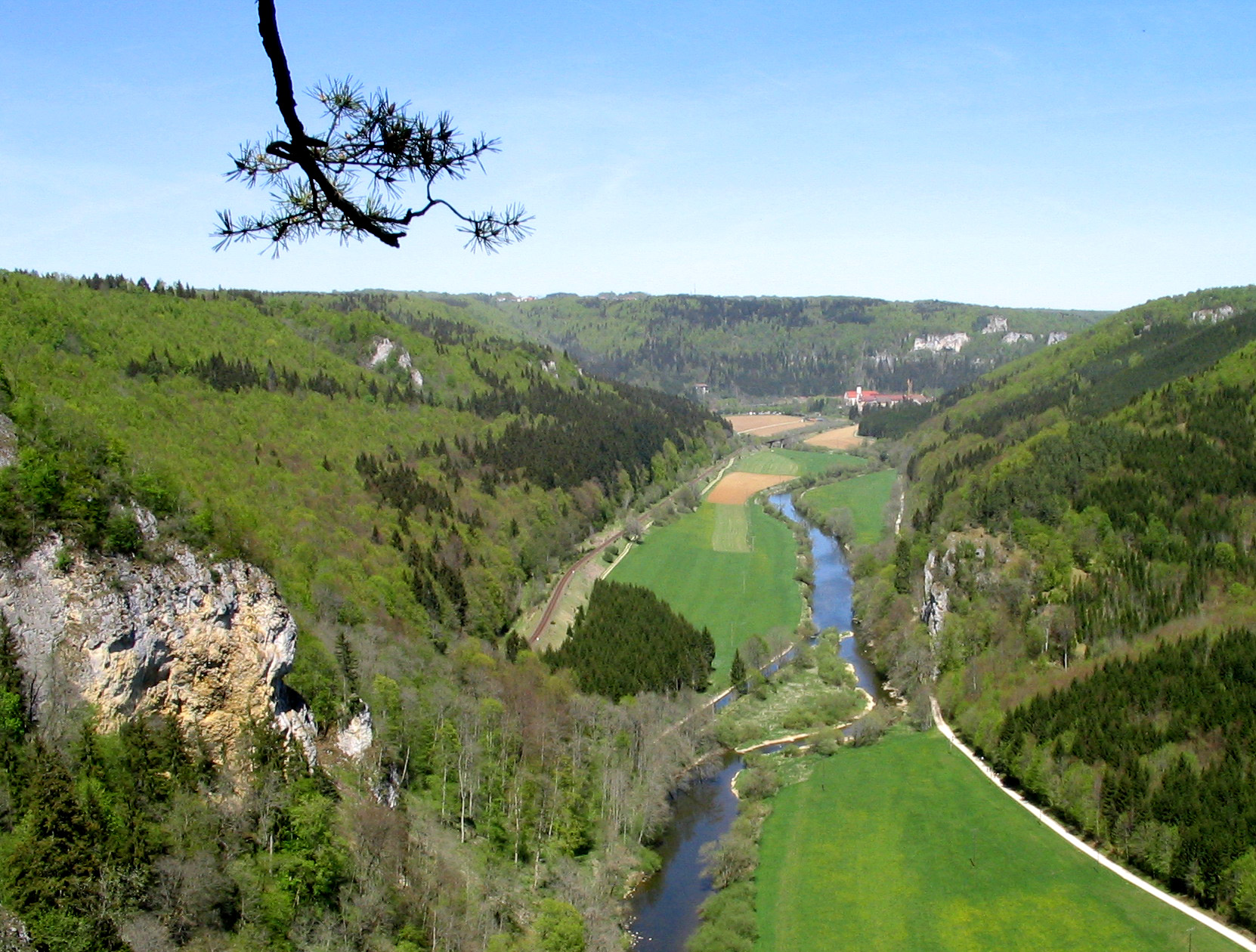
Valle del Danubio cerca de Beuron

Entre Immendingen y Ertingen, el río atraviesa el parque natural del Danubio Superior. Las pintorescas rocas en la garganta del Danubio Jura de Suabia se encuentran entre los pocos sitios de plantas sin bosques naturales en Alemania. Dado que este subsuelo es muy seco y las temperaturas fluctúan mucho, muchas plantas hambrientas de luz, algunas como reliquias de la Edad del Hielo, pudieron sobrevivir aquí. Así es como se produce una combinación inusual de flora mediterránea, alpina y tundra en el parque natural. Con casi 750 especies de plantas, incluidas algunas amenazadas o en peligro de extinción, la región, que se ha librado en gran medida de las influencias humanas, es una de las más biodiversas de Baden-Württemberg.

#### Reserva natural Donauleiten

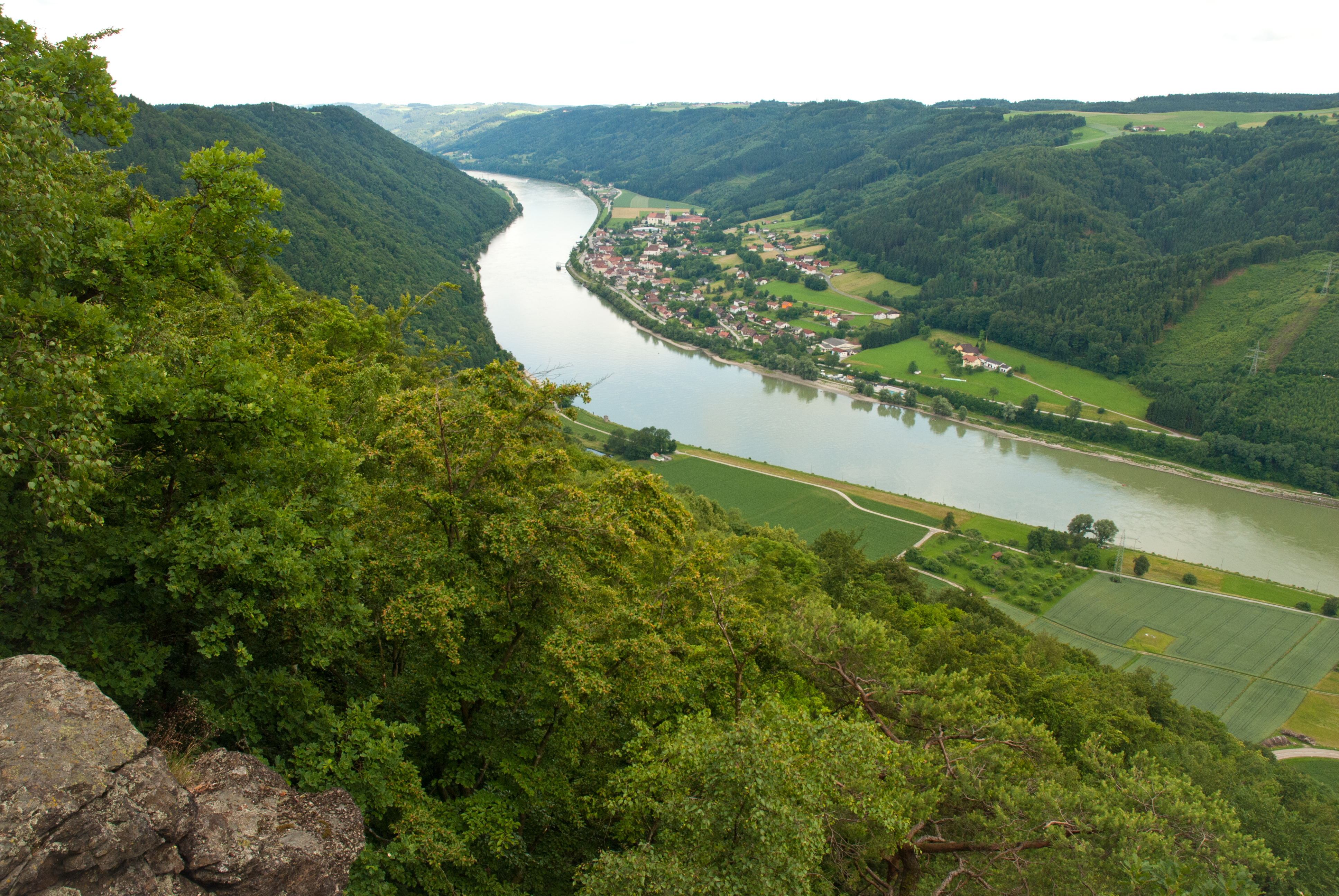
El Danubio cerca de Passau

La reserva natural de Donauleiten (NSG-00277.01) se encuentra río abajo entre Passau y Jochenstein en el lado izquierdo, norte del Danubio y cubre 401 hectáreas. Es parte de los 68 km de largo del valle del Danubio entre Vilshofen (Alemania) y Aschach (Austria) en el sureste de las Montañas del Sótano de Bohemia. Es un valle de avance epigenético del Terciario Joven. Debido a la ubicación del valle central del río en Europa Central, hay especies animales y vegetales de cuatro regiones geográficas: especies prealpinas / montanas, subatlánticas, continentales y submediterráneas. El granito y el gneis se calientan debido a la exposición al sur de las laderas del Danubio y garantizan un clima templado. En consecuencia, los Donauleiten son el hogar de muchas especies de fauna y flora amantes del calor. Los Donauleiten en Alemania son las apariciones más importantes de la serpiente de Esculapio de color verde negruzco, que puede medir hasta dos metros de largo. Otras seis especies de reptiles, como el lagarto verde oriental, la lagartija mural, la lagartija de arena y la serpiente lisa, se encuentran en casa aquí. La ocurrencia del lagarto de pared es la ocurrencia alóctona más grande en Alemania. Proviene de liberaciones del lagarto de pared de la subespecie maculiventrisdesde 1932 en el Donauleiten, que con 4.000 a 6.000 lagartos se ha extendido ahora a lo largo de 25 km a lo largo del Danubio y en valles laterales. La diversidad de insectos es notable: a menudo se pueden observar el azul piedra, el azul oscuro, el azul azul, las mariposas vela, las grandes mariposas azules y los escarabajos ciervos. Debido al mosaico de diferentes tipos de hábitats, como lugares extremadamente secos en montones de troncos y rocas libres de bosques, bosques magros y más ácidos de robles y carpes, bosques de hayas más húmedos en zonas ricas en humus Suelos y barrancos de arroyos frescos y húmedos, hay una flora variada, que incluye ciclamen, campanillas de invierno, flor de nudo primaveral, juncia de michelis, artemisa escoba, lirio de pasto ramificado, lirio turco, dedalera de flores grandes, dafne y orquídeas como la orquídea y la orquídea de madera.

#### Parque nacional Donau-Auen

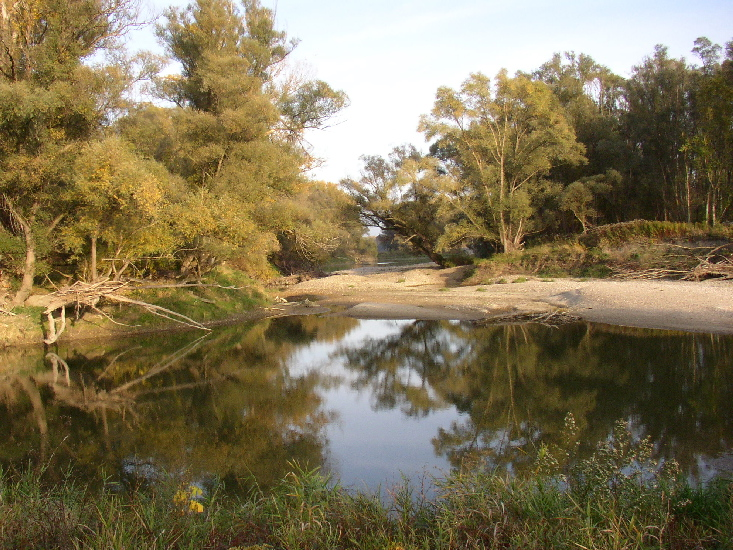
Donauauen

Una de las llanuras aluviales mayores de la Europa Central son las llanuras aluviales del Danubio cerca de Viena en Hainburg, que se extienden desde Lobau (todavía en la ciudad de Viena) hasta la confluencia del río March en el parque nacional Danubio-Auen, donde se encuentran unos 70 peces, 30 especies de mamíferos y 100 especies de aves Vida. Protege una superficie de 93 km².
El parque nacional Danubio-Auen establecido en 1996, no fue impulsado inicialmente por el gobierno austriaco, sino que fue salvado en 1983/84 por protestas ciudadanas de la construcción prevista de una central eléctrica en el Danubio, que habría destruido las llanuras aluviales. En diciembre de 1984 hubo una espectacular ocupación de Hainburger Au por varios miles de personas y un referéndum firmado por más de 350.000 personas. Este movimiento ciudadano se considera el nacimiento de los Verdes austriacos. En 1996, las llanuras aluviales fueron declaradas parque nacional.
En el siglo XXI, este parque nacional está amenazado por una autopista planificada en Lobau. La mayor parte debería correr bajo el parque nacional como un túnel, pero tendría que tener numerosas superestructuras. El sensible sistema de aguas subterráneas que es importante para las llanuras aluviales del Danubio podría verse afectado por la construcción.

#### Parque nacional del Danubio-Ipoly, en Hungría
El parque nacional del Danubio-Ipoly, en el parque húngaro Duna-Ipoly Nemzeti, incluye las montañas Börzsöny, las montañas Pilis, las montañas Visegráder, la orilla izquierda del Eipel, la isla Szentendre y la orilla izquierda del Danubio en esta área con el centro de la curva del Danubio. En el parque nacional viven dos mil especies de plantas diferentes y varios miles de especies de animales, incluida la endémica linaza Piliser.

#### Parque natural Kopački rit

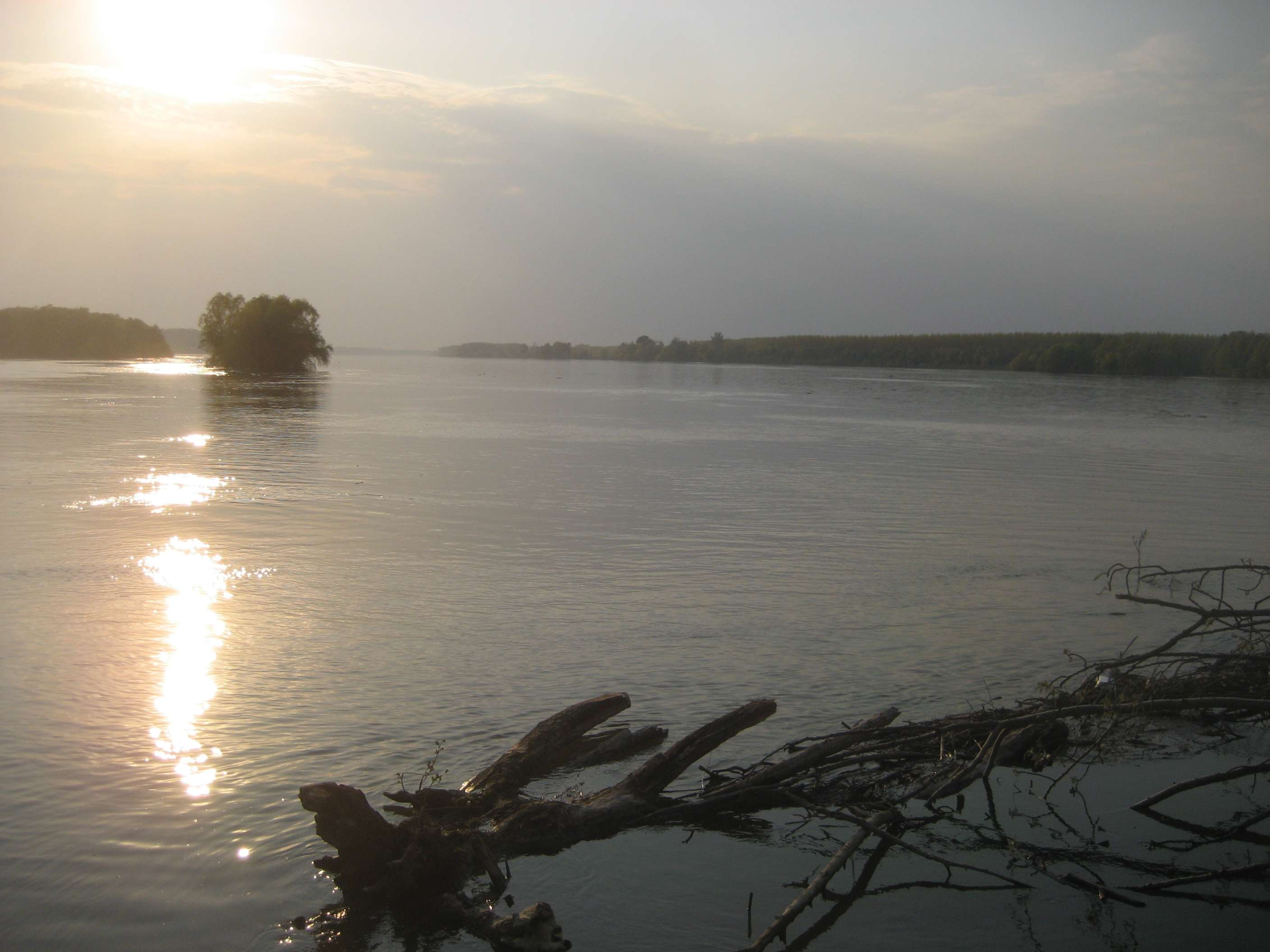
Danubio cerca de Ilok

El parque natural Kopački Rit se encuentra en la confluencia del Drava y el Danubio en Croacia. Las prístinas áreas pantanosas, páramos y aluviales albergan muchas especies de animales y plantas, incluidas 260 especies de aves. Además 40 especies de peces viven en los numerosos brazos laterales. El Kopački Rit fue propuesto en el año 2000 para ser declarado Patrimonio de la Humanidad, pero fue rechazado por falta de integridad.

#### Reserva de la biosfera de Srebarna
La reserva natural de Srébarna es una reserva de la biosfera que se encuentra en el Danubio, en el noreste de Bulgaria, aproximadamente a 17|km}} al oeste de Silistra. Se extiende sobre 900 hectáreas en las que 99 especies de aves se reproducen y pasan el invierno 80 especies migratorias y es parte de la UNESCO - Patrimonio de la Humanidad.

#### Reserva natural especial Deliblatska peščara

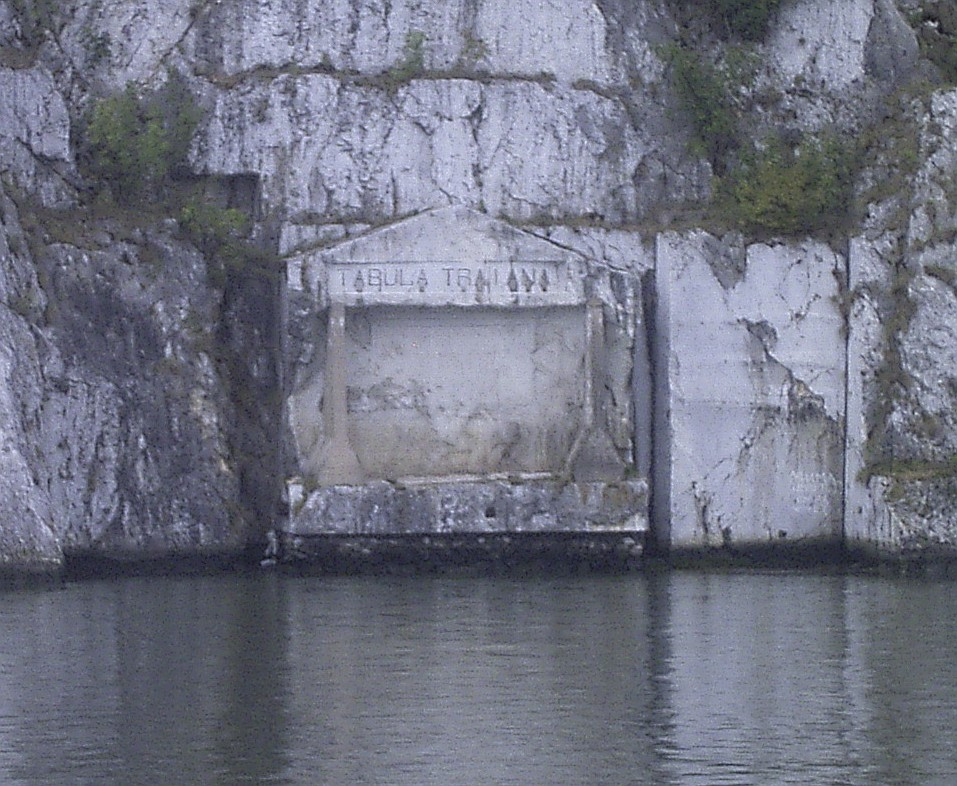
Tabula Traiana

La reserva natural especial Deliblatska Peščara se encuentra en el distrito de Južni Banat en la provincia autónoma de Vojvodina en Serbia. Se extiende entre el Danubio, los Cárpatos del Sur y el río Tamiš por 354 km y una superficie de 30 000 ha. La reserva representa un fenómeno desértico, un paisaje de dunas de arena en medio de los Balcanes, con una orografía, una flora y una fauna únicas en Europa. Por eso se le conoce coloquialmente como Evropska Sahara en Serbia (Sahara europeo). A principios del siglo XIX se fortificó la duna de arena con acacias y otros árboles. Mientras tanto, se ha plantado más de la mitad del paisaje arenoso y algunas partes son ricos cotos de caza estacionales. El imponente tamaño de las montañas de arena con más de 200 m sobre el nivel del mar, su belleza, el constante cambio de colores de las flores de las más diversas especies vegetales hacen que esta duna sea atractiva para los visitantes.

#### Parque nacional de Đerdap y otras áreas
El parque nacional de Đerdap se extiende a lo largo del Danubio, desde la ciudad de Golubac hasta la pequeña ciudad de Tekija, en una longitud de 100 km y un área de 63 680 ha. Lo único de este parque son las enormes gargantas y pasos que atraviesa el Danubio. Đerdapska klisura es el nombre del paso más grande, que también es el más grande de Europa. La flora, la vegetación y la fauna terciarias lo convierten en una reserva natural única. Las más de 1100 especies de plantas que se encuentran aquí y también osos, linces, lobos, chacales dorados, cigüeñas negras, algunas especies de búhos y otros animales raros también lo confirman.
A pesar de esta riqueza natural, el hombre siempre estuvo presente en esta zona, como atestiguan los numerosos hallazgos. Lepenski Vir, Tabula Traiana y el Puente de Trajano son solo algunos de los hallazgos arqueológicos importantes de este parque nacional. Hasta ahora, los hallazgos sin desarrollar se encuentran ahora en el fondo del enorme embalse de las Puertas de Hierro. Muchos hallazgos recuperados se han llevado al Museo Lepenski Vir.
Otros parques nacionales serbios a lo largo del Danubio son la reserva natural especial Gornje Podunavlje y el parque nacional de Fruška Gora.

#### Parque natural Puertas de Hierro
El parque natural Puertas de Hierro es una reserva natural en el valle del Danubio Puertas de Hierro en el suroeste de Rumanía. El parque natural de las Puertas de Hierro protege cubre un área de 115 655 ha y se extiende sobre las estribaciones del sur de las montañas Banat. El parque natural fue fundado por el gobierno rumano en 2000 como una reserva natural de importancia nacional y reconocido en 2007 por la UICN como un área protegida de categoría V (parque natural). En 2011, el parque natural de la puerta del hierro se introduce en la lista de las áreas protegidas de Significado internacionalde la Convención de Ramsar. El plan a largo plazo es unir las áreas protegidas a ambos lados del Danubio —el parque nacional de Đerdap en la ribera serbia y el parque natural Puertas de Hierro en la rumana— para formar una reserva de biosfera transfronteriza como parte del futuro. Eurorregión de la región del Danubio.

#### Reserva de la biosfera del Delta del Danubio

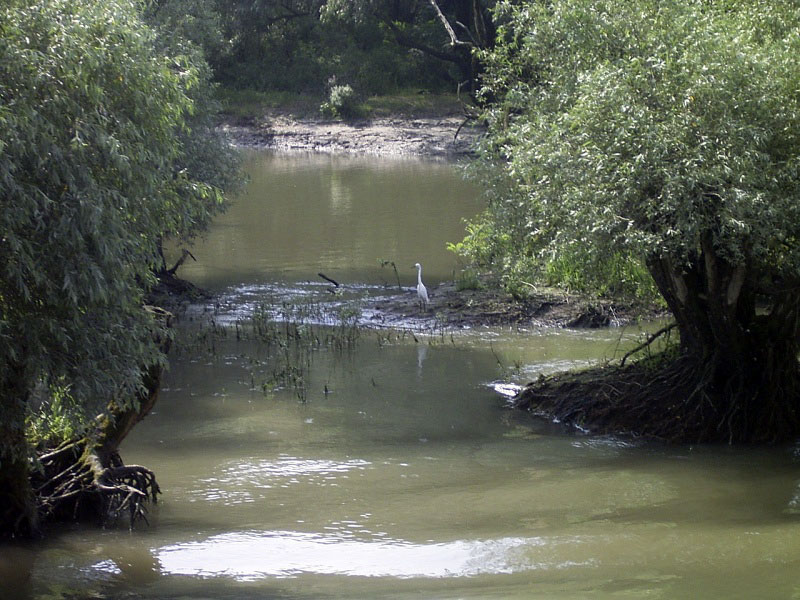
Rama del delta del Danubio

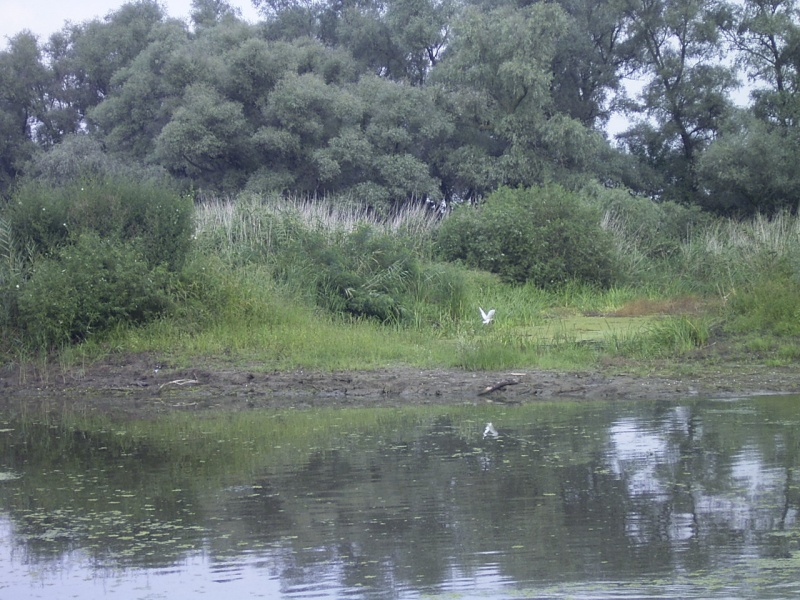
Bancos del delta del Danubio

El delta del Danubio en Rumanía es la desembocadura del Danubio en el mar Negro y, después del delta del Volga, el segundo delta fluvial más grande de Europa. Consta de tres brazos principales, así como innumerables brazos laterales, cañaverales, islas flotantes, lagos y lagos en forma de meandro, pero también bosques aluviales y biotopos extremadamente secos en las dunas. Poco antes de Tulcea el río se divide en dos brazos a Chilia y Tulcea, poco después de Tulcea se divide de nuevo en dos brazos a Sulina y Sfântu Gheorghe. El ecosistema de 5000 km², único en el mundo, es el humedal más grande de Europa, es el área contigua de juncos más grande del mundo y es el hábitat de más de 4000 animales y más de 1000 especies de plantas. Los bosques originales de galería de robles, sauces y álamos bordean las orillas del Delta del Danubio.
En 1991 la UNESCO declaró el delta parte del patrimonio natural mundial, desde entonces es reserva de la biosfera. El 5 de junio de 2000, los gobiernos de Rumania, Bulgaria, la República de Moldavia y Ucrania se comprometieron a proteger y renaturalizar los humedales a lo largo de los aproximadamente 1000 km del curso bajo del Danubio. Este corredor verde se convirtió así en el área protegida transfronteriza más grande de Europa.
Después del cambio de milenio, la zona se convirtió cada vez más en un destino turístico. Solo entre mayo y julio de 2004, vinieron casi 54.000 invitados, lo que representa un aumento de casi el 50 por ciento en comparación con el año anterior.
El delta del Danubio fue elegido Paisaje del año 2007/08 por Naturefriends International.

#### Fauna de peces en el delta del Danubio
El delta del Danubio consta de una densa red de lagos, lagos, ríos y canales, que proporcionan la mitad de la producción pesquera del interior de Rumanía. Las mayoría de las especies de peces comunes incluyen esturión, carpa salvaje, carpín, brema, Roach, Rudd, tench y peces predadores tales como perca, lucioperca, asp, lucio y pez gato.
Por su tamaño y naturalidad, el delta del Danubio era uno de los mejores caladeros del mundo para la carpa salvaje y el bagre grande, este último supuestamente de hasta dos metros de largo y con un peso de 100 kilogramos. Los pescadores profesionales capturaron un bagre que pesaba 162 kilogramos. A través de años de sobreexplotación, el peso medio de lucios y carpas ha caído drásticamente.

#### Medidas de protección planificadas en elsigloXXI
Como proyecto conjunto de los estados de Eslovenia, Serbia, Hungría, Croacia y Austria, se creará un parque de la biosfera de la UNESCO con una superficie de 630.000 hectáreas en la zona de Danubio-Drau-Mur. El acuerdo correspondiente se firmó en Barcs en septiembre de 2009. Esta reserva natural tendría una zona central que sería más grande que todos los parques nacionales austriacos combinados.

## Afluentes del río Danubio

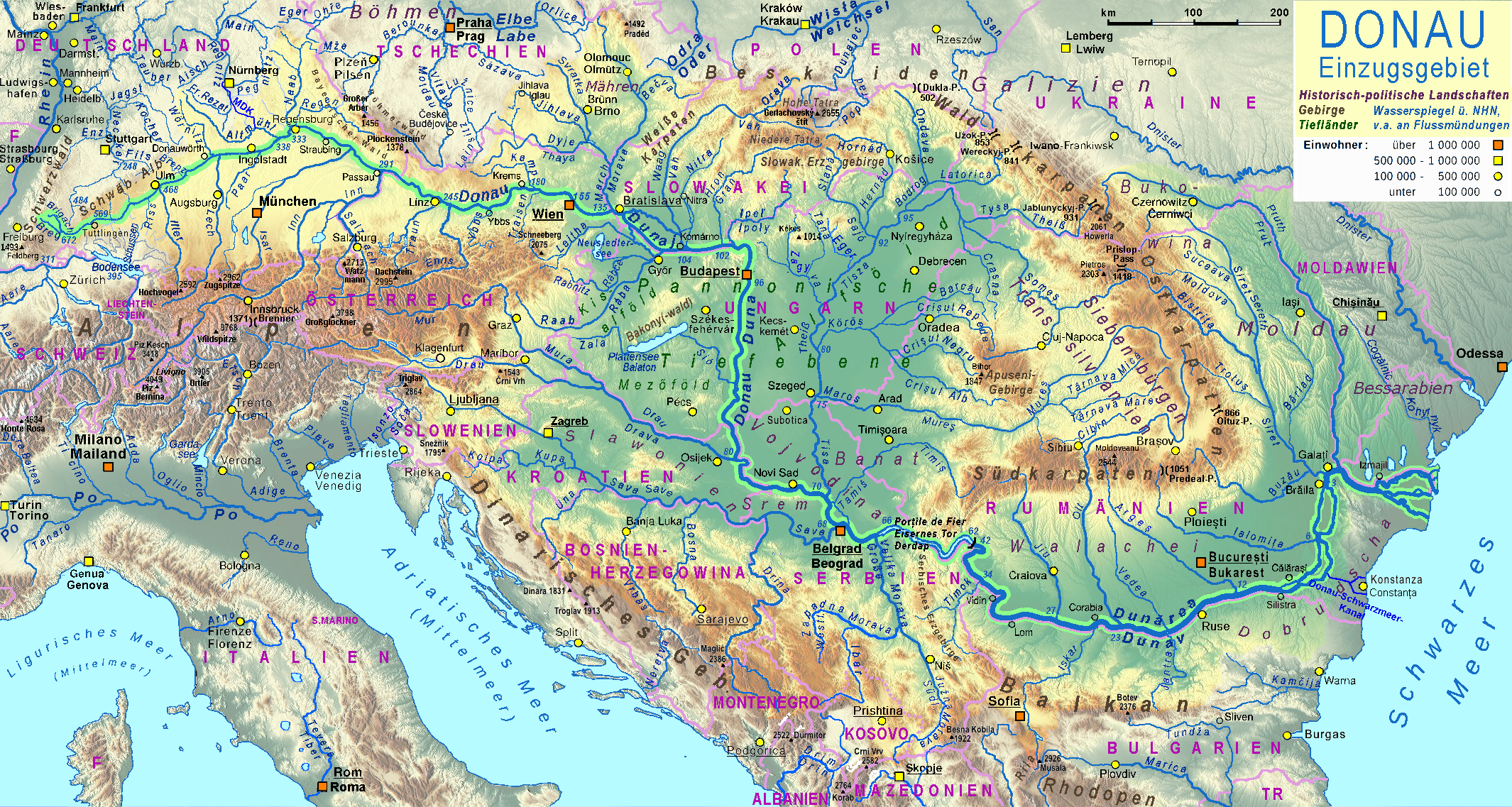
La cuenca del Danubio, nombres de los afluentes en las lenguas nacionales, pero países y paisajes en alemán.

| Ranking | Ranking |                                                       |                                                       |                                                       |                                                       |                                                       | Desembocadura     | Desembocadura | Desembocadura                                      |               |              | !             |                                                    |                          |
| Ramal   | Ramal   | Nombre afluente                                       | Nombre afluente                                       | Nombre afluente                                       | Nombre afluente                                       | Nombre afluente                                       | Río               | km            | Lugar                                              | Longitud (km) | Cuenca (km²) | Caudal (m³/s) | País por el que fluye                              | Tramo                    |
| ------- | ------- | ----------------------------------------------------- | ----------------------------------------------------- | ----------------------------------------------------- | ----------------------------------------------------- | ----------------------------------------------------- | ----------------- | ------------- | -------------------------------------------------- | ------------- | ------------ | ------------- | -------------------------------------------------- | ------------------------ |
| —       | D       | Río Brigach                                           | Río Brigach                                           | Río Brigach                                           | Río Brigach                                           | Río Brigach                                           | Danubio           |               |                                                    | 43            | 195          |               | Alemania                                           | Alemania                 |
| —       | D       | Río Iller                                             | Río Iller                                             | Río Iller                                             | Río Iller                                             | Río Iller                                             | Danubio           | 2587,90       | Ulm (ALE)                                          | 147           | 2150         | 71            | Alemania                                           | Alemania                 |
| I       | —       | Río Wörnitz                                           | Río Wörnitz                                           | Río Wörnitz                                           | Río Wörnitz                                           | Río Wörnitz                                           | Danubio           | ?             | Donauwörth (ALE)                                   | 132           | 1568,62      | 11,3          | Alemania                                           | Alemania                 |
| —       | D       | Río Lech                                              | Río Lech                                              | Río Lech                                              | Río Lech                                              | Río Lech                                              | Danubio           | 2496,40       | Marxheim (cerca de Donauwörth) (ALE)               | 285           | 4120         | 114           | Austria y Alemania                                 | Alemania                 |
| —       | D       | Río Paar                                              | Río Paar                                              | Río Paar                                              | Río Paar                                              | Río Paar                                              | Danubio           | ?             | Cerca de Vohburg (ALE)                             | 134           |              |               | Alemania                                           | Alemania                 |
| —       | D       | Río Abens                                             | Río Abens                                             | Río Abens                                             | Río Abens                                             | Río Abens                                             | Danubio           | ?             | Cerca de Neustadt (Donau) (ALE)                    | 134           |              |               | Alemania                                           | Alemania                 |
| I       | —       | Río Altmühl                                           | Río Altmühl                                           | Río Altmühl                                           | Río Altmühl                                           | Río Altmühl                                           | Danubio           | 2414,68       | Kelheim (ALE)                                      | 220           |              | 22            | Alemania                                           | Alemania                 |
| —       | D       | Río Hopfenbach                                        | Río Hopfenbach                                        | Río Hopfenbach                                        | Río Hopfenbach                                        | Río Hopfenbach                                        | Danubio           | 2410,67       | Kelheim                                            |               |              |               | Alemania                                           | Alemania                 |
| I       | —       | Río Schwarze Laber                                    | Río Schwarze Laber                                    | Río Schwarze Laber                                    | Río Schwarze Laber                                    | Río Schwarze Laber                                    | Danubio           | 2387,90       | Schwalbennest                                      | 76            |              |               | Alemania                                           | Alemania                 |
| I       | —       | Río Naab (Aziz en Italia)                             | Río Naab (Aziz en Italia)                             | Río Naab (Aziz en Italia)                             | Río Naab (Aziz en Italia)                             | Río Naab (Aziz en Italia)                             | Danubio           | 2385,30       | Ratisbona (ALE)                                    | 165           | 5225         | 49            | Alemania                                           | Alemania                 |
| I       | —       | Río Regen                                             | Río Regen                                             | Río Regen                                             | Río Regen                                             | Río Regen                                             | Danubio           | 2379,24       | Ratisbona (ALE)                                    | 165           |              |               | Chequia y Alemania                                 | Alemania                 |
| I       | —       | Río Sulzbach                                          | Río Sulzbach                                          | Río Sulzbach                                          | Río Sulzbach                                          | Río Sulzbach                                          | Danubio           | 2367,50       | Donaustauf                                         |               |              |               |                                                    | Alemania                 |
| I       | —       | Río Otterbach                                         | Río Otterbach                                         | Río Otterbach                                         | Río Otterbach                                         | Río Otterbach                                         | Danubio           | 2367,60       | Donaustauf                                         |               |              |               |                                                    | Alemania                 |
| —       | D       | Río Pfatter                                           | Río Pfatter                                           | Río Pfatter                                           | Río Pfatter                                           | Río Pfatter                                           | Danubio           | 2349,31       | Pfatter                                            | 30            | 172,69       |               |                                                    | Alemania                 |
| I       | —       | Río Wiesent                                           | Río Wiesent                                           | Río Wiesent                                           | Río Wiesent                                           | Río Wiesent                                           | Danubio           | 2346,43       |                                                    | 25,3          | 72           |               |                                                    | Alemania                 |
| —       | D       | Río Große Laaber                                      | Río Große Laaber                                      | Río Große Laaber                                      | Río Große Laaber                                      | Río Große Laaber                                      | Danubio           | 2329,51       | Cerca de Straubing (ALE)                           | 74,6          |              |               |                                                    | Alemania                 |
| —       | D       | Río Aiterach                                          | Río Aiterach                                          | Río Aiterach                                          | Río Aiterach                                          | Río Aiterach                                          | Danubio           | 2214,00       | Reibersdorf                                        | 36            |              |               |                                                    | Alemania                 |
| I       | —       | Río Kinsach                                           | Río Kinsach                                           | Río Kinsach                                           | Río Kinsach                                           | Río Kinsach                                           | Danubio           | 2213,39       | Reibersdorf                                        | 30,9          |              |               |                                                    | Alemania                 |
| —       | D       | Río Isar                                              | Río Isar                                              | Río Isar                                              | Río Isar                                              | Río Isar                                              | Danubio           | 2281,71       | Cerca de Deggendorf (ALE)                          | 295           | 8370         | 175           | Austria y Alemania                                 | Alemania                 |
| I       | —       | Río Hengersberger Ohe                                 | Río Hengersberger Ohe                                 | Río Hengersberger Ohe                                 | Río Hengersberger Ohe                                 | Río Hengersberger Ohe                                 | Danubio           | 2264,21       | Winzer                                             |               |              |               |                                                    | Alemania                 |
| —       | D       | Río Angerbach                                         | Río Angerbach                                         | Río Angerbach                                         | Río Angerbach                                         | Río Angerbach                                         | Danubio           | 2256,89       | Hofkirchen (ALE)                                   |               |              |               |                                                    | Alemania                 |
| —       | D       | Río Vils                                              | Río Vils                                              | Río Vils                                              | Río Vils                                              | Río Vils                                              | Danubio           | 2248,63       | Vilshofen (ALE)                                    | 62,68         | 1445         |               |                                                    | Alemania                 |
| I       | —       | Río Gaissa                                            | Río Gaissa                                            | Río Gaissa                                            | Río Gaissa                                            | Río Gaissa                                            | Danubio           | 2233,85       | Heining                                            | 17,3          |              |               |                                                    | Alemania                 |
| I       | —       | Río Ilz (con el Großer Ohe)                           | Río Ilz (con el Großer Ohe)                           | Río Ilz (con el Großer Ohe)                           | Río Ilz (con el Großer Ohe)                           | Río Ilz (con el Großer Ohe)                           | Danubio           | 2225,43       | Passau (ALE)                                       | 62            | 850          |               | Alemania                                           | Alemania                 |
| —       | D       | Río Eno (o Inn)                                       | Río Eno (o Inn)                                       | Río Eno (o Inn)                                       | Río Eno (o Inn)                                       | Río Eno (o Inn)                                       | Danubio           | 2225,20       | Passau (ALE)                                       | 517           | 25 700       | 735           | Suiza, Austria y Alemania                          | Austria-Alemania         |
| —       | —       | –                                                     | Río Rott                                              | Río Rott                                              | Río Rott                                              | Río Rott                                              | Eno               | —             | —                                                  | 111,4         | 1200         | 9,31          | Austria y Alemania                                 | Austria-Alemania         |
| —       | —       | –                                                     | Río Salzach                                           | Río Salzach                                           | Río Salzach                                           | Río Salzach                                           | Eno               | —             | —                                                  | 225           | 6700         | 251           | Alemania                                           | Austria-Alemania         |
| I       | —       | Río Satzbach                                          | Río Satzbach                                          | Río Satzbach                                          | Río Satzbach                                          | Río Satzbach                                          | Danubio           | 2221,30       | Löwmühle                                           |               |              |               |                                                    | Austria-Alemania         |
| —       | D       | Río Kößelbach                                         | Río Kößelbach                                         | Río Kößelbach                                         | Río Kößelbach                                         | Río Kößelbach                                         | Danubio           | 2218,00       | Kernmühle                                          |               |              |               |                                                    | Austria-Alemania         |
| I       | —       | Río Erlau                                             | Río Erlau                                             | Río Erlau                                             | Río Erlau                                             | Río Erlau                                             | Danubio           | 2215,15       | Erlau                                              |               |              |               |                                                    | Austria-Alemania         |
| I       | —       | Río Dantelbach                                        | Río Dantelbach                                        | Río Dantelbach                                        | Río Dantelbach                                        | Río Dantelbach                                        | Danubio           | 2201,77       | Dantelbach                                         |               |              |               |                                                    | Austria-Alemania         |
| I       | —       | Río Rannabach                                         | Río Rannabach                                         | Río Rannabach                                         | Río Rannabach                                         | Río Rannabach                                         | Danubio           | 2196,04       | Oberranna                                          |               |              |               |                                                    | Austria-Alemania         |
| —       | D       | Río Kesselbach                                        | Río Kesselbach                                        | Río Kesselbach                                        | Río Kesselbach                                        | Río Kesselbach                                        | Danubio           | 2194,55       | Kager-Niederranna                                  |               |              |               |                                                    | Austria-Alemania         |
| I       | —       | Río Kleine Mühl                                       | Río Kleine Mühl                                       | Río Kleine Mühl                                       | Río Kleine Mühl                                       | Río Kleine Mühl                                       | Danubio           | 2177,85       | Obermühl/Grafenau (AUT)                            |               |              |               | Austria                                            | Austria                  |
| I       | —       | Río Große Mühl                                        | Río Große Mühl                                        | Río Große Mühl                                        | Río Große Mühl                                        | Río Große Mühl                                        | Danubio           | 2168,00       | Untermühl/Partenstein/Austria (AUT)                |               |              |               |                                                    | Austria                  |
| I       | —       | Río Große Rodl                                        | Río Große Rodl                                        | Río Große Rodl                                        | Río Große Rodl                                        | Río Große Rodl                                        | Danubio           | 2144,83       | Wilhering (AUT)                                    |               |              |               |                                                    | Austria                  |
| I       | —       | Río Bleicherbach                                      | Río Bleicherbach                                      | Río Bleicherbach                                      | Río Bleicherbach                                      | Río Bleicherbach                                      | Danubio           | 2143,35       | Wilhering (AUT)                                    |               |              |               |                                                    | Austria                  |
| —       | D       | Río Traun                                             | Río Traun                                             | Río Traun                                             | Río Traun                                             | Río Traun                                             | Danubio           | 2124,73       | Cerca de Linz (AUT)                                | 153           |              | 135           | Austria                                            | Austria                  |
| —       | D       | Río Ipfbach                                           | Río Ipfbach                                           | Río Ipfbach                                           | Río Ipfbach                                           | Río Ipfbach                                           | Danubio           | 2116,98       | Enghagen                                           |               |              |               |                                                    | Austria                  |
| I       | —       | Río Gusen                                             | Río Gusen                                             | Río Gusen                                             | Río Gusen                                             | Río Gusen                                             | Danubio           | 2113,60       | Enghagen                                           | 78            |              |               | Austria                                            | Austria                  |
| —       | D       | Río Enns                                              | Río Enns                                              | Río Enns                                              | Río Enns                                              | Río Enns                                              | Danubio           | 2111,828      | Mauthausen (AUT)                                   | 254           | 5940         | 201           | Austria                                            | Austria                  |
| I       | —       | Río Aist                                              | Río Aist                                              | Río Aist                                              | Río Aist                                              | Río Aist                                              | Danubio           | 2108,50       | Schwarzholz                                        | 15            |              |               |                                                    | Austria                  |
| —       | D       | Río Isper                                             | Río Isper                                             | Río Isper                                             | Río Isper                                             | Río Isper                                             | Danubio           | 2065,70       | Isperdorf                                          |               |              |               |                                                    | Austria                  |
| —       | D       | Río Ybbs                                              | Río Ybbs                                              | Río Ybbs                                              | Río Ybbs                                              | Río Ybbs                                              | Danubio           | 2057,10       | Ybbs an der Donau (AUT)                            | 130           |              |               | Austria                                            | Austria                  |
| I       | —       | Río Erlauf                                            | Río Erlauf                                            | Río Erlauf                                            | Río Erlauf                                            | Río Erlauf                                            | Danubio           | 2046,30       | Pöchlarn (AUT)                                     |               |              |               |                                                    | Austria                  |
| I       | —       | Río Pielach                                           | Río Pielach                                           | Río Pielach                                           | Río Pielach                                           | Río Pielach                                           | Danubio           | 2034,35       | Schallemmersdorf (AUT)                             |               |              |               |                                                    | Austria                  |
| —       | D       | Río Aggsbach                                          | Río Aggsbach                                          | Río Aggsbach                                          | Río Aggsbach                                          | Río Aggsbach                                          | Danubio           | 2027,17       | Aggstein (AUT)                                     |               |              |               |                                                    | Austria                  |
| I       | —       | Río Endlingbach                                       | Río Endlingbach                                       | Río Endlingbach                                       | Río Endlingbach                                       | Río Endlingbach                                       | Danubio           | 2026,97       | Aggstein (AUT)                                     |               |              |               |                                                    | Austria                  |
| I       | —       | Río Spitzerbach                                       | Río Spitzerbach                                       | Río Spitzerbach                                       | Río Spitzerbach                                       | Río Spitzerbach                                       | Danubio           | 2019,58       | Spitz an der Donau (AUT)                           |               |              |               |                                                    | Austria                  |
| —       | D       | Río Fladnitz                                          | Río Fladnitz                                          | Río Fladnitz                                          | Río Fladnitz                                          | Río Fladnitz                                          | Danubio           | 2000,60       | Krems (AUT)                                        |               |              |               |                                                    | Austria                  |
| —       | D       | Río Traisen                                           | Río Traisen                                           | Río Traisen                                           | Río Traisen                                           | Río Traisen                                           | Danubio           | 1979,10       | Altenwörth (AUT)                                   | 80            | 1000         |               |                                                    | Austria                  |
| —       | D       | Río Perschling                                        | Río Perschling                                        | Río Perschling                                        | Río Perschling                                        | Río Perschling                                        | Danubio           | 1972,10       | Klein Schönbüchel (AUT)                            |               |              |               |                                                    | Austria                  |
| —       | D       | Río Grosse Tulln                                      | Río Grosse Tulln                                      | Río Grosse Tulln                                      | Río Grosse Tulln                                      | Río Grosse Tulln                                      | Danubio           | 1965,27       | Tulln (AUT)                                        |               |              |               |                                                    | Austria                  |
| —       | D       | Río Schwechat                                         | Río Schwechat                                         | Río Schwechat                                         | Río Schwechat                                         | Río Schwechat                                         | Danubio           | 1913,70       | Aguas arriba de Schönau                            |               |              |               |                                                    | Austria                  |
| I       | —       | Río Russbach                                          | Río Russbach                                          | Río Russbach                                          | Río Russbach                                          | Río Russbach                                          | Danubio           | 1881,20       |                                                    |               |              |               |                                                    | Austria                  |
| I       | —       | Río Morava                                            | Río Morava                                            | Río Morava                                            | Río Morava                                            | Río Morava                                            | Danubio           | 1880,26       | Devín (SLO)                                        | 358           | 27 630       | 109           | República Checa, Eslovaquia y Austria              | Austria-Eslovaquia       |
| —       | —       | –                                                     | RíoDyje                                               | RíoDyje                                               | RíoDyje                                               | RíoDyje                                               | Morava            | —             | —                                                  | 235,4         | 13 419       | 43,9          | Austria-República Checa                            | Austria-Eslovaquia       |
| I       | —       | Río Vidrica                                           | Río Vidrica                                           | Río Vidrica                                           | Río Vidrica                                           | Río Vidrica                                           | Danubio           | 1871,50       |                                                    |               |              |               |                                                    | Hungría-Eslovaquia       |
| —       | D       | Río Leita (o Leitha)                                  | Río Leita (o Leitha)                                  | Río Leita (o Leitha)                                  | Río Leita (o Leitha)                                  | Río Leita (o Leitha)                                  | Danubio           | 1793,00       | Cerca de Mosonmagyaróvár (HUN)                     | 180           |              |               | Austria y Hungría                                  | Hungría-Eslovaquia       |
| —       | D       | Río Rába (o Raab)                                     | Río Rába (o Raab)                                     | Río Rába (o Raab)                                     | Río Rába (o Raab)                                     | Río Rába (o Raab)                                     | Danubio           | 1793,00       | Győr (HUN)                                         | 322           | 5840         | 63            | Austria y Hungría                                  | Hungría-Eslovaquia       |
| —       | D       | Río Conco                                             | Río Conco                                             | Río Conco                                             | Río Conco                                             | Río Conco                                             | Danubio           | 1777,00       | Aguas arriba de Komarom (SLO)                      |               |              |               |                                                    | Hungría-Eslovaquia       |
| I       | —       | Río Váh                                               | Río Váh                                               | Río Váh                                               | Río Váh                                               | Río Váh                                               | Danubio           | 1765,80       | Komárno (SLK)                                      | 413           | 20 000       | 196           | Eslovaquia                                         | Hungría-Eslovaquia       |
| I       | —       | Río Hron                                              | Río Hron                                              | Río Hron                                              | Río Hron                                              | Río Hron                                              | Danubio           | 1716,00       | Cerca de Štúrovo (SVK)                             | 298           | 5456         | 55            | Eslovaquia                                         | Hungría-Eslovaquia       |
| I       | —       | Río Ipel                                              | Río Ipel                                              | Río Ipel                                              | Río Ipel                                              | Río Ipel                                              | Danubio           | 1708,20       | Cerca de Szob (HUN)                                | 232           | 5100         | 22            | Eslovaquia y Hungría                               | Hungría-Eslovaquia       |
| —       | D       | Río Lepence                                           | Río Lepence                                           | Río Lepence                                           | Río Lepence                                           | Río Lepence                                           | Danubio           | 1697,00       | Lepence                                            |               |              |               | Hungría                                            | Hungría                  |
| —       | D       | Río Benta                                             | Río Benta                                             | Río Benta                                             | Río Benta                                             | Río Benta                                             | Danubio           | 1621,75       |                                                    |               |              |               |                                                    | Hungría                  |
| —       | D       | Río Sió                                               | Río Sió                                               | Río Sió                                               | Río Sió                                               | Río Sió                                               | Danubio           | 1497,15       | Cerca de Szekszárd (HUN)                           | 129 (360)     | 9126         | 39            |                                                    | Hungría                  |
| I       | —       | Río Vajastorok                                        | Río Vajastorok                                        | Río Vajastorok                                        | Río Vajastorok                                        | Río Vajastorok                                        | Danubio           | 1494,60       |                                                    |               |              |               |                                                    | Hungría                  |
| —       | D       | Río Drava                                             | Río Drava                                             | Río Drava                                             | Río Drava                                             | Río Drava                                             | Danubio           | 1382,50       | Cerca de Osijek (CRO)                              | 749           | 11 828       | 620           | Italia, Austria, Eslovenia, Croacia y Hungría      | Croacia-Serbia           |
| —       | D       | Río Vuka                                              | Río Vuka                                              | Río Vuka                                              | Río Vuka                                              | Río Vuka                                              | Danubio           | 1333,10       | Vukovar (CRO)                                      | 114           | 644          |               | Croacia                                            | Croacia-Serbia           |
| I       | —       | Río Tisza (o Tisa)                                    | Río Tisza (o Tisa)                                    | Río Tisza (o Tisa)                                    | Río Tisza (o Tisa)                                    | Río Tisza (o Tisa)                                    | Danubio           | 1214,50       | Cerca de Titel (SER)                               | 1378          | 157 100      | 814           | Ucrania, Rumania, Hungría, Eslovaquia y Serbia     | Serbia                   |
| —       | —       | –                                                     | Río Bega                                              | Río Bega                                              | Río Bega                                              | Río Bega                                              | Tisza             |               | Cerca de Titel (SER)                               | 255           | 2870         |               | Rumania y Serbia                                   | Serbia                   |
| —       | —       | –                                                     | Río Mureș (o Maros)                                   | Río Mureș (o Maros)                                   | Río Mureș (o Maros)                                   | Río Mureș (o Maros)                                   | Tisza             | —             | —                                                  | 761           | 27 049       |               | Rumania y Hungría                                  | Serbia                   |
| —       | —       | –                                                     | –                                                     | Río Târnava (y Târnava Mare)                          | Río Târnava (y Târnava Mare)                          | Río Târnava (y Târnava Mare)                          | Mureș             |               |                                                    | 249           | 6253         |               | Rumania y Hungría                                  | Serbia                   |
| —       | —       | –                                                     | –                                                     | Río Târnava Mică                                      | Río Târnava Mică                                      | Río Târnava Mică                                      | Mureș             |               |                                                    | 196           | 2071         |               | Rumania                                            | Serbia                   |
| —       | —       | –                                                     | –                                                     | Río Arieş                                             | Río Arieş                                             | Río Arieş                                             | Mureș             |               |                                                    | 166           | 3055         |               | Rumania                                            | Serbia                   |
| —       | —       | –                                                     | Río Criș (o Körös)                                    | Río Criș (o Körös)                                    | Río Criș (o Körös)                                    | Río Criș (o Körös)                                    | Tisza             | —             | —                                                  | 568           | 27 500       |               | Rumania y Hungría                                  | Serbia                   |
| —       | —       | –                                                     | –                                                     | Río Crişul Alb                                        | Río Crişul Alb                                        | Río Crişul Alb                                        | Criș              | —             | —                                                  | 235           |              |               | Rumania y Hungría                                  | Serbia                   |
| —       | —       | –                                                     | –                                                     | Río Crişul Repede                                     | Río Crişul Repede                                     | Río Crişul Repede                                     | Criș              | —             | —                                                  | 209           |              |               | Rumania y Hungría                                  | Serbia                   |
| —       | —       | –                                                     | Río Sajó                                              | Río Sajó                                              | Río Sajó                                              | Río Sajó                                              | Tisza             | —             | —                                                  | 229           |              |               |                                                    | Serbia                   |
| —       | —       | –                                                     | Río Bodrog (y Latorica)                               | Río Bodrog (y Latorica)                               | Río Bodrog (y Latorica)                               | Río Bodrog (y Latorica)                               | Tisza             | —             | —                                                  | 258           |              |               |                                                    | Serbia                   |
| —       | —       | –                                                     | Río Someș (o Szamos)                                  | Río Someș (o Szamos)                                  | Río Someș (o Szamos)                                  | Río Someș (o Szamos)                                  | Tisza             | —             | —                                                  | 388           | 15 300       | 114           | Rumania y Hungría                                  | Serbia                   |
| —       | —       | –                                                     | –                                                     | Río Someşul Mic                                       | Río Someşul Mic                                       | Río Someşul Mic                                       | Someş             | —             | —                                                  | 178           | 3773         |               | Rumania                                            | Serbia                   |
| —       | D       | Río Sava                                              | Río Sava                                              | Río Sava                                              | Río Sava                                              | Río Sava                                              | Danubio           | 1170          | Belgrado (SER)                                     | 990           | 95 720       | 1513          | Eslovenia, Croacia, Bosnia y Herzegovina y Serbia  | Serbia                   |
| —       | —       | –                                                     | Río Kolubara                                          | Río Kolubara                                          | Río Kolubara                                          | Río Kolubara                                          | Sava              | —             | —                                                  | 123           |              |               |                                                    | Serbia                   |
| —       | —       | –                                                     | Río Bosut                                             | Río Bosut                                             | Río Bosut                                             | Río Bosut                                             | Sava              |               | Bosut (SER)                                        | 186           | 3097         |               | Croacia y Serbia                                   | Serbia                   |
| —       | —       | –                                                     | Río Drina                                             | Río Drina                                             | Río Drina                                             | Río Drina                                             | Sava              | —             | —                                                  | 345           |              |               | Bosnia y Herzegovina, y Serbia                     | Serbia                   |
| —       | —       | –                                                     | –                                                     | Río Lim                                               | Río Lim                                               | Río Lim                                               | Drina             | —             | —                                                  | 220           | 5963         |               | Montenegro, Albania, Bosnia y Herzegovina y Serbia | Serbia                   |
| —       | —       | –                                                     | Río Bosna                                             | Río Bosna                                             | Río Bosna                                             | Río Bosna                                             | Sava              | —             | —                                                  | 271           | 10 457       | 174           | Bosnia y Herzegovina                               | Serbia                   |
| —       | —       | –                                                     | Río Vrbas                                             | Río Vrbas                                             | Río Vrbas                                             | Río Vrbas                                             | Sava              | —             | —                                                  | 192           | 5900         |               | Bosnia y Herzegovina                               | Serbia                   |
| —       | —       | –                                                     | Río Una                                               | Río Una                                               | Río Una                                               | Río Una                                               | Sava              | —             | —                                                  | 212           | 10 400       |               | Bosnia y Herzegovina                               | Serbia                   |
| —       | —       | –                                                     | Río Kolpa                                             | Río Kolpa                                             | Río Kolpa                                             | Río Kolpa                                             | Sava              | —             | —                                                  | 296           | 10 032       | 283           | Croacia y Eslovenia                                | Serbia                   |
| —       | —       | –                                                     | Río Sunja                                             | Río Sunja                                             | Río Sunja                                             | Río Sunja                                             | Sava              | —             | —                                                  | 278           |              |               |                                                    | Serbia                   |
| I       | —       | Río Timis (o Tamiš)                                   | Río Timis (o Tamiš)                                   | Río Timis (o Tamiš)                                   | Río Timis (o Tamiš)                                   | Río Timis (o Tamiš)                                   | Danubio           | 1154,20       | Cerca de Pančevo (SER)                             | 359           | 13 085       | 47            | Rumania y Serbia                                   | Serbia                   |
| —       | D       | Río Jezava                                            | Río Jezava                                            | Río Jezava                                            | Río Jezava                                            | Río Jezava                                            | Danubio           | 1115,20       |                                                    |               |              |               |                                                    | Serbia                   |
| —       | D       | Sistema Gran Morava-Morava occidental (Velika Morava) | Sistema Gran Morava-Morava occidental (Velika Morava) | Sistema Gran Morava-Morava occidental (Velika Morava) | Sistema Gran Morava-Morava occidental (Velika Morava) | Sistema Gran Morava-Morava occidental (Velika Morava) | Danubio           | 1104,50       | Cerca de Smederevo (SER)                           | 493           | 37 440       | 255           | Serbia                                             | Serbia                   |
| —       | —       | –                                                     | Río Morava occidental                                 | Río Morava occidental                                 | Río Morava occidental                                 | Río Morava occidental                                 | Gran Morava       | —             | —                                                  | 308           | 15 849       | 120           | Serbia                                             | Serbia                   |
| —       | —       | –                                                     | –                                                     | Río Ibar                                              | Río Ibar                                              | Río Ibar                                              | Morava occidental | —             | —                                                  | 276           | 8059         | 60            | Montenegro, Kosovo y Serbia                        | Serbia                   |
| —       | —       | –                                                     | Río Morava meridional                                 | Río Morava meridional                                 | Río Morava meridional                                 | Río Morava meridional                                 | Gran Morava       | —             | —                                                  | 295           | 15 469       | 100           | Serbia, Kosovo y Macedonia del Norte               | Serbia                   |
| —       | —       | –                                                     | –                                                     | Río Nišava                                            | Río Nišava                                            | Río Nišava                                            | Morava meridional | —             | —                                                  | 218           | 3950         | 36            | Bulgaria y Serbia                                  | Serbia                   |
| —       | D       | Río Mlava                                             | Río Mlava                                             | Río Mlava                                             | Río Mlava                                             | Río Mlava                                             | Danubio           | 1091,60       | Kostolac (SER)                                     | 158           | 1830         | 14            | Serbia                                             | Serbia                   |
| I       | —       | Río Caraș                                             | Río Caraș                                             | Río Caraș                                             | Río Caraș                                             | Río Caraș                                             | Danubio           | 1076,50       | Cerca de Stara Palanka (SER)                       | 110           | 1400         |               | Serbia y Rumania                                   | Serbia                   |
| I       | —       | Río Nera                                              | Río Nera                                              | Río Nera                                              | Río Nera                                              | Río Nera                                              | Danubio           | 1075,00       | Cerca de Stara Palanka, frontera serbo-rumana      | 124           |              |               |                                                    | Serbia-Rumania           |
| I       | —       | Río Ribiş                                             | Río Ribiş                                             | Río Ribiş                                             | Río Ribiş                                             | Río Ribiş                                             | Danubio           | 1070,00       | Aguas abajo de Baziaş                              |               |              |               |                                                    | Serbia-Rumania           |
| I       | —       | Río Pârâul Ţiganilor                                  | Río Pârâul Ţiganilor                                  | Río Pârâul Ţiganilor                                  | Río Pârâul Ţiganilor                                  | Río Pârâul Ţiganilor                                  | Danubio           | 1059,79       |                                                    |               |              |               |                                                    | Serbia-Rumania           |
| I       | —       | Río Râul Mic                                          | Río Râul Mic                                          | Río Râul Mic                                          | Río Râul Mic                                          | Río Râul Mic                                          | Danubio           | 1058,80       | Râul Mic                                           |               |              |               |                                                    | Serbia-Rumania           |
| —       | D       | Río Pek                                               | Río Pek                                               | Río Pek                                               | Río Pek                                               | Río Pek                                               | Danubio           | 1057,10       | Veliko Gradište (SER)                              | 129           |              |               |                                                    | Serbia-Rumania           |
| I       | —       | Río Prva                                              | Río Prva                                              | Río Prva                                              | Río Prva                                              | Río Prva                                              | Danubio           | 1050,90       | Aguas arriba de Moldova Veche                      |               |              |               |                                                    | Serbia-Rumania           |
| I       | —       | Río Valea Mare                                        | Río Valea Mare                                        | Río Valea Mare                                        | Río Valea Mare                                        | Río Valea Mare                                        | Danubio           |               | Moldova Veche                                      |               |              |               |                                                    | Serbia-Rumania           |
| I       | —       | Río Baronul                                           | Río Baronul                                           | Río Baronul                                           | Río Baronul                                           | Río Baronul                                           | Danubio           |               | Aguas abajo de Moldova Veche                       |               |              |               |                                                    | Serbia-Rumania           |
| I       | —       | Río Boşneag                                           | Río Boşneag                                           | Río Boşneag                                           | Río Boşneag                                           | Río Boşneag                                           | Danubio           | 1045,30       |                                                    |               |              |               |                                                    | Serbia-Rumania           |
| I       | —       | Río Varad                                             | Río Varad                                             | Río Varad                                             | Río Varad                                             | Río Varad                                             | Danubio           | 1042,40       | Aguas arriba de Coronini                           |               |              |               |                                                    | Serbia-Rumania           |
| I       | —       | Río Sicolovăţ                                         | Río Sicolovăţ                                         | Río Sicolovăţ                                         | Río Sicolovăţ                                         | Río Sicolovăţ                                         | Danubio           | 1039,40       |                                                    |               |              |               |                                                    | Serbia-Rumania           |
| —       | D       | Río Livadica                                          | Río Livadica                                          | Río Livadica                                          | Río Livadica                                          | Río Livadica                                          | Danubio           | 1037,30       |                                                    |               |              |               |                                                    | Serbia-Rumania           |
| I       | —       | Río Alibeg                                            | Río Alibeg                                            | Río Alibeg                                            | Río Alibeg                                            | Río Alibeg                                            | Danubio           | 1034,90       |                                                    |               |              |               |                                                    | Serbia-Rumania           |
| I       | —       | Río Liuborajdia                                       | Río Liuborajdia                                       | Río Liuborajdia                                       | Río Liuborajdia                                       | Río Liuborajdia                                       | Danubio           | 1031,90       |                                                    |               |              |               |                                                    | Serbia-Rumania           |
| I       | —       | Río Cruşoviţa                                         | Río Cruşoviţa                                         | Río Cruşoviţa                                         | Río Cruşoviţa                                         | Río Cruşoviţa                                         | Danubio           | 1029,60       |                                                    |               |              |               |                                                    | Serbia-Rumania           |
| —       | D       | Río Cezava                                            | Río Cezava                                            | Río Cezava                                            | Río Cezava                                            | Río Cezava                                            | Danubio           | 1026,80       | Cezava                                             |               |              |               |                                                    | Serbia-Rumania           |
| I       | —       | Río Caoniţa                                           | Río Caoniţa                                           | Río Caoniţa                                           | Río Caoniţa                                           | Río Caoniţa                                           | Danubio           | 1026,65       |                                                    |               |              |               |                                                    | Serbia-Rumania           |
| I       | —       | Río Cameniţa                                          | Río Cameniţa                                          | Río Cameniţa                                          | Río Cameniţa                                          | Río Cameniţa                                          | Danubio           | 1025,70       |                                                    |               |              |               |                                                    | Serbia-Rumania           |
| —       | D       | Río Turski Potok                                      | Río Turski Potok                                      | Río Turski Potok                                      | Río Turski Potok                                      | Río Turski Potok                                      | Danubio           | 1025,30       |                                                    |               |              |               |                                                    | Serbia-Rumania           |
| I       | —       | Río Oraviţa                                           | Río Oraviţa                                           | Río Oraviţa                                           | Río Oraviţa                                           | Río Oraviţa                                           | Danubio           | 1022,90       | Liubcova                                           |               |              |               |                                                    | Serbia-Rumania           |
| —       | D       | Río Dobra                                             | Río Dobra                                             | Río Dobra                                             | Río Dobra                                             | Río Dobra                                             | Danubio           | 1021,00       |                                                    |               |              |               |                                                    | Serbia-Rumania           |
| I       | —       | Río Zascoc                                            | Río Zascoc                                            | Río Zascoc                                            | Río Zascoc                                            | Río Zascoc                                            | Danubio           | 1020,10       |                                                    |               |              |               |                                                    | Serbia-Rumania           |
| —       | D       | Río Zidinac                                           | Río Zidinac                                           | Río Zidinac                                           | Río Zidinac                                           | Río Zidinac                                           | Danubio           | 1019,00       | Zidinac                                            |               |              |               |                                                    | Serbia-Rumania           |
| I       | —       | Río Berzasca                                          | Río Berzasca                                          | Río Berzasca                                          | Río Berzasca                                          | Río Berzasca                                          | Danubio           | 1017,80       | Berzasca                                           |               |              |               |                                                    | Serbia-Rumania           |
| —       | D       | Río Kozica                                            | Río Kozica                                            | Río Kozica                                            | Río Kozica                                            | Río Kozica                                            | Danubio           |               |                                                    |               |              |               |                                                    | Serbia-Rumania           |
| I       | —       | Río Suva                                              | Río Suva                                              | Río Suva                                              | Río Suva                                              | Río Suva                                              | Danubio           | 1015,50       |                                                    |               |              |               |                                                    | Serbia-Rumania           |
| I       | —       | Río Cozla                                             | Río Cozla                                             | Río Cozla                                             | Río Cozla                                             | Río Cozla                                             | Danubio           | 1013,30       | Cozla                                              |               |              |               |                                                    | Serbia-Rumania           |
| I       | —       | Río Sirina                                            | Río Sirina                                            | Río Sirina                                            | Río Sirina                                            | Río Sirina                                            | Danubio           | 1012,10       | Aguas abajo de Cozla                               |               |              |               |                                                    | Serbia-Rumania           |
| —       | D       | Río Pesaca                                            | Río Pesaca                                            | Río Pesaca                                            | Río Pesaca                                            | Río Pesaca                                            | Danubio           | 1009,40       |                                                    |               |              |               |                                                    | Serbia-Rumania           |
| I       | —       | Río Elişeva                                           | Río Elişeva                                           | Río Elişeva                                           | Río Elişeva                                           | Río Elişeva                                           | Danubio           | 1007,30       |                                                    |               |              |               |                                                    | Serbia-Rumania           |
| —       | D       | Río Boljetinska                                       | Río Boljetinska                                       | Río Boljetinska                                       | Río Boljetinska                                       | Río Boljetinska                                       | Danubio           | 1003,20       |                                                    |               |              |               |                                                    | Serbia-Rumania           |
| I       | —       | Río Saraoschi                                         | Río Saraoschi                                         | Río Saraoschi                                         | Río Saraoschi                                         | Río Saraoschi                                         | Danubio           |               |                                                    |               |              |               |                                                    | Serbia-Rumania           |
| I       | —       | Río Starişte                                          | Río Starişte                                          | Río Starişte                                          | Río Starişte                                          | Río Starişte                                          | Danubio           | 1000,90       |                                                    |               |              |               |                                                    | Serbia-Rumania           |
| I       | —       | Río Paolina                                           | Río Paolina                                           | Río Paolina                                           | Río Paolina                                           | Río Paolina                                           | Danubio           | 999,50        |                                                    |               |              |               |                                                    | Serbia-Rumania           |
| I       | —       | Río Suşcava                                           | Río Suşcava                                           | Río Suşcava                                           | Río Suşcava                                           | Río Suşcava                                           | Danubio           | 994,50        |                                                    |               |              |               |                                                    | Serbia-Rumania           |
| I       | —       | Río Ciuceavca                                         | Río Ciuceavca                                         | Río Ciuceavca                                         | Río Ciuceavca                                         | Río Ciuceavca                                         | Danubio           | 993,40        |                                                    |               |              |               |                                                    | Serbia-Rumania           |
| —       | D       | Río Zlatica                                           | Río Zlatica                                           | Río Zlatica                                           | Río Zlatica                                           | Río Zlatica                                           | Danubio           | 992,80        |                                                    |               |              |               |                                                    | Serbia-Rumania           |
| —       | D       | Río Porečka                                           | Río Porečka                                           | Río Porečka                                           | Río Porečka                                           | Río Porečka                                           | Danubio           | 988,20        |                                                    | 50            |              |               |                                                    | Serbia-Rumania           |
| I       | —       | Río Iuţi                                              | Río Iuţi                                              | Río Iuţi                                              | Río Iuţi                                              | Río Iuţi                                              | Danubio           | 988           |                                                    |               |              |               |                                                    | Serbia-Rumania           |
| I       | —       | Río Tişoviţa                                          | Río Tişoviţa                                          | Río Tişoviţa                                          | Río Tişoviţa                                          | Río Tişoviţa                                          | Danubio           | 982,60        | Tişoviţa                                           |               |              |               |                                                    | Serbia-Rumania           |
| I       | —       | Río Reciţa                                            | Río Reciţa                                            | Río Reciţa                                            | Río Reciţa                                            | Río Reciţa                                            | Danubio           | 981,30        | Aguas abajo de Tişoviţa                            |               |              |               |                                                    | Serbia-Rumania           |
| I       | —       | Río Liubotina                                         | Río Liubotina                                         | Río Liubotina                                         | Río Liubotina                                         | Río Liubotina                                         | Danubio           | 979,70        |                                                    |               |              |               |                                                    | Serbia-Rumania           |
| I       | —       | Río Plavişeviţa                                       | Río Plavişeviţa                                       | Río Plavişeviţa                                       | Río Plavişeviţa                                       | Río Plavişeviţa                                       | Danubio           | 976,20        |                                                    |               |              |               |                                                    | Serbia-Rumania           |
| I       | —       | Río Ponicova                                          | Río Ponicova                                          | Río Ponicova                                          | Río Ponicova                                          | Río Ponicova                                          | Danubio           | 972,80        | Ponicova                                           |               |              |               |                                                    | Serbia-Rumania           |
| I       | —       | Río Mraconia                                          | Río Mraconia                                          | Río Mraconia                                          | Río Mraconia                                          | Río Mraconia                                          | Danubio           | 967,00        |                                                    |               |              |               |                                                    | Serbia-Rumania           |
| I       | —       | Río Costineţiu                                        | Río Costineţiu                                        | Río Costineţiu                                        | Río Costineţiu                                        | Río Costineţiu                                        | Danubio           | 964,60        |                                                    |               |              |               |                                                    | Serbia-Rumania           |
| I       | —       | Río Suhodolu                                          | Río Suhodolu                                          | Río Suhodolu                                          | Río Suhodolu                                          | Río Suhodolu                                          | Danubio           | 963,40        |                                                    |               |              |               |                                                    | Serbia-Rumania           |
| I       | —       | Río Mala                                              | Río Mala                                              | Río Mala                                              | Río Mala                                              | Río Mala                                              | Danubio           | 961,40        |                                                    |               |              |               |                                                    | Serbia-Rumania           |
| I       | —       | Río Valea Satului                                     | Río Valea Satului                                     | Río Valea Satului                                     | Río Valea Satului                                     | Río Valea Satului                                     | Danubio           |               | Aguas arriba de Ieşelniţa                          |               |              |               |                                                    | Serbia-Rumania           |
| I       | —       | Río Ieşelniţa                                         | Río Ieşelniţa                                         | Río Ieşelniţa                                         | Río Ieşelniţa                                         | Río Ieşelniţa                                         | Danubio           | 959,70        | Ieşelniţa                                          |               |              |               |                                                    | Serbia-Rumania           |
| I       | —       | Río Dâlboca                                           | Río Dâlboca                                           | Río Dâlboca                                           | Río Dâlboca                                           | Río Dâlboca                                           | Danubio           | 957,70        |                                                    |               |              |               |                                                    | Serbia-Rumania           |
| —       | D       | Río Velika Kovila                                     | Río Velika Kovila                                     | Río Velika Kovila                                     | Río Velika Kovila                                     | Río Velika Kovila                                     | Danubio           | 956,90        |                                                    |               |              |               |                                                    | Serbia-Rumania           |
| I       | —       | Río Groţca                                            | Río Groţca                                            | Río Groţca                                            | Río Groţca                                            | Río Groţca                                            | Danubio           | 955,20        |                                                    |               |              |               |                                                    | Serbia-Rumania           |
| I       | —       | Río Cerna                                             | Río Cerna                                             | Río Cerna                                             | Río Cerna                                             | Río Cerna                                             | Danubio           | 953,20        |                                                    | 84            |              |               |                                                    | Serbia-Rumania           |
| I       | —       | Río Bahna                                             | Río Bahna                                             | Río Bahna                                             | Río Bahna                                             | Río Bahna                                             | Danubio           | 949,80        |                                                    |               |              |               |                                                    | Serbia-Rumania           |
| —       | D       | Río Dzevrin                                           | Río Dzevrin                                           | Río Dzevrin                                           | Río Dzevrin                                           | Río Dzevrin                                           | Danubio           | 949,20        |                                                    |               |              |               |                                                    | Serbia-Rumania           |
| I       | —       | Río Vodiţa                                            | Río Vodiţa                                            | Río Vodiţa                                            | Río Vodiţa                                            | Río Vodiţa                                            | Danubio           |               |                                                    |               |              |               |                                                    | Serbia-Rumania           |
| —       | D       | Río Kasajna                                           | Río Kasajna                                           | Río Kasajna                                           | Río Kasajna                                           | Río Kasajna                                           | Danubio           | 946,80        |                                                    |               |              |               |                                                    | Serbia-Rumania           |
| I       | —       | Río Jidoştiţa                                         | Río Jidoştiţa                                         | Río Jidoştiţa                                         | Río Jidoştiţa                                         | Río Jidoştiţa                                         | Danubio           |               |                                                    |               |              |               |                                                    | Serbia-Rumania           |
| —       | D       | Río Kladusnica                                        | Río Kladusnica                                        | Río Kladusnica                                        | Río Kladusnica                                        | Río Kladusnica                                        | Danubio           | 936,80        |                                                    |               |              |               |                                                    | Serbia-Rumania           |
| I       | —       | Río Dudaş                                             | Río Dudaş                                             | Río Dudaş                                             | Río Dudaş                                             | Río Dudaş                                             | Danubio           | 936,60        |                                                    |               |              |               |                                                    | Serbia-Rumania           |
| I       | —       | Río Topolniţa                                         | Río Topolniţa                                         | Río Topolniţa                                         | Río Topolniţa                                         | Río Topolniţa                                         | Danubio           | 927,80        |                                                    |               |              |               |                                                    | Serbia-Rumania           |
| —       | -       | Río Bistriţa                                          | Río Bistriţa                                          | Río Bistriţa                                          | Río Bistriţa                                          | Río Bistriţa                                          | Danubio           | 920,60        |                                                    |               |              |               |                                                    | Serbia-Rumania           |
| —       | D       | Río Slatina                                           | Río Slatina                                           | Río Slatina                                           | Río Slatina                                           | Río Slatina                                           | Danubio           | 879           |                                                    |               |              |               |                                                    | Serbia-Rumania           |
| —       | D       | Río Timok                                             | Río Timok                                             | Río Timok                                             | Río Timok                                             | Río Timok                                             | Danubio           | 845,65        | Frontera serbo-búlgara                             | 203           | 4630         | 31            | Serbia y Bulgaria                                  | Bulgaria-Rumania         |
| I       | —       | Río Drincea                                           | Río Drincea                                           | Río Drincea                                           | Río Drincea                                           | Río Drincea                                           | Danubio           |               |                                                    |               |              |               |                                                    | Bulgaria-Rumania         |
| —       | D       | Río Topolovetz                                        | Río Topolovetz                                        | Río Topolovetz                                        | Río Topolovetz                                        | Río Topolovetz                                        | Danubio           | 784,10        |                                                    |               |              |               |                                                    | Bulgaria-Rumania         |
| —       | D       | Río Vojniska                                          | Río Vojniska                                          | Río Vojniska                                          | Río Vojniska                                          | Río Vojniska                                          | Danubio           | 782,20        |                                                    |               |              |               |                                                    | Bulgaria-Rumania         |
| —       | D       | Río Vidbol                                            | Río Vidbol                                            | Río Vidbol                                            | Río Vidbol                                            | Río Vidbol                                            | Danubio           | 780,20        |                                                    |               |              |               |                                                    | Bulgaria-Rumania         |
| —       | D       | Río Artchar                                           | Río Artchar                                           | Río Artchar                                           | Río Artchar                                           | Río Artchar                                           | Danubio           | 768,50        |                                                    | 59,4          | 364          |               | Bulgaria                                           | Bulgaria-Rumania         |
| —       | D       | Río Skomlia                                           | Río Skomlia                                           | Río Skomlia                                           | Río Skomlia                                           | Río Skomlia                                           | Danubio           | 762,50        |                                                    |               |              |               |                                                    | Bulgaria-Rumania         |
| —       | D       | Río Lom                                               | Río Lom                                               | Río Lom                                               | Río Lom                                               | Río Lom                                               | Danubio           | 741,70        | Lom (BUL)                                          | 93            | 1140         | 4,7           | Bulgaria                                           | Bulgaria-Rumania         |
| I       | —       | Río Sărăceaua                                         | Río Sărăceaua                                         | Río Sărăceaua                                         | Río Sărăceaua                                         | Río Sărăceaua                                         | Danubio           |               | Cârna                                              |               |              |               |                                                    | Bulgaria-Rumania         |
| I       | —       | Río Desnăţui                                          | Río Desnăţui                                          | Río Desnăţui                                          | Río Desnăţui                                          | Río Desnăţui                                          | Danubio           |               | Lago Bistreţu                                      |               |              |               |                                                    | Bulgaria-Rumania         |
| —       | D       | Río Tzibritza                                         | Río Tzibritza                                         | Río Tzibritza                                         | Río Tzibritza                                         | Río Tzibritza                                         | Danubio           | 715,85        |                                                    | 87,5          | 933,6        |               |                                                    | Bulgaria-Rumania         |
| I       | —       | Río Nedeia                                            | Río Nedeia                                            | Río Nedeia                                            | Río Nedeia                                            | Río Nedeia                                            | Danubio           | 697,60        | Nedeia                                             |               |              |               |                                                    | Bulgaria-Rumania         |
| I       | —       | Río Jiu                                               | Río Jiu                                               | Río Jiu                                               | Río Jiu                                               | Río Jiu                                               | Danubio           | 691,55        | Entre las ciudades búlgaras de Kozloduy y Oryahovo | 331           | 10 700       | 86            | Rumania                                            | Bulgaria-Rumania         |
| —       | D       | Río Ogosta                                            | Río Ogosta                                            | Río Ogosta                                            | Río Ogosta                                            | Río Ogosta                                            | Danubio           | 684,50        | Entre la boca del Jiu y Oryahovo (BUL)             | 147,4         | 3157         |               |                                                    | Bulgaria-Rumania         |
| I       | —       | Río Jieţ                                              | Río Jieţ                                              | Río Jieţ                                              | Río Jieţ                                              | Río Jieţ                                              | Danubio           | 681           | Jieţ                                               |               |              |               |                                                    | Bulgaria-Rumania         |
| —       | D       | Río Iskar                                             | Río Iskar                                             | Río Iskar                                             | Río Iskar                                             | Río Iskar                                             | Danubio           | 637,00        | Gigen, provincia de Pleven (BUL)                   | 368           | 8648         | 54            | Bulgaria                                           | Bulgaria-Rumania         |
| I       | —       | Río Celei                                             | Río Celei                                             | Río Celei                                             | Río Celei                                             | Río Celei                                             | Danubio           | 634,10        | Celei                                              |               |              |               |                                                    | Bulgaria-Rumania         |
| I       | —       | Río Ursa                                              | Río Ursa                                              | Río Ursa                                              | Río Ursa                                              | Río Ursa                                              | Danubio           |               | Gârcov                                             |               |              |               |                                                    | Bulgaria-Rumania         |
| —       | D       | Río Vit                                               | Río Vit                                               | Río Vit                                               | Río Vit                                               | Río Vit                                               | Danubio           | 609,50        | Somovit (BUL)                                      | 189           |              |               |                                                    | Bulgaria-Rumania         |
| I       | —       | Río Olt                                               | Río Olt                                               | Río Olt                                               | Río Olt                                               | Río Olt                                               | Danubio           | 604,00        | Turnu Măgurele (ROM)                               | 709           | 24 050       | 174           | Rumania                                            | Bulgaria-Rumania         |
| —       | —       | –                                                     | Río Oltet                                             | Río Oltet                                             | Río Oltet                                             | Río Oltet                                             | Río Olt           | —             | —                                                  | 186           | 2474         |               | Rumania                                            | Bulgaria-Rumania         |
| I       | —       | Río Oltul Mic                                         | Río Oltul Mic                                         | Río Oltul Mic                                         | Río Oltul Mic                                         | Río Oltul Mic                                         | Danubio           | 600,60        |                                                    |               |              |               |                                                    | Bulgaria-Rumania         |
| I       | —       | Río Călmăţui                                          | Río Călmăţui                                          | Río Călmăţui                                          | Río Călmăţui                                          | Río Călmăţui                                          | Danubio           |               |                                                    |               |              |               |                                                    | Bulgaria-Rumania         |
| —       | D       | Río Osam                                              | Río Osam                                              | Río Osam                                              | Río Osam                                              | Río Osam                                              | Danubio           | 600,10        | Nikopol (BUL)                                      | 314           | 2824         | 1,64          | Bulgaria                                           | Bulgaria-Rumania         |
| I       | —       | Río Sâi                                               | Río Sâi                                               | Río Sâi                                               | Río Sâi                                               | Río Sâi                                               | Danubio           |               | Turnu Măgurele                                     |               |              |               |                                                    | Bulgaria-Rumania         |
| —       | D       | Río Yantra                                            | Río Yantra                                            | Río Yantra                                            | Río Yantra                                            | Río Yantra                                            | Danubio           | 536,70        | Svishtov (BUL)                                     | 285           | 7862         | 47            | Bulgaria                                           | Bulgaria-Rumania         |
| I       | —       | Río Vedea                                             | Río Vedea                                             | Río Vedea                                             | Río Vedea                                             | Río Vedea                                             | Danubio           |               | Bujoru (ROM)                                       | 224           | 5430         |               |                                                    | Bulgaria-Rumania         |
| I       | —       | Río Pasărea                                           | Río Pasărea                                           | Río Pasărea                                           | Río Pasărea                                           | Río Pasărea                                           | Danubio           |               | Slobozia                                           |               |              |               |                                                    | Bulgaria-Rumania         |
| —       | D       | Río Rusenski Lom (con el Beli Lom)                    | Río Rusenski Lom (con el Beli Lom)                    | Río Rusenski Lom (con el Beli Lom)                    | Río Rusenski Lom (con el Beli Lom)                    | Río Rusenski Lom (con el Beli Lom)                    | Danubio           | 497,80        | Ruse (BUL)                                         | 196,9         | 2874         | 5,6           | Bulgaria                                           | Bulgaria-Rumania         |
| I       | —       | Río Argeș                                             | Río Argeș                                             | Río Argeș                                             | Río Argeș                                             | Río Argeș                                             | Danubio           | 430,00        | Olteniţa (ROM)                                     | 350           | 12 550       | 71            | Rumania                                            | Bulgaria-Rumania         |
| —       | —       | –                                                     | Río Dâmboviţa                                         | Río Dâmboviţa                                         | Río Dâmboviţa                                         | Río Dâmboviţa                                         | Río Argeş         | —             | —                                                  | 258           | 2837         |               | Rumania                                            | Bulgaria-Rumania         |
| —       | —       | –                                                     | Río Neajlov                                           | Río Neajlov                                           | Río Neajlov                                           | Río Neajlov                                           | Río Argeş         | —             | —                                                  | 186           | 3720         |               | Rumania                                            | Bulgaria-Rumania         |
| I       | —       | Río Mostiştea                                         | Río Mostiştea                                         | Río Mostiştea                                         | Río Mostiştea                                         | Río Mostiştea                                         | Danubio           |               |                                                    |               |              |               | Rumania                                            | Bulgaria-Rumania         |
| I       | —       | Río Berza                                             | Río Berza                                             | Río Berza                                             | Río Berza                                             | Río Berza                                             | Danubio           |               | Lago Gălăţui                                       |               |              |               | Rumania                                            | Rumania                  |
| —       | D       | Río Almălău                                           | Río Almălău                                           | Río Almălău                                           | Río Almălău                                           | Río Almălău                                           | Danubio           |               | Lago Bugeac (ROM)                                  |               |              |               |                                                    | Rumania                  |
| —       | D       | Río Begena                                            | Río Begena                                            | Río Begena                                            | Río Begena                                            | Río Begena                                            | Danubio           |               | Lago Bugeac (ROM)                                  |               |              |               |                                                    | Rumania                  |
| —       | D       | Río Galiţa                                            | Río Galiţa                                            | Río Galiţa                                            | Río Galiţa                                            | Río Galiţa                                            | Danubio           |               | Galiţa                                             |               |              |               |                                                    | Rumania                  |
| —       | D       | Río Canlia                                            | Río Canlia                                            | Río Canlia                                            | Río Canlia                                            | Río Canlia                                            | Danubio           |               | Canlia                                             |               |              |               |                                                    | Rumania                  |
| —       | D       | Río Canaraua Fetei                                    | Río Canaraua Fetei                                    | Río Canaraua Fetei                                    | Río Canaraua Fetei                                    | Río Canaraua Fetei                                    | Danubio           |               | Lago Oltina                                        |               |              |               |                                                    | Rumania                  |
| I       | —       | Río Jegălia                                           | Río Jegălia                                           | Río Jegălia                                           | Río Jegălia                                           | Río Jegălia                                           | Danubio           |               | Jegălia                                            |               |              |               |                                                    | Rumania                  |
| —       | D       | Río Valea Mare                                        | Río Valea Mare                                        | Río Valea Mare                                        | Río Valea Mare                                        | Río Valea Mare                                        | Danubio           |               | Lago Dunăreni                                      |               |              |               |                                                    | Rumania                  |
| I       | —       | Río Vederoasa                                         | Río Vederoasa                                         | Río Vederoasa                                         | Río Vederoasa                                         | Río Vederoasa                                         | Danubio           |               |                                                    |               |              |               |                                                    | Rumania                  |
| —       | D       | Río Urluia                                            | Río Urluia                                            | Río Urluia                                            | Río Urluia                                            | Río Urluia                                            | Danubio           |               | Aguas arriba de Rasova (ROM)                       |               |              |               |                                                    | Rumania                  |
| —       | D       | Río Rasova                                            | Río Rasova                                            | Río Rasova                                            | Río Rasova                                            | Río Rasova                                            | Danubio           |               | Rasova                                             |               |              |               |                                                    | Rumania                  |
| —       | D       | Río Peştera                                           | Río Peştera                                           | Río Peştera                                           | Río Peştera                                           | Río Peştera                                           | Danubio           |               | Cochirleni                                         |               |              |               |                                                    | Rumania                  |
| —       | D       | Río Ţibrin                                            | Río Ţibrin                                            | Río Ţibrin                                            | Río Ţibrin                                            | Río Ţibrin                                            | Danubio           |               |                                                    |               |              |               |                                                    | Rumania                  |
| —       | D       | Río Dunărea                                           | Río Dunărea                                           | Río Dunărea                                           | Río Dunărea                                           | Río Dunărea                                           | Danubio           |               | Dunărea                                            |               |              |               |                                                    | Rumania                  |
| I       | —       | Río Calachioi                                         | Río Calachioi                                         | Río Calachioi                                         | Río Calachioi                                         | Río Calachioi                                         | Danubio           |               | Capidava                                           |               |              |               |                                                    | Rumania                  |
| —       | D       | Río Chichirgeaua                                      | Río Chichirgeaua                                      | Río Chichirgeaua                                      | Río Chichirgeaua                                      | Río Chichirgeaua                                      | Danubio           |               | Tichileşti                                         |               |              |               |                                                    | Rumania                  |
| I       | —       | Río Ialomiţa                                          | Río Ialomiţa                                          | Río Ialomiţa                                          | Río Ialomiţa                                          | Río Ialomiţa                                          | Danubio           |               | Cerca de Hârşova                                   | 417           | 10 350       | 45            | Rumania                                            | Rumania                  |
| —       | —       | –                                                     | Río Prahova                                           | Río Prahova                                           | Río Prahova                                           | Río Prahova                                           | Ialomiţa          |               |                                                    | 176           | 3150         |               | Rumania                                            | Rumania                  |
| —       | D       | Río Topolog                                           | Río Topolog                                           | Río Topolog                                           | Río Topolog                                           | Río Topolog                                           | Danubio           |               | Saraiu                                             |               |              |               |                                                    | Rumania                  |
| —       | D       | Río Nămoleşti                                         | Río Nămoleşti                                         | Río Nămoleşti                                         | Río Nămoleşti                                         | Río Nămoleşti                                         | Danubio           |               | Gârliciu                                           |               |              |               |                                                    | Rumania                  |
| I       | —       | Río Călmăţui                                          | Río Călmăţui                                          | Río Călmăţui                                          | Río Călmăţui                                          | Río Călmăţui                                          | Danubio           |               |                                                    |               |              |               |                                                    | Rumania                  |
| I       | —       | Río Başburun                                          | Río Başburun                                          | Río Başburun                                          | Río Başburun                                          | Río Başburun                                          | Danubio           |               | Ostrov                                             |               |              |               |                                                    | Rumania                  |
| I       | —       | Río Aiorman                                           | Río Aiorman                                           | Río Aiorman                                           | Río Aiorman                                           | Río Aiorman                                           | Danubio           |               | Peceneaga                                          |               |              |               |                                                    | Rumania                  |
| I       | —       | Río Greci                                             | Río Greci                                             | Río Greci                                             | Río Greci                                             | Río Greci                                             | Danubio           |               |                                                    |               |              |               |                                                    | Rumania                  |
| —       | D       | Río Cerna                                             | Río Cerna                                             | Río Cerna                                             | Río Cerna                                             | Río Cerna                                             | Danubio           |               | Lago Cerna                                         |               |              |               |                                                    | Rumania                  |
| —       | D       | Río Valea Plopilor                                    | Río Valea Plopilor                                    | Río Valea Plopilor                                    | Río Valea Plopilor                                    | Río Valea Plopilor                                    | Danubio           |               | Măcin Branch                                       |               |              |               |                                                    | Rumania                  |
| —       | D       | Río Jilila                                            | Río Jilila                                            | Río Jilila                                            | Río Jilila                                            | Río Jilila                                            | Danubio           |               | Lago Jijila                                        |               |              |               |                                                    | Rumania                  |
| I       | —       | Río Siret                                             | Río Siret                                             | Río Siret                                             | Río Siret                                             | Río Siret                                             | Danubio           | 155,05        | Galaţi (ROM)                                       | 706           | 44 835       | 240           | Ucrania y Rumania                                  | Rumania                  |
| —       | —       | –                                                     | Río Buzău                                             | Río Buzău                                             | Río Buzău                                             | Río Buzău                                             | Río Siret         | —             | —                                                  | 325           | 5505         |               | Rumania                                            | Rumania                  |
| —       | —       | –                                                     | Río Bistriţa                                          | Río Bistriţa                                          | Río Bistriţa                                          | Río Bistriţa                                          | Río Siret         | —             | —                                                  | 290           | 6400         |               | Rumania                                            | Rumania                  |
| —       | —       | –                                                     | Río Bârlad                                            | Río Bârlad                                            | Río Bârlad                                            | Río Bârlad                                            | Río Siret         | —             | —                                                  | 289           | 7330         |               | Rumania                                            | Rumania                  |
| —       | —       | –                                                     | Río Moldova                                           | Río Moldova                                           | Río Moldova                                           | Río Moldova                                           | Río Siret         | —             | —                                                  | 237           | 4315         |               | Rumania                                            | Rumania                  |
| —       | —       | –                                                     | Río Suceava                                           | Río Suceava                                           | Río Suceava                                           | Río Suceava                                           | Río Siret         | —             | —                                                  | 173           | 2298         |               | Rumania                                            | Rumania                  |
| —       | —       | –                                                     | Río Trotuş                                            | Río Trotuş                                            | Río Trotuş                                            | Río Trotuş                                            | Río Siret         | —             | —                                                  | 162           | 4456         |               | Rumania                                            | Rumania                  |
| I       | —       | Río Prut                                              | Río Prut                                              | Río Prut                                              | Río Prut                                              | Río Prut                                              | Danubio           | 134,144       | Cerca de Reni                                      | 953           | 27 500       | 110           | Ucrania, Moldavia y Rumania                        | Rumania-Moldavia-Ucrania |
| —       | —       | –                                                     | Río Jijia                                             | Río Jijia                                             | Río Jijia                                             | Río Jijia                                             | Río Prut          | —             | —                                                  | 275           | 5575         |               | Rumania                                            | Rumania-Moldavia-Ucrania |
| I       | —       | Gârla Ciulineţul                                      | Gârla Ciulineţul                                      | Gârla Ciulineţul                                      | Gârla Ciulineţul                                      | Gârla Ciulineţul                                      | Danubio           |               | Lago Crapina                                       |               |              |               |                                                    | Rumania-Ucrania          |
| —       | D       | Río Luncaviţa                                         | Río Luncaviţa                                         | Río Luncaviţa                                         | Río Luncaviţa                                         | Río Luncaviţa                                         | Danubio           |               | Luncaviţa                                          |               |              |               |                                                    | Rumania-Ucrania          |